# Arquitectura gótica francesa

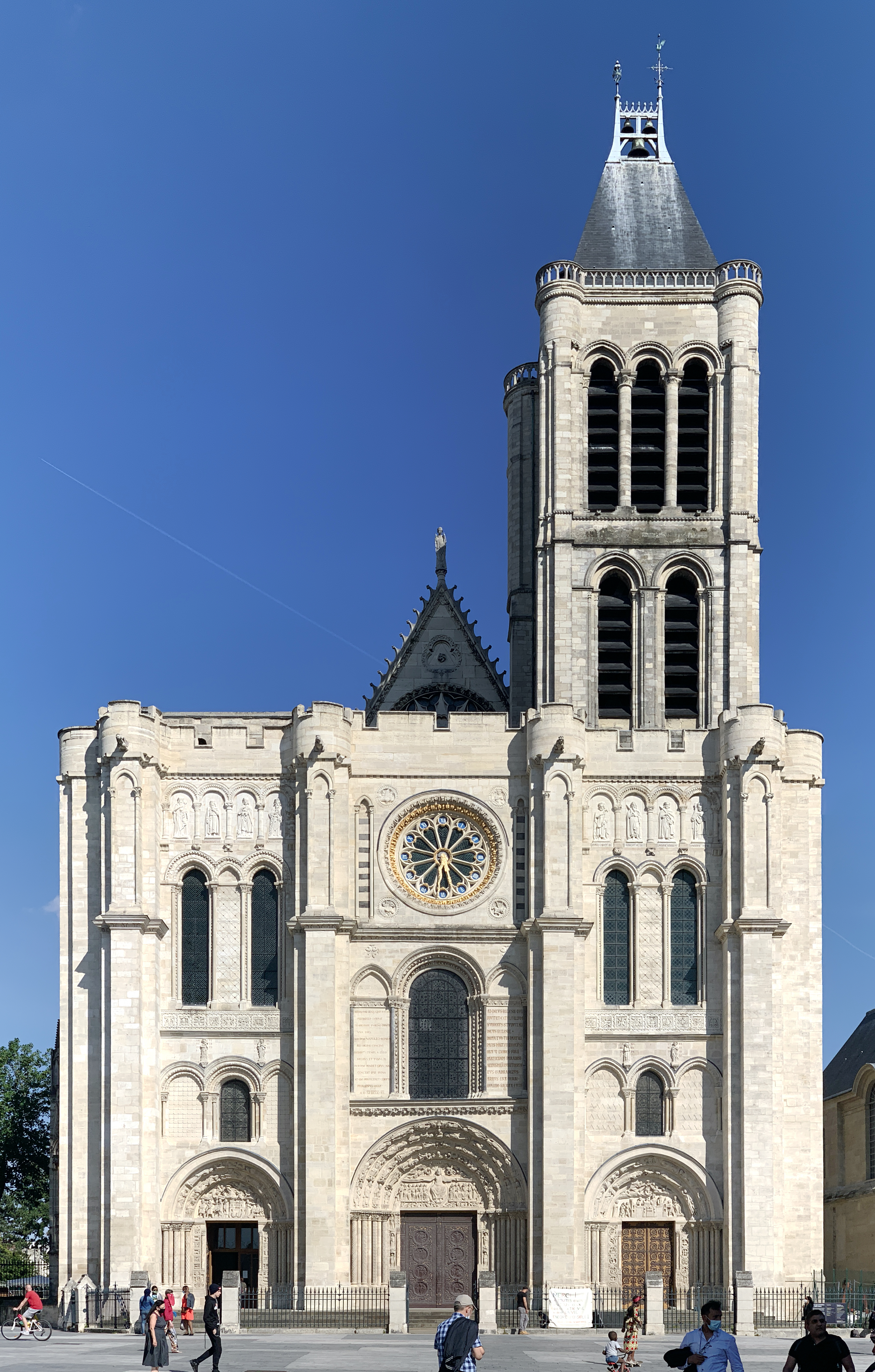
Fachada occidental de la basílica de Saint-Denis (gótico primitivo)

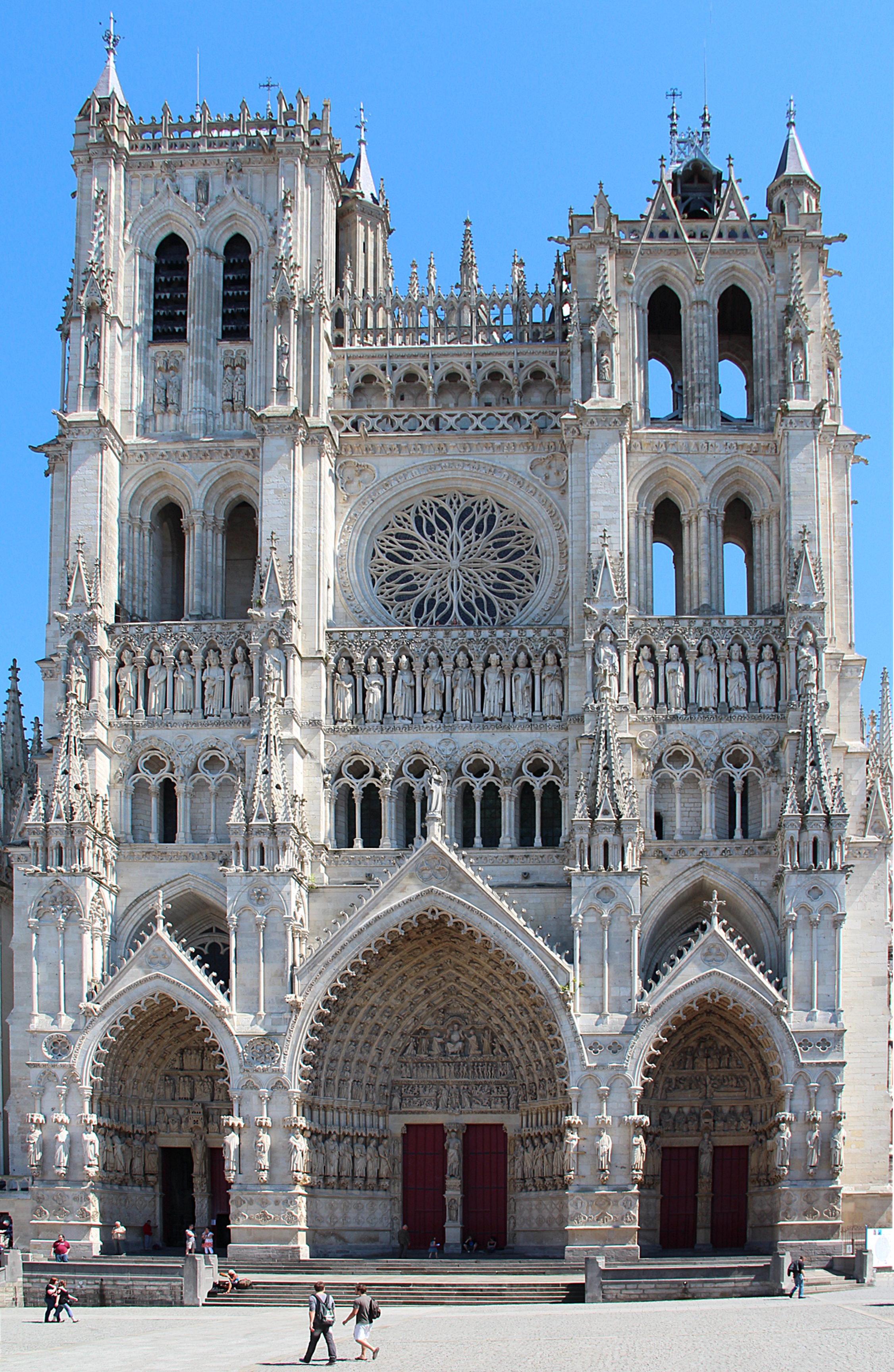
Fachada occidental de la catedral de Amiens (gótico clásico)

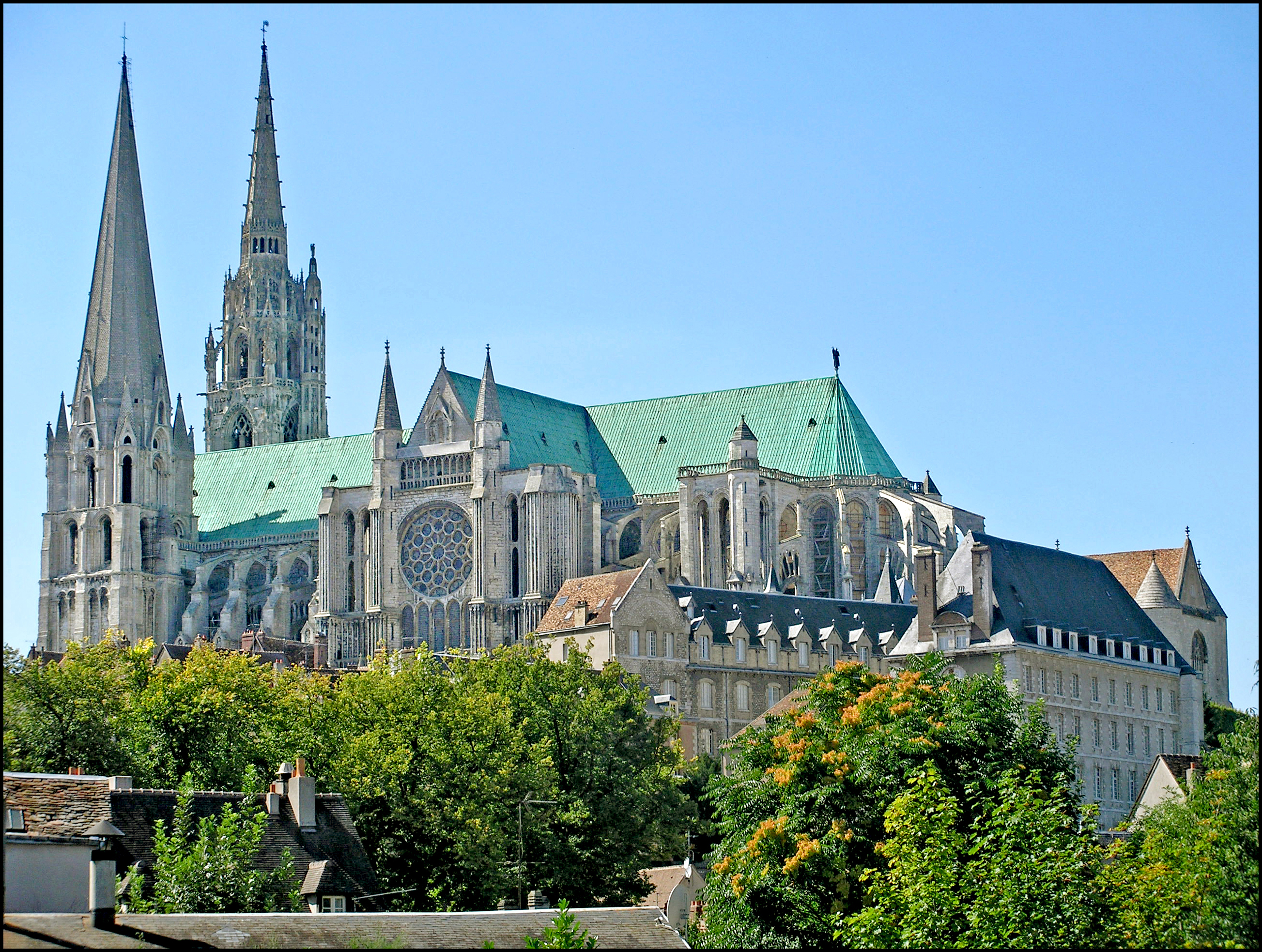
Catedral de Chartres (1194-1260) (gótico clásico)

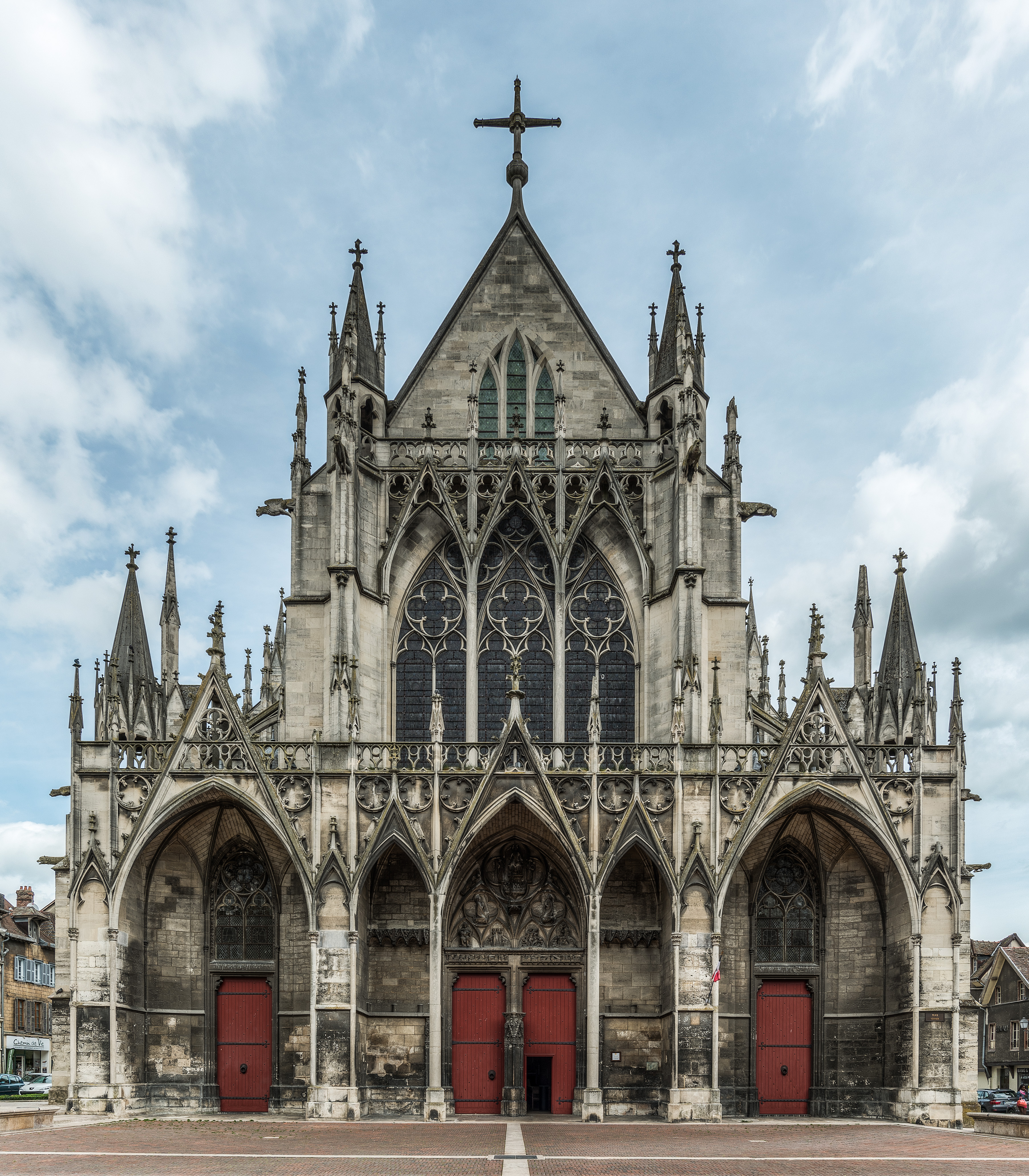
Basílica de San Urbano de Troyes (radiante)

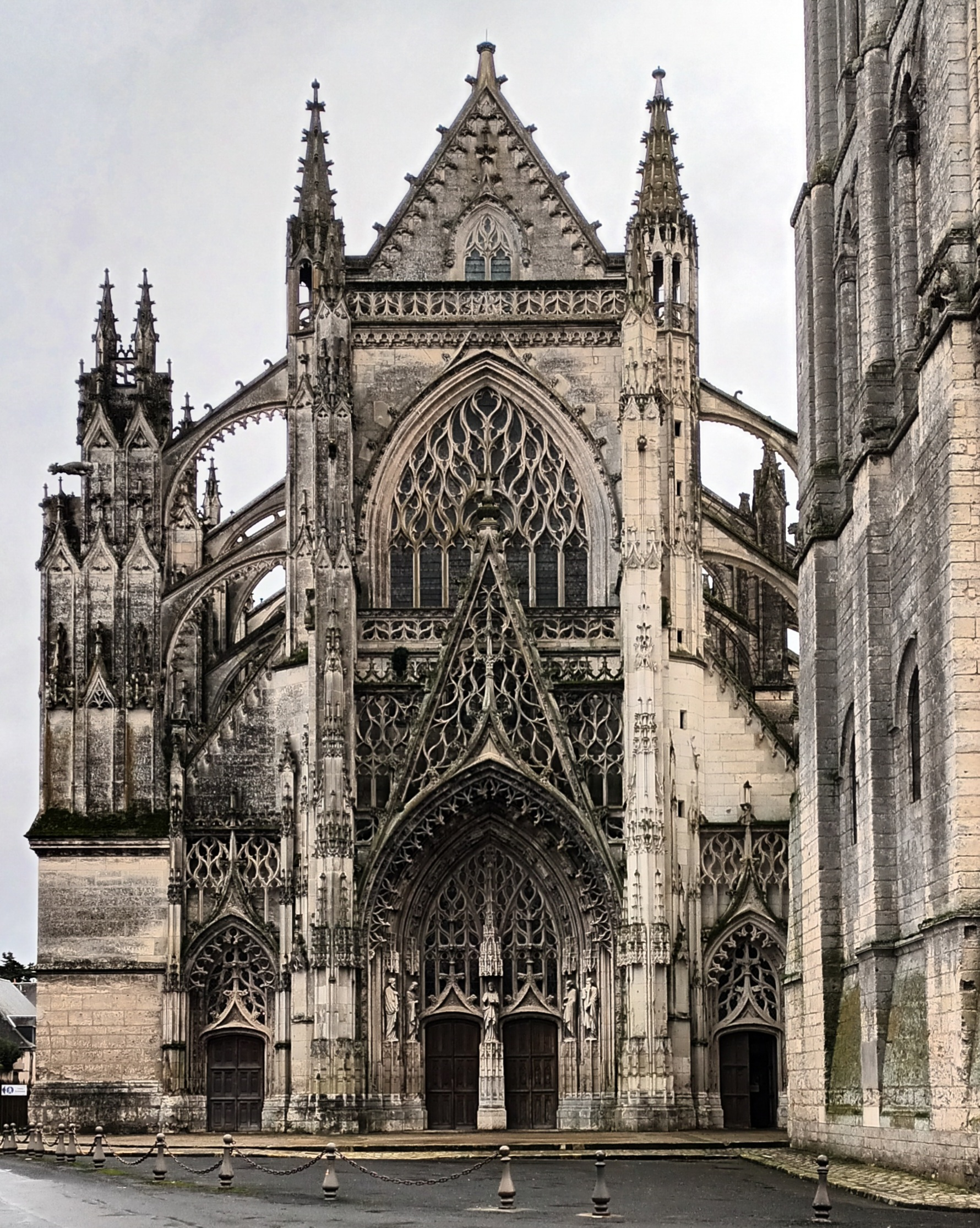
Fachada de la abacial de la Trinidad, Vendôme (completada en 1507) (flamígero)

La arquitectura gótica francesa y arte francés designa un estilo arquitectónico de la segunda parte de la Edad Media que surgió en lo que hoy es Francia como evolución de la arquitectura románica. El gótico apareció hacia 1130/1140 en las regiones de la Isla de Francia y Alta Picardía bajo el nombre de opus francigenum —en latín, que significa 'obra franciliana', por Isla de Francia— y se difundió rápidamente: primero, al norte del río Loira y luego al sur: después llegó a toda Europa occidental y siguió en uso hasta mediados del siglo XVI, e incluso hasta el siglo XVII en algunos países. Su fuerte identidad, tanto filosófica como arquitectónica, representa probablemente uno de los mayores logros artísticos de la Edad Media.
Las técnicas y la estética góticas se perpetuaron en la arquitectura francesa más allá del siglo XVI, en pleno período clásico, en algunos detalles y modos de reconstrucción. En el siglo XIX también tuvo lugar una verdadera recuperación con la ola de los historicismos, que llegó hasta principios del siglo XX, un estilo revival que fue denominado neogótico y que en Francia apareció algo más tarde que en otros países europeos.
El gótico francés se considera dividido en cuatro estilos, que no periodos, ya que a veces se superpusieron cronológicamente:
- temprano, primitivo, inicial o preclásico (1130-1180), caracterizado por la adopción del arco apuntado y la transición desde el final de la arquitectura románica. Para elevar más los muros, los constructores los dividieron en cuatro niveles: la arcada (arcos y pilares), galería, triforio y clerestorio; y para estabilizar los altos muros, inventaron los arbotantes, que alcanzaron la madurez solamente en el alto gótico durante el siglo XIII. Las bóvedas serán bóvedas sexpartitas de seis nervios. Edificaciones notables del estilo incluyen el extremo oriental de la iglesia de la abadía de Saint Denis (desde 1144,) la catedral de Sens (desde 1140), la catedral de Laon, la fachada occidental de la catedral de Chartres, Notre Dame de París, la catedral de Lyon y la catedral de Toul.
- clásico o alto gótico (1180-1240), momento en el desaparecen los últimos vestigios del estilo románico; canonizó las proporciones y formas del gótico temprano y las desarrolló aún más para alcanzar la luz, con edificaciones más altas y majestuosas. Los muros de las grandes iglesias pasaron de cuatro a solo tres niveles: arcada, triforio y clerestorio. Las coronaciones de los pilares se hicieron más pequeños para evitar detener el empuje ascendente visual. Las ventanas del clerestorio cambiaron de ser una única ventana en cada segmento, alojada en el muro, a dos ventanas unidas por un pequeño rosetón. Los nervios de las bóvedas se redujeron a cuatro. Los arbotantes maduraron, y después de que abrazaran el edificio en Notre-Dame de París y Chartres, se convirtieron en la forma canónica de soportar altos muros, desempeñando tanto propósitos estructurales como ornamentales. El cuerpo principal de la catedral de Chartres (1194-1260) —que sirvió de modelo para otras grandes catedrales de la época como la catedral de Soissons y la de Reims—, la catedral de Amiens y la catedral de Bourges son también representantes del estilo.
- radiante (rayonnant, 1240-1350), caracterizado por una mayor preocupación por las superficies y la repetición de los motivos decorativos a diferentes escalas. Los edificios tienden también a ganar en altura y verticalidad y se busca un efecto de ligereza y riqueza, superando la austeridad y cierta pesadez de la etapa precedente. En el interior la luz lo invade todo y se liberan los muros de su función sustentante para disponer rosetones radiales (de ahí el nombre) y vanos cada vez más grandes, que se decoran con vidrieras muy decoradas. Uno de los primeros edificios que sentaron las bases del estilo fue la catedral de Beauvais, que pretendía una altura de las bóvedas tan imponente (48 m) que no fue igualada en ningún otro edificio gótico. La Sainte-Chapelle, en París, concebida como una especie de relicario de cristal, constituye el paradigma perfecto del estilo radiante.
- y tardío o flamígero (flamboyant, desde 1350), con una ornamentación exuberante, caracterizada por un gran virtuosismo en la estereotomía (corte de la piedra). La técnica de la piedra armada del período radiante dio paso a la piedra tallada lo que explica que los rosetones sean más pequeños, incluso aunque sean más aéreos al reposar sobre estructuras más ligeras, como en la Sainte-Chapelle de Vincennes. Las fachadas también se tallan en varios planos. En el interior de los edificios, las bóvedas de crucería cada vez son más compleja, convirtiéndose, en algunos edificios, en un elemento decorativo.

Interiores góticos franceses
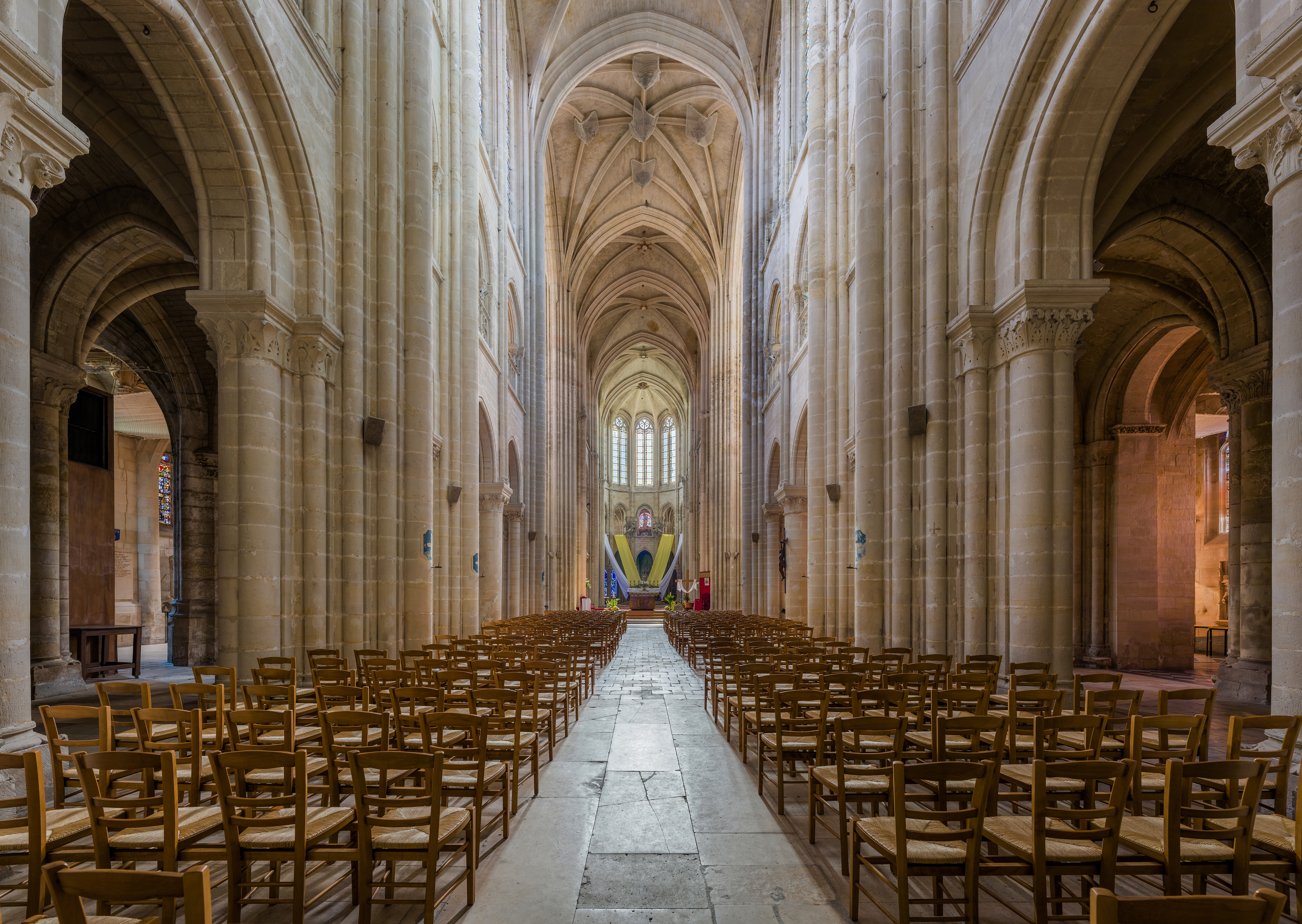
Catedral de Senlis (gótico inicial)
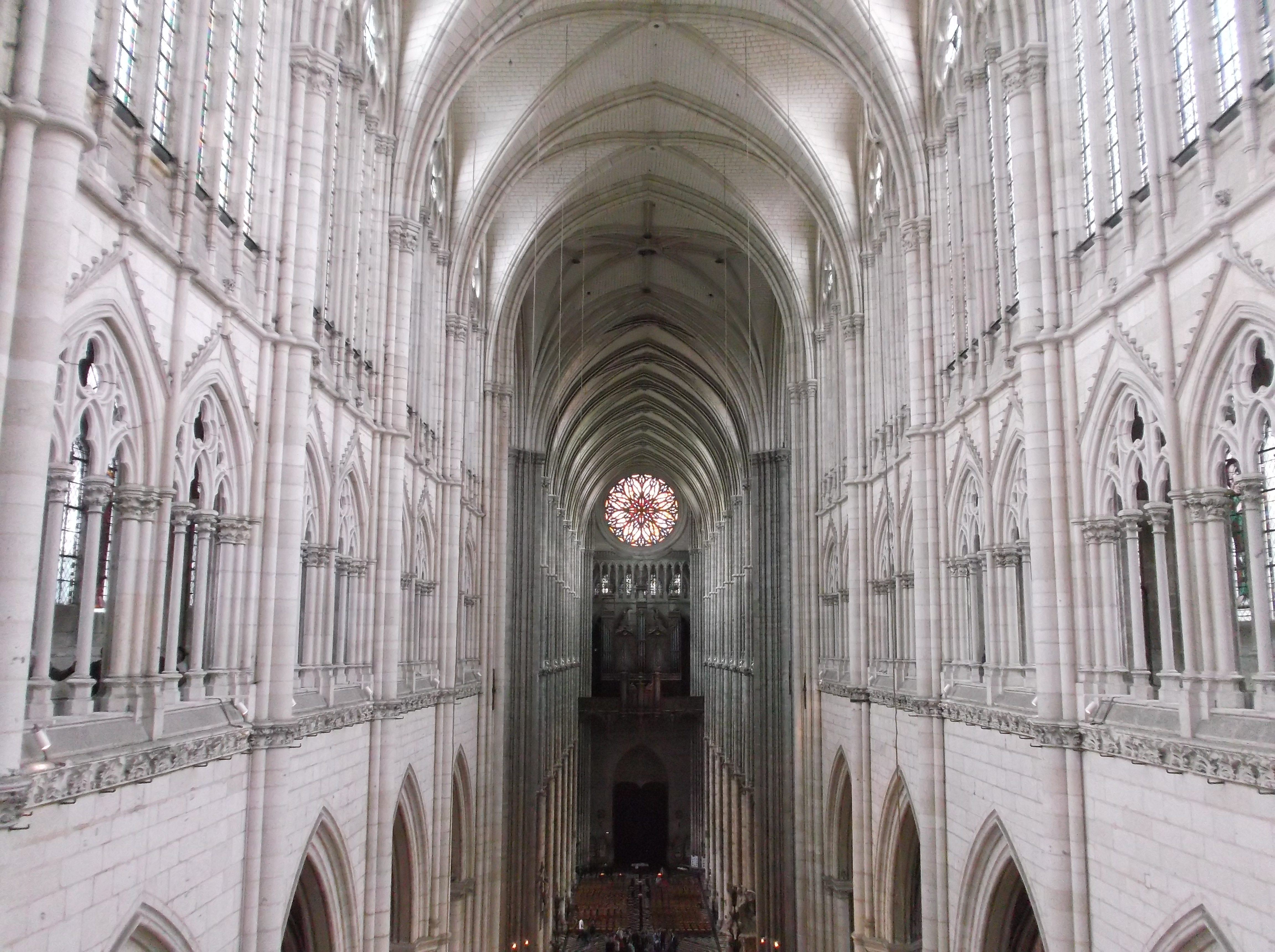
Catedral de Amiens (gótico clásico)
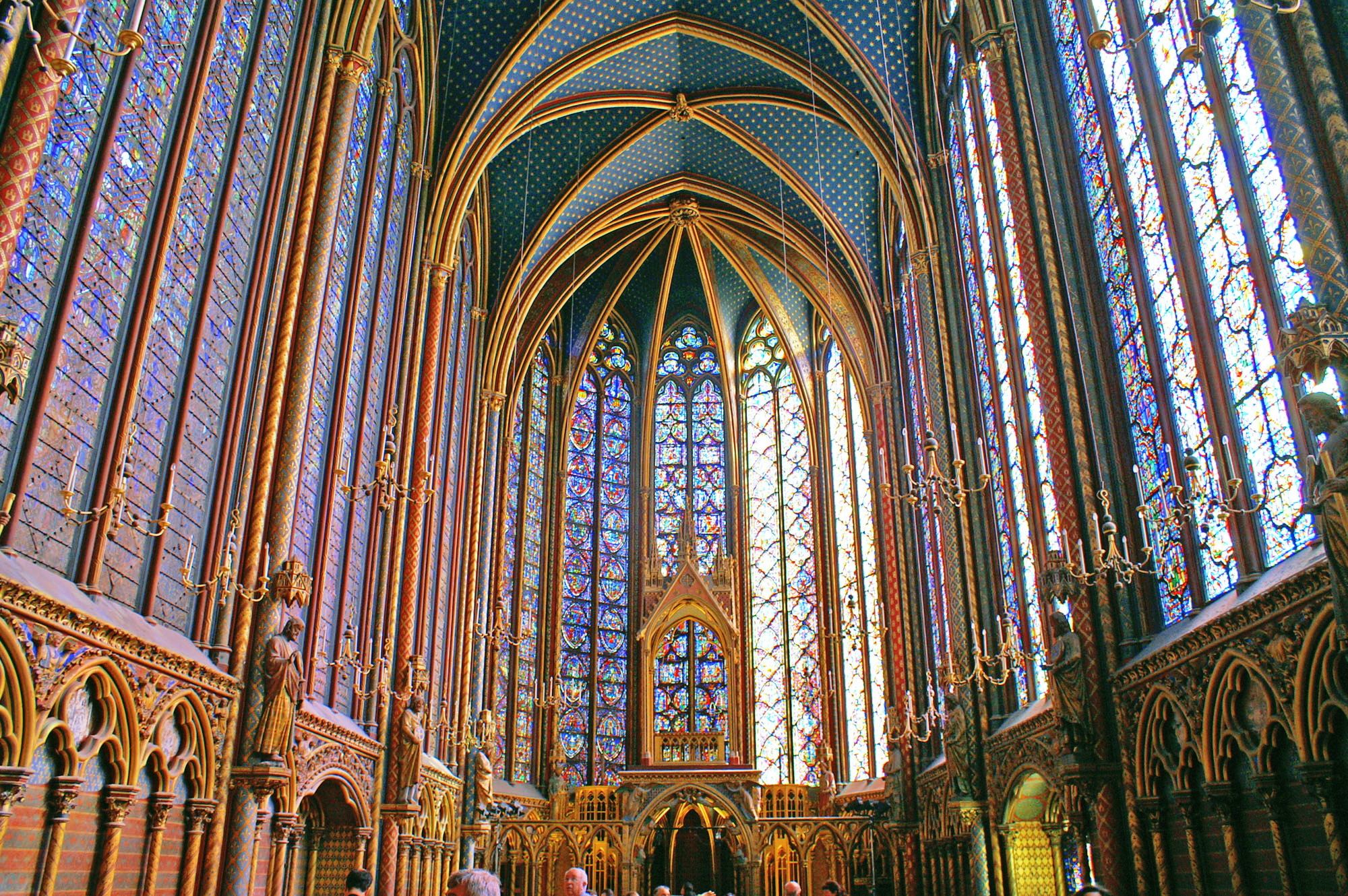
La Sainte-Chapelle, París (radiante)
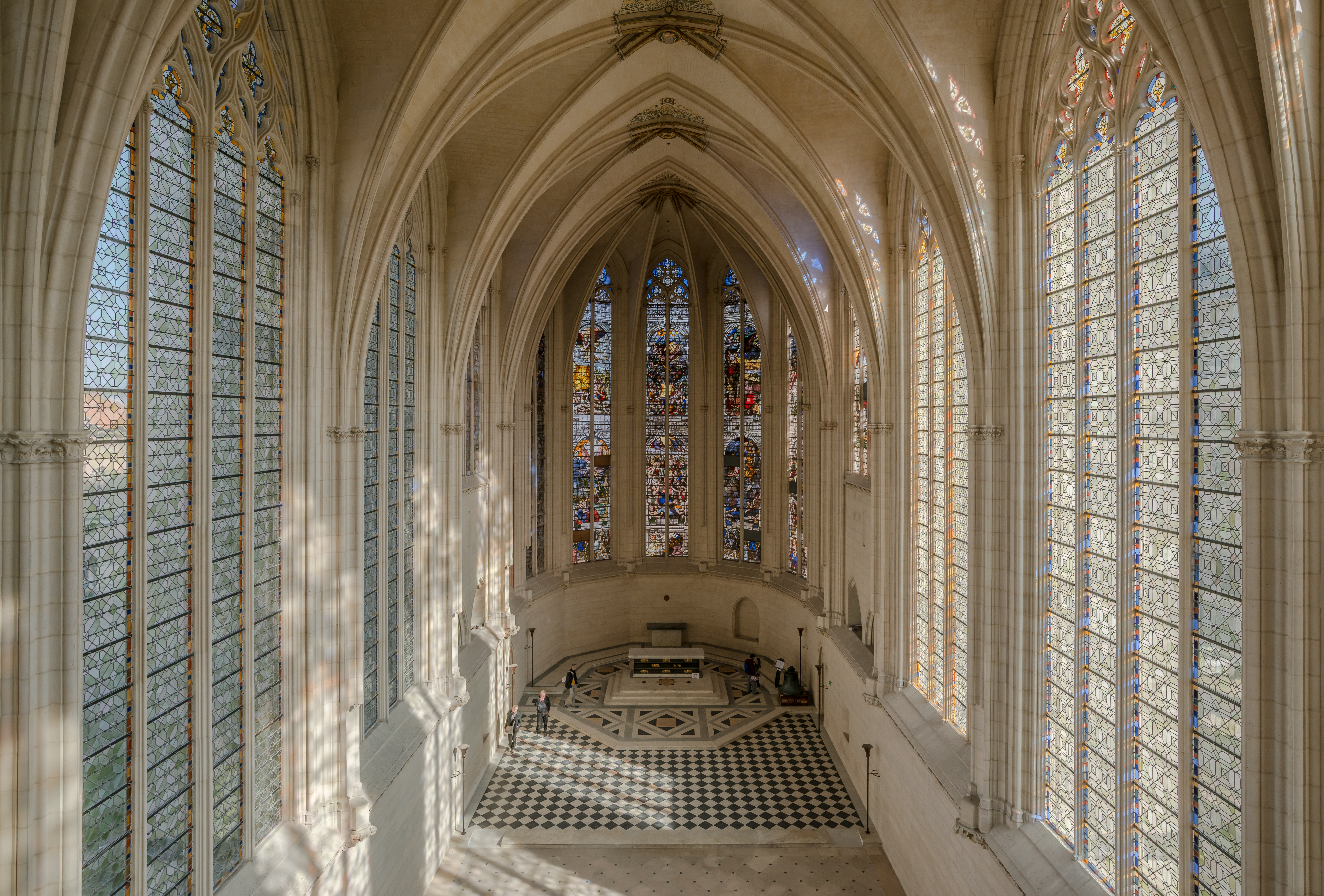
La nave de la Sainte-Chapelle de Vincennes (flamígero)

Aparte de estos estilos, hay otros góticos regionales como el gótico angevino —por la ciudad de Angers, con fachadas no tripartitas y bóvedas angevinas, de un perfil muy abombado, destacando la catedral de Saint-Maurice de Angers y el antiguo hôpital Saint-Jean—, el gótico normando —con la presencia sobre el transepto de una torre central, como en las catedrales de Coutances, Notre-Dame de Rouen, Notre-Dame d'Évreux— y el llamado «gótico meridional» (a diferencia del gótico septentrional o gótico del Norte). Este último estilo se caracteriza por una gran nave y no tiene ningún transepto. Los ejemplos de esta arquitectura gótica podrían ser la catedral de Santa Cecilia de Albi, Notre-Dame-de-Lamouguier en Narbona y la catedral de Nuestra Señora de Saint Bertrand de Comminges.

Las variantes regionales góticas francesas
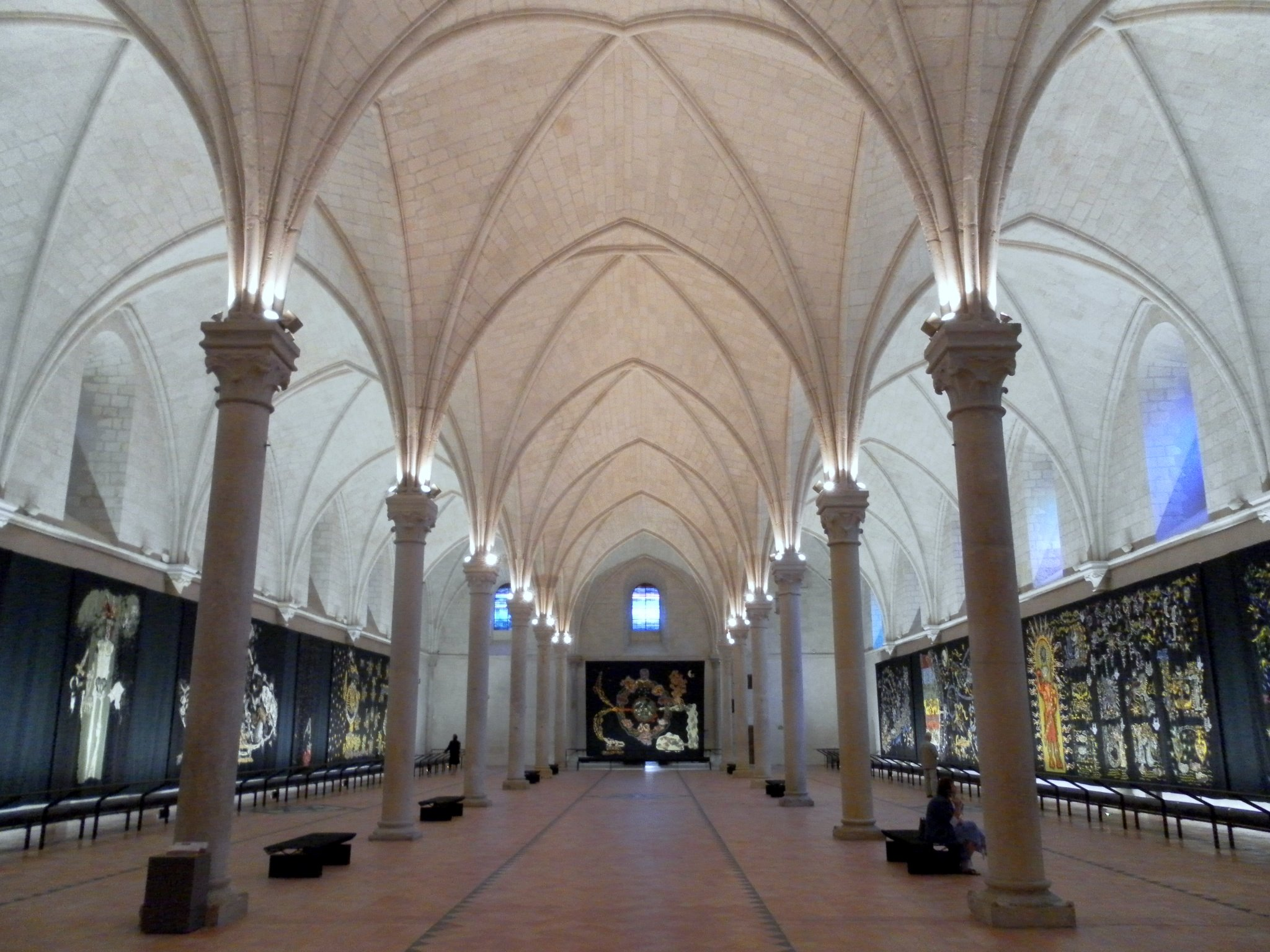
Bóvedas del Hôpital Saint-Jean de Angers (actual Museo de Jean-Lurçat) (gótico angevino)
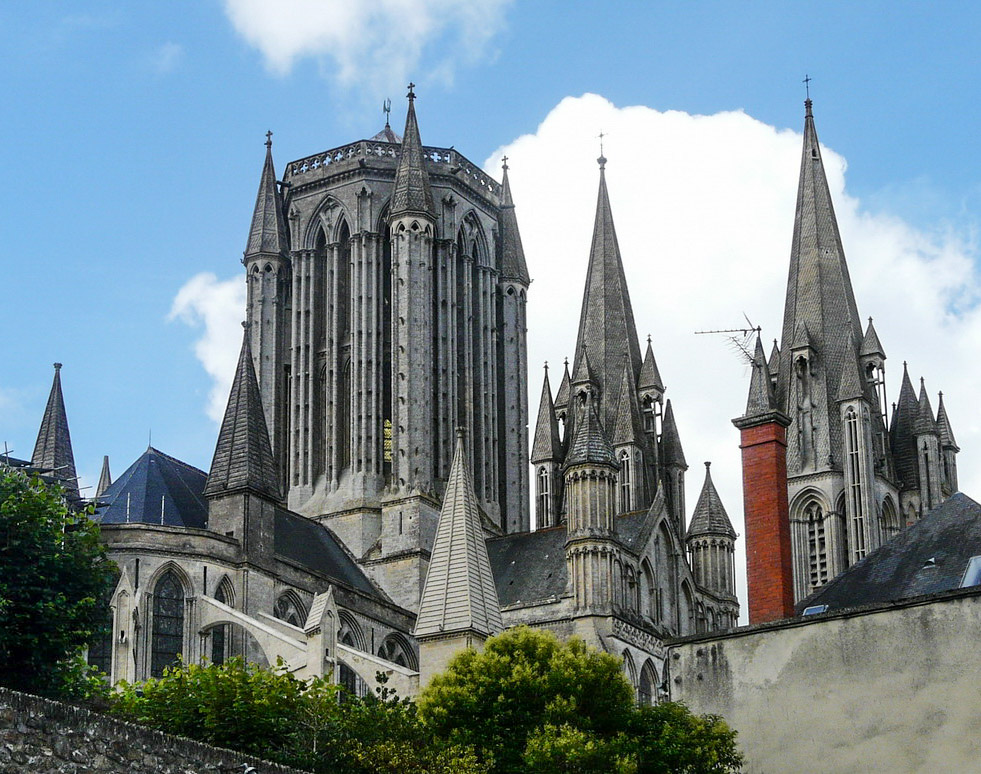
Cimborrio de la catedral de Coutances (gótico normando)
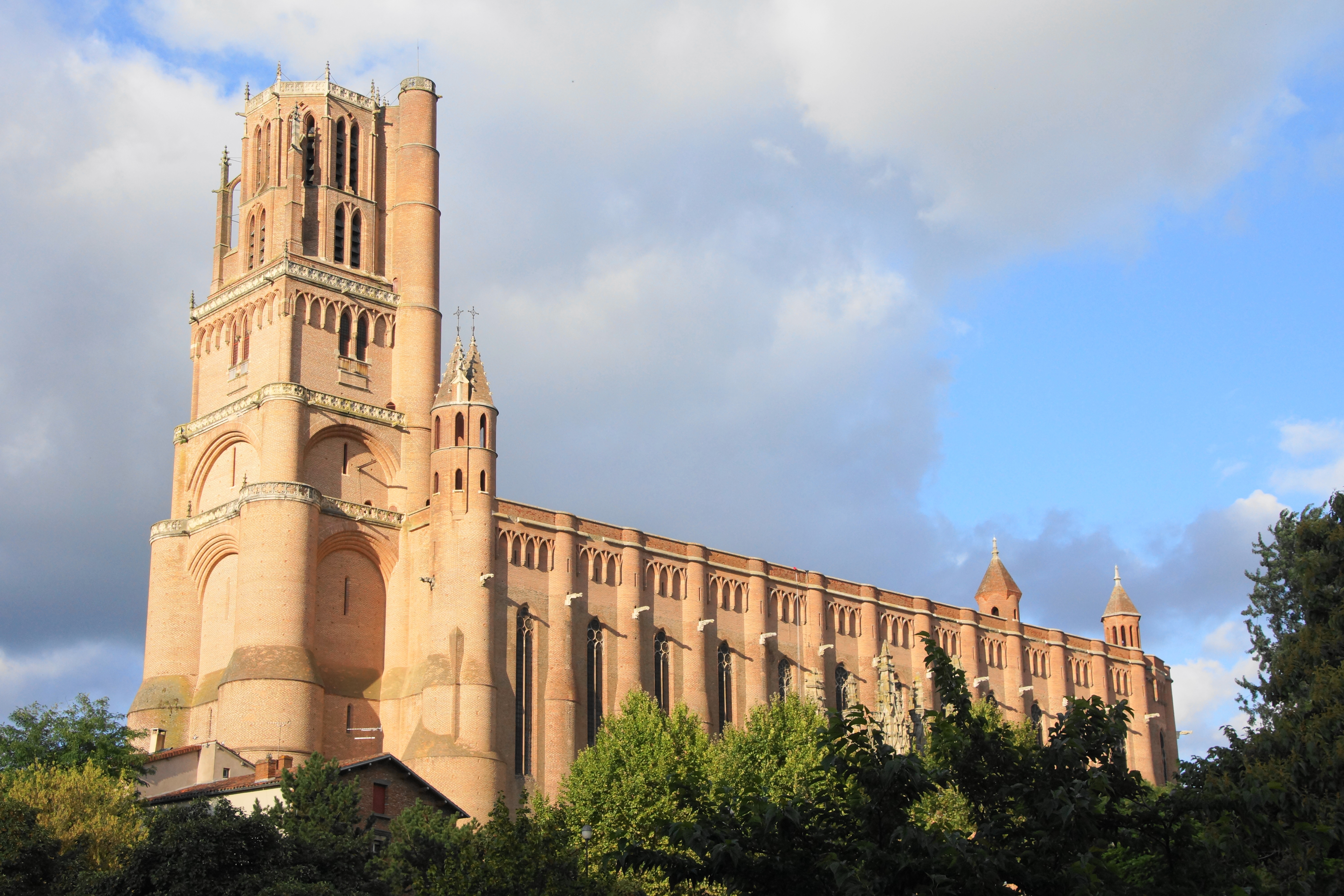
Catedral de Albi (gótico meridional)

La mayoría de los edificios góticos del país tienen la condición de monumento histórico y gozan de algún grado de protección (clasificados o calificados), siendo mayoría los monumentos góticos clasificados en 1840 y 1862. Además, muchos de ellas han sido designados como Patrimonio de la Humanidad: cuatro a título individual —catedral de Chartres (1979), catedral de Amiens (1981), catedral de Reims y la antigua iglesia abacial de de Saint-Remi (parcialmente gótica) en Reims (1991), y catedral de Bourges (1992)—, otros con alguna parte gótica —Abadía del Monte Saint-Michel (coro gótico flamígero de la iglesia abacial y Merveille), y otros como parte de un bien serial: la catedral de Albi y la Colegiata de San Salvio de Albi, en parte gótica (ambos parte de la Ciudad episcopal de Albi) (2010) y muchos parte de los Caminos de Santiago en Francia (1998): basílica de San Miguel (Burdeos) (gótico flamígero), catedral de Burdeos (gótico angevino), catedral de Bayona, catedral de Santa María (Oloron-Sainte-Marie) (en parte gótica), basílica de Nuestra Señora de L'Épine, colegiata de Notre-Dame-en-Vaux (Châlons-en-Champagne) (en parte gótica), torre de Santiago (París), colegiata de San Pedro de La Romieu e iglesia Saint-Jacques de Compiègne (gótico flamígero).

## Nombre y etimología

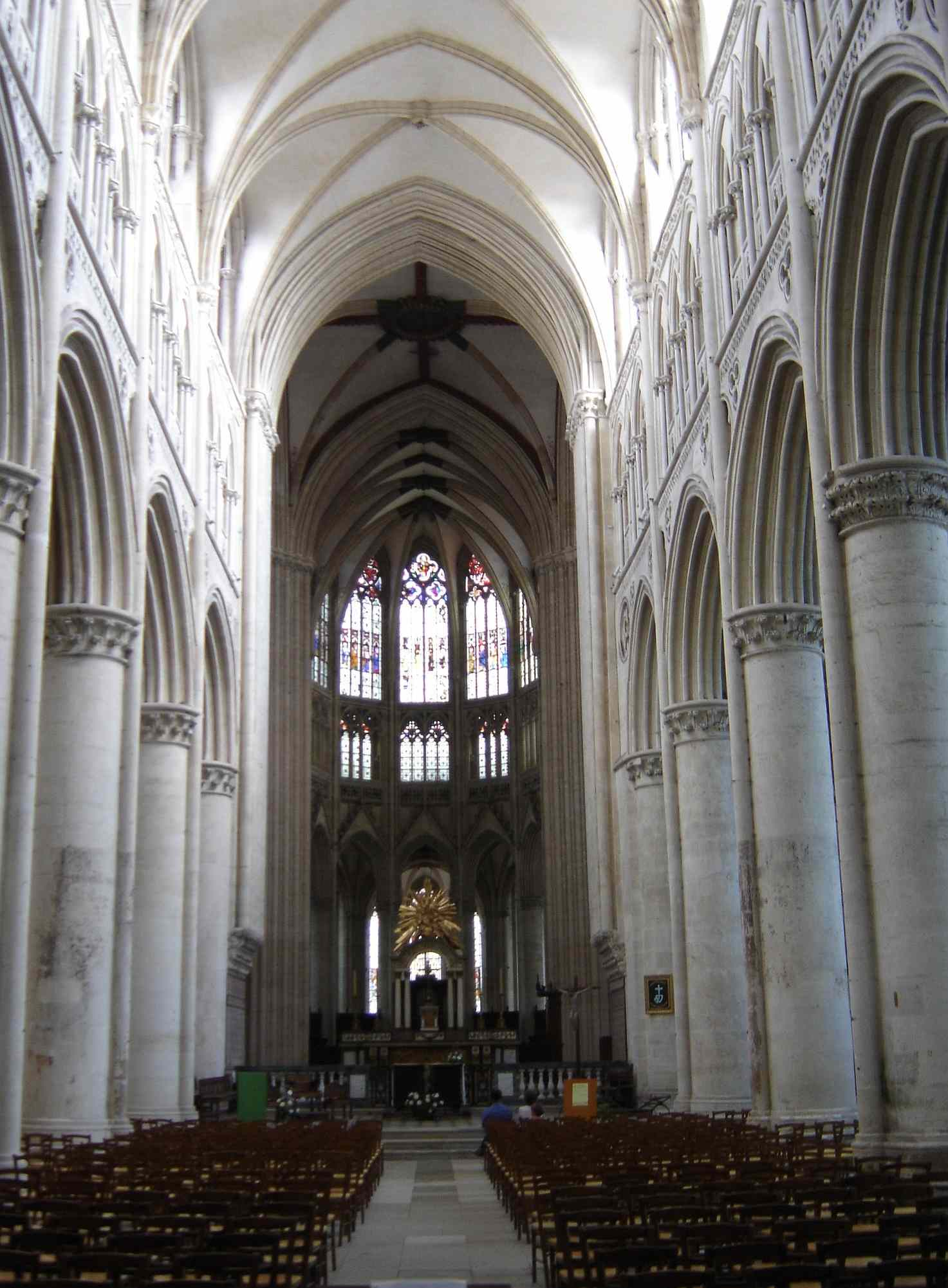
Catedral de Sées: vista de la nave y del coro

La arquitectura llamada «gótica» apareció inicialmente en Île-de-France bajo el nombre «opus francigenum» (o opus modernum), que significa literalmente «obra franciliana», por Île-de-France. Tres siglos más tarde, fueron los italianos del Renacimiento quienes llamaron «gótico» a este estilo arquitectónico de origen francés. El término «gótico» fue, al parecer, utilizado por primera vez por el pintor Rafael Sanzio hacia 1518 en un informe al papa León X sobre «la conservación de los monumentos antiguos»: Rafael consideraba que los arcos en ojiva de la arquitectura gótica recordaban a la curvatura de los árboles que formaban las chozas primitivas de los habitantes de los bosques germánicos —un mito que retomarán los románticos— e hizo referencia, de forma neutra, al arte gótico del siglo V, designando en cambio el «arte francés» medieval bajo el término tudesco. El término «gótico» fue tomado después en un sentido peyorativo por el crítico de arte Giorgio Vasari en 1530, al hacer referencia al saqueo de Roma por los «bárbaros» godos. El arte gótico era entonces, para los italianos renacentistas, la obra de los bárbaros que habría resultado del olvido de las técnicas y cánones estéticos greco-romanos.
El arte gótico fue también criticado posteriormente por algunos autores franceses como Boileau (1636–1711), La Bruyère (1645–1696) o Rousseau 1712–1778), antes de ser plenamente rehabilitado por arquitectos como Borromini (1599–1667) o Jan Blažej Santini-Aichel (1677–1723), inventor del estilo barroco gótico.

[El] suave gusto de los ornamentos góticos,
Estos monstruos odiosos de los siglos ignorantes,
que de la barbarie han producido los torrentes...
[Le] fade goût des ornements gothiques,
Ces monstres odieux des siècles ignorants,
Que de la barbarie ont produit les torrents...
Molière

La mayoría de los arqueólogos e historiadores del arte de hoy refutan la sentencia anterior y demuestran que, en comparación con la arquitectura románica que la precedió, la arquitectura gótica no fue tanto una ruptura como una evolución.

## Estética de la arquitectura gótica
Aunque es común resumir la arquitectura gótica por el uso del arco apuntado (la «ojiva» de los antiguos anticuarios), no se puede reducir un estilo arquitectónico específico, o cualquier otro arte o disciplina, a sus características técnicas. Oponer el románico al gótico por el uso del arco medio punto o la ojiva, además no tiene sentido históricamente ya que tanto el arco apuntado como la bóveda de crucería se utilizaron mucho antes de la aparición de los edificios góticos.
El gótico también se caracteriza por el uso de muchos otros recursos arquitectónicos o decorativos: la alternancia de pilares fuertes y pilares débiles, que ritmaban las naves y reforzaban la impresión de longitud, de horizontalidad; el manejo de la relación altura/anchura de las naves que acentuaba o disminuía la sensación de altura de las bóvedas; las forma de los pilares, la decoración de los capiteles, la proporción de las plantas (grandes arcadas, triforio, ventanas altas). Así, los elementos arquitectónicos se pusieron al servicio de la elección y la investigación estética y fueron solo herramientas para lograr los efectos deseados: para levantar unas naves cada vez más altas, fue necesario mejorar la técnica de los arbotantes; para aumentar la luz y ahuecar los muros, era más adecuado el uso del arco apuntado; y las pilastras fasciculadas permitieron homogeneizar el espacio y dar una sensación de lógica a los volúmenes.
De forma resumida, la estética de la arquitectura gótica se caracterizó por:
- la voluntad de altura (catedral de Saint-Pierre de Beauvais);
- la búsqueda de verticalidad (catedral de Notre-Dame de Amiens);
- la alternancia de huecos y macizos (catedral de Notre-Dame de Laon);
- la fusión del espacio (catedral de Saint-Étienne de Bourges);
- la multiplicación de los juegos de luces y colores (catedral de Notre-Dame de Chartres);
- la voluntad de acoger al mayor número de fieles (dos terceras partes de la iglesia gótica se reservaban en ese momento a los laicos).[2]

## Historia
El estilo gótico apareció principalmente en la Alta Picardía y en la Île-de-France, aunque todos los primeros edificios protogóticos se erigieron en la región francígena (de Île-de-France). La principal hipótesis para explicar esto es que en esa época eran numerosos en la región los monumentos paleocristianos, especialmente catedrales de delgados muros, perforados y armados con numerosos huecos. La región estaba ya preparada para las nuevas elecciones técnicas y estéticas del gótico. Coincidió con la llegada al poder de los Capetos y con la consolidación del Estado que, a medida que se anexionaba dominios de los señores feudales, imponía como símbolo del poder real la renovación de esos edificios. Por último, la zona limitaba con dos regiones dinámicas en términos de invenciones arquitectónicas: Borgoña —que inventó el arco apuntado en la abadía de Cluny y los arbotantes en Cluny y Vézelay— y Normandía —que importó la bóveda de cruceria de Inglaterra (abadía de Jumièges, abadía Lessay—. Picardía y la Île-de-France, lugares de paso y de mezcla, vieron como los primeros maestros góticos sintetizaron todas esas influencias.
El estilo fue evolucionando en Francia con el tiempo: al llamado gótico «primitivo» (siglo XII), le sucedieron el gótico «clásico» (1190-1230 aproximadamente), después el gótico «radiante» (rayonnant, ca. 1230-ca. 1350), y finalmente el gótico «flamígero» (flamboyant, siglos XV y XVI). En el Renacimiento, el estilo gótico francés evolucionó hacia un estilo híbrido, que aunaba unas estructuras góticas con una decoración renacentista (iglesia de Saint-Étienne-du-Mont de París).
Su expansión geográfica fue principalmente en Europa occidental y declinó en muchas variantes locales: gótico angevino, gótico normando, gótico perpendicular...
| º                                                        |                        |                     |                     |                     |                             |                                     |                                                                                                 |
| -------------------------------------------------------- | ---------------------- | ------------------- | ------------------- | ------------------- | --------------------------- | ----------------------------------- | ----------------------------------------------------------------------------------------------- |
| Edificio                                                 | Inicio de construcción | Fin de construcción | Consagración        | Estilo predominante | Altura sobre la nave (en m) | Longitud total (en m)               | Altura total (en m)                                                                             |
| Catedral de Saint-Étienne de Sens                        | c. 1135                | Entre 1490 y 1517   | 1164                | Primitivo           | 24,4                        | 113                                 | 78 (torre norte)                                                                                |
| Basílica de Saint-Denis                                  | 1135                   |                     |                     | Primitivo           | 28,91 (bóveda 13.ª)         | 108,16                              | 90 (futura flecha norte fachada reconstruida)                                                   |
| Catedral de Noyon                                        | ca. 1140               | 1235                |                     | Primitivo           | 22                          | 102                                 | 66 (torre norte)                                                                                |
| Catedral de Ruan                                         | 1145                   | 1506                |                     |                     | 28                          | 144                                 | 151                                                                                             |
| Antigua catedral de Cambrai (destruida en 1794)          | 1148                   |                     |                     |                     | 27 (nave)                   | 131                                 | 114 (torre)                                                                                     |
| Catedral de Notre-Dame de Senlis                         | 1153                   | desconocida         | 16 de junio de 1191 | Primitivo           |                             |                                     |                                                                                                 |
| Catedral de Laon                                         | 1155                   | 1235                | -                   | Primitivo           | 25                          | 110                                 | 60,5 (torre fachada sur del transepto)                                                          |
| Catedral Notre-Dame-en-Cité de Arras (destruida en 1799) | 1160                   |                     |                     |                     | 30                          | 120                                 | 75 (torre norte)                                                                                |
| Catedral de Notre Dame (París)                           | 1163                   | 1345                |                     |                     | 35                          | 128                                 | 69 (2 torres de la fachada) 96 (flecha destruida el 15 de abril de 2019, reconstruida idéntica) |
| Catedral de Saint-Gervais-et-Saint-Protais de Soissons   | 1176                   | 1212 1479           |                     |                     | 31 (coro)                   | 116                                 | 66} (torre sur)                                                                                 |
| Basílica de Saint-Quentin                                | 1170                   |                     |                     |                     | 34                          | 123                                 | 83 (flecha)                                                                                     |
| Primacial Saint-Jean de Lyon                             | 1175                   |                     |                     |                     | 32,5 (nave)                 | 80                                  | 44 (torre)                                                                                      |
| Catedral de Estrasburgo                                  | 1190                   | 1439                |                     |                     | 31                          | 111                                 | 142,11                                                                                          |
| Catedral de Bourges                                      | 1192                   | 1230                | 13 de mayo de 1324  | Clásico             | 38                          | 118                                 | 65 (torre norte)                                                                                |
| Catedral de Notre-Dame de Chartres                       | 1194                   | 1220                | 1260                | Clásico             | 37,5                        | 130                                 | 115 (campanario)                                                                                |
| Catedral de Angers                                       | Siglo XII              |                     |                     |                     | 24,7                        | 90,47                               | 75 (2 torres fachada)                                                                           |
| Catedral de Troyes                                       | 1208                   | Siglo XVII          |                     |                     | 29,50                       | 114                                 | 62,34 (torre)                                                                                   |
| Catedral de Reims                                        | 1211                   | 1275                | 1360                | Clásico             | 38                          | 149,17                              | 87                                                                                              |
| Catedral de Saint-Étienne de Toul                        | 1210/1220              | 1497 (fachada)      | ca.1400             | Clásico             | 30                          | 100                                 | 62                                                                                              |
| Catedral Saint-Étienne de Auxerre                        | 1215                   |                     |                     |                     | 30                          | 98                                  | 68 (torre norte)                                                                                |
| Catedral de Le Mans                                      | ca. 1220               |                     |                     |                     | 24 (nave) 34 (coro)         | 120                                 | 64 (torre)                                                                                      |
| Catedral de Amiens                                       | 1220                   | 1269                | 1455                | Clásico             | 42,50                       | 133 (interior) 145 (exterior)       | 68,19 (torre norte) 112,70} (flecha)                                                            |
| Catedral de Beauvais                                     | 1225                   | 1569                |                     |                     | 48,5                        | 70                                  | 67,2 (edificio) 151,6} (antigua torre demolida)                                                 |
| Catedral de Metz                                         | 1235                   | 1520                |                     |                     | 41,77                       | 123                                 | 93                                                                                              |
| Catedral Sainte-Croix de Orleans                         | 1287                   | 1829                |                     |                     | 31,75                       | 136,10 (interior) 143,85 (exterior) | 114                                                                                             |

### Antes del gótico
Desde el final del siglo X en Francia las iglesias ya eran construidas en el estilo románico común en una gran parte de Europa occidental: las naves se cubrían a menudo con una bóveda de cañón; los muros eran gruesos y se estabilizaban con macizos contrafuertes situados en el exterior. El número y tamaño de las ventanas estaba limitado y el interior de los edificios estaba decorado con frescos de colores vivos.
Los historiadores del arte actuales tienden a reducir la ruptura entre los estilos románico y gótico, mostrando que la herencia antigua no fue olvidada completamente en el estilo gótico y que escultores y arquitectos a menudo se inspiraron en los conocidos métodos románicos.

### El gótico primitivo o protogótico (1130-1180)
Aunque los elementos técnicos utilizados por los maestros de obras de la época ya existían desde hacía muchos siglos (ojiva), la construcción del coro y de la fachada de la basílica de Saint-Denis y de la catedral de Saint Etienne de Sens se consideran generalmente como los primeros hitos mayores en la génesis de la estética gótica en arquitectura.
Los primeros edificios góticos aparecieron hacia los años 1130-1150 en la Île-de-France y especialmente en Picardía. En esa época, el aumento de la población, consecuencia del crecimiento agrícola y comercial, requería también el aumento del tamaño de los edificios religiosos. Las catedrales de Trier y de Ginebra, en el siglo IV, ya habían sido enormes en relación con su población, fiel reflejo de otra motivación: el orgullo de los obispos o abades por la construcción de estos primeros edificios góticos y después del «patriotismo urbano».) La religión, el culto de las reliquias, ya eran un componente esencial de la vida de los fieles.
La difusión de las innovaciones técnicas hacía que los trabajos de construcción fuesen más productivos. Y el desarrollo de las ciudades y del comercio dieron lugar a la aparición de una rica burguesía que quería liberarse del poder de los señores feudales del siglo XI mediante las cartas comunales, con la obtención de franquicias (derechos de impuestos, de justicia...) y la exención de los derechos señoriales precisados en dichas cartas. Esta burguesía deseaba emanciparse también del poder eclesiástico, celebrando sus consejos ya no en las iglesias, sino en los ayuntamientos de la ciudad cuyos beffrois —torres cívicas con campanas— competían con los campanarios religiosos. Según las circunstancias, estos tres poderes compitieron o se aliaron para financiar las nuevas iglesias y catedrales: incluso hubo competencia entre el clero de la catedral y el de otras iglesias parroquiales, cuya responsabilidad en la colecta y administración de los fondos para su construcción estaba garantizada por el consejo de fábrica (conseil de fabrique).
Estas fuentes de financiación fueron principalmente los propios ingresos del obispo (que participó siempre en la iniciativa de los primeros edificios góticos), el capítulo de canónigos (que tomará el relevo a mediados del siglo XIII, a medida que los canónigos vayan jugando un papel más importante), las donaciones de los nobles (donaciones en «pura, perpetua e irrevocable dádiva» («pure, perpétuelle et irrévocable aumône») o de solicitud de misas) y de los burgueses (especialmente por peticiones sobre su salud), las corporaciones (haciéndose representar en los vitrales a cambio) o por las contribuciones de todos los fieles (peticiones, indulgencias, transporte de reliquias...).

#### Primeras realizaciones

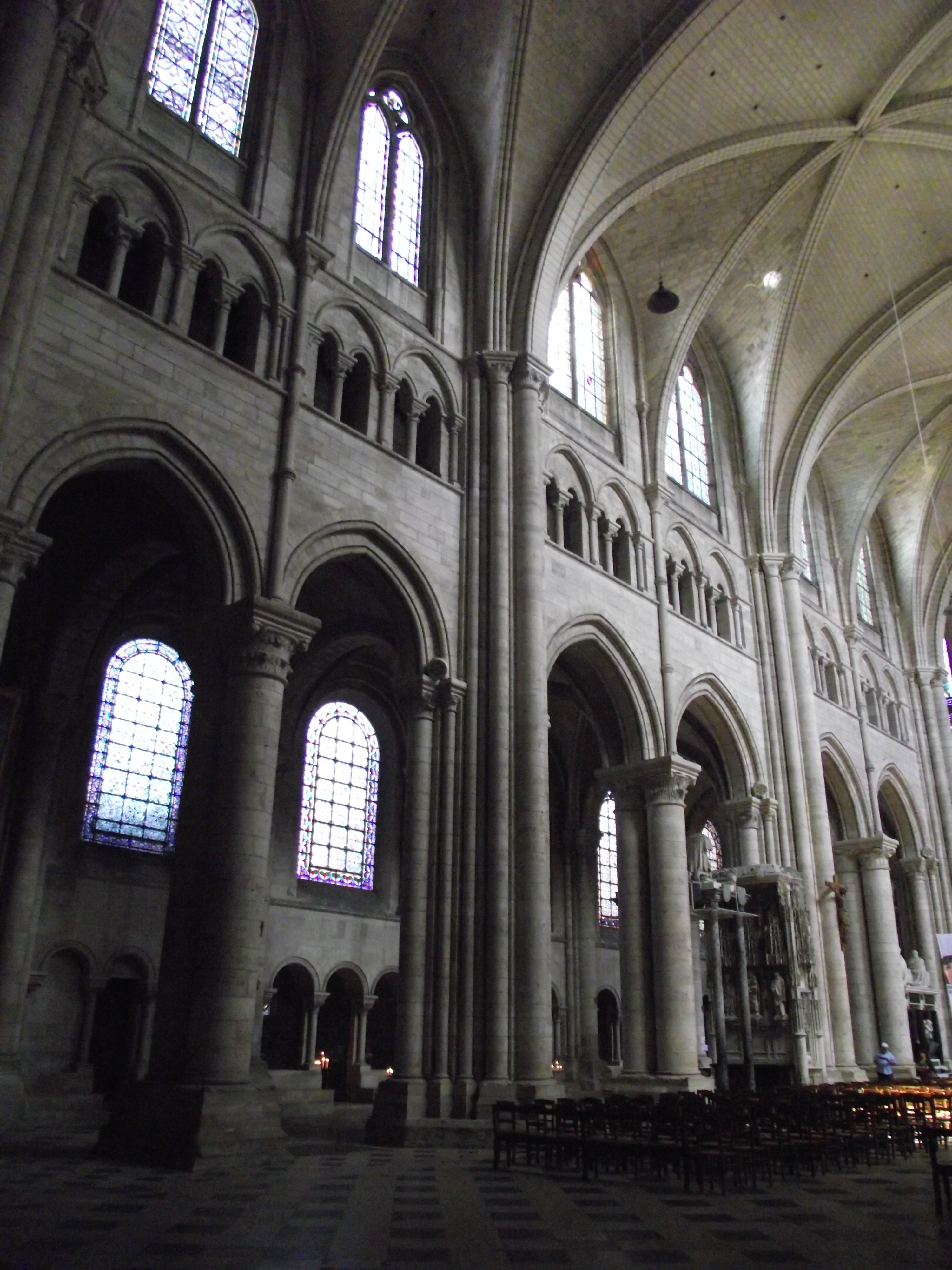
Alzado de tres pisos de San Esteban de Sens, mostrando también la alternancia de soportes (pilares fuertes y pilares débiles), las bóvedas sexpartitas y los muros relativamente gruesos.

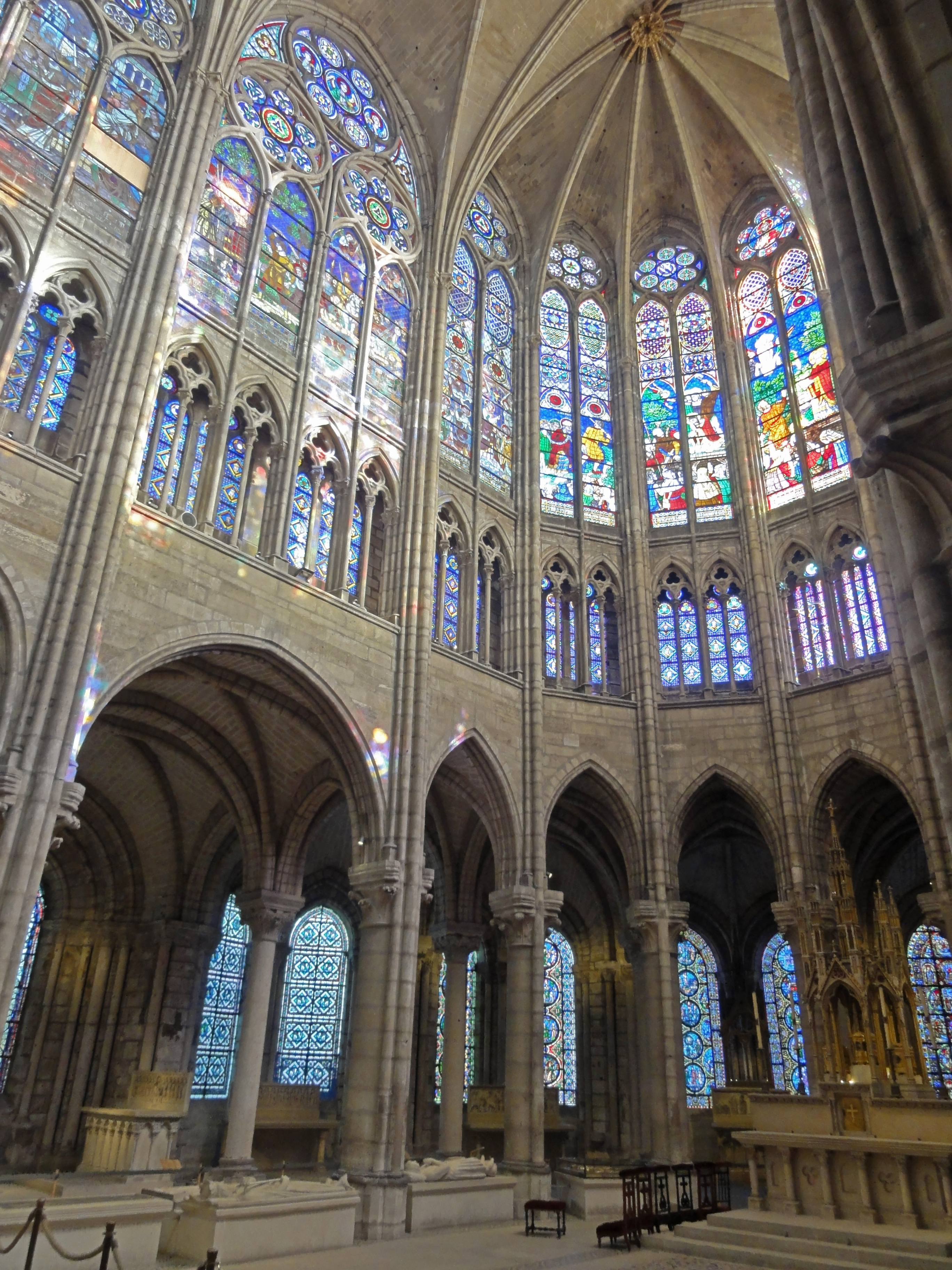
Deambulatorio de la basílica de Saint-Denis (construcción iniciada en 1141 bajo la dirección del abad Suger de Saint-Denis).

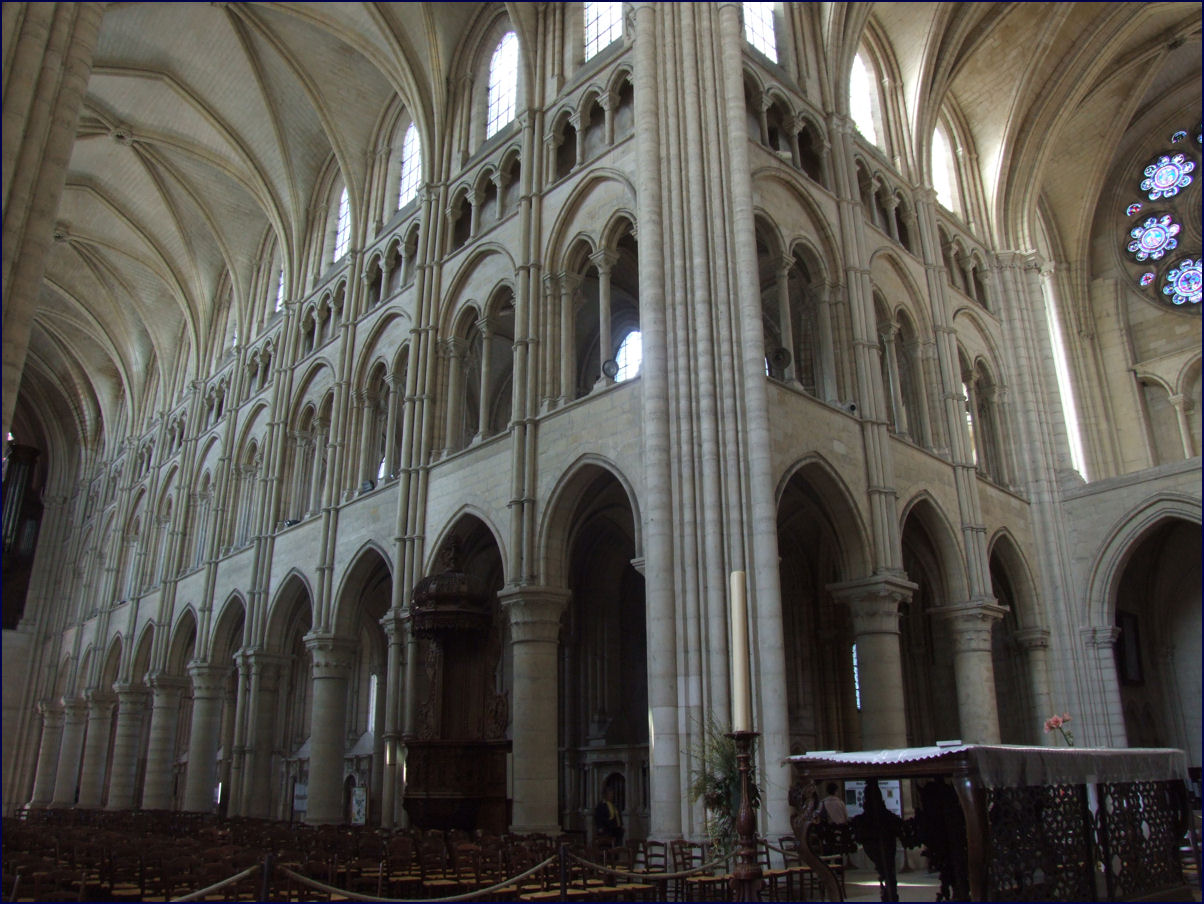
Alzado de cuatro pisos de la catedral de Laon

Aunque no fue consagrada hasta 1163, la obra de la catedral de Saint-Étienne de Sens se inició en 1135 y, de hecho, se considera como la primera de las catedrales góticas. Sin embargo, los primeros ensayos del nuevo estilo no concernieron a las catedrales.
Las iglesias y abaciales de la abadía de Señora de Morienval (crucero de ojivas de aproximadamente 1125), de Saint-Martin de París (coro de 1130) y de Saint-Germer-de-Fly (1135) ya presentan algunas características góticas. Son anteriores a la abacial de Saint-Denis, pero esta fue uno de los primeros edificios religiosos aún en pie que se desmarcaron claramente del estilo románico.

Primeros ensayos del nuevo estilo
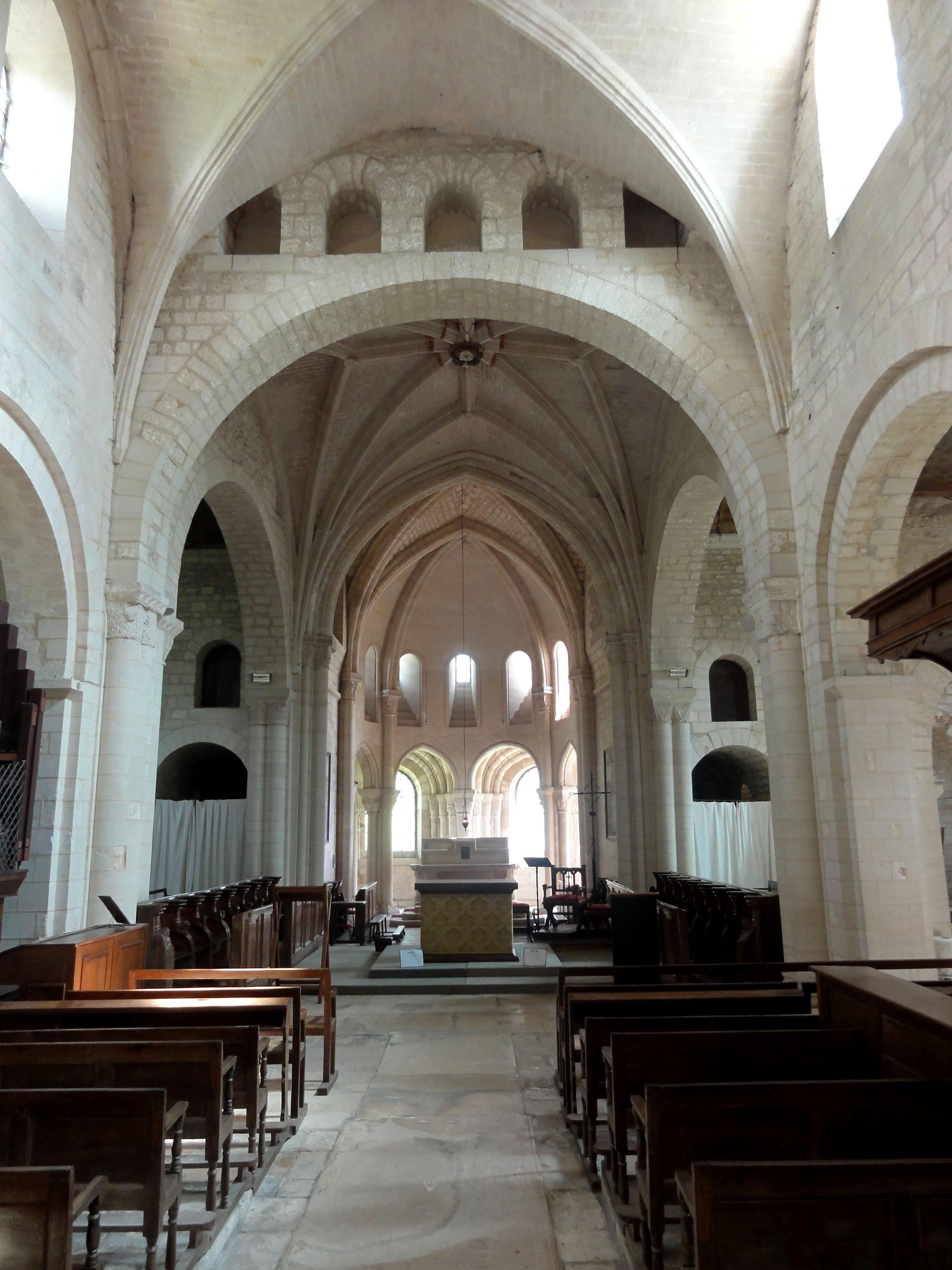
Vista del crucero de la nave de la iglesia abacial de Señora de Morienval
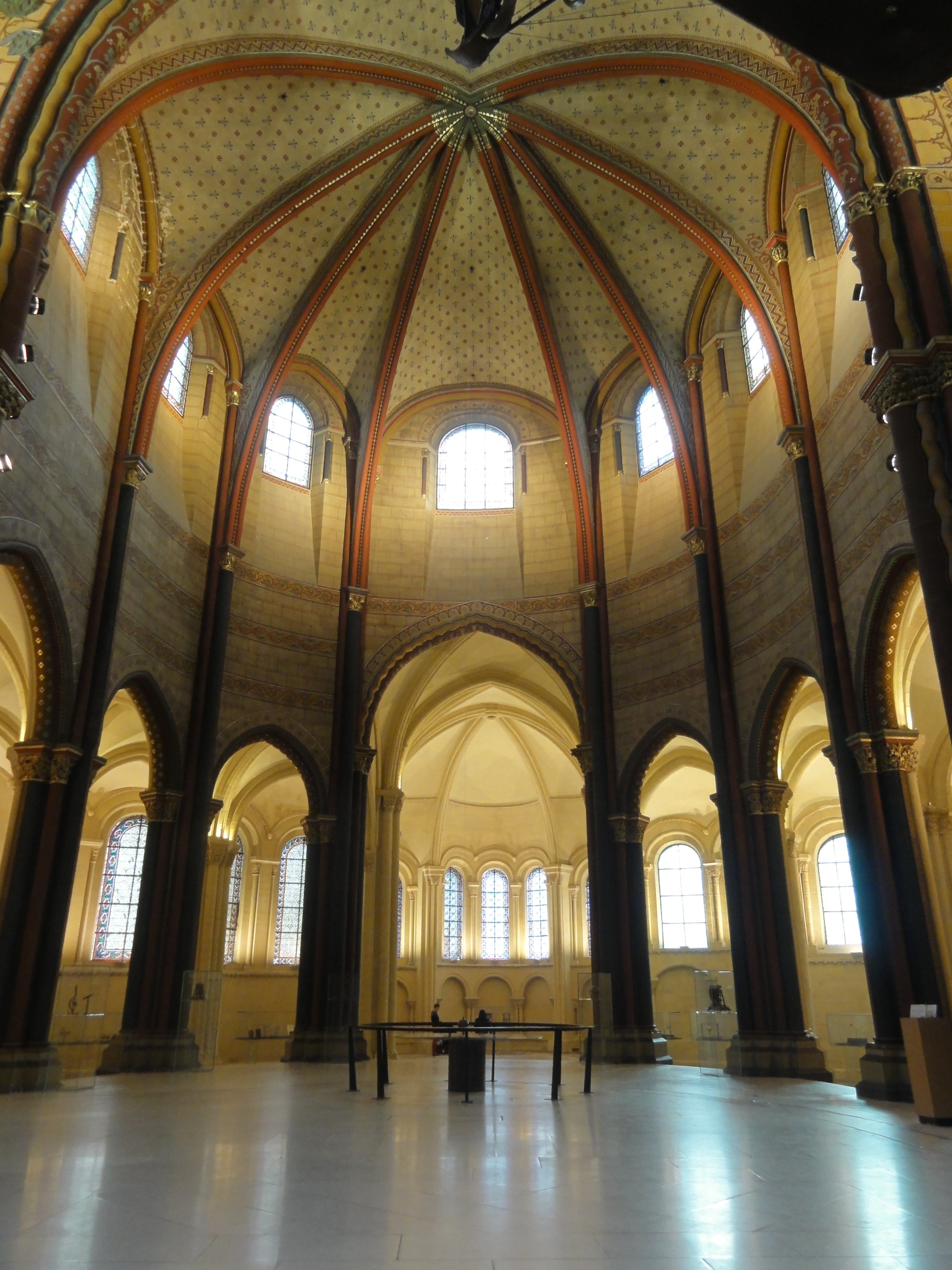
Coro de Saint-Martin de Paris
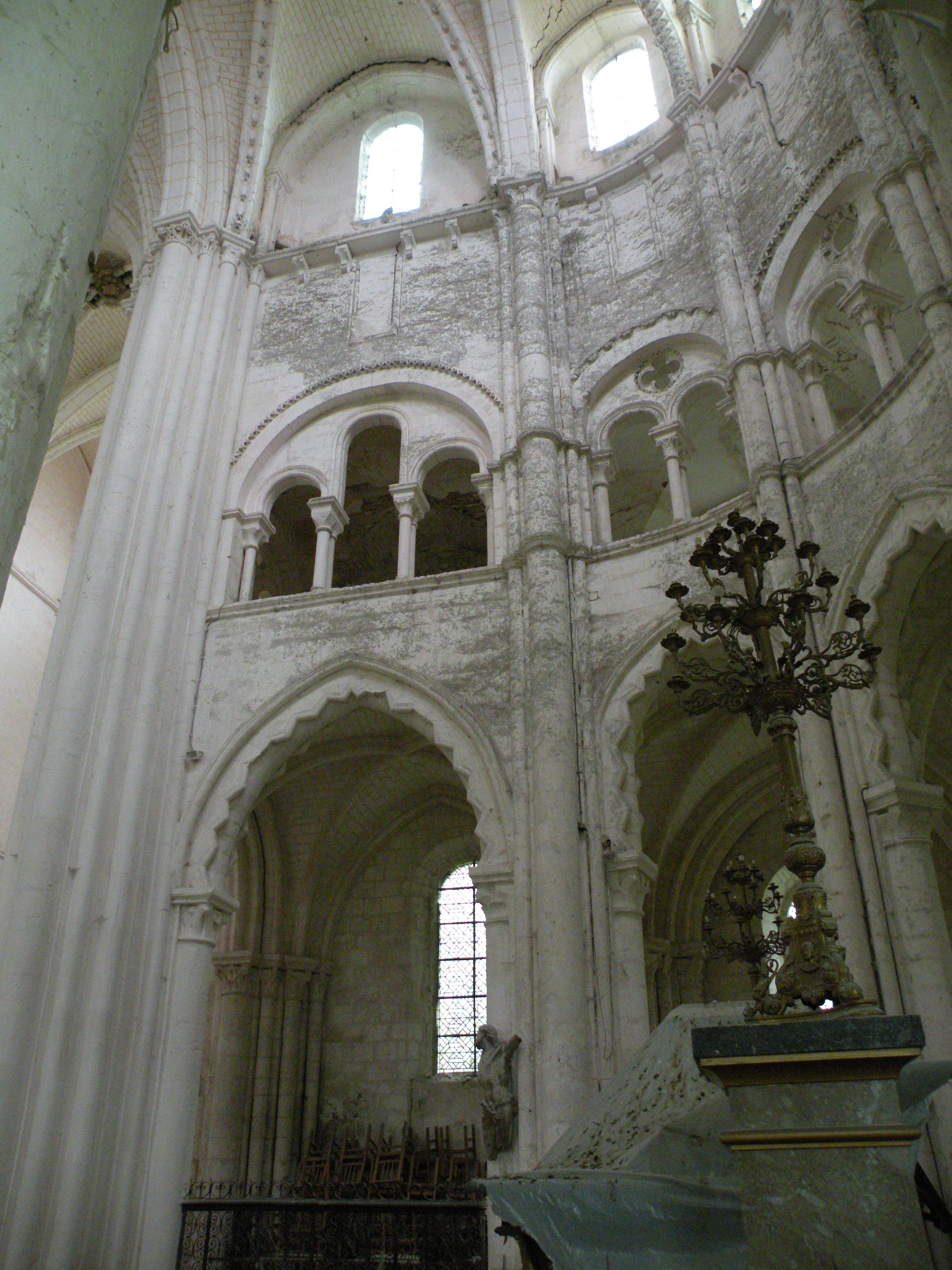
Interior de Saint-Germer-de-Fly
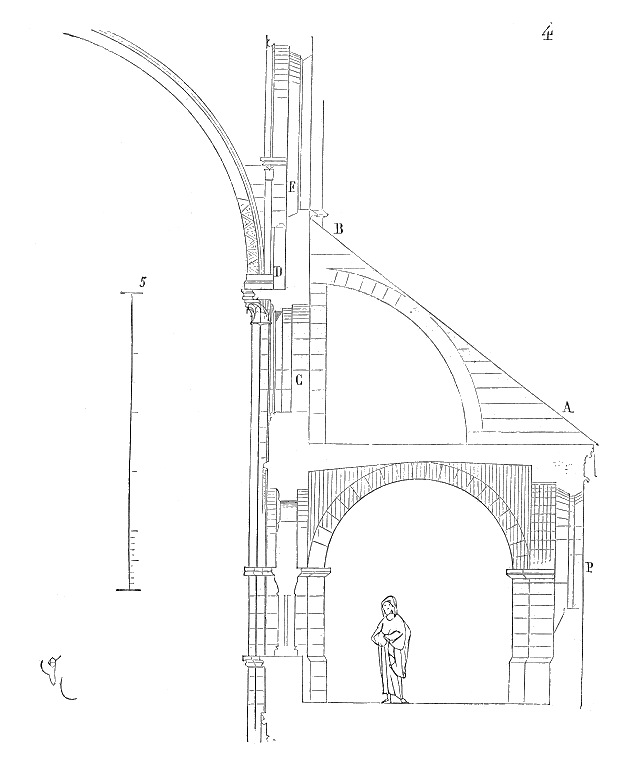
Triforio de Saint-Germer, dibujado por Viollet-le-Duc

La abadía benedictina de Saint-Denis fue un establecimiento prestigioso y rico, gracias a la acción de Suger de Saint-Denis, abad de la misma de 1122 a 1151. Suger deseaba renovar la antigua iglesia carolingia para resaltar las reliquias de Saint Denis con un nuevo coro: para ello quería hacer una elevación importante y disponer huecos que dejasen entrar la luz. Suger decidió terminar la construcción de su nueva abadía inspirándose en el nuevo estilo ya vislumbrado en la catedral de Saint-Étienne de Sens. En 1140, hizo edificar una nueva fachada occidental del tipo «armónico» (harmonique), inspirándose en los modelos románicos normandos —como la abadía de Saint-Étienne de Caen que ofrece un buen ejemplo de fachada armónica normanda—, y rompiendo con la tradición carolingia del macizo occidental. En 1144, la consagración del coro de la basílica marcó el advenimiento de la nueva arquitectura. Retomando el principio del deambulatorio con capillas radiantes y duplicándolas, innovó tomando partido por la yuxtaposición de las capillas, antes aisladas, separándolas por un único contrafuerte. Cada una de las capillas va a disponer de amplios huecos gemelos equipados con vitrales que filtran la luz; el abovedamiento adoptó la técnica de la bóveda de crucería para distribuir mejor las fuerzas hacia los pilares.
El primer arte gótico se extendió durante la segunda parte del siglo XII en el norte de Francia. El clero secular fue entonces tentado por un cierto fasto arquitectónico. Saint-Denis va a ser el prototipo pero esa dirección, muy audaz, no será inmediatamente comprendida y seguida: fachada armónica, doble deambulatorio, bóvedas de crucería. La catedral de San Esteban de Sens fue otro ejemplo iniciador de este movimiento, aunque menos atrevido que Saint-Denis: alternancia de soportes (pilares fuertes y pilares débiles), bóvedas sexpartitas, muros que se mantienen relativamente gruesos —el uso de arbotantes no se generalizó hasta el período clásico (aunque su primera aparición estuviese datada en la década de 1150 en Saint-Germain-des-Prés, hasta el descubrimiento de ese elemento arquitectónico en 1130 en la abadía de Cluny.) Sin embargo, se pueden constatar innovaciones, como la ausencia de transepto que unifica el espacio y permite una iluminación más abundante. Las aportaciones de Sens fueron comprendidas más rápidamente que las de Saint-Denis y tendrán un mayor impacto: pronto muchos edificios seguirán su ejemplo, en un primer momento al norte del Loira.
La catedral de Laon todavía presenta una forma «arcaica» conservando un alzado en cuatro pisos, incluidas las tribunas. El contraempuje de la nave, a pesar de las bóvedas sexpartitas y de la alternancia de pilares fuertes/débiles, no está aún resuelto totalmente.

Ejemplos de gótico primitivo
Catedral de Saint-Étienne de Sens
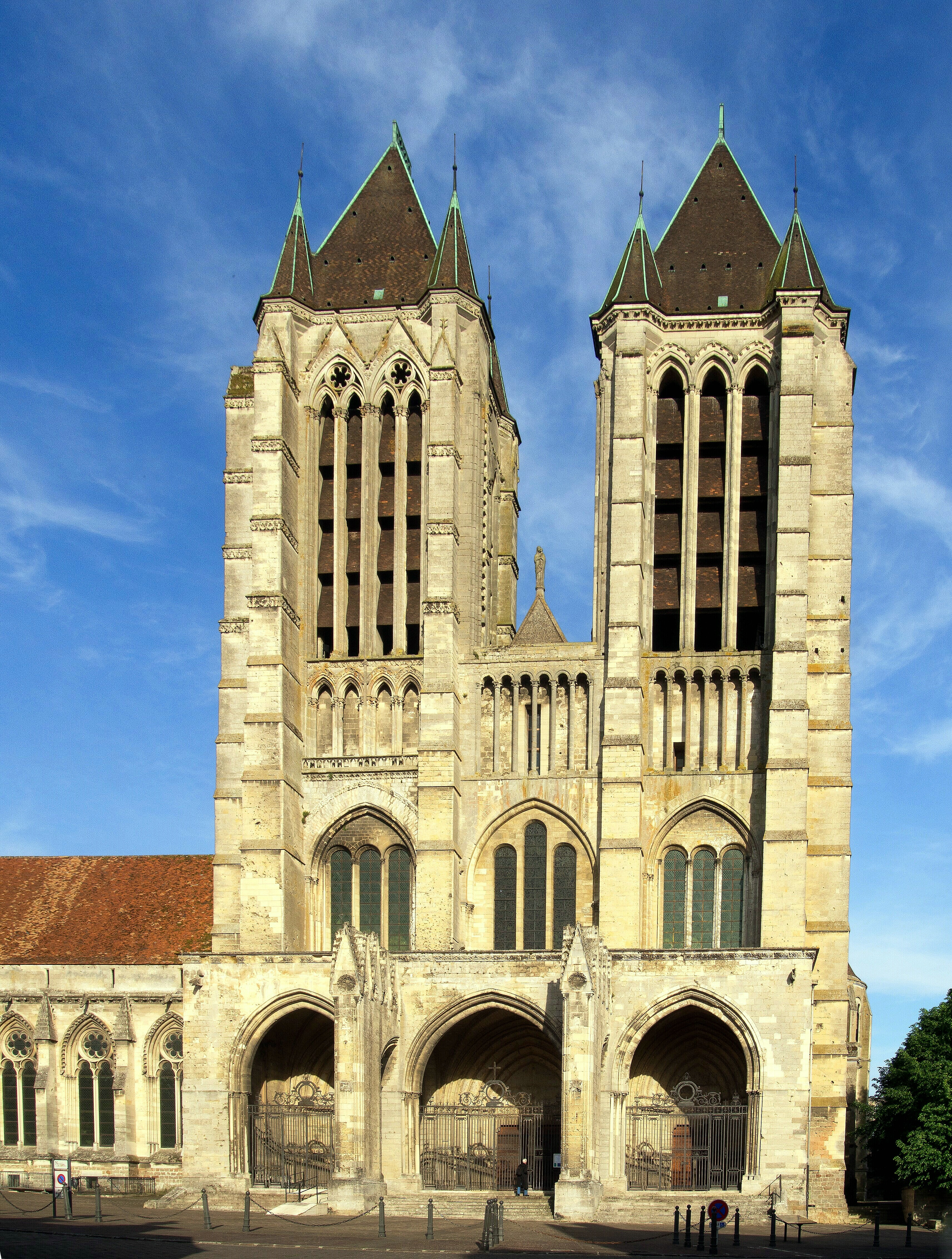
Catedral de Notre-Dame de Noyon
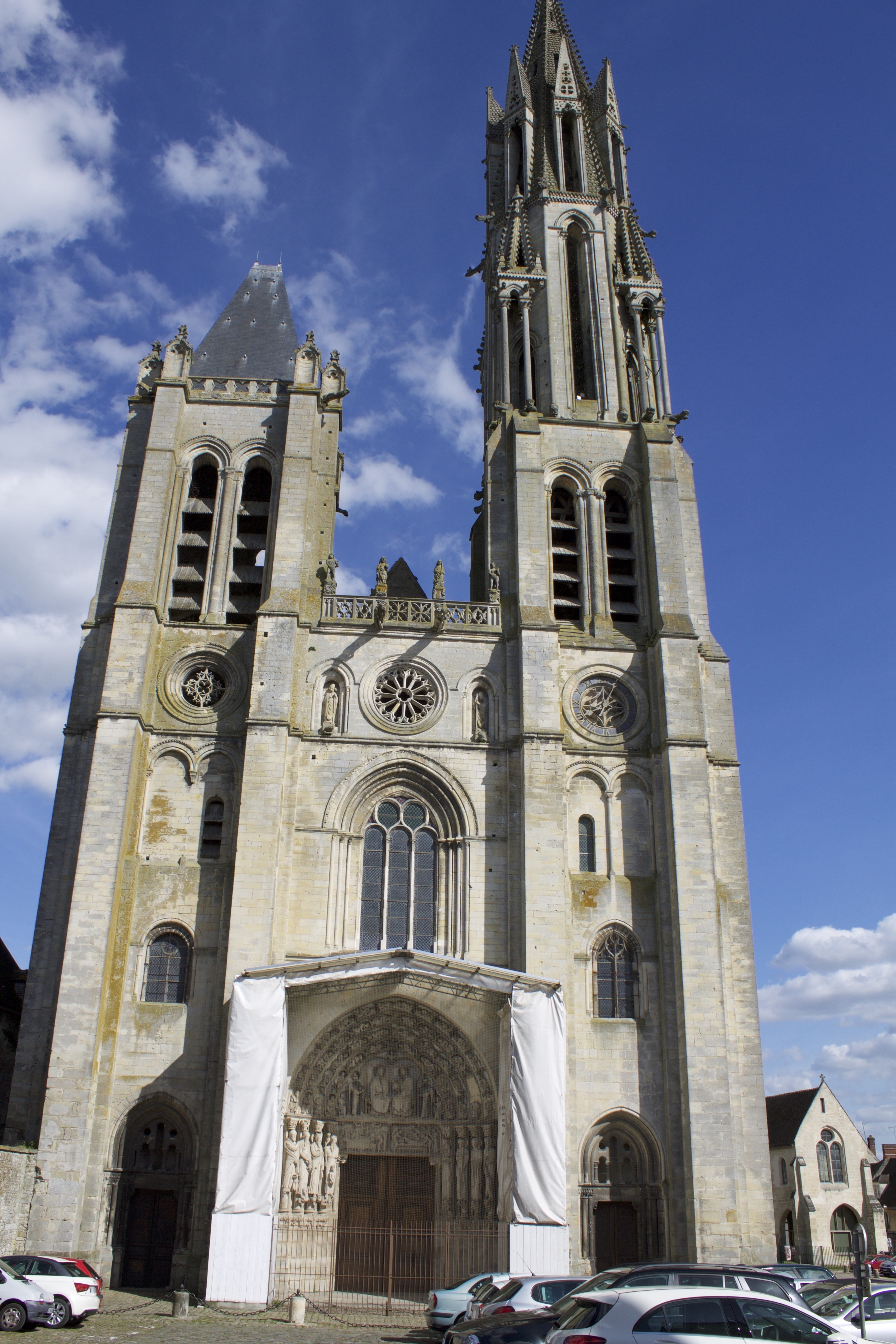
Catedral de Notre-Dame de Senlis
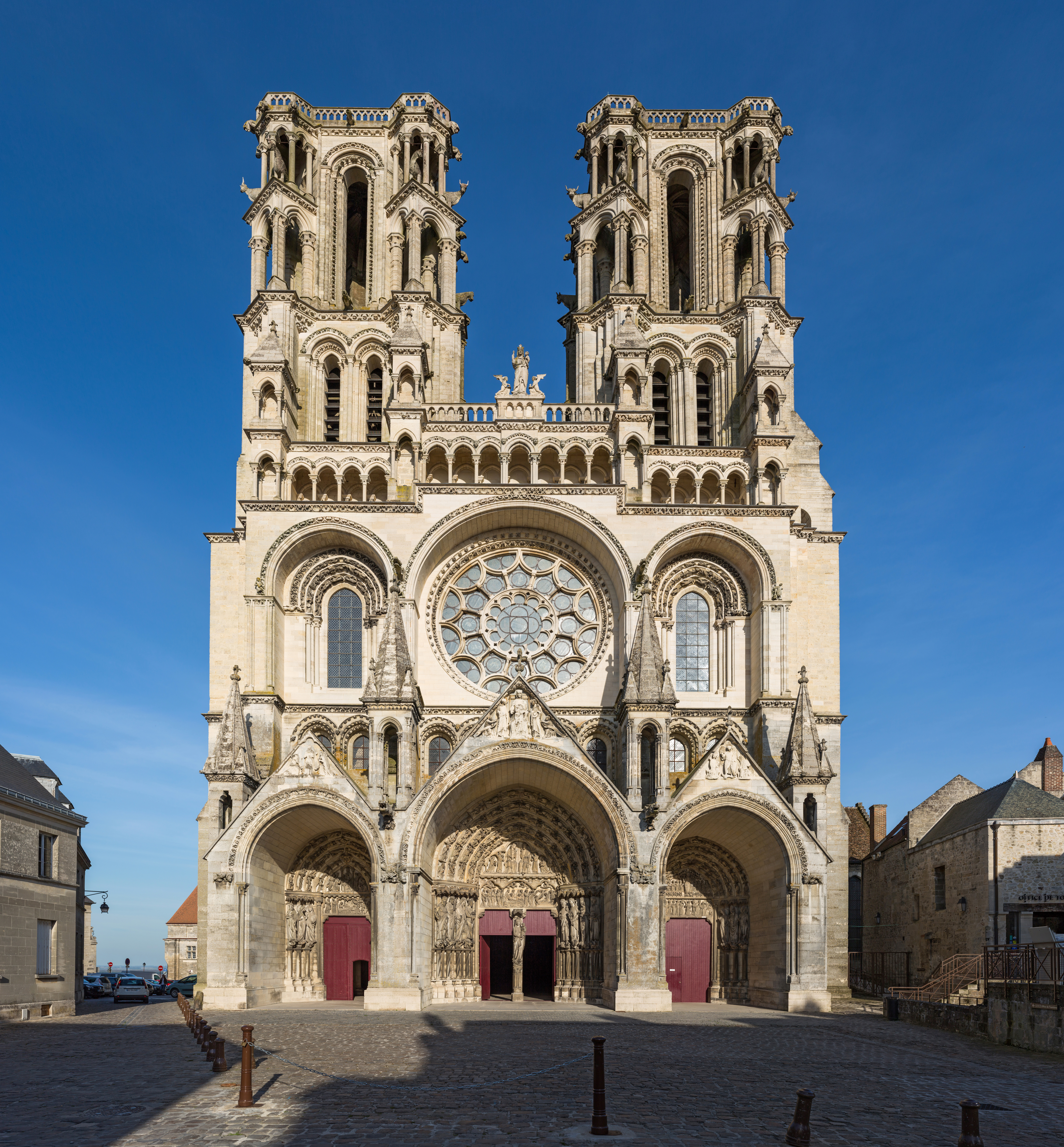
Catedral de Notre-Dame de Laon
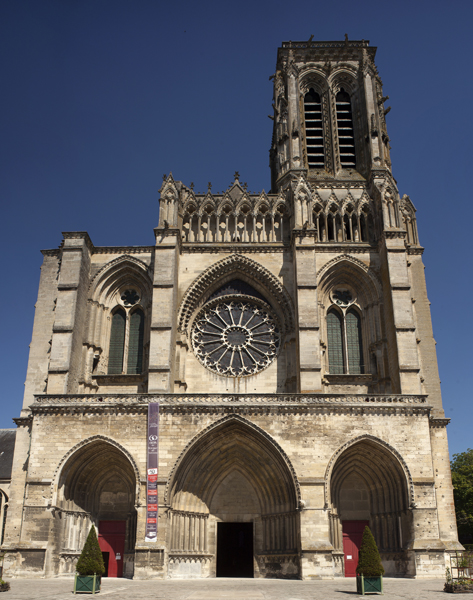
Catedral de Saint-Gervais-et-Saint-Protais de Soissons

### El gótico clásico  (1180-1230)
Desde la época de Philippe-Auguste, a finales del siglo XII, la monarquía francesa se afirmó con una expansión de su poder y territorio: a raíz de su rivalidad con los Plantagenet, las regiones de Aquitania y Normandía quedaron incorporadas a Francia desde el comienzo del siglo XIII, y la finalización de la cruzada albigense, en 1229, terminó con la anexión del condado de Toulouse en 1271. El Sacro Imperio Romano Germánico también perdió su prestigio en favor del rey de Francia después de la batalla de Bouvines. Así, Francia se consolidó como la primera potencia del Occidente cristiano, que se manifestará por las dos cruzadas del reinado de san Luis y la fundación en París de la primera universidad en Europa.

#### Características
El gótico clásico abre lo que se llamará en el siglo XIII, el Siglo de las catedrales: corresponde a la fase de maduración y de equilibrio de formas (finales del XII-aprox. 1230). Se construyeron en ese momento las principales catedrales —Reims, Bourges, Amiens, etc— y también cientos de iglesias, nuevas o modificadas, en ciudades y pueblos, o para los monasterios, siguiendo los nuevos principios de finales del siglo XII. En las catedrales, el ritmo y la decoración se simplificaron; el impulso vertical fue cada vez más pronunciado; y la arquitectura se uniformizó. Mientras, el arbotante, que franquea los pasillos laterales para transmitir el empuje de la bóveda central se convierte en un órgano esencial. Su uso sistemático permitió a Chartres la creación regular gracias a la bóveda sexpartita y el abandono del principio de la alternancia de pilares muy marcada en Sens. Fue en el dominio real de la dinastía de los Capetos donde este estilo encontró su expresión más clásica.
En este período se empiezan a conocer los nombres de los arquitectos, especialmente gracias a los laberintos (como en Reims). Los maestros de obra racionalizaron la producción utilizando progresivamente el recurso a la prefabricación de piedras talladas en cantera, y a la estandarización de módulos de mampostería. El desarrollo de los arbotantes permitió suprimir las tribunas que anteriormente desempeñaban ese papel. El monumento prototipo es la catedral de Chartres, un proyecto ambicioso con un alzado de tres pisos que pudo ser posible gracias al perfeccionamiento de los contraempujes (contrebutement). Otros países europeos están empezando a abordar esta nueva forma arquitectónica como en Inglaterra —catedrales de Canterbury y Salisbury— o en España —catedrales de Toledo y Burgos.

Las cinco catedrales góticas clásicas
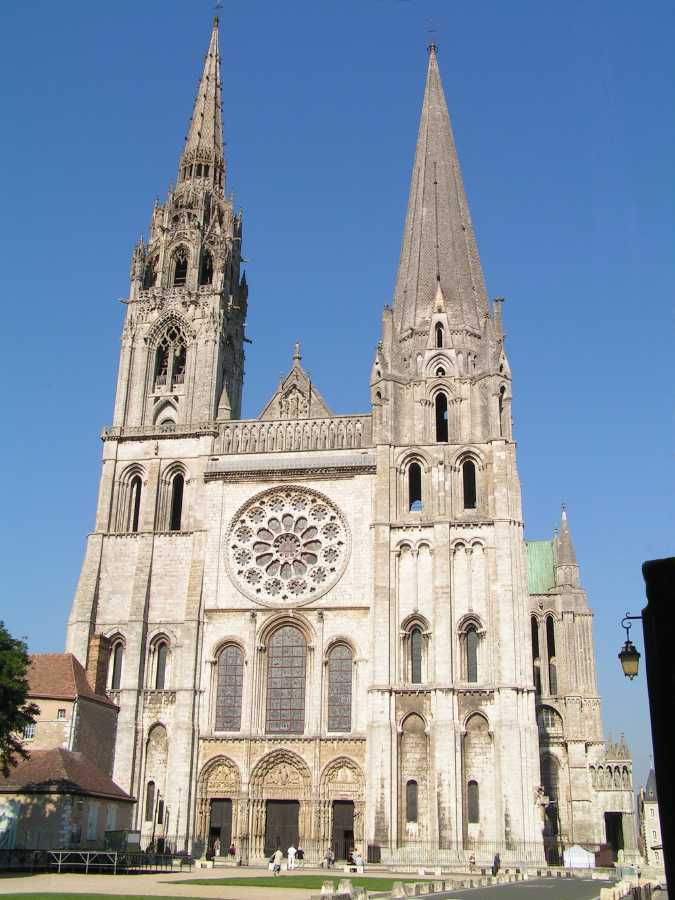
Notre-Dame de Chartres (1194-1230)
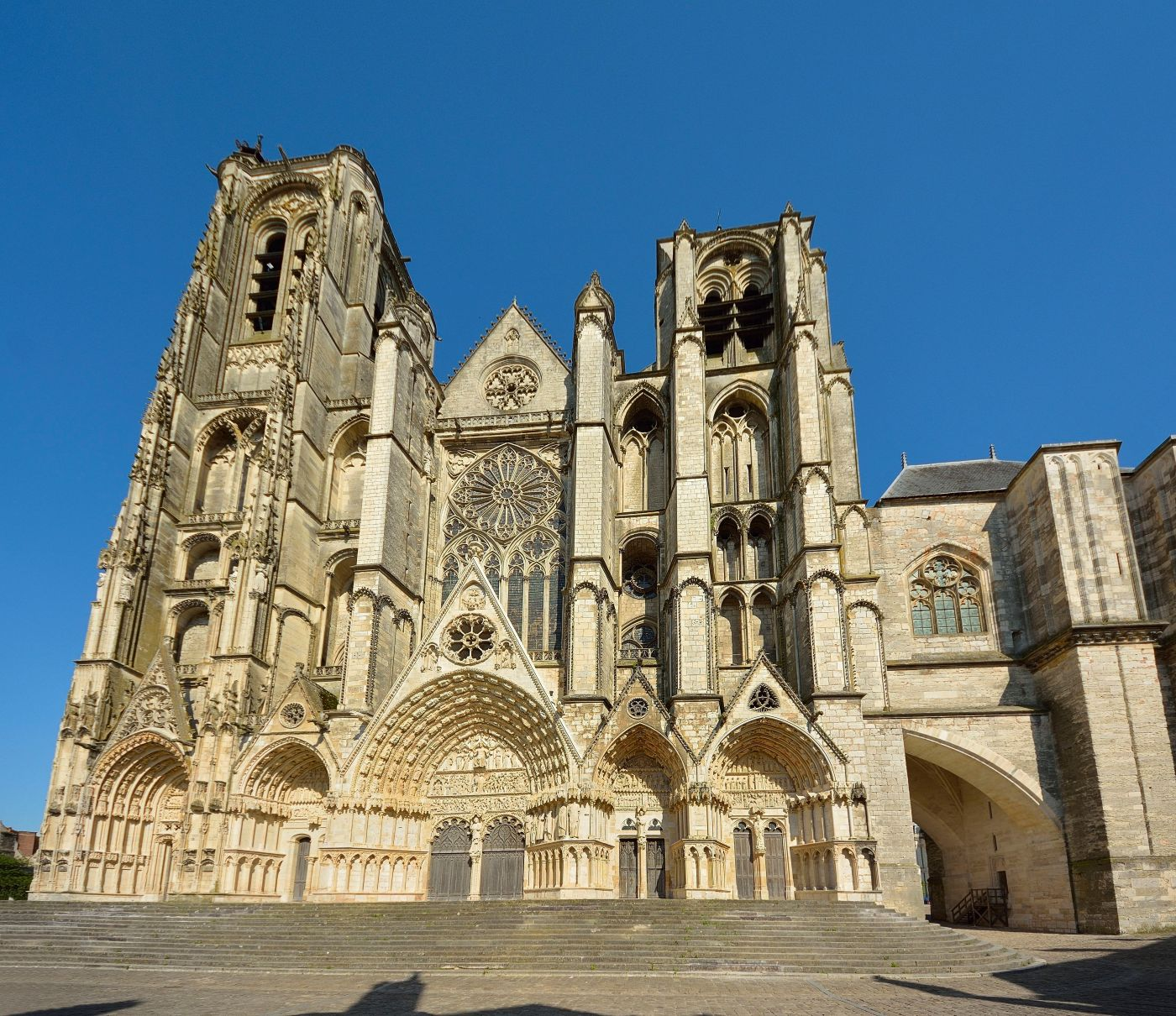
Saint-Étienne de Bourges (1195-1230)
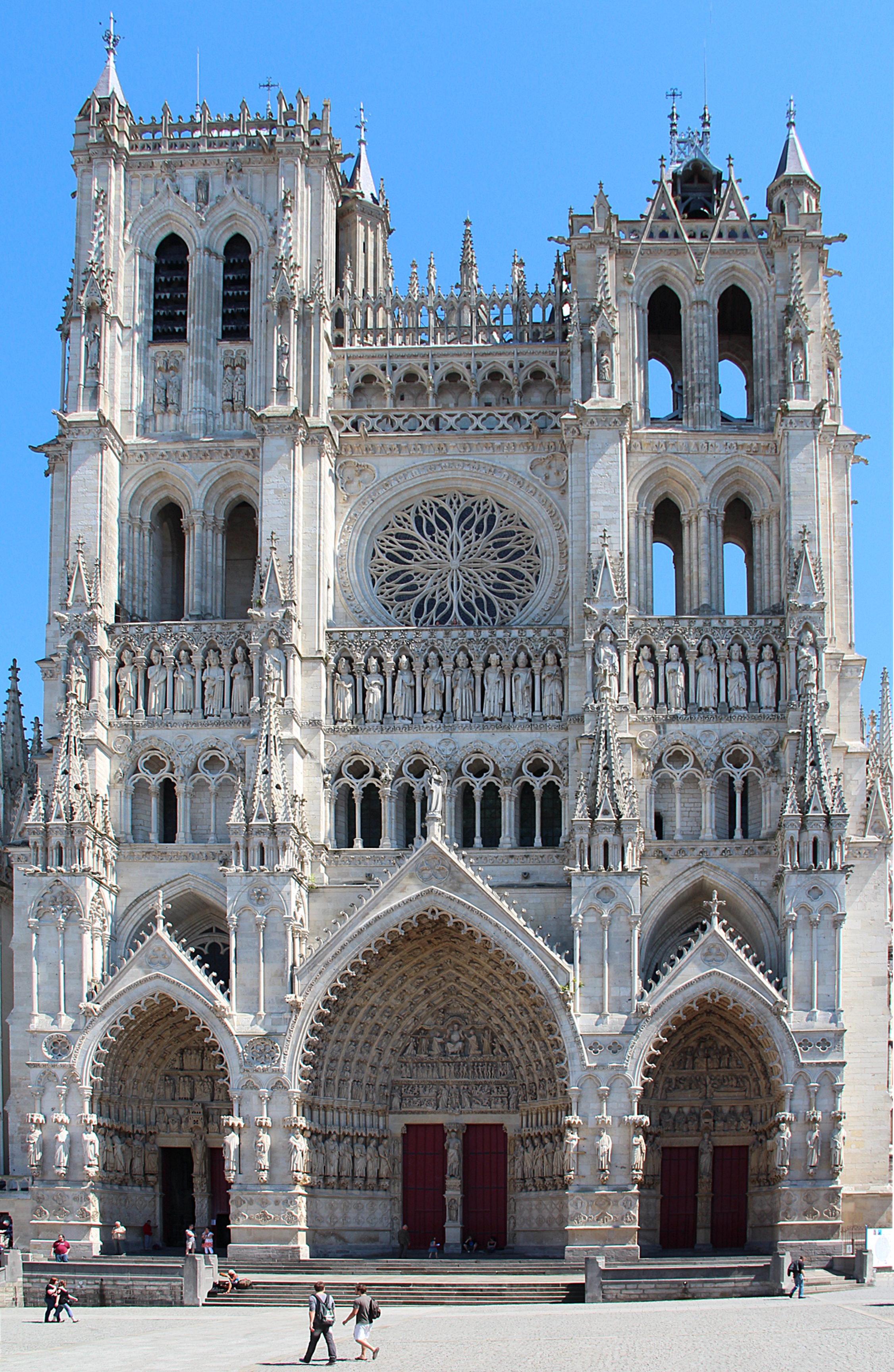
Notre-Dame de Amiens (1220-1269)
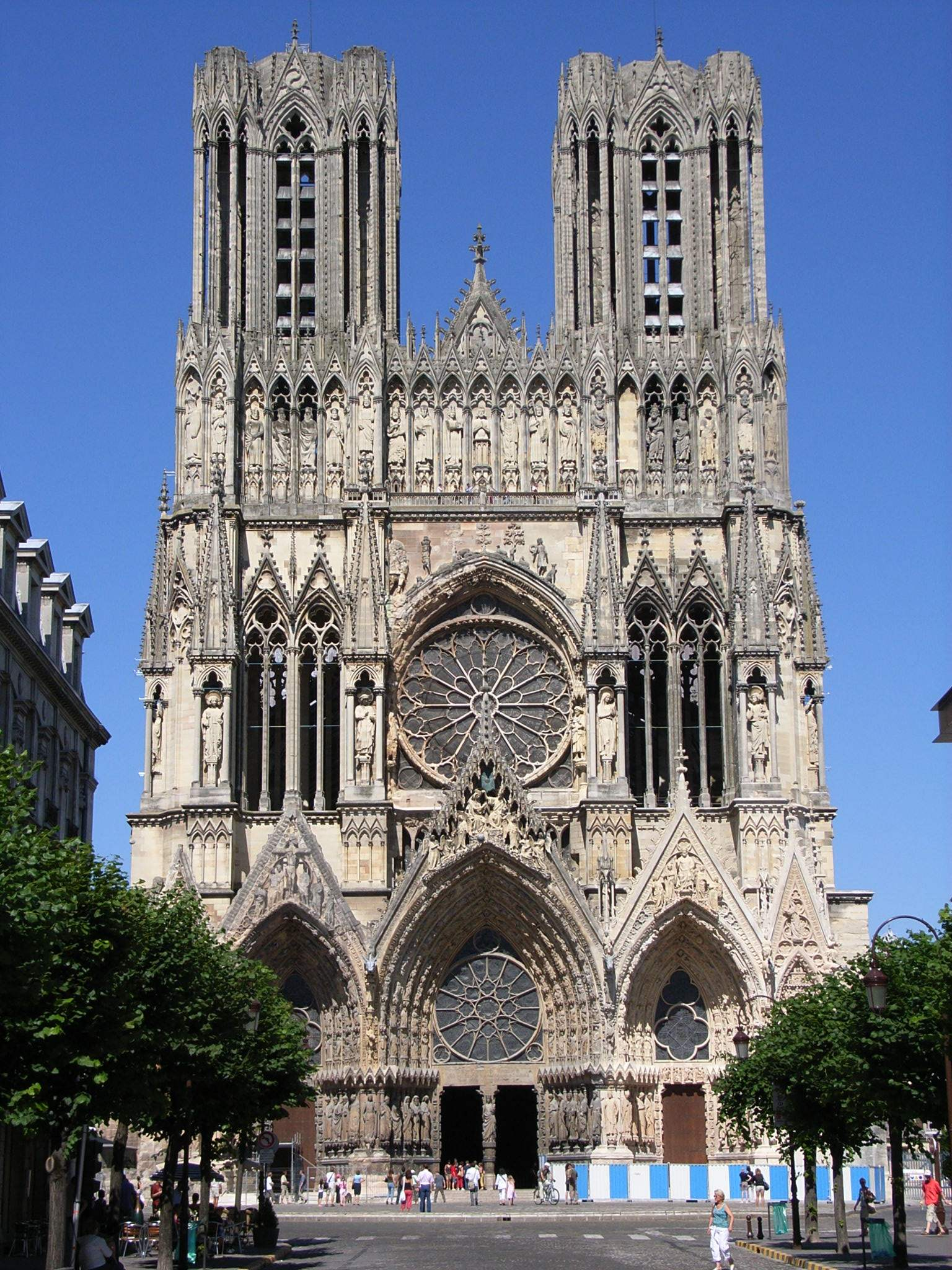
Notre-Dame de Reims (1211-1275)
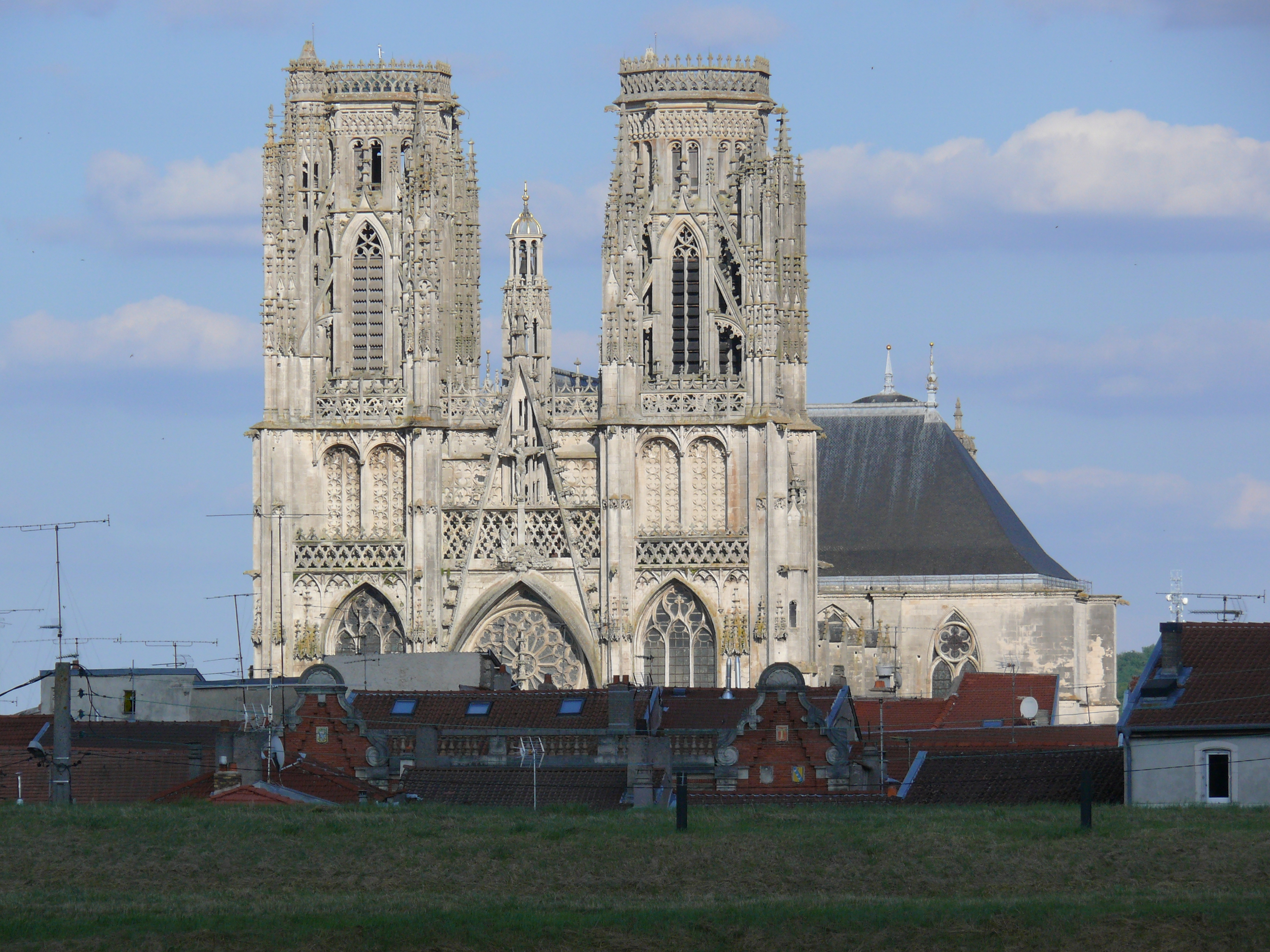
Saint-Étienne de Toul (1210-1497)

#### Oposición de los modelos de Chartres y Bourges

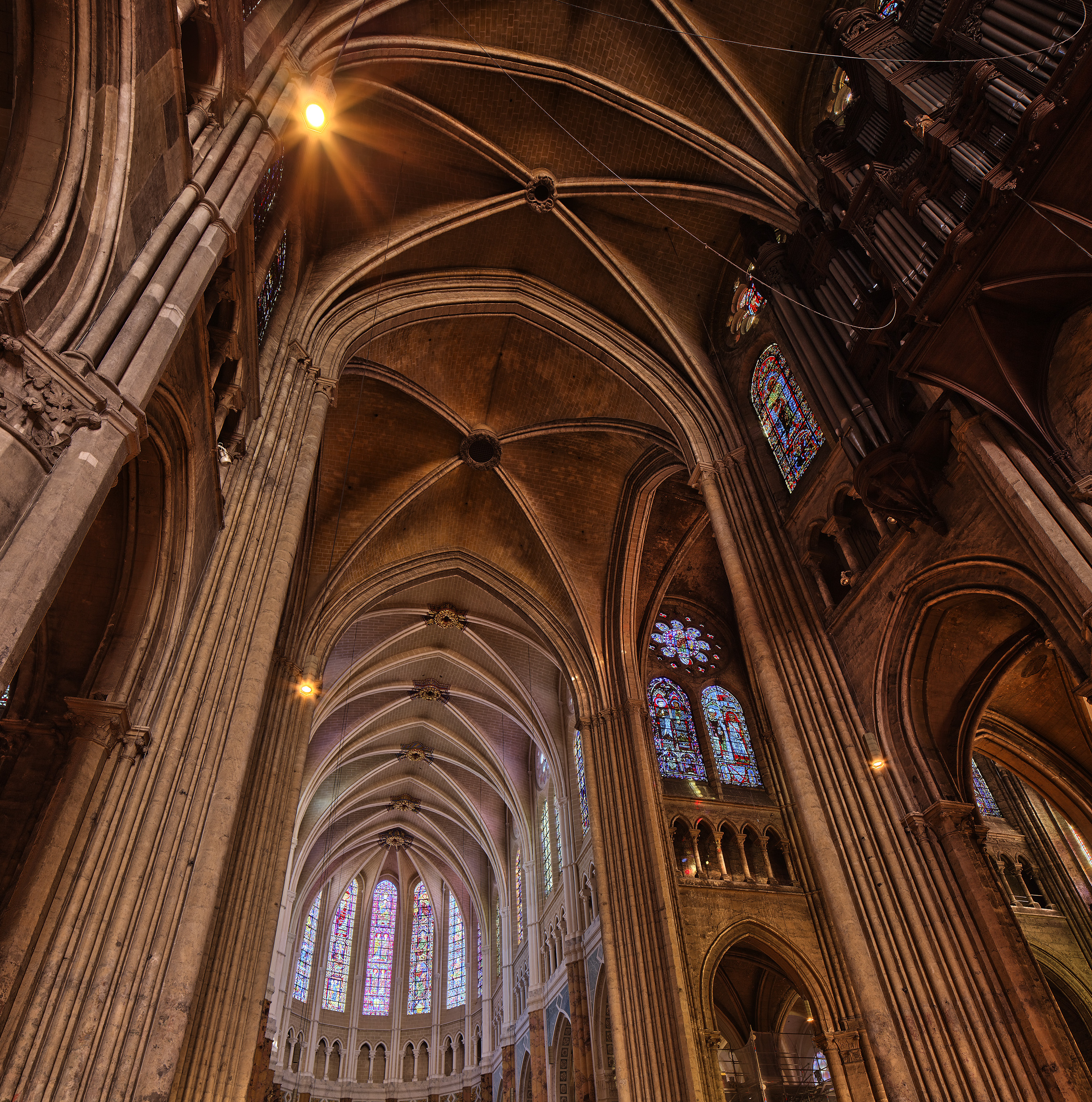
Nave y coro de la catedral de Chartres (1194-1230)

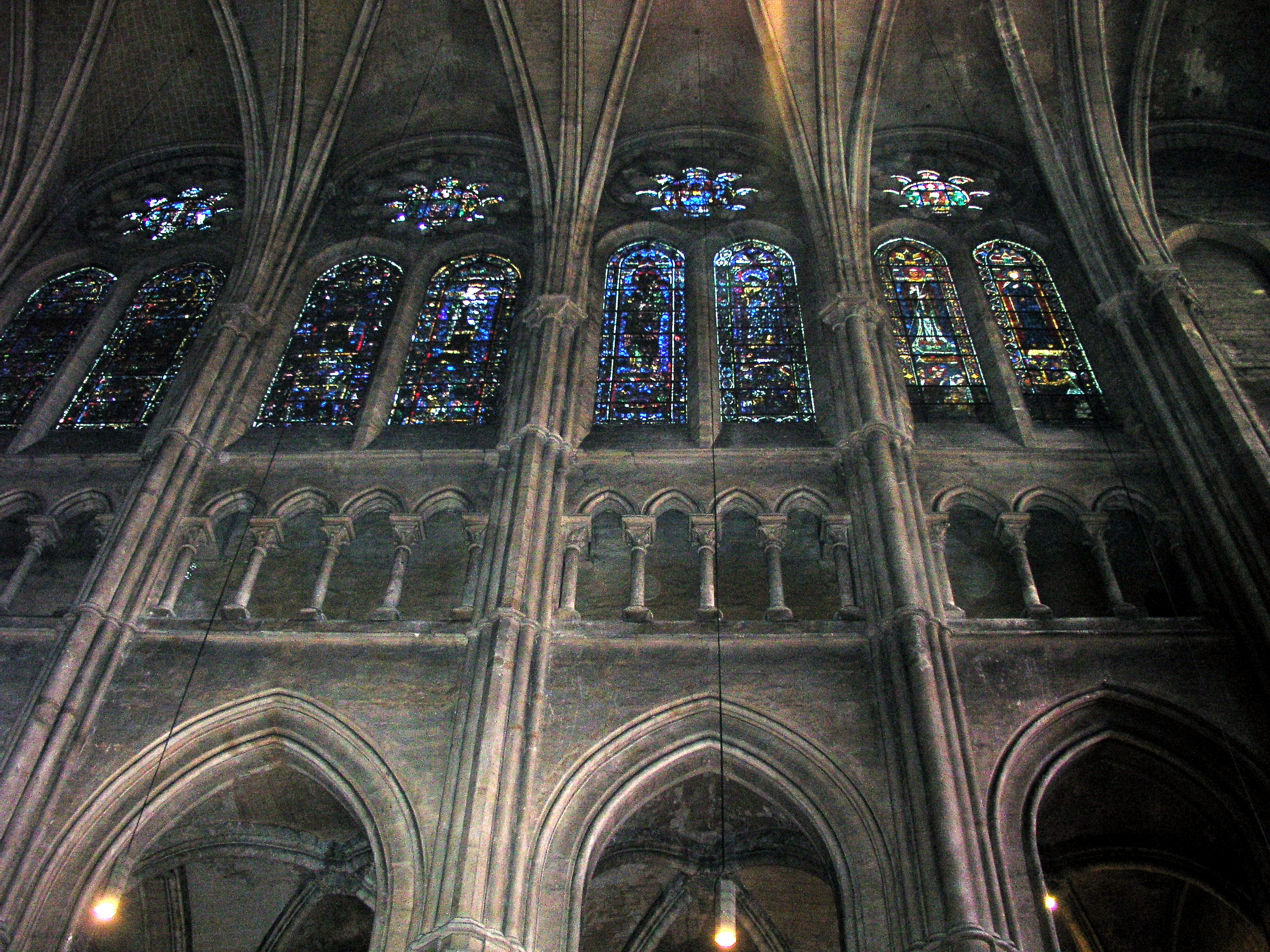
Alzado del triforio de Chartres

Los historiadores del arte consideraron demasiado pronto el ambicioso proyecto de la catedral de Chartres como el prototipo del gótico clásico: el modelo chartreano donde se va a buscar el equilibrio entre las líneas verticales y las líneas horizontales, así como la planeidad de los muros.
La construcción de la catedral de Chartres se enmarca desde 1194 en un contexto de emulación general hecha de intercambios y transferencias de experiencias. Fue posible gracias al perfeccionamiento de los contraempujes y de una mejor maestría de la bóveda de crucería, sacrificándose las tribunas tan características de los años 1140-1180. La gran nave adopta ahora el alzado en tres pisos: grandes arcadas, triforio y ventanas altas. Dada la puesta en escena en un solo plano, se obtiene una planeidad nueva de la pared mural.
La base de los pilares se reduce con relación a la catedral de Noyon y el toro inferior más aplastado comienza a desbordar el plomo de la base. El establecimiento de un nuevo tipo de pilastra de cuatro columnas adosadas será capaz de crear una repetición sin fin al tiempo que aumenta visualmente el empuje vertical. Las grandes arcadas en arcos apuntados se amplían y se perfilan con un méplat (parte plana) dispuesto entre dos molduras que apoyan sobre columnas de soportes adosados. Para no romper el impulso de las líneas verticales, los ganchos de los capiteles se sustituyen ahora por anillos de follaje aplicados al ábaco. El abandono de la bóveda sexpartita a favor de una bóveda cuatripartita llamada barlong [oblonga] fue una gran innovación que crea un orden regular obtenido por la supresión definitiva de la alternancia de soportes. Sin embargo, se recuerda sutilmente como patrón decorativo, variando el diseño de los pilares que son alternativamente circulares y octogonales. El triforio de cuatro arcadas apuntadas, enfatizadas por dos bandas de perfil almendrado, se convierte aquí en "continuo", creando una pujante horizontal. Otra novedad es que los muros aligerados ya no se consideran solamente como soportes, sino más bien como una vestimenta, en la que las ventanas altas pueden ocupar ahora toda la anchura de la pared y ampliar el espacio reservado para las vidrieras: compuestas de dos lancetas geminadas sistemáticamente apuntadas, estas ventanas alcanzan entonces la misma altura las grandes arcadas, llevando más luz al edificio. Están coronadas por una gran rosa de ocho lóbulos que permiten el florecimiento de la técnica del vitral.
Este alzado en tres pisos aún no se reconoce como un acto fundador del gótico clásico. Será más bien la transformación de la percepción de los volúmenes y del espacio interior por la planitud de muros y por ese nuevo equilibrio entre las líneas verticales y las líneas horizontales lo que marcara un avance real. La estética definida tendrá una gran posteridad. El modelo de Chartres no solo será retomado en Reims (1211) y Amiens(1221), sino también en el extranjero, primero en Inglaterra, en las catedrales de Canterbury y Salisbury, seguida de España en la catedral de Burgos y más tarde en el Sacro Imperio Romano Germánico en la catedral de Colonia.

Catedral de Chartes  (1194-1230)
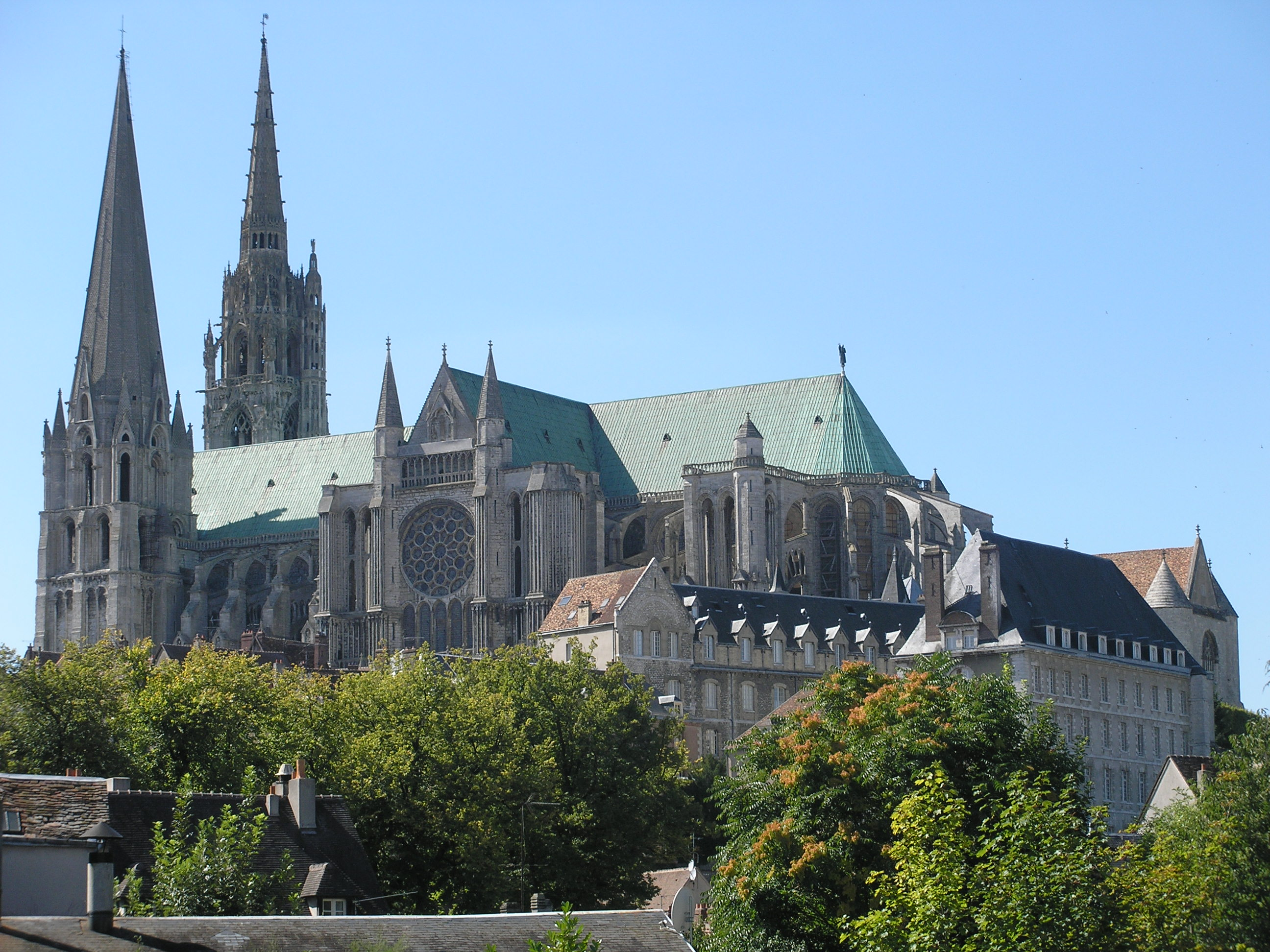
Catedral de Chartres
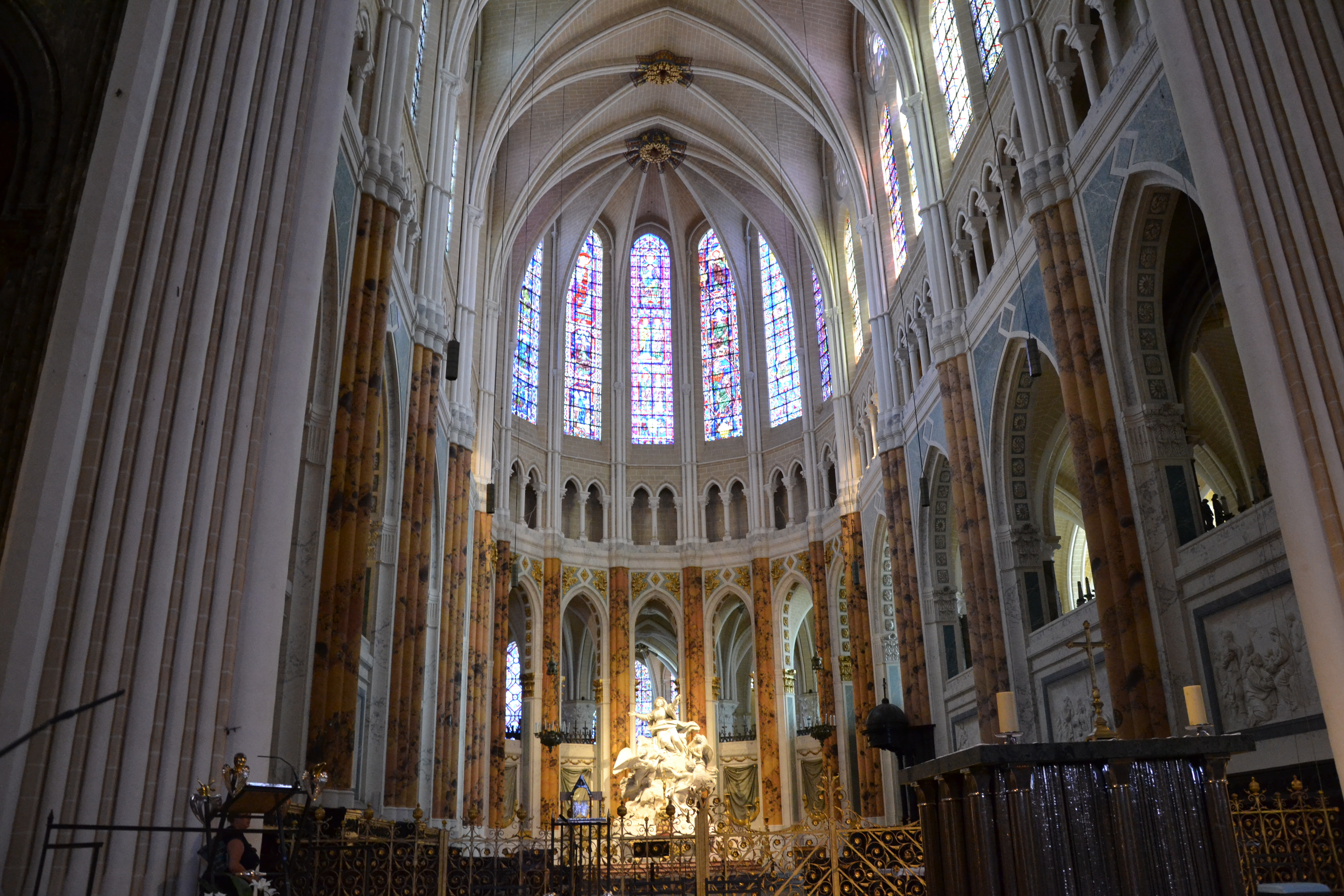
Coro restaurado
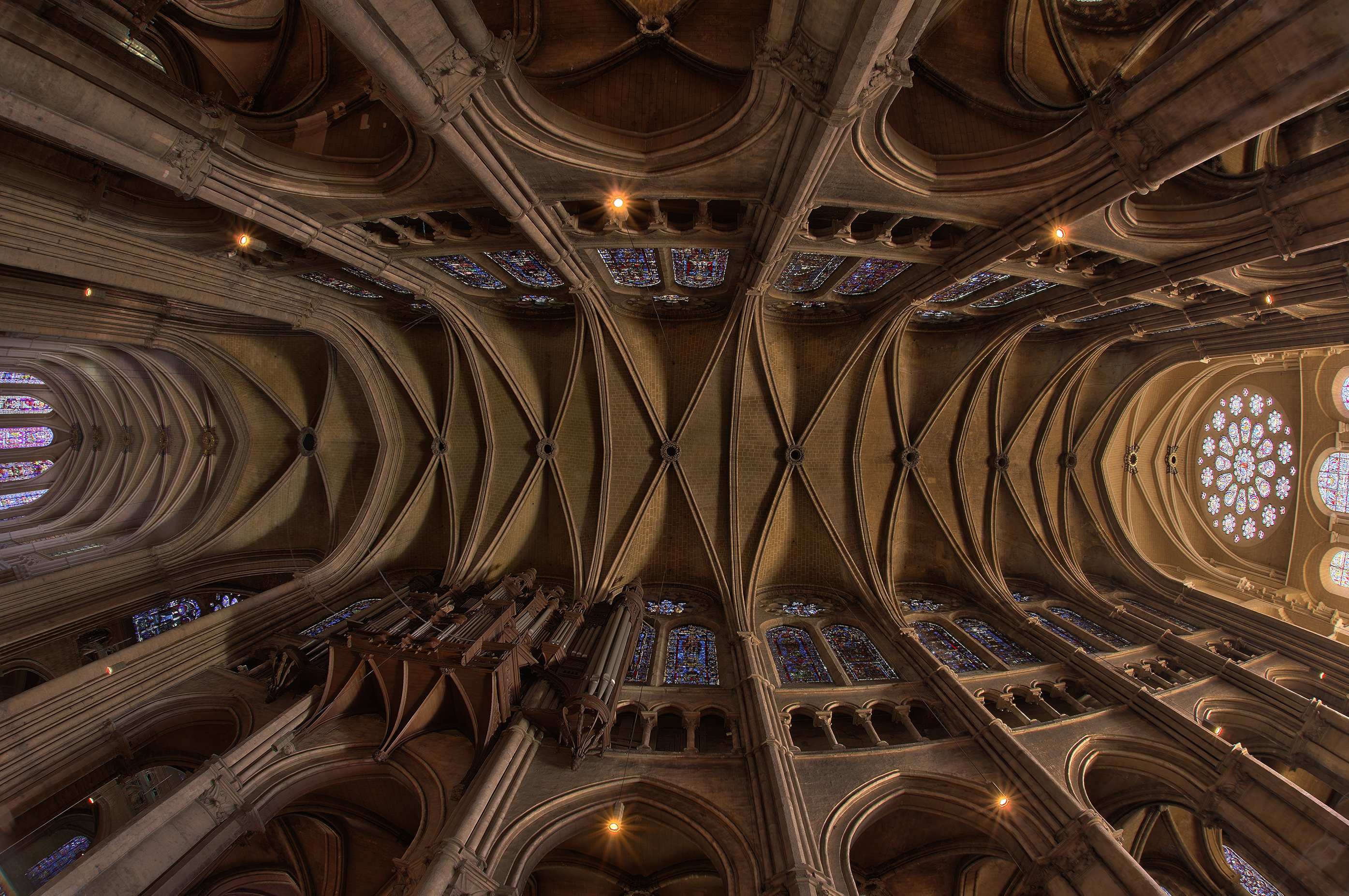
Bóveda barlonga
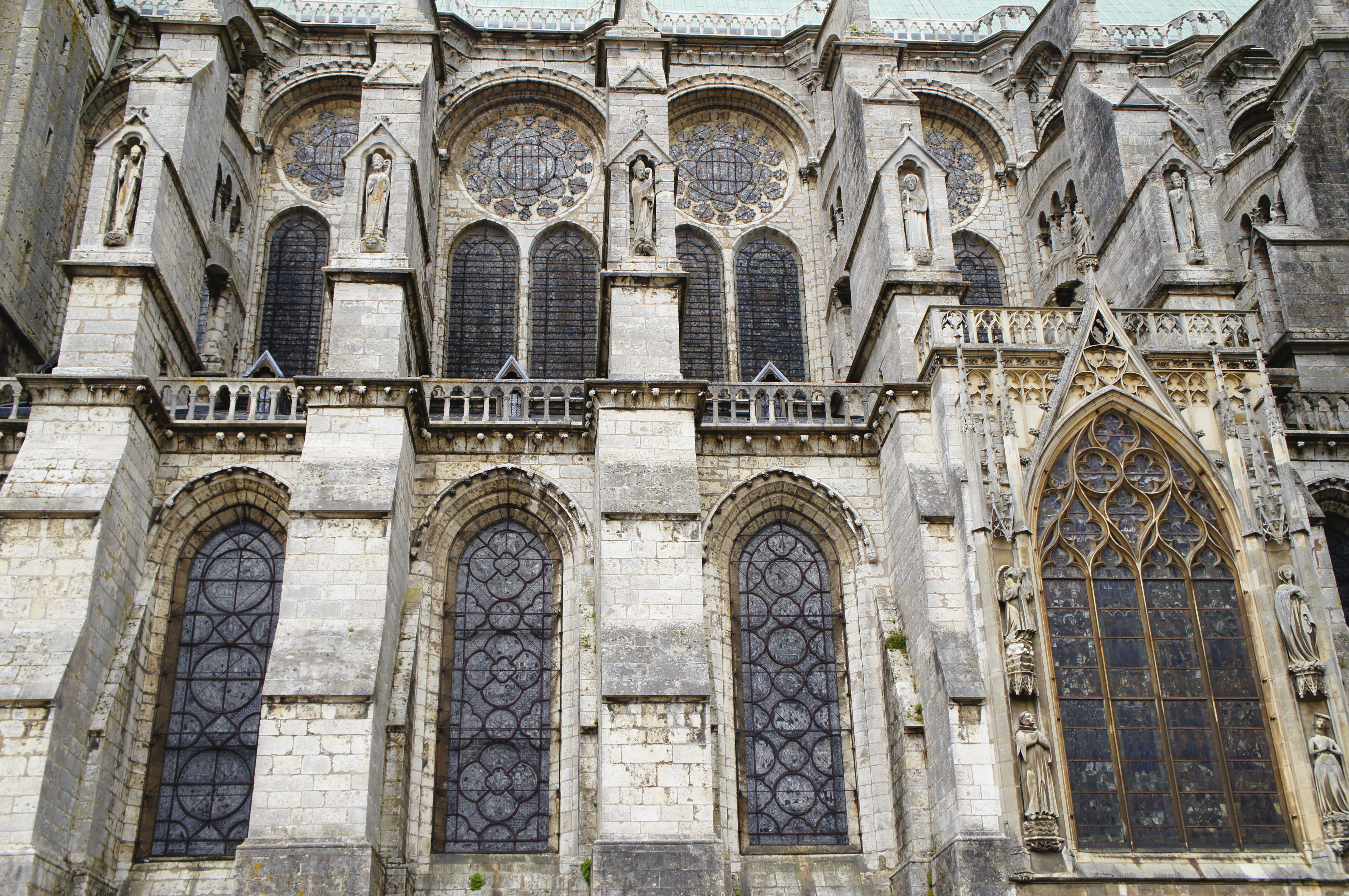
Contrafuertes

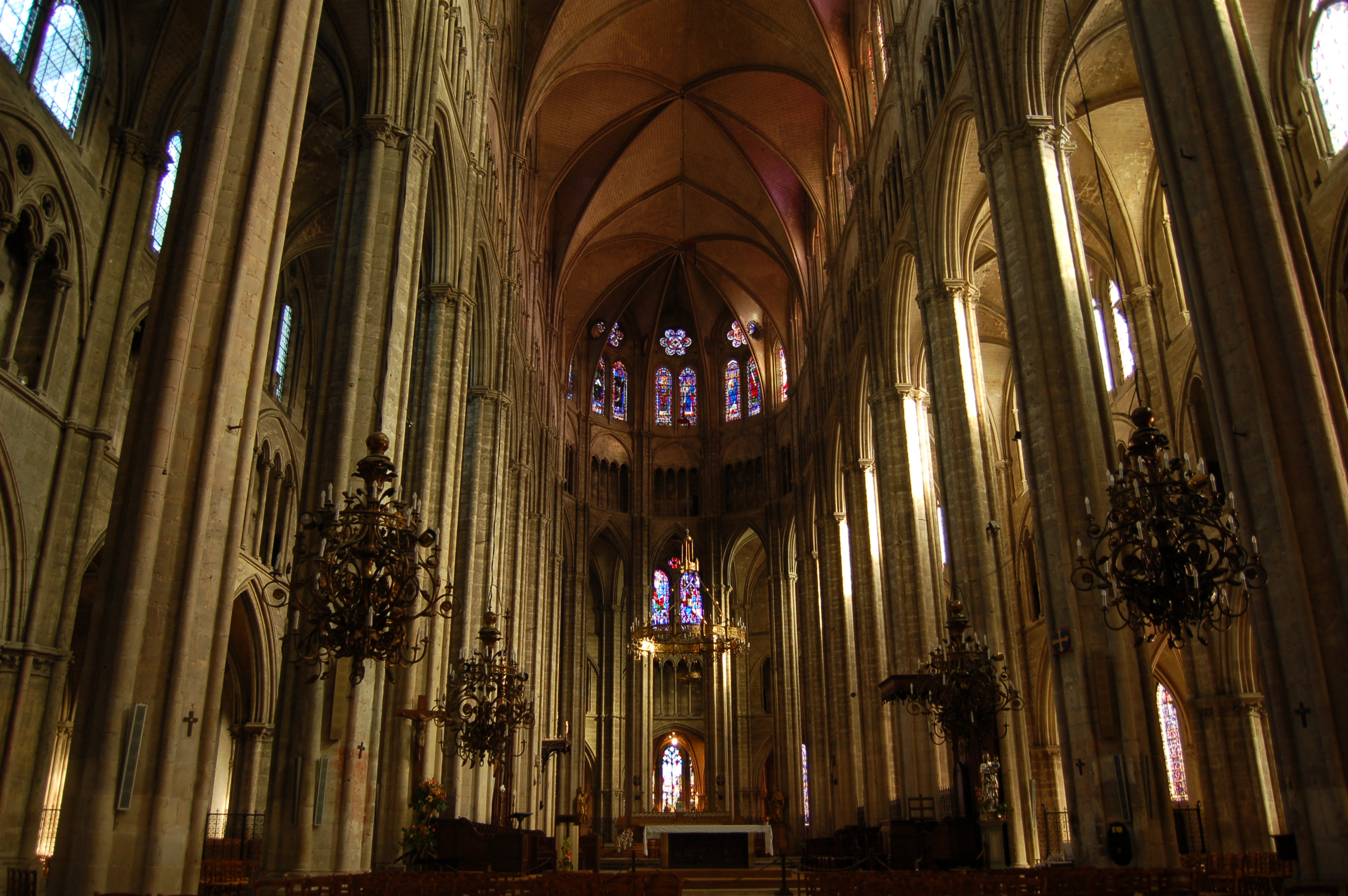
Catedral de Bourges, interior (1195-1230).

Frente al modelo de Chartres, la catedral de Bourges, desde 1195, representa otra estética, siendo los efectos deseados principalmente los juegos de volúmenes con una perspectiva longitudinal y un perfil piramidal.
Henri de Sully, arzobispo de Bourges, hizo una donación al capítulo de la catedral de Bourges para la construcción de un nuevo edificio. El arzobispo era el hermano de Eudes de Sully, obispo de París, de donde hay una similitud de planta y alzado con catedral de Notre-Dame de París. Aunque se retoma la idea de un doble deambulatorio, desaparece el transepto, lo que contribuye a la sensación de unidad de espacio y de longitud del edificio, completamente desprovisto de la axialidad que caracterizaba el modelo chartriano. Novedad en ese momento, todas las molduras y capiteles tienen la misma altura, con solo dos diámetros de columnillas, cualquiera que sea su posición en el edificio. Si, como en Chartres, las tribunas se sacrifican por un alzado en tres niveles, sigue siendo fiel, como en París, a la bóveda gótica sexpartita, lo que entraña en la nave central, la adopción de la alternancia de pilastras fuertes y débiles que será hábilmente disimulada por la presencia de ocho columnillas adosadas en un cilindro. Esta plasticidad también se mantiene en Borgoña, en la catedral Saint-Etienne de Auxerre o en la iglesia de Nuestra Señora de Dijon.
El efecto obtenido es sorprendente tanto por la ausencia de transepto como por la abertura visual sobre el doble pasillo que se prolonga alrededor del coro: resulta de ello una perspectiva longitudinal con una impresión de inmenso espacio interior, liberado de límites y cuyos volúmenes se abren unos en otros, en marcado contraste con el modelo de Chartres que se centra principalmente en la altura y el eje que lleva al coro. Esto conduce al perfil piramidal de la sección transversal, teniendo las cinco naves alturas respectivas de 9,0 m, 21,30 m y 37,50 m desde las naves exteriores a la nave central. Además, el modelo de Bourges ofrece una nueva búsqueda de luz: las colaterales internas, dotadas de triforios, tienen un alzado en tres pisos y la disposición de naves, cada una con ventanas altas, permite aportar una iluminación lateral que se añade a la de la parte superior de la nave central y del coro.
A pesar de todas estas innovaciones, el modelo de Bourges será poco seguido: solo será retomado en San Julián de Le Mans, rediseñado en Saint-Pierre de Beauvais y no se encontrará en el extranjero más que en la catedral de Santa María de Toledo.

Catedral de Bourges (1195-1230)
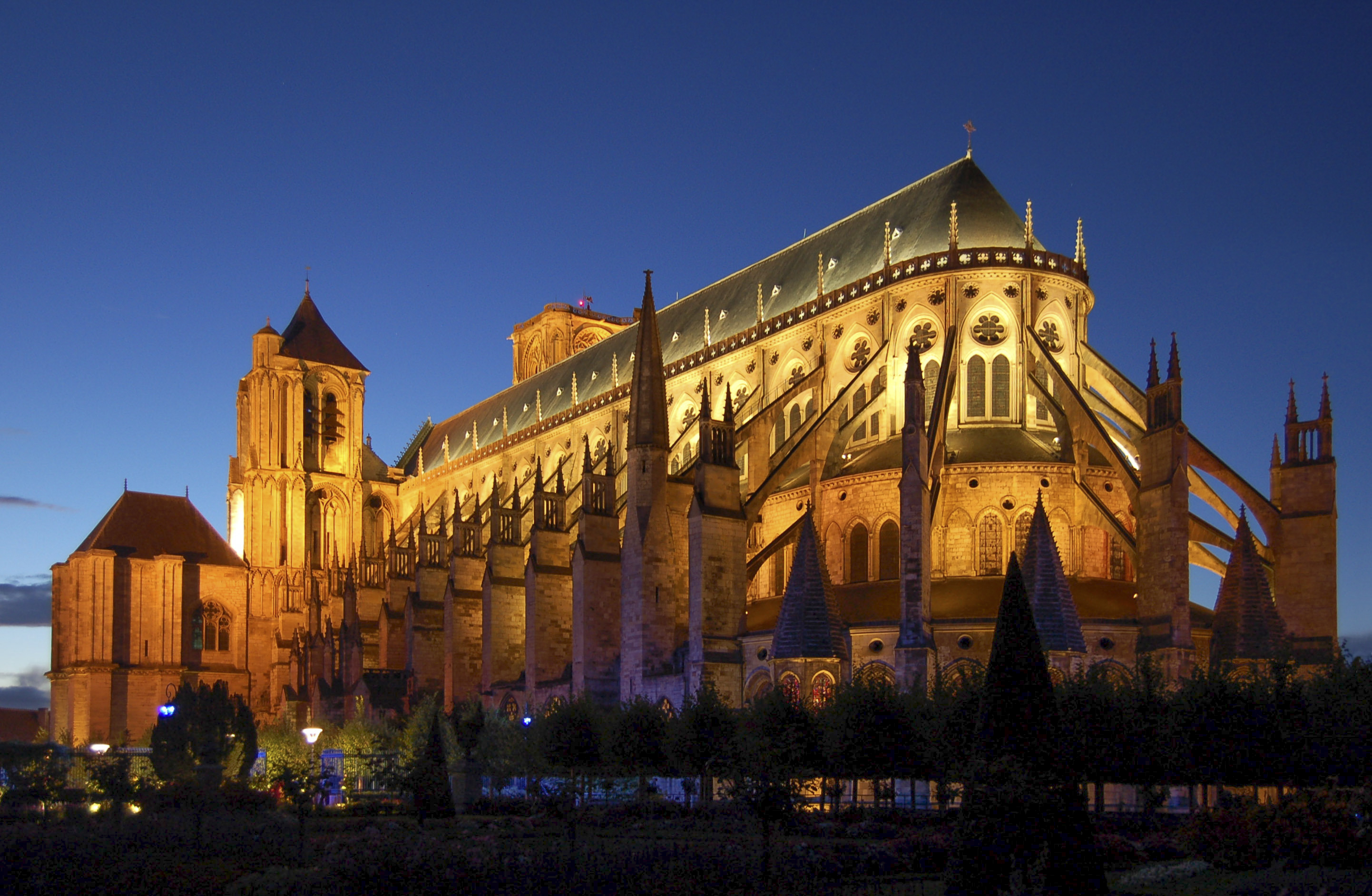
Catedral de Saint-Étienne de Bourges
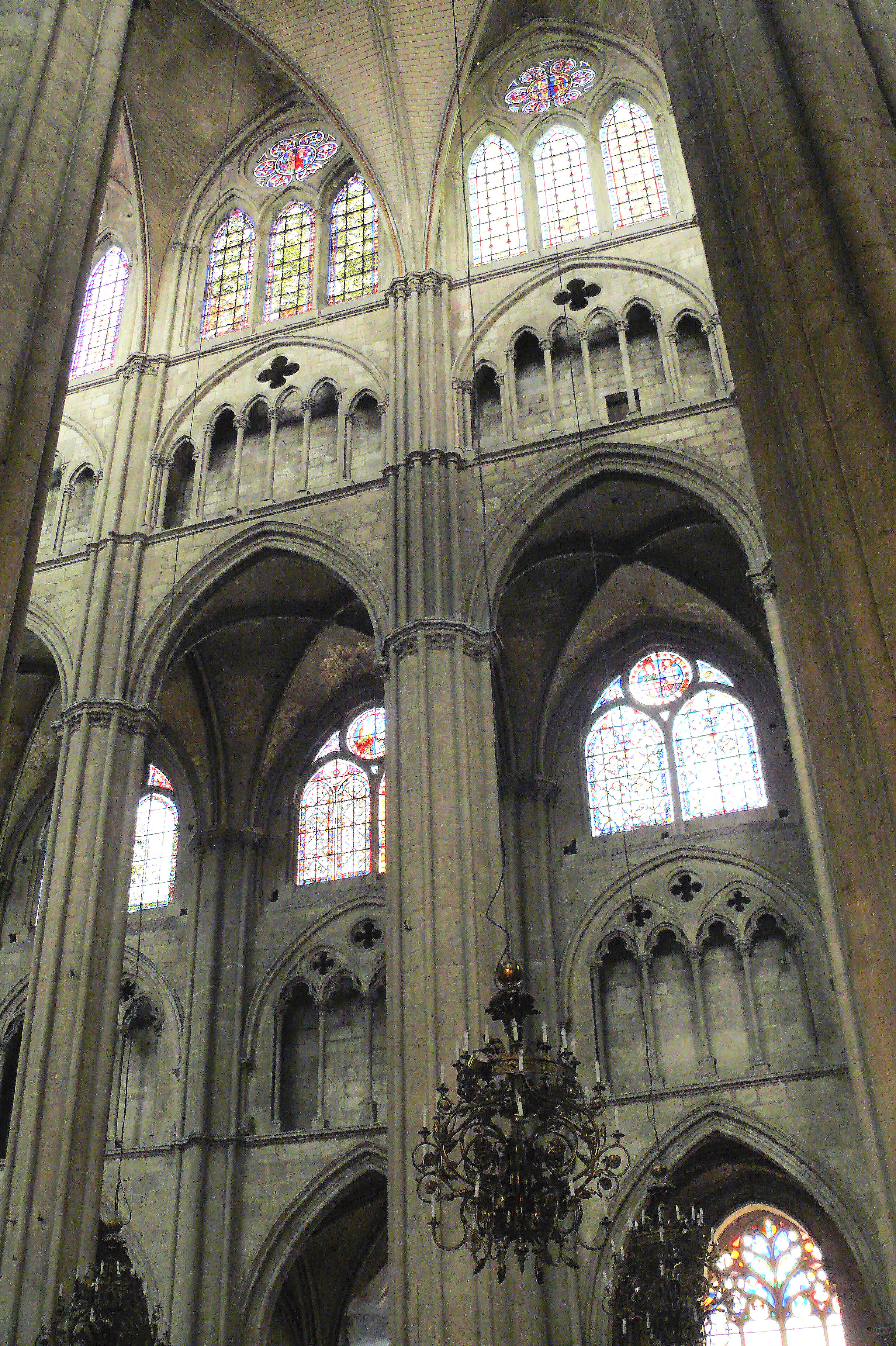
Alzado de Bourges
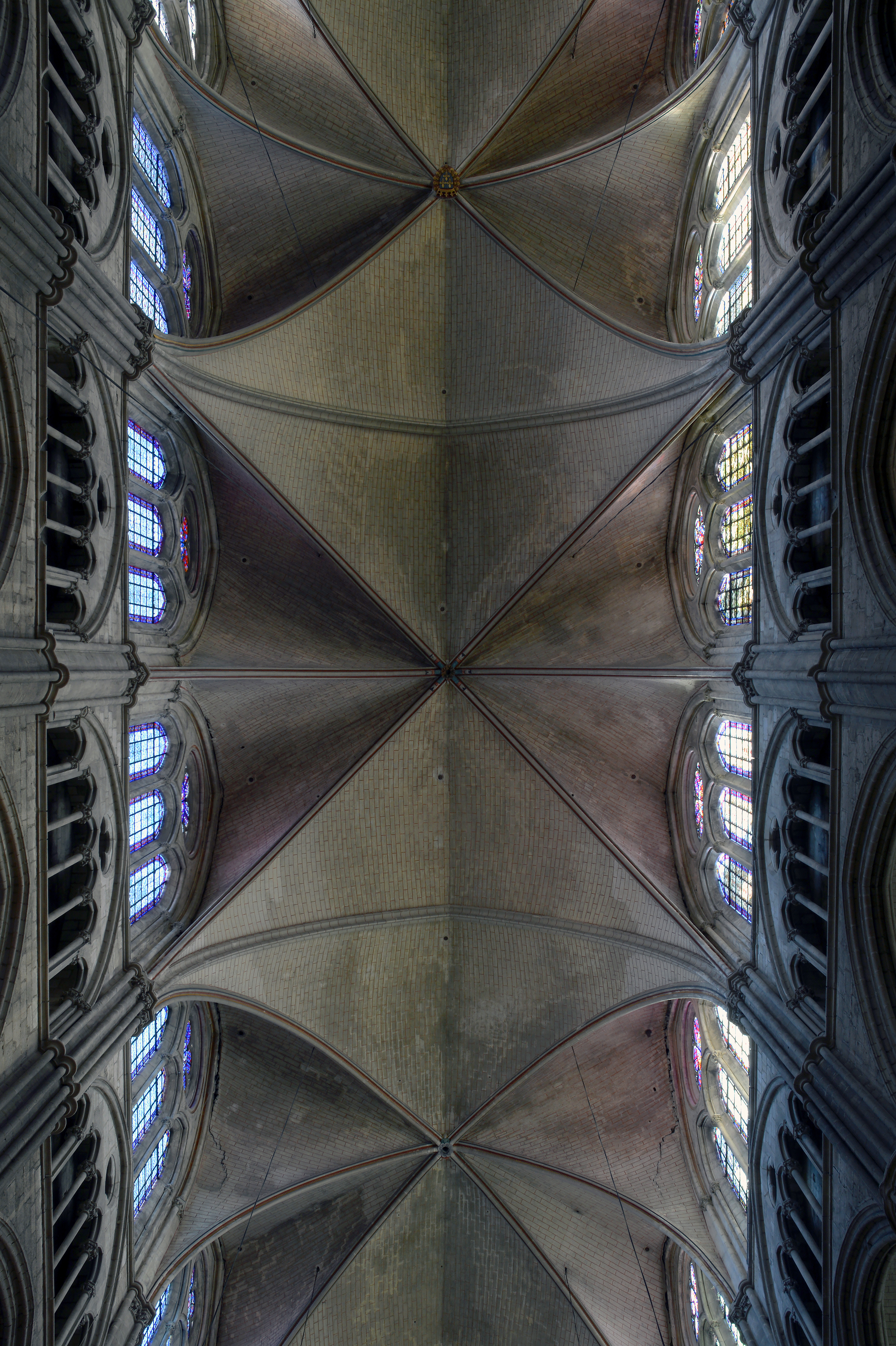
Bóvedas sexpartitas
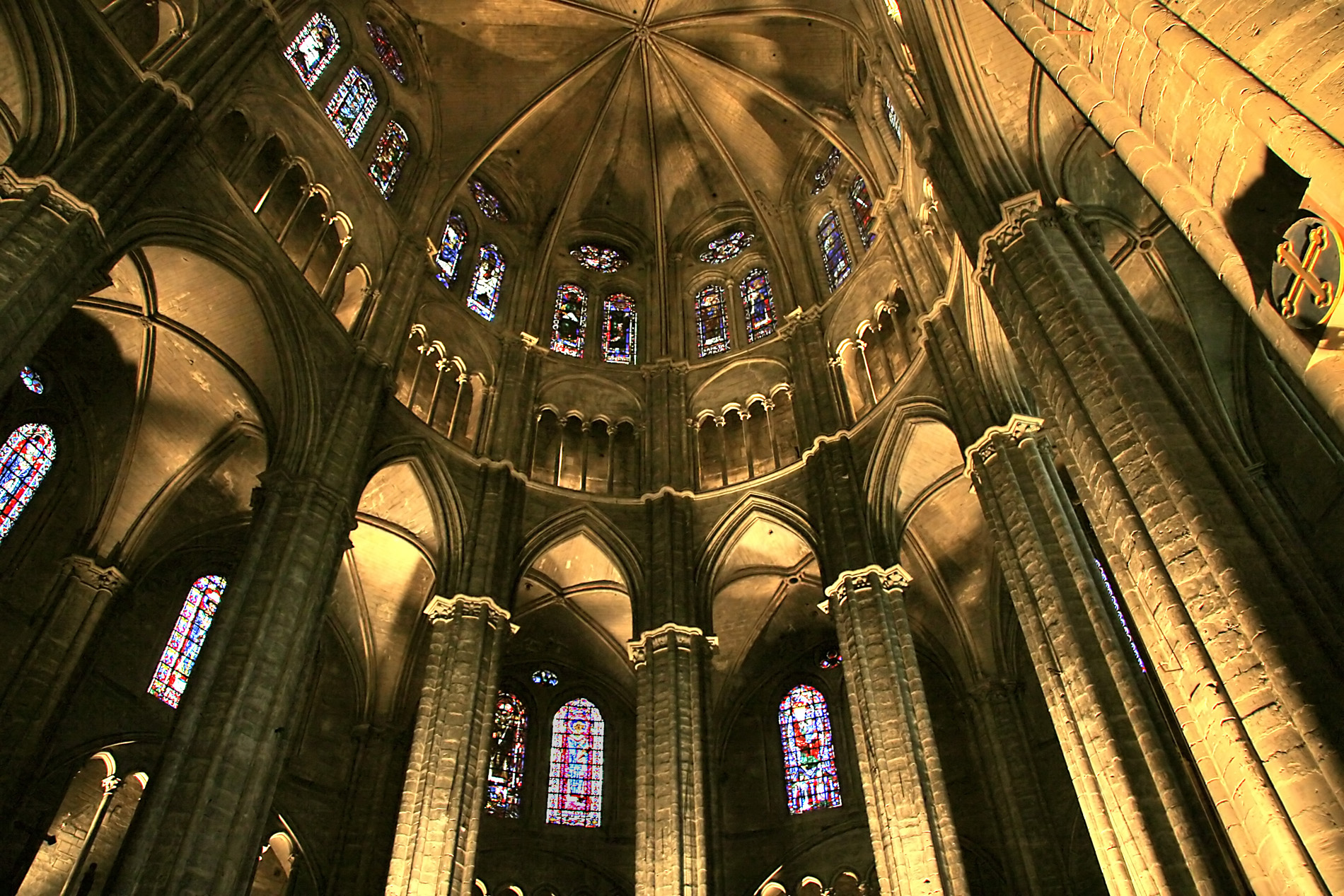
Coro

### ElsigloXIII: el siglo de las catedrales

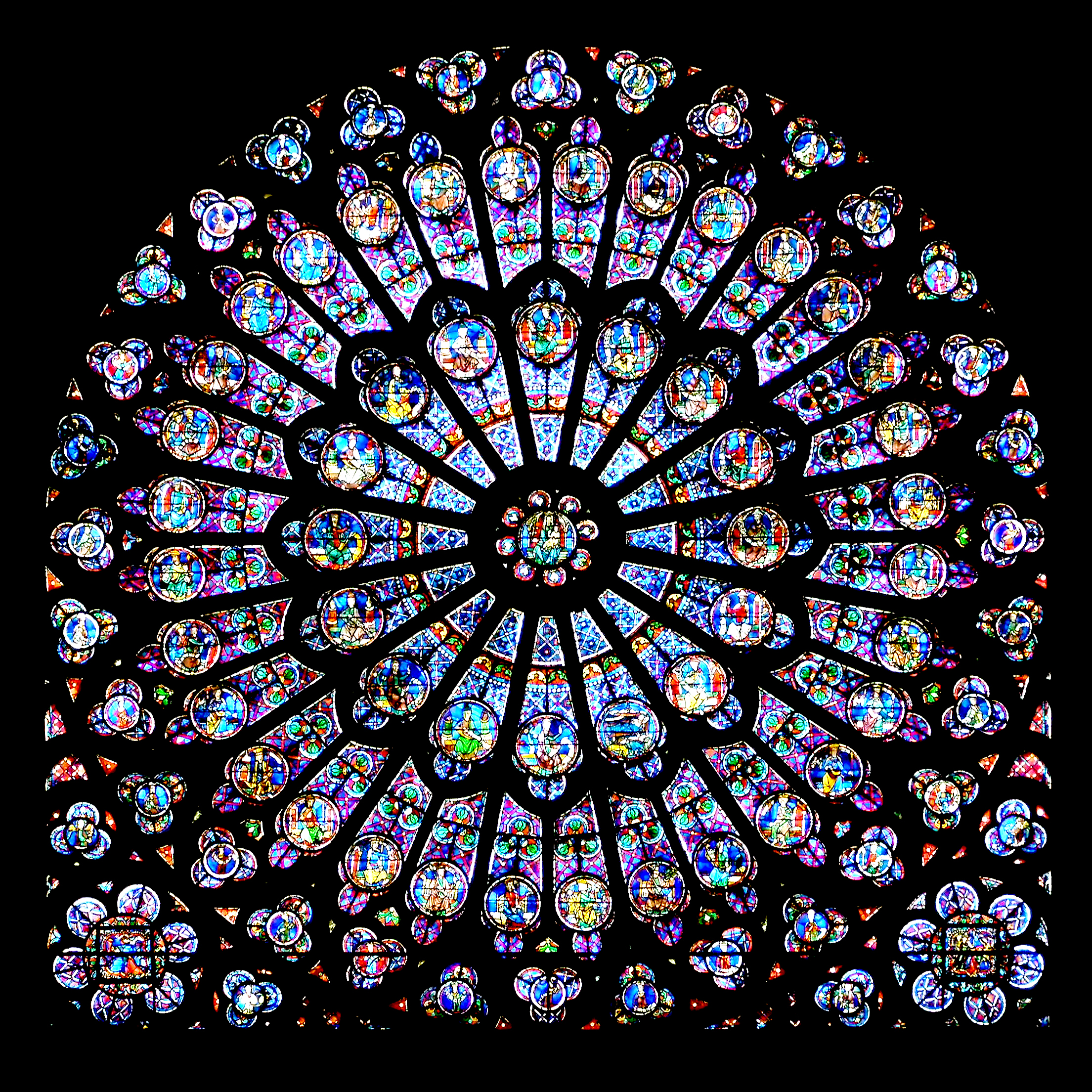
Rosetón de la fachada norte Notre Dame de París.

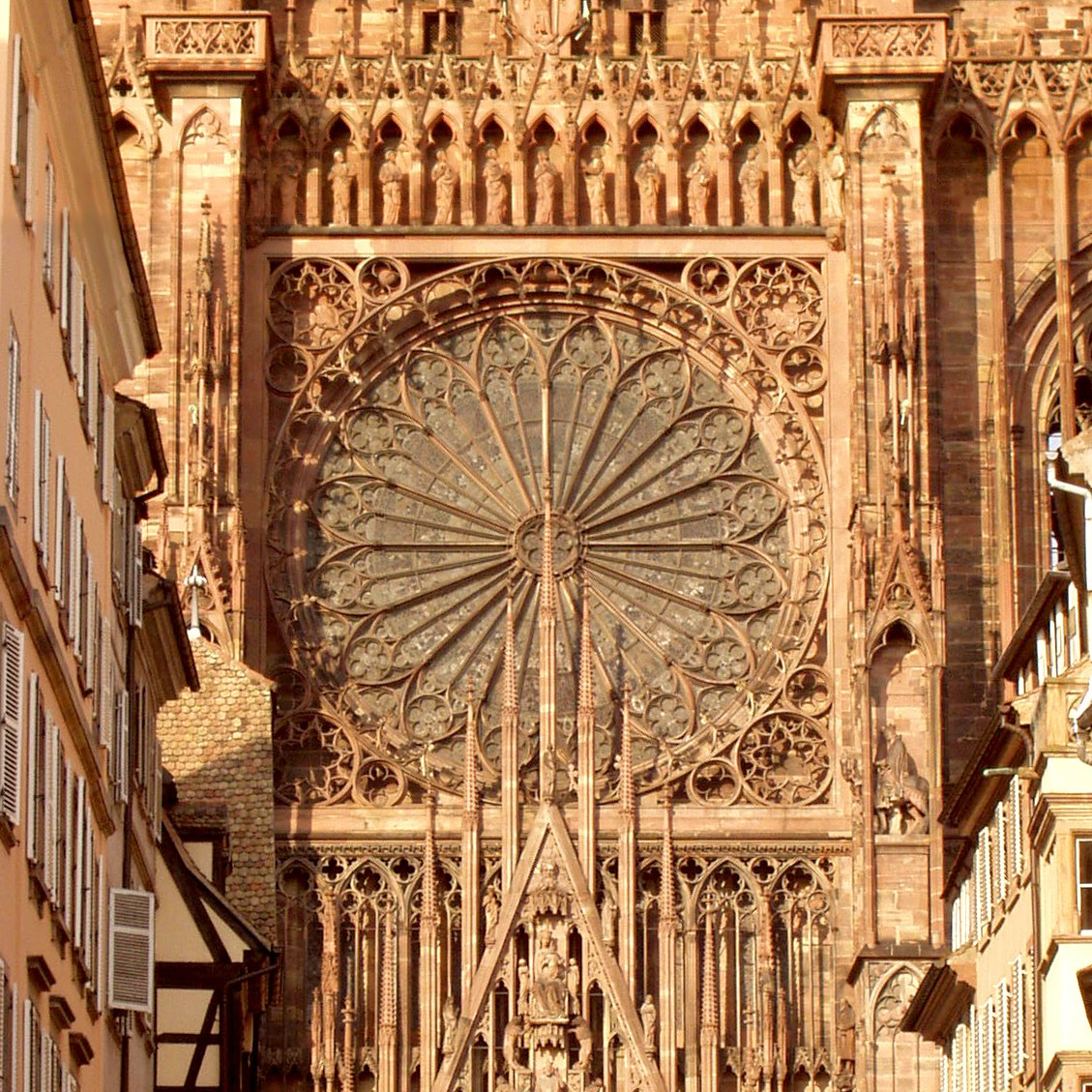
Rosetón de la fachada de la catedral de Estrasburgo

Una vez más, este estilo nació en Saint-Denis, con la rehabilitación de las partes altas del coro de la iglesia abacial en 1231. Se impulsó realmente a partir de la década de 1240; los edificios aún en obras tomaron de inmediato en cuenta esta nueva moda y cambiaron parcialmente su planes. El gótico radiante crecerá gradualmente hasta alrededor de 1350 y se extenderá por toda Europa con una cierta homogeneidad. Arquitectos y maestros de obra franceses aparecen empleados hasta en Chipre o Hungría.
Las iglesias se vuelven cada vez más altas. Técnicamente, lo que permitió construir edificios tan grandes y con ventanas también muy grandes, fue la utilización de una armadura de hierro (técnica de la «piedra armada», pierre armée). Las ventanas se ampliaron hasta hacer desaparecer los muros: los pilares formaron un esqueleto de piedra y el resto será de cristal, dejando entrar una abundante luz. La superficie iluminada se incrementó aún más por la presencia de un triforio calado como en la catedral de San Esteban de Châlons. En la catedral de Saint-Étienne de Metz, la superficie del vidrio alcanzó 6496 m². Las ventanas se caracterizaron además por una tracería de gran finura que no obstruía la luz, basada en la explotación de figuras sencillas dibujadas con compás que proporcionan figuras lobuladas con tres, cuatro, cinco o más cortes. El rosetón, ya utilizado antes, acabó convirtiéndose en un elemento clave de la decoración (transepto de Notre-Dame de París; fachada de la catedral de Estrasburgo).
Se amplió el espacio de la catedral —multiplicación de las capillas laterales— y también se aprecia una cierta unidad espacial —los pilares pasan a ser todos idénticos—. Los pilares eran a menudo fasciculados, es decir, estaban rodeados de varias columnillas agrupadas en facetas. En contraste con la tendencia del pilar fasciculado, todo un grupo de catedrales y grandes iglesias, sin embargo, adoptaron los pilares cilíndricos, a imitación de la catedral de Châlons.

Ejemplos de gótico radiante
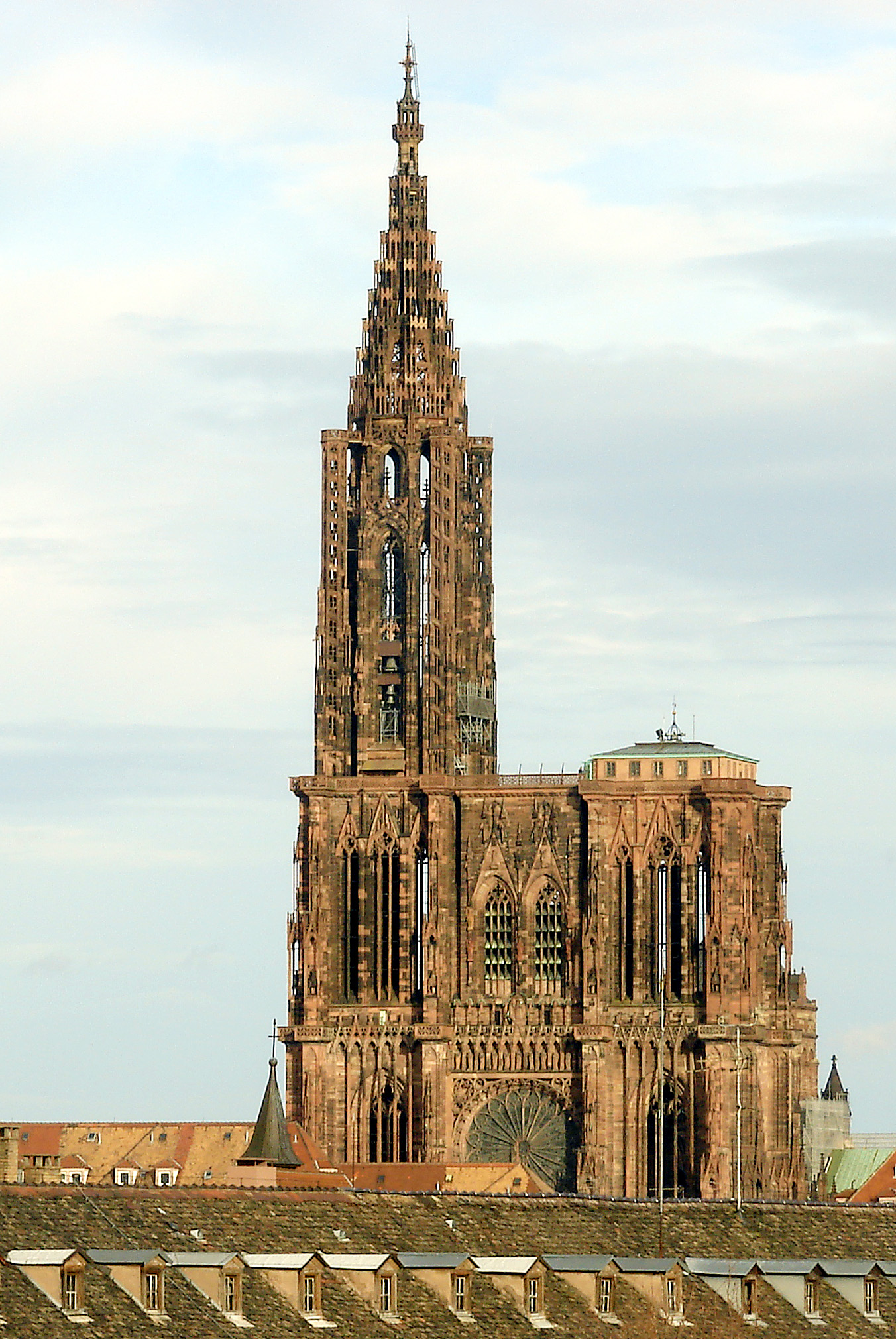
Catedral de Estrasburgo
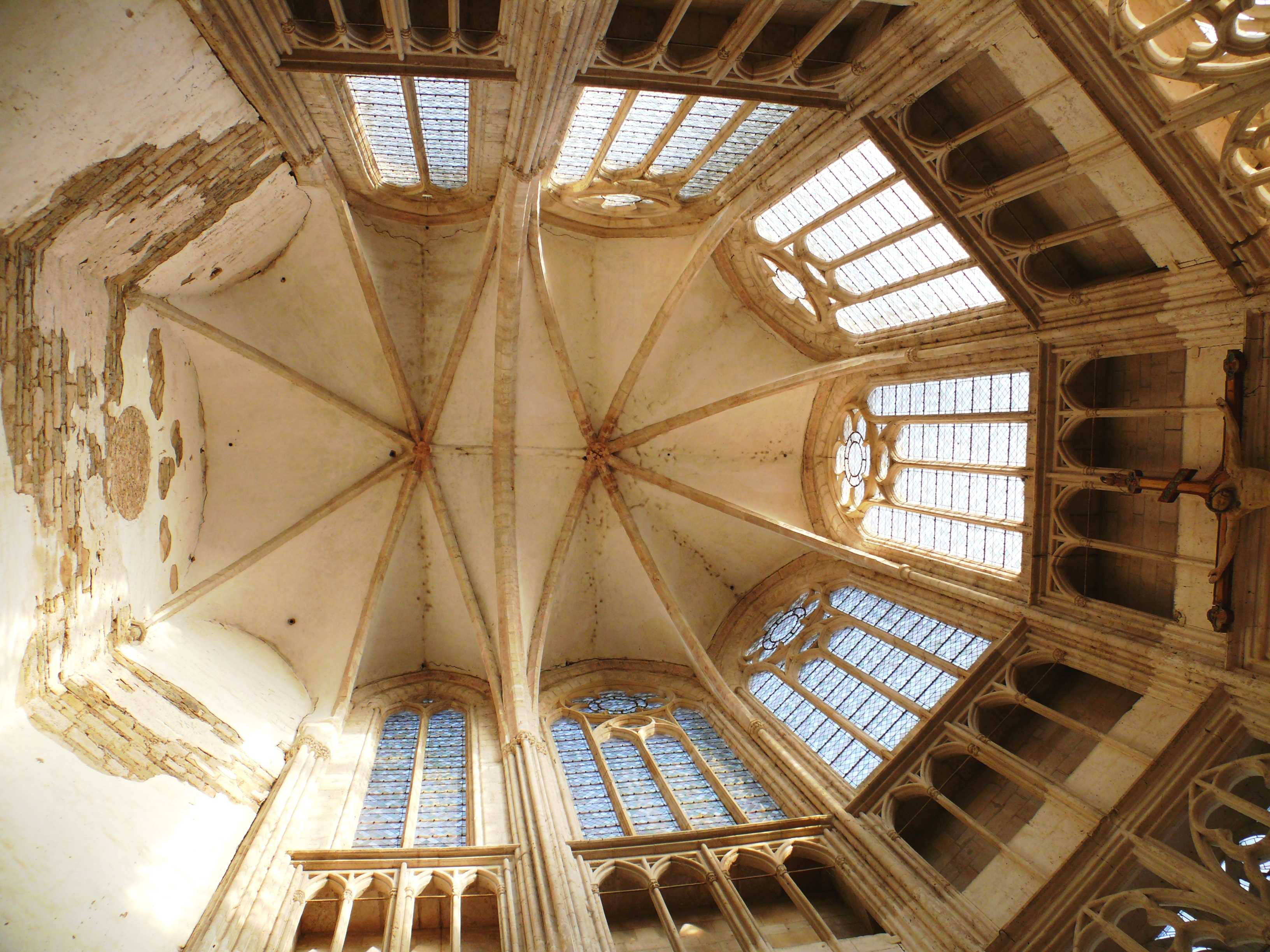
Priorato de Saint-Thibault
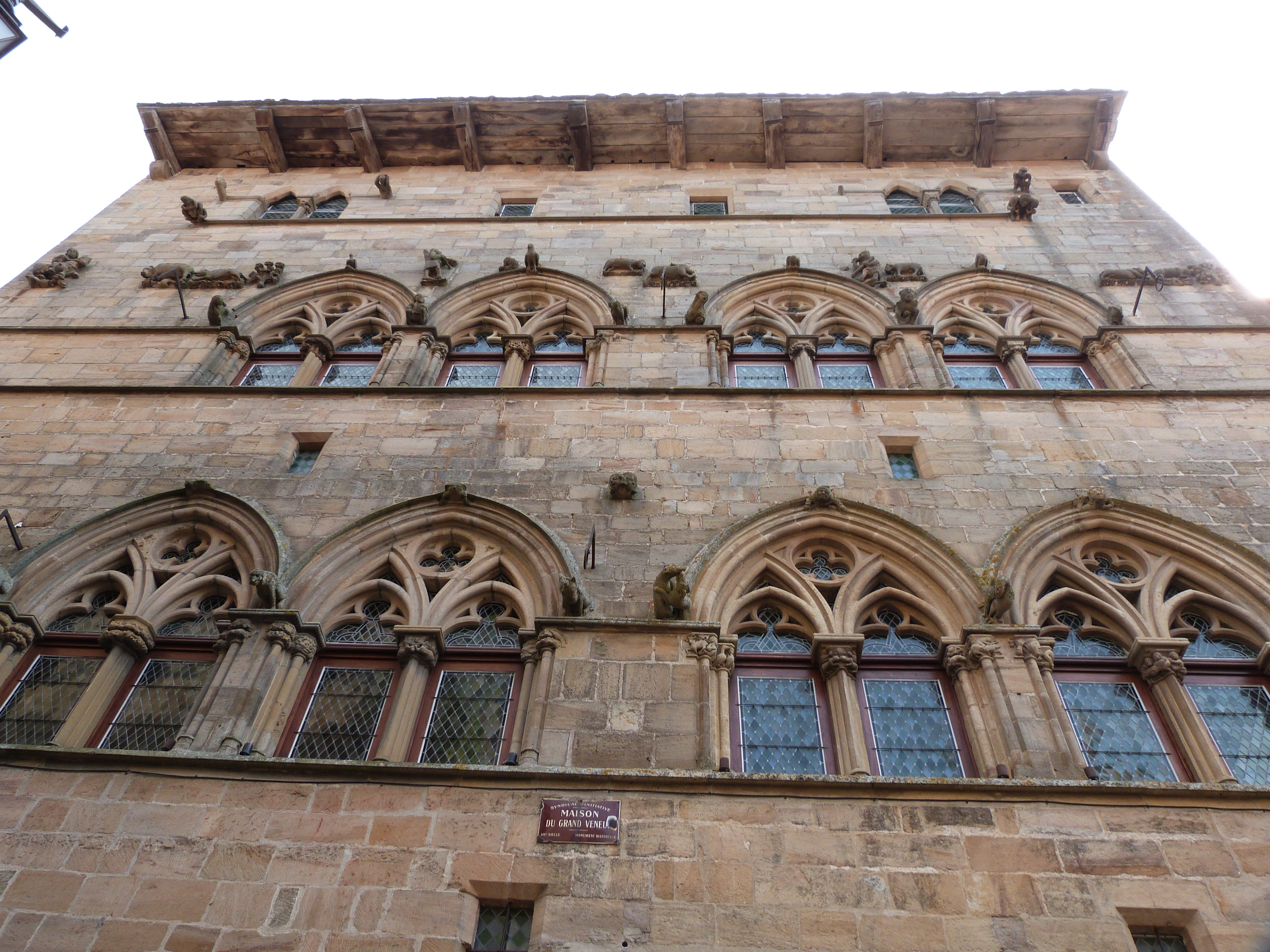
Maison du Grand Veneur (Cordes-sur-Ciel)
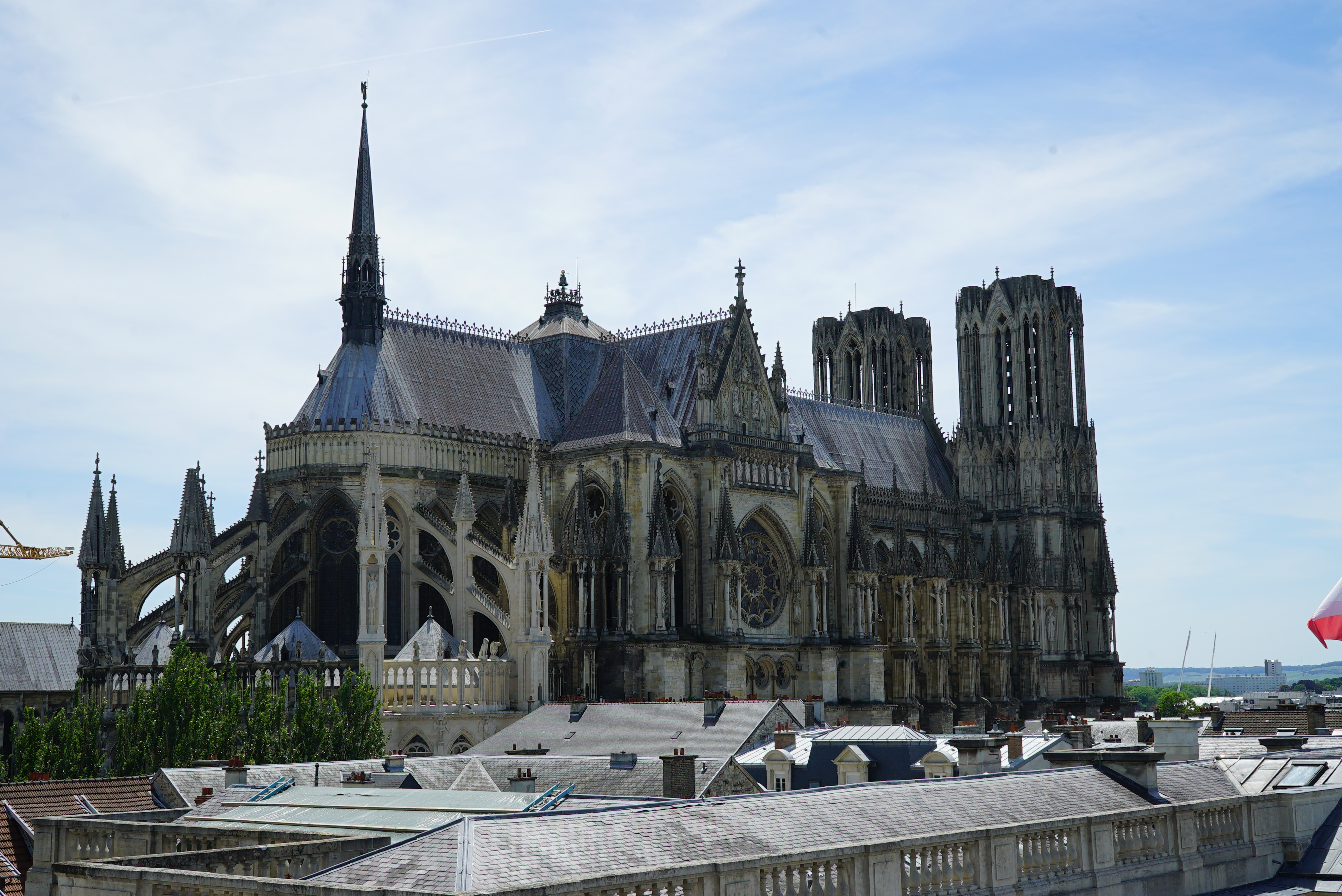
Catedral de Reims

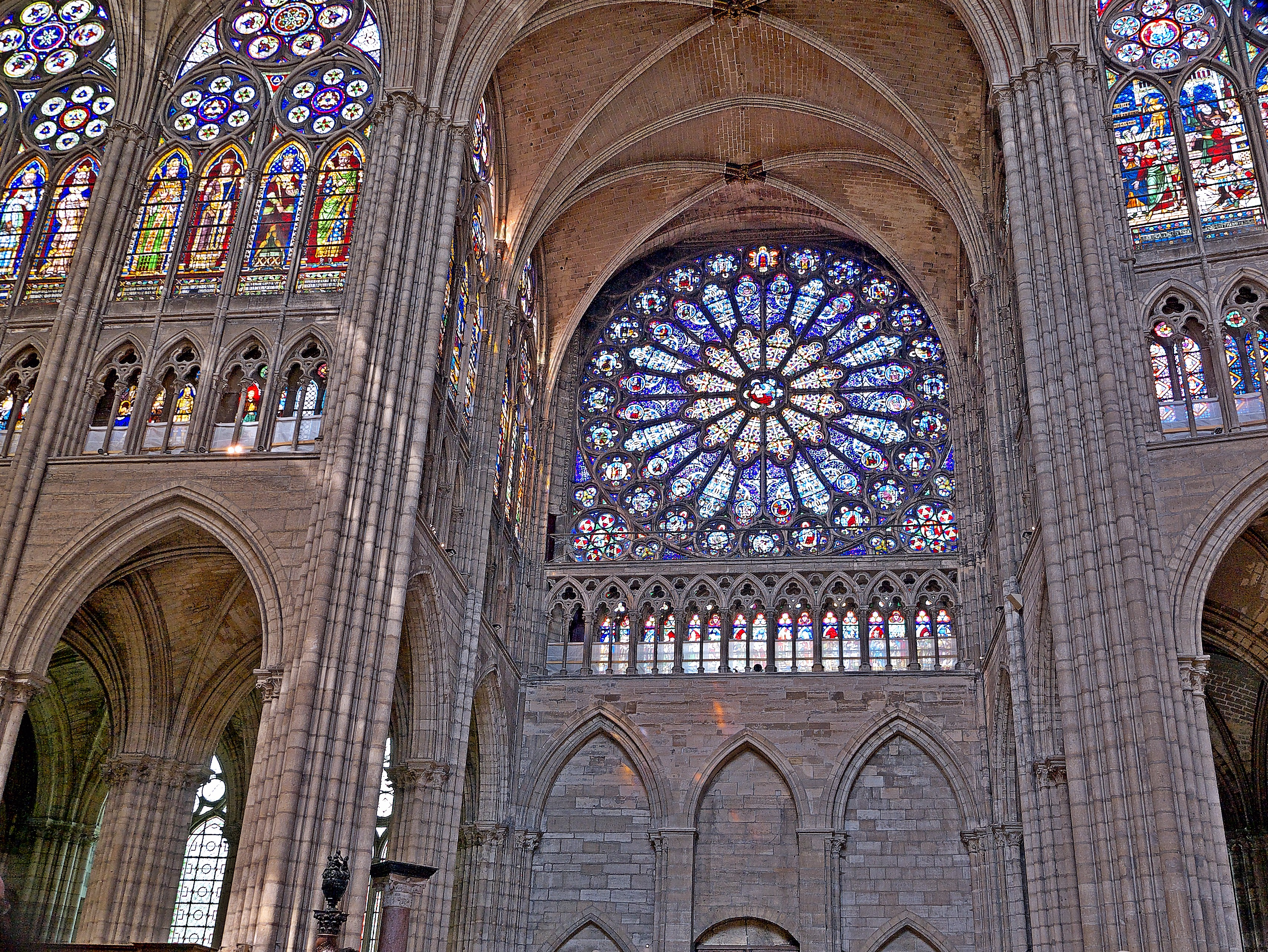
Tracería y triforio acristalado en la transepto de San Denis (las ventanas fueron reemplazadas en el XIX)
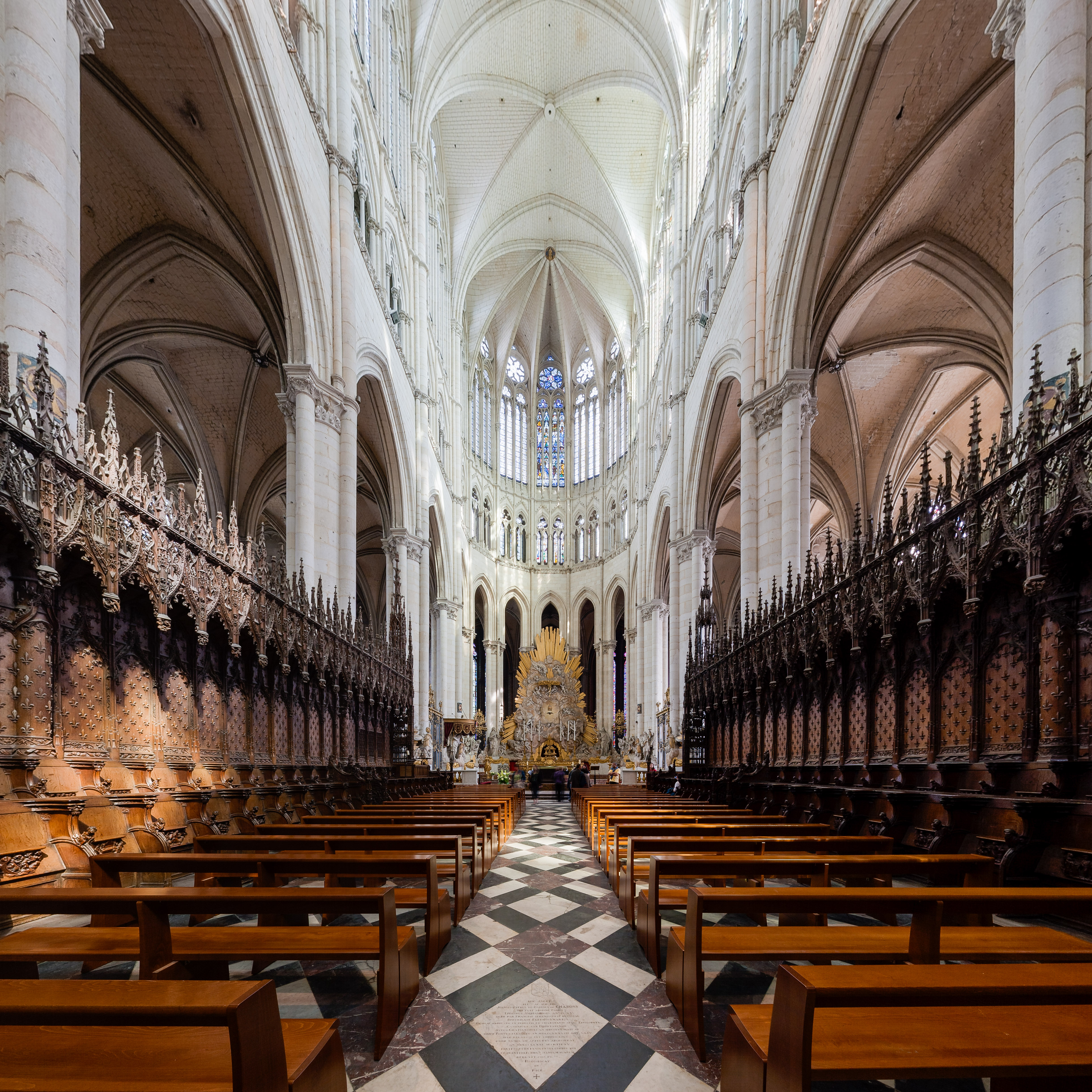
Coro de la catedral de Amiens.
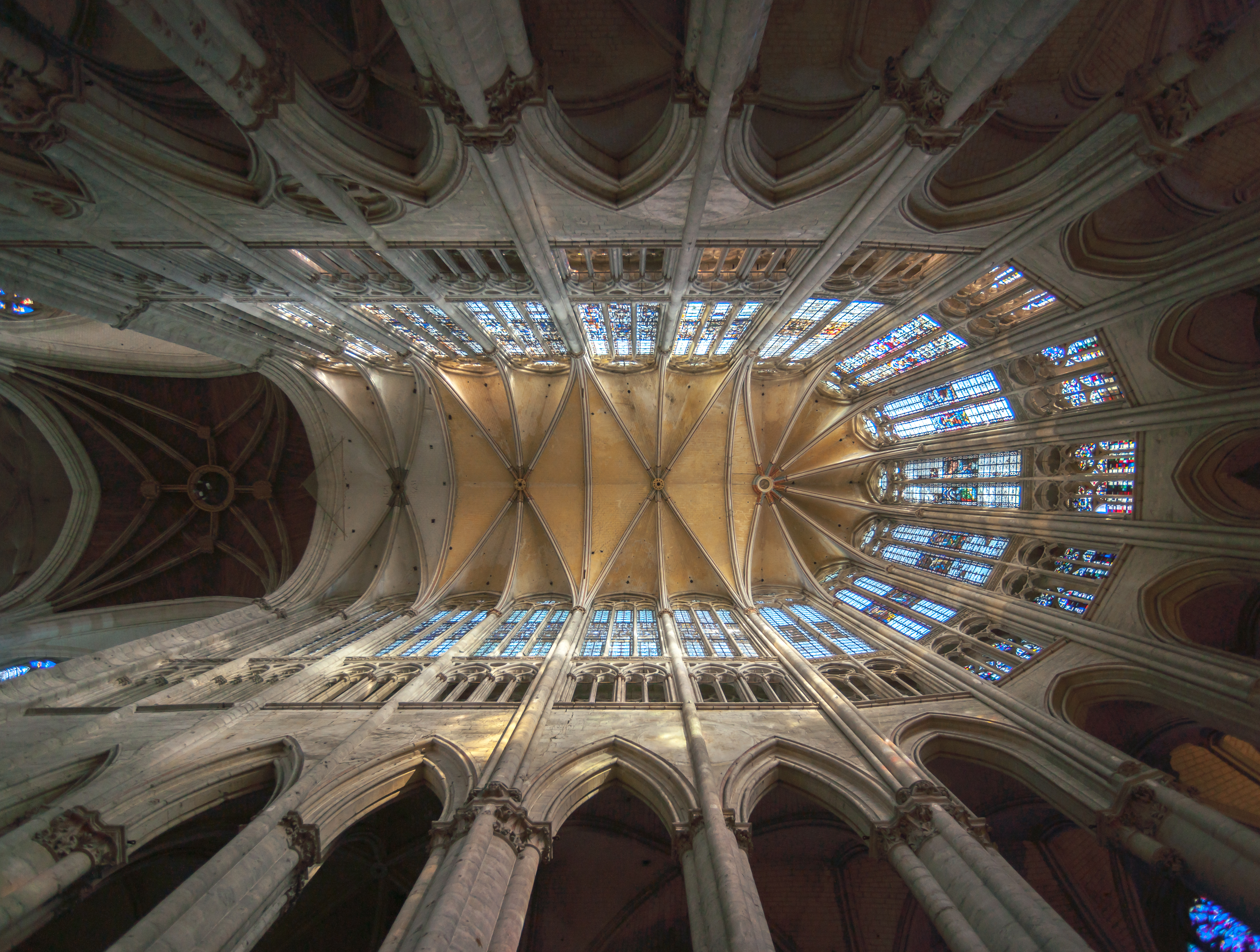
Coro de la Saint-Pierre de Beauvais
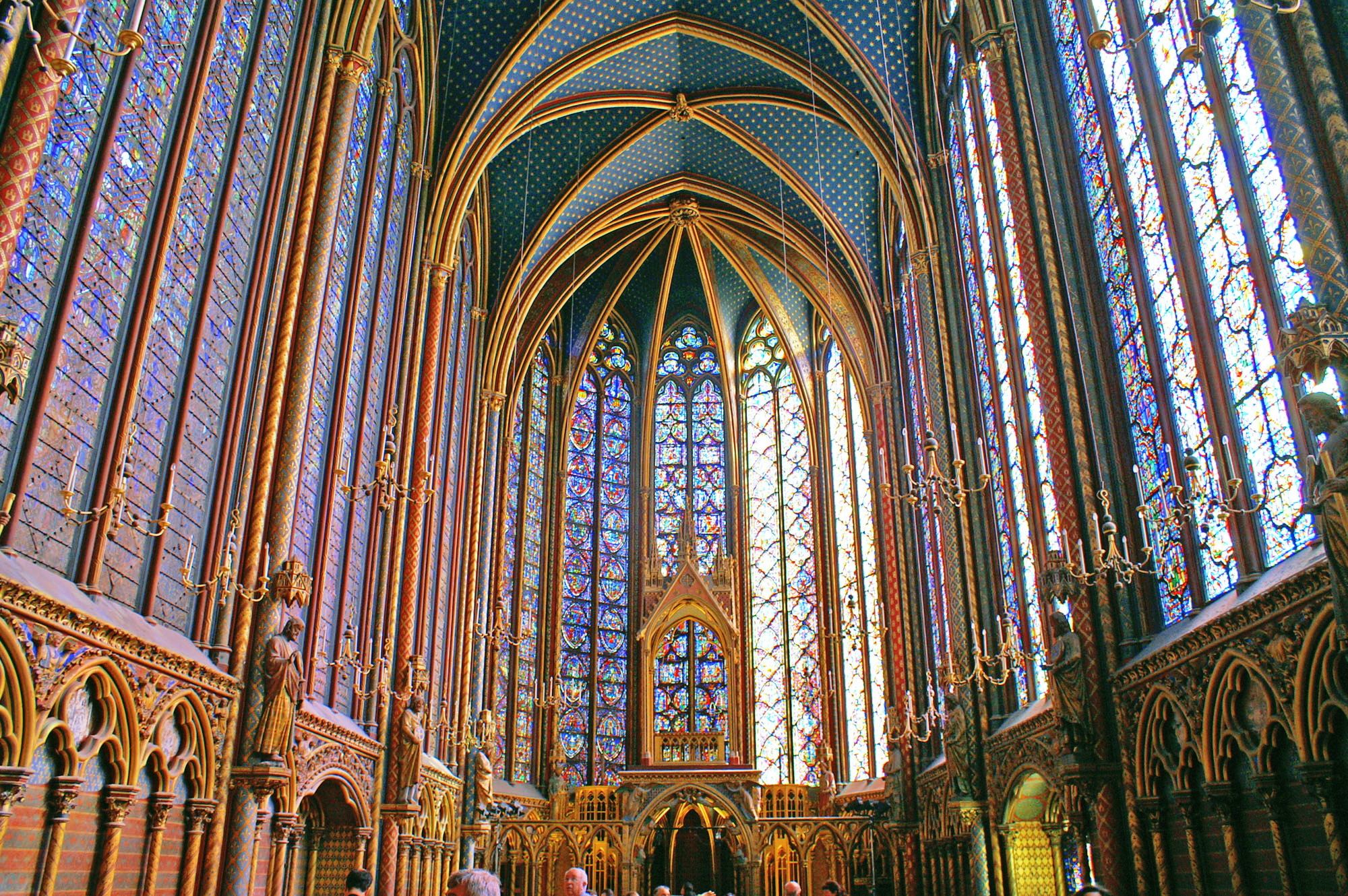
Sainte-Chapelle de Paris
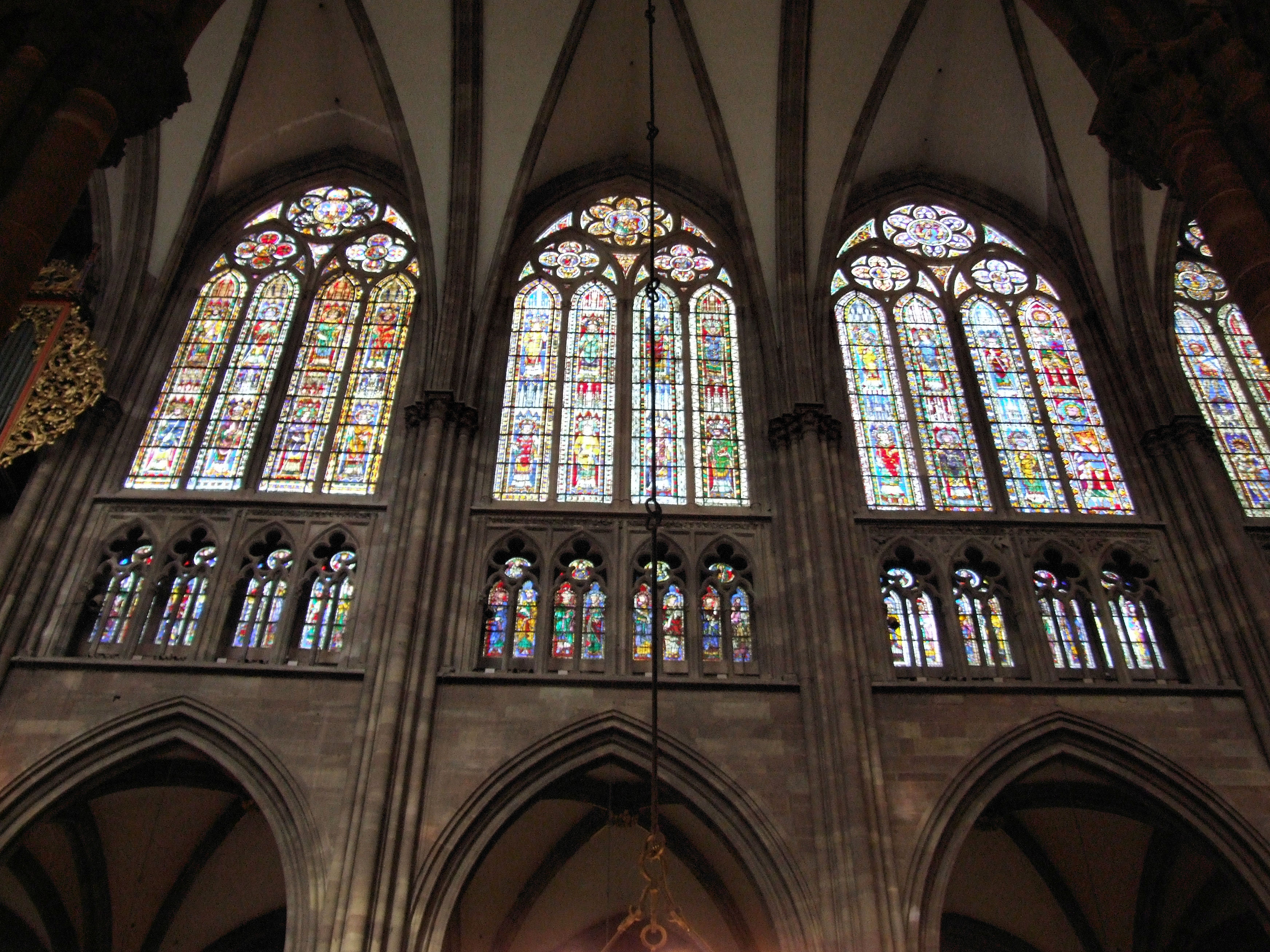
Nave de la catedral de Estrasburgo

### ElsigloXIV: ¿hacia una ruptura?

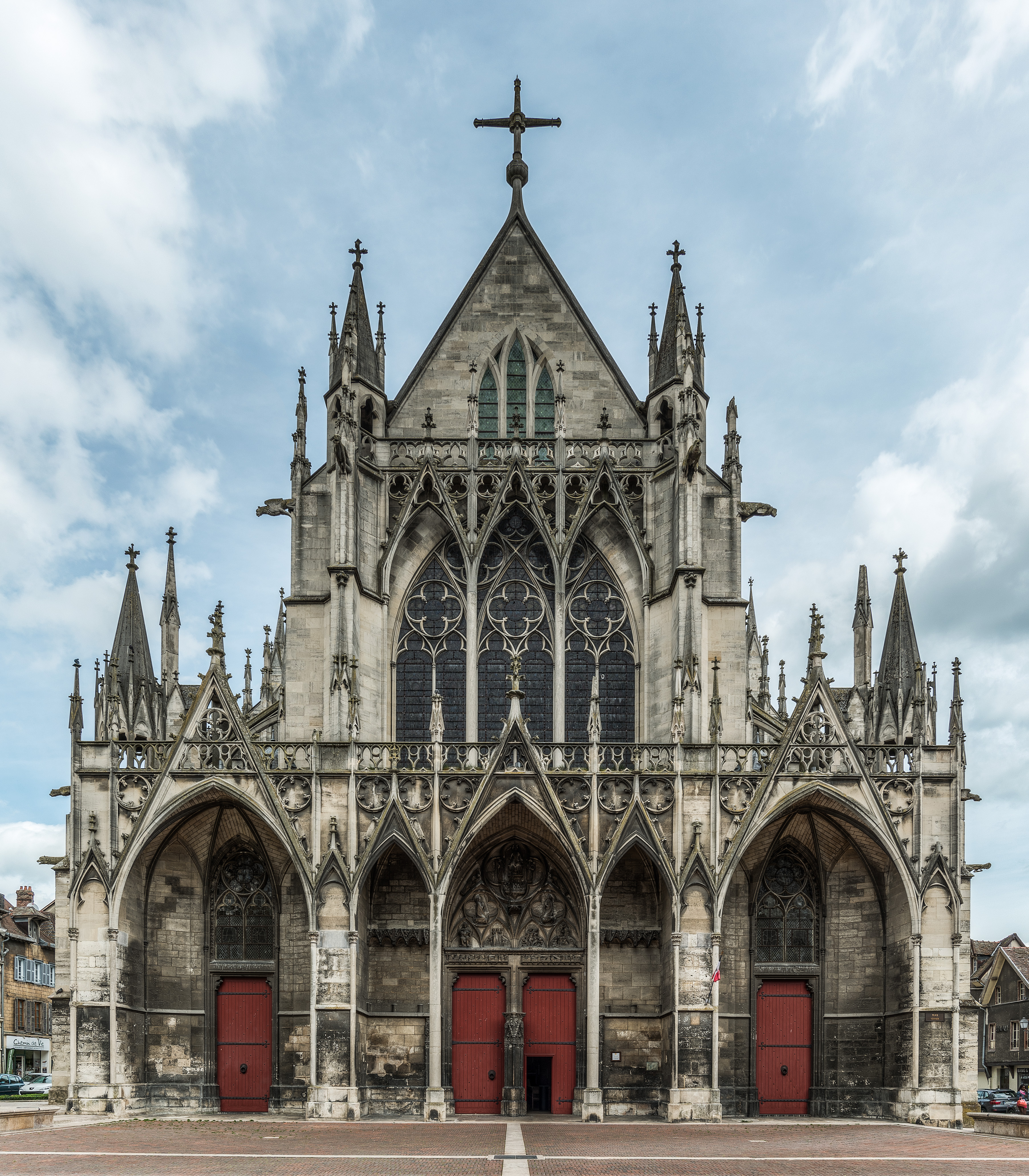
Basílica de San Urbano de Troyes

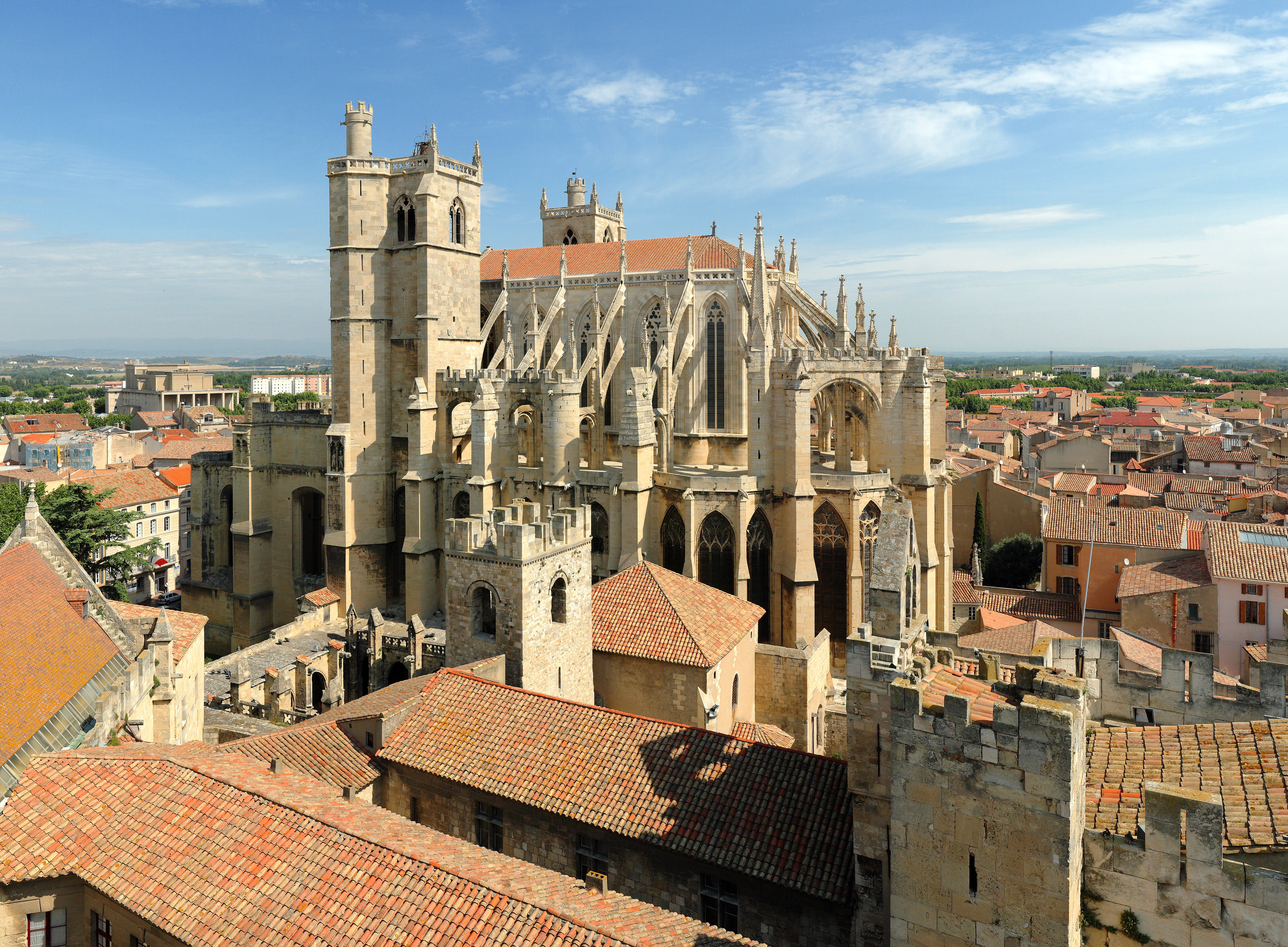
Catedral de Saint-Just-et-Saint-Pasteur de Narbona (1336-1354).

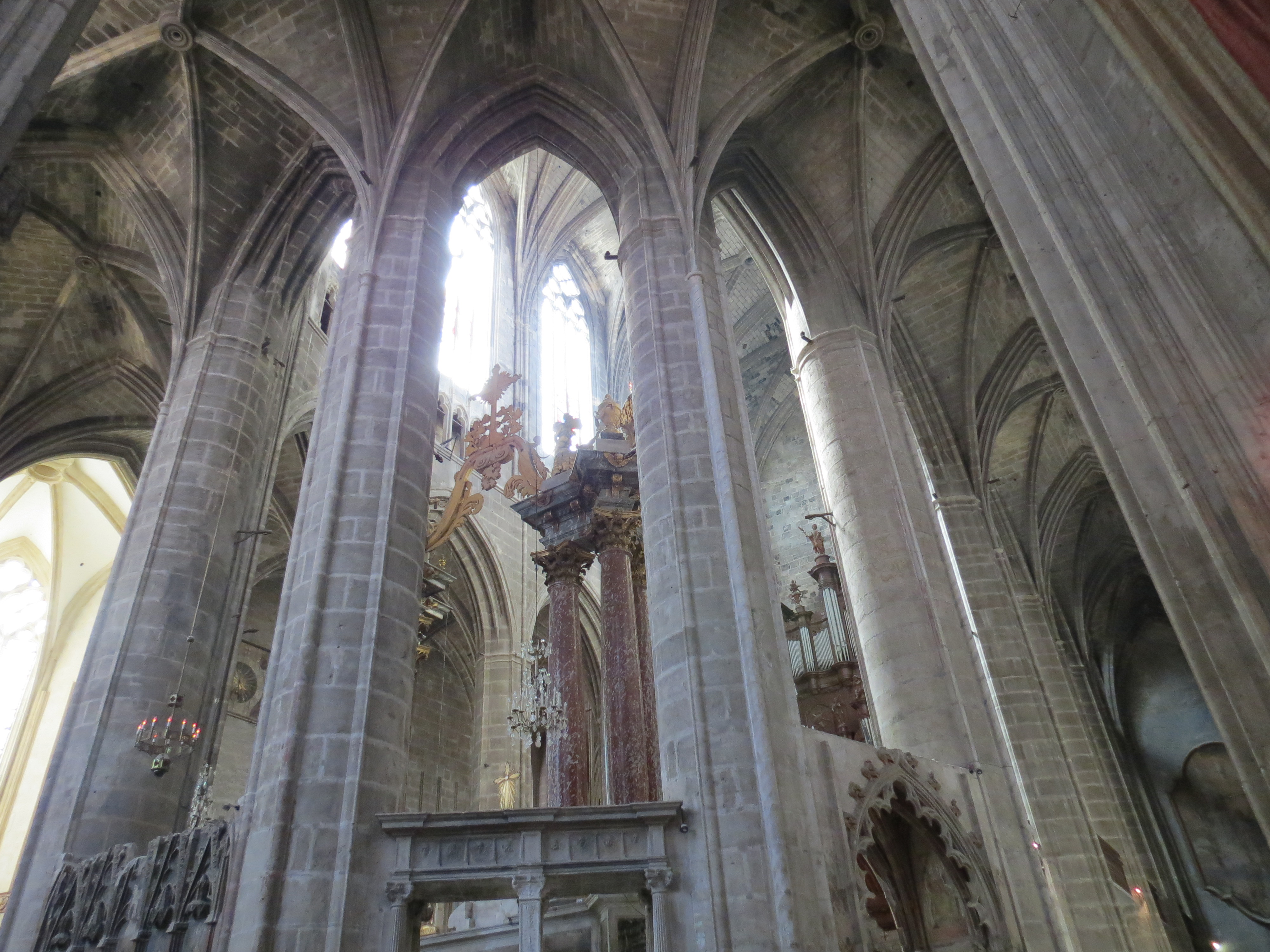
Desaparición de los capiteles del coro de la catedral de Saint-Just de Narbona (1336-1354)

El siglo XIV estuvo marcado por problemas económicos y una crisis agrícola ligada al inicio de la Pequeña Edad del Hielo. Diversas agitaciones sociales estallaron no sólo en París, con la burguesía dirigida por el preboste Étienne Marcel, sino también en el mundo campesino con la Jacquerie o en los círculos artesanos ya estructurados de Flandes. A ello se sumó la Peste Negra, que diezmó un tercio de la población europea, mientras que la Guerra de los Cien Años monopolizaba la financiación y creaba inseguridad, dejando de favorecer proyectos costosos. El frenesí constructor que comenzó en el siglo XIII claramente perdía impulso. Aunque había más restauraciones. A menudo se contentaban con añadir capillas simplemente entre los contrafuertes de las naves laterales: con el desarrollo de la devotio moderna, se construían y decoraban a expensas de un donante, una hermandad o un particular.
Los logros de este período todavía se describen como radiantes sin nada específico que justifique esta designación. Abandonando el arte monumental, se observa una miniaturización en la escultura donde se desarrollan temas profanos. Se descubre el realismo y la escultura se va independizando poco a poco de su soporte. El aspecto puramente decorativo es cada vez más buscado y si bien el espíritu de refinamiento prevalece sobre la sencillez robusta, la evolución estilística sigue siendo sin embargo mesurada, sin duda ligada a la disminución del número de construcciones.
El Midi parece más creativo que los antiguos centros del norte, cuyos edificios más llamativos se construyeron un siglo antes: las realizaciones de la familia de Jean Deschamps siguen siendo predominantes, como en Narbona, Rodez, Carcasona, Clermont o Burdeos. Sin embargo, al norte se estaban realizando importantes obras en San Urbano de Troyes y en la fachada de la catedral de Estrasburgo.
Ya se estaban produciendo algunas innovaciones que serían importantes en el siglo siguiente: la evolución general fue hacia un vaciado extremo de los muros, los capiteles eran abandonados progresivamente y las nervaduras de las bóvedas pasaron a prolongarse directamente en las columnillas de los pilares (Saint-Just-et-Saint-Pasteur de Narbona). La voluntad de multiplicar las líneas ascendentes llevó a reducir el diámetro de las columnas acopladas que tendían a confundirse con simples molduras. La base de los pilares, cuya escocia fue eliminada, adquirió al final del período el aspecto de una plato invertido.
El triforio calado, muy extendido desde mediados del siglo XIII, se vio reducido por el creciente espacio reservado a la apertura de las ventanas altas. Esta evolución es visible en la técnica de los arbotantes: se ve que las únicas partes que trabajan son el extradós que transmite el empuje de las bóvedas y el intradós que lo soporta. Las partes intermedias y las enjutas son cada vez más ahuecadas y perforadas con rosetones o cuadrilobulados (Saint-Urbain de Troyes).

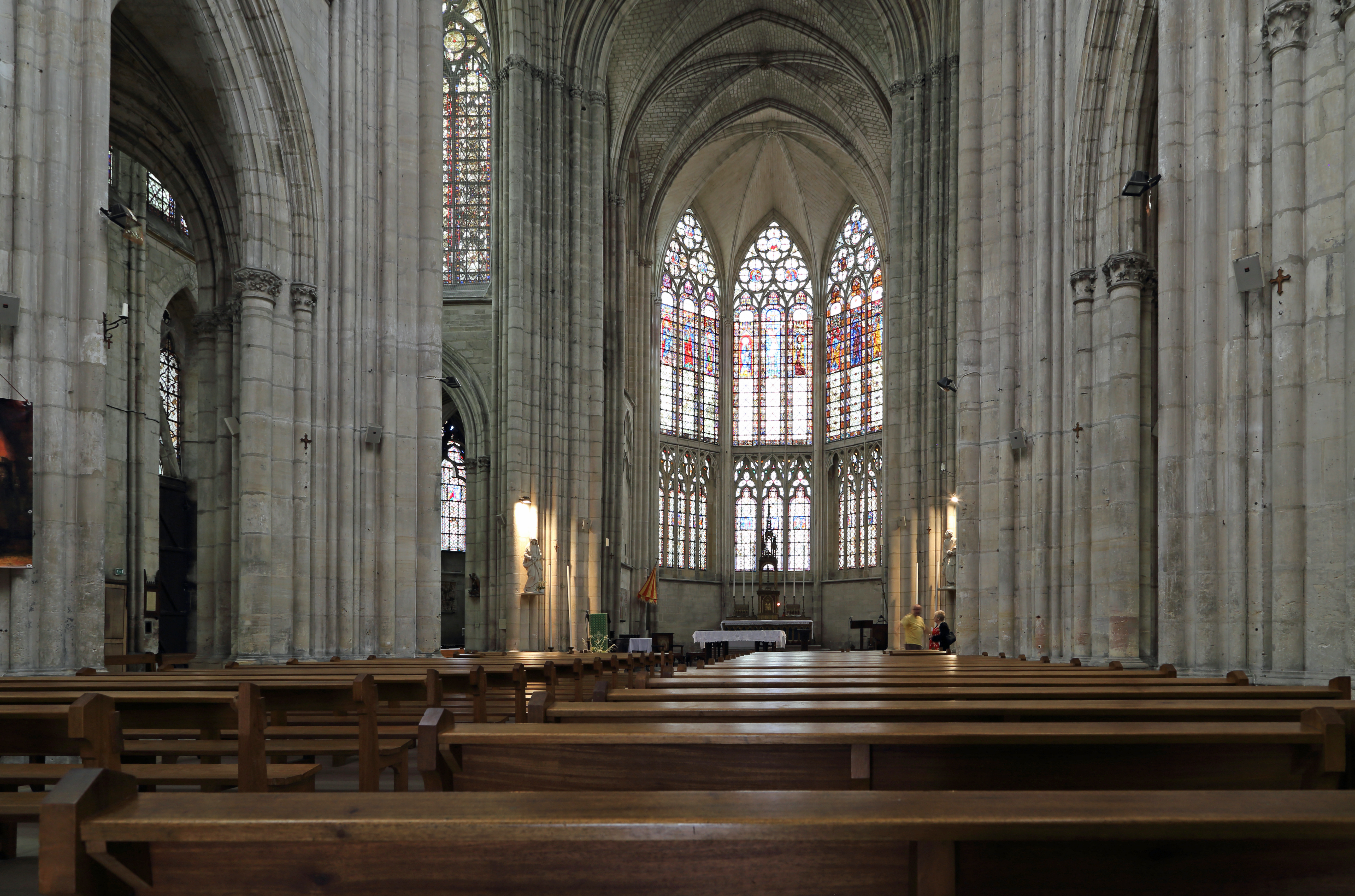
Coro de la basílica de San Urbano de Troyes.
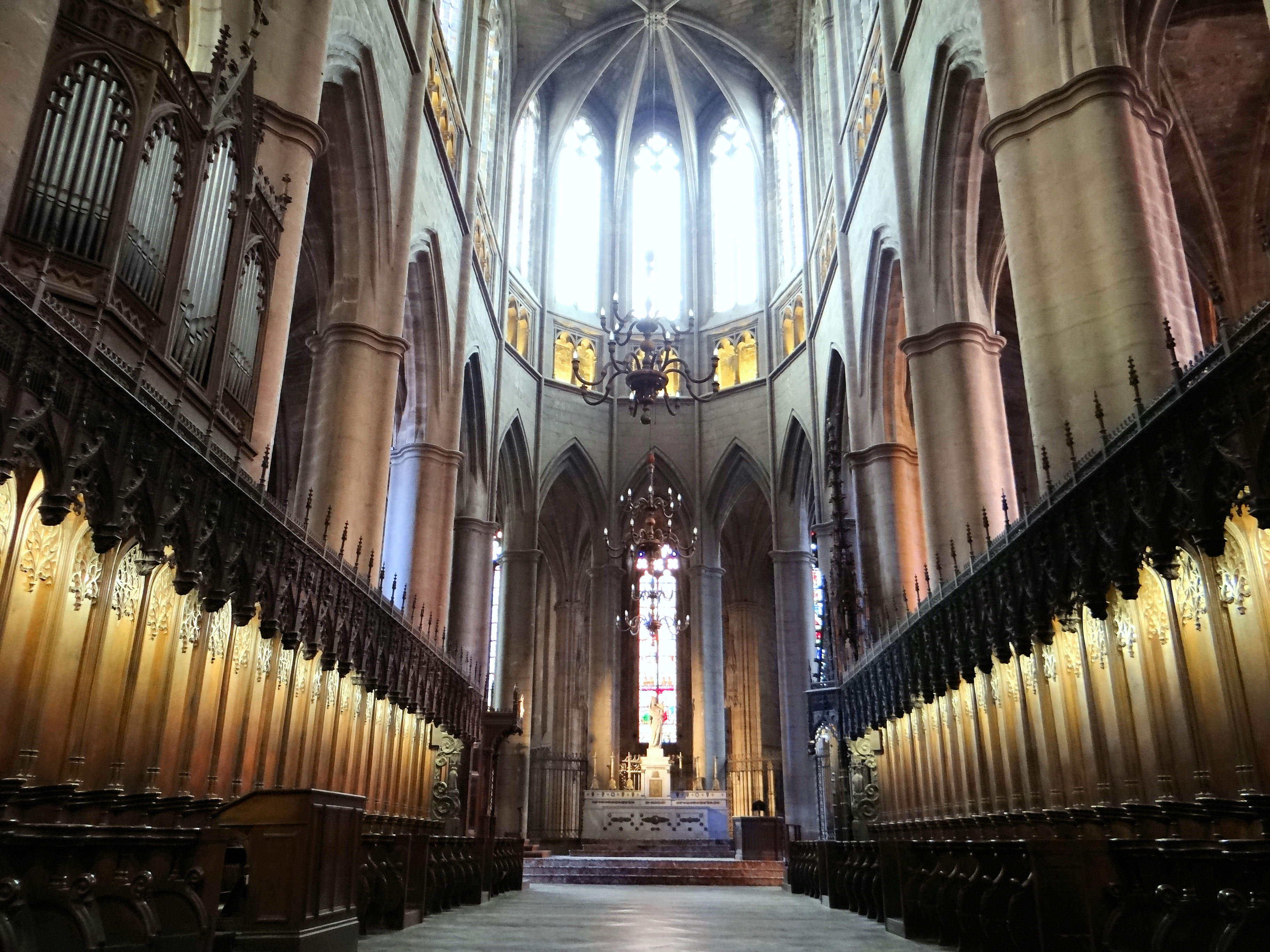
Catedral de Rodez (1316-1386).
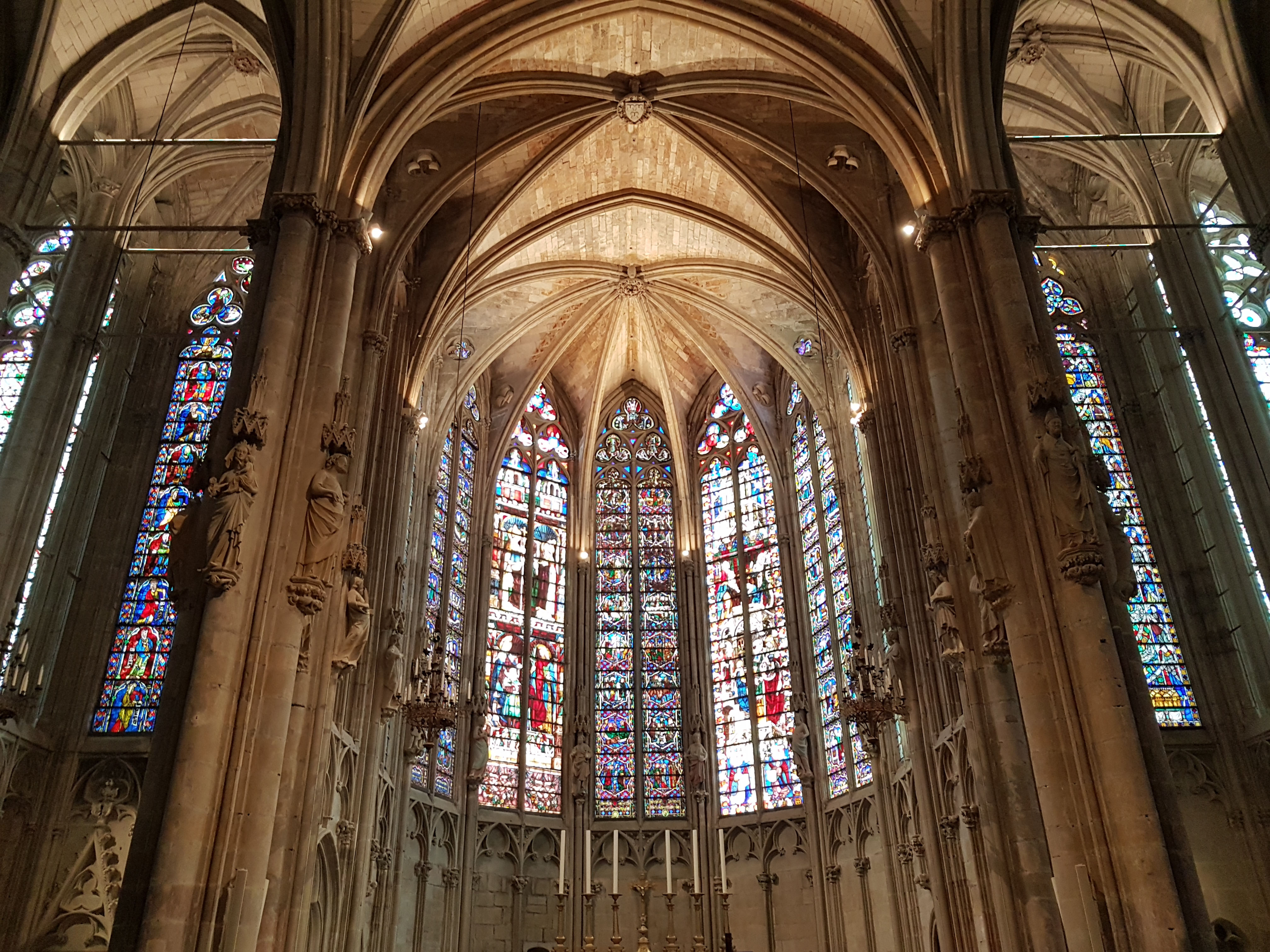
Coro de la basílica de San Nazario, en Carcasona) (ca. 1330).
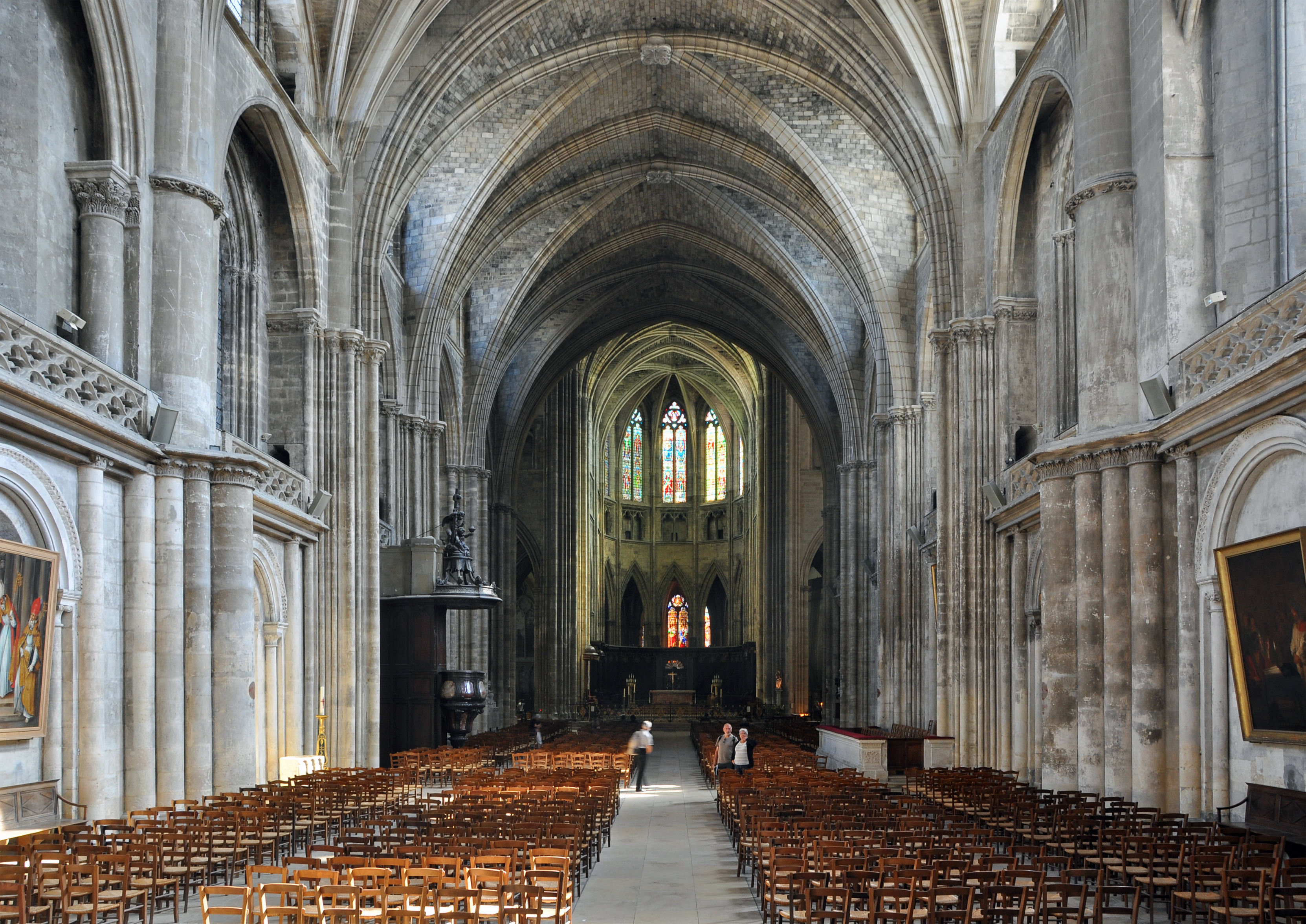
Catedral de San Andrés en Burdeos (desde 1330).
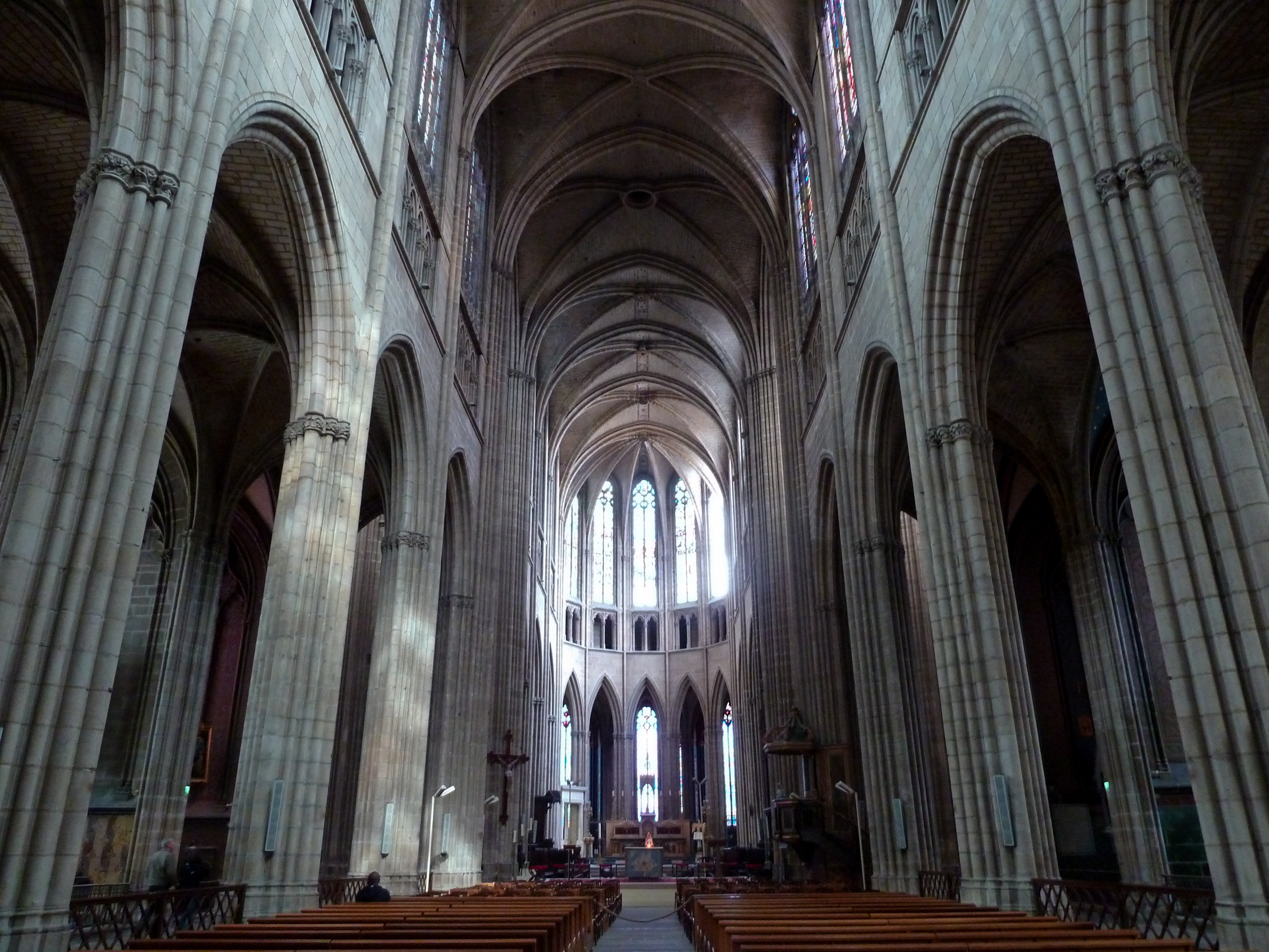
Catedral de Nuestra Señora de la Asunción de Clermont (1248-1350).

## Gótico internacional: la edad de los príncipes, 1380-1420

### Contexto histórico

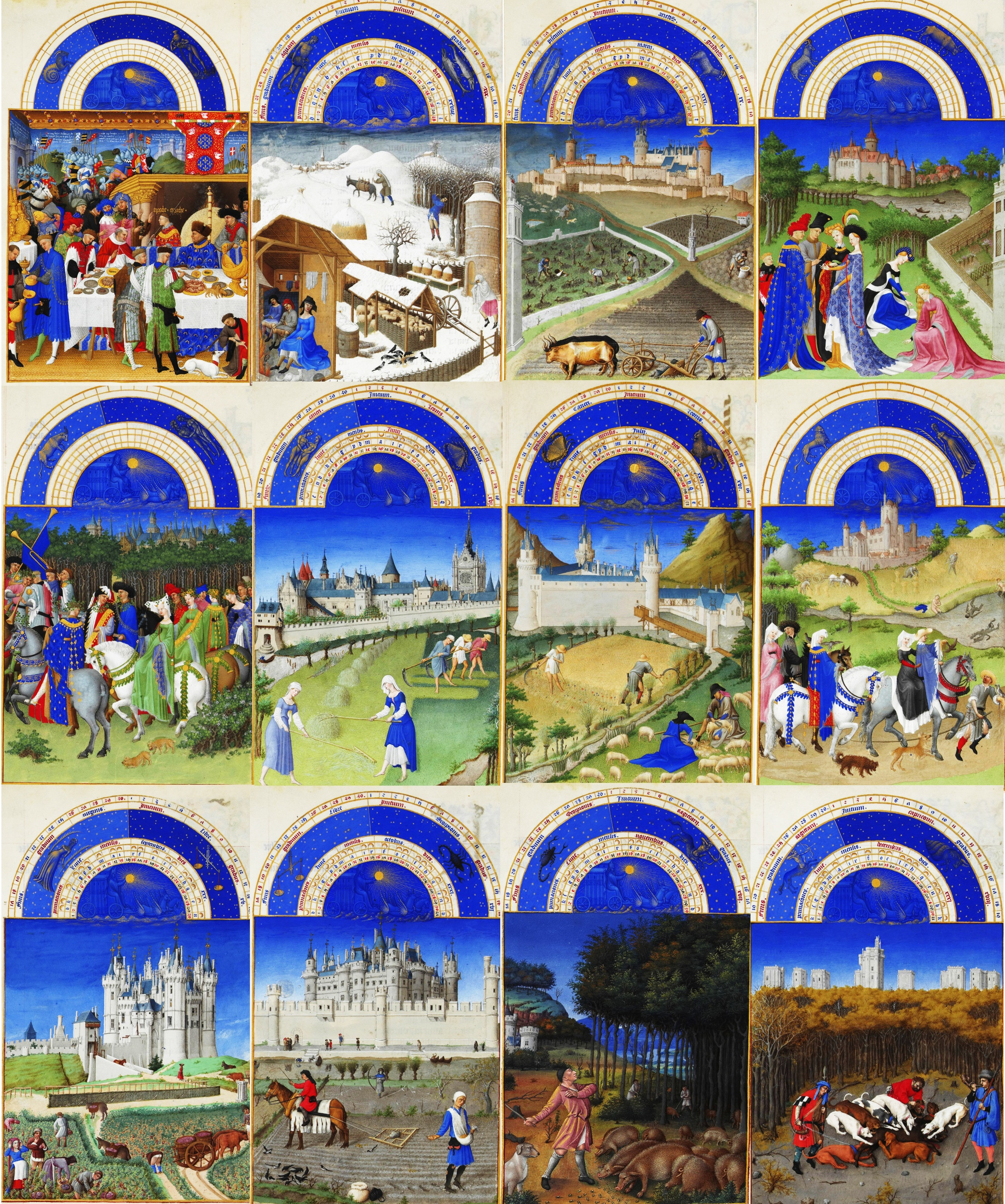
Las muy ricas horas del duque de Berry (1412-1416, Chantilly).

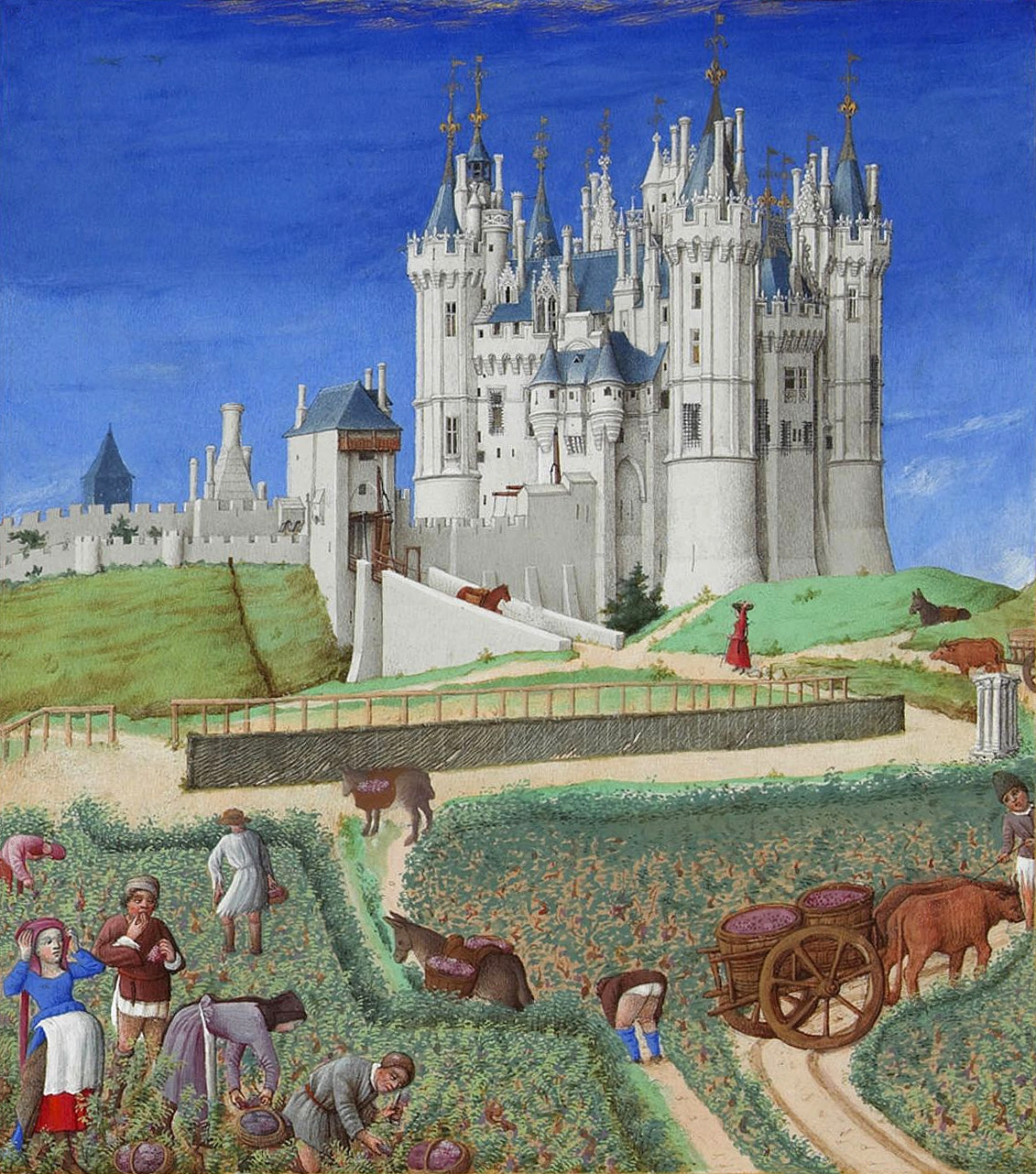
Septiembre, el castillo de Saumur (Las muy ricas horas del duque de Berry, 1412-1416, Chantilly).

Las condiciones generales de los años 1380-1420 no parecían propicias para un nuevo florecimiento. A raíz de las hambrunas y, sobre todo, de las incesantes epidemias de peste que se produjeron a partir de mediados del siglo XIV, se produjo una auténtica depresión demográfica. A esto se sumaba la inestabilidad política: si las victorias de Carlos V habían dejado a los ingleses con sólo cinco ciudades en el reino, los conflictos de la Guerra de los Cien Años se reanudaron con renovado vigor cuando, en 1392, su hijo Carlos VI dio signos de alienación. Los grandes duques de Francia lucharon entonces por el poder. A partir de 1405, la guerra civil entre los armagnacs y los borgoñones fue tal que desembocó en una intervención extranjera y en el Tratado de Troyes en 1420 por el que, apenas consciente, el rey desheredó a su hijo Carlos VII en favor del rey de Inglaterra Enrique V.
Al mismo tiempo, la crisis papal que afectaba al catolicismo condujo al Gran Cisma de Occidente (1378-1417), que dividió el cristianismo católico en dos corrientes rivales durante cuarenta años y dejó a los fieles sin un verdadero guía espiritual. Dos sucesiones papales simultáneas, una en Roma y otra en Aviñón, provocaron entonces una profunda crisis del sentimiento y del pensamiento religioso: a pesar de su elección, cada titular fue calificado de antipapa por sus adversarios.
En medio de estas turbulencias, sin embargo, un cierto número de príncipes, como los hermanos del rey, Jean de Berry, Luis I de Anjou y Felipe el Atrevido, se comportaron como grandes mecenas: a la época de los soberanos iba a suceder la época de los príncipes. Se construyeron entonces suntuosas residencias, en las que la decoración, a menudo notable, daba testimonio del progreso en los diseños de interiores ya esbozados bajo Carlos V.
Durante este movimiento, las cortes europeas más poderosas también buscaron sorprenderse mutuamente a través de sus construcciones, con el único objetivo de afirmar su poder. Esto impuso una nueva estética al convocar a una generación de artistas muy jóvenes. La movilidad de arquitectos de renombre, cuyo prestigio se extendía más allá de las fronteras de Francia, permitió a su vez difundir las innovaciones artísticas de la época, borrando por un tiempo las especificidades nacionales y creando así un «estilo internacional». El emperador Carlos IV en Praga, los hermanos de Carlos V, los papas en Aviñón y los Visconti en Milán intervinieron entonces directamente en la actividad artística, de ahí el término de style aristocratique. Esta nueva búsqueda de elegancia preciosa anuncia también futuros encargos por parte de burgueses que se enriquecieron durante el siglo XV. A partir de ese momento, la intervención del mundo secular comenzó a determinar los ejes de la evolución de las formas que pasaron a depender de los patrocinadores.
Durante este período, si bien la arquitectura gótica, ahora al servicio de la propaganda política, se mantuvo fiel a las formas del siglo XIV, se embarcó sin embargo en caminos audaces cuyos nuevos elementos, con un papel determinante, serían plenamente explotados en el siglo siguiente.

### Características

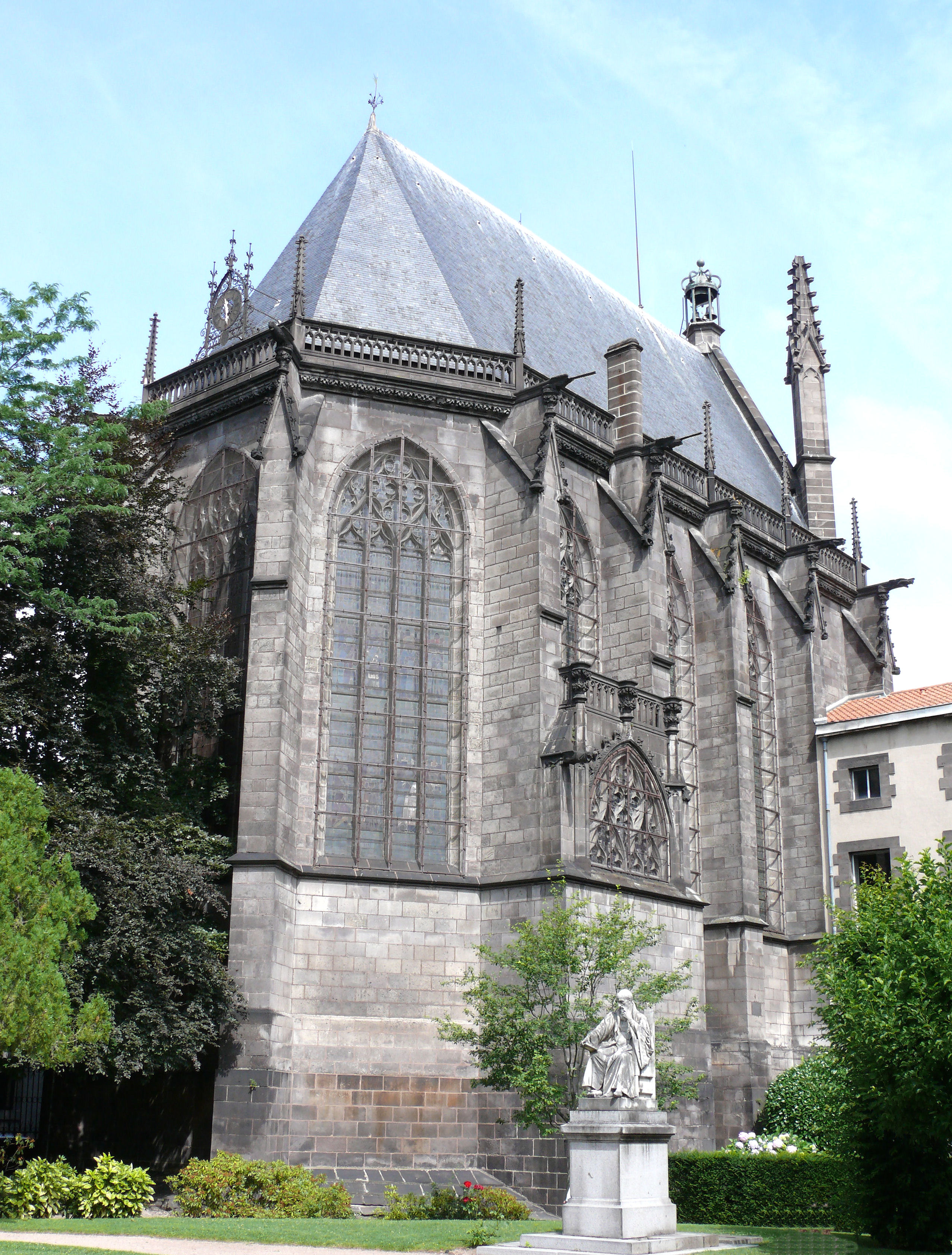
Sainte-Chapelle de Riom (1395-1403)

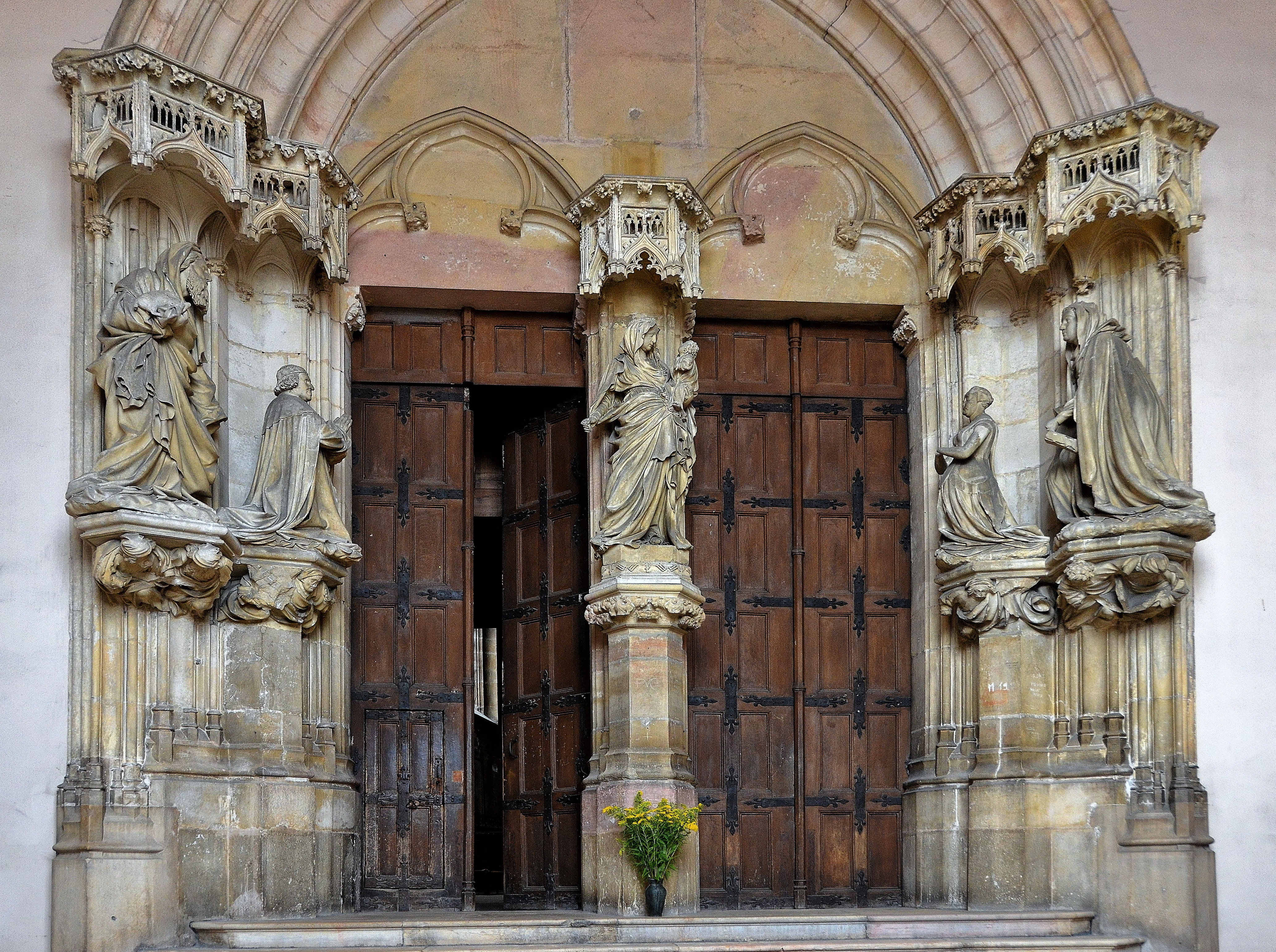
Cartuja de Champmol (cerca de Dijon, ca. 1400)

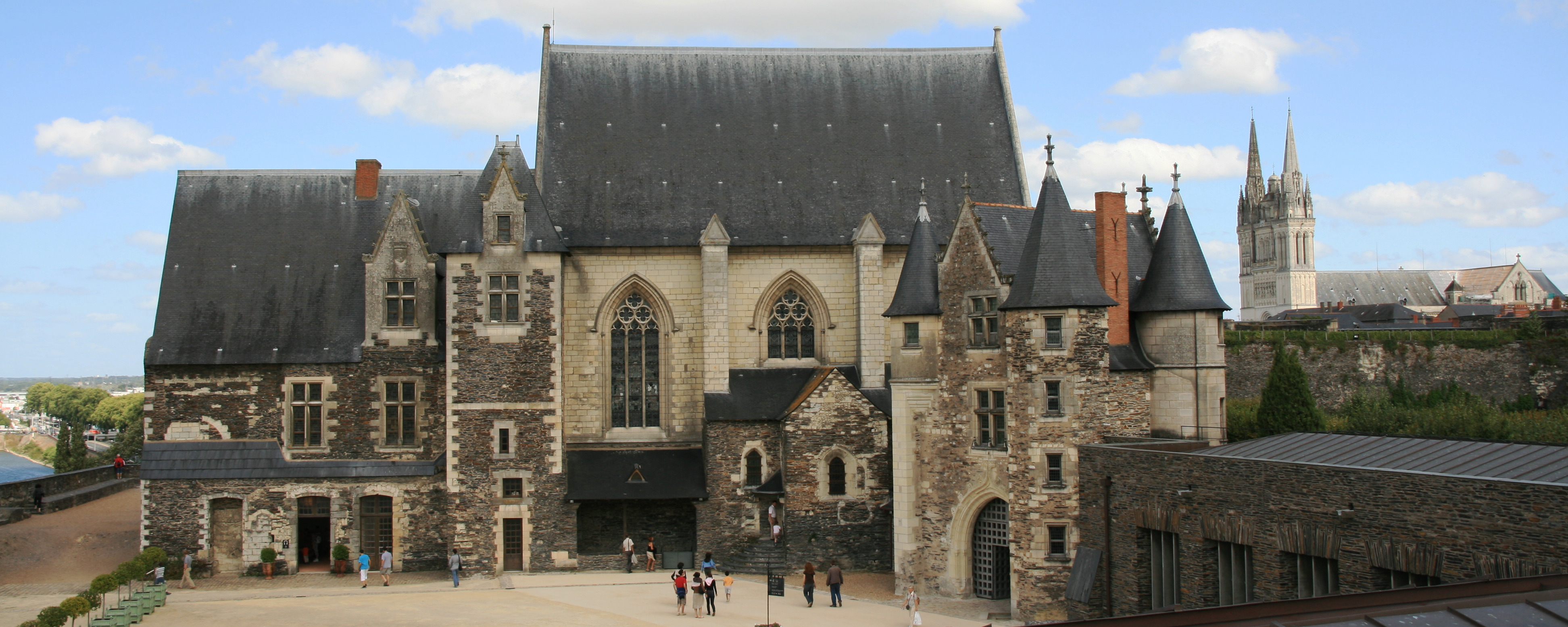
Capilla del castillo de Angers

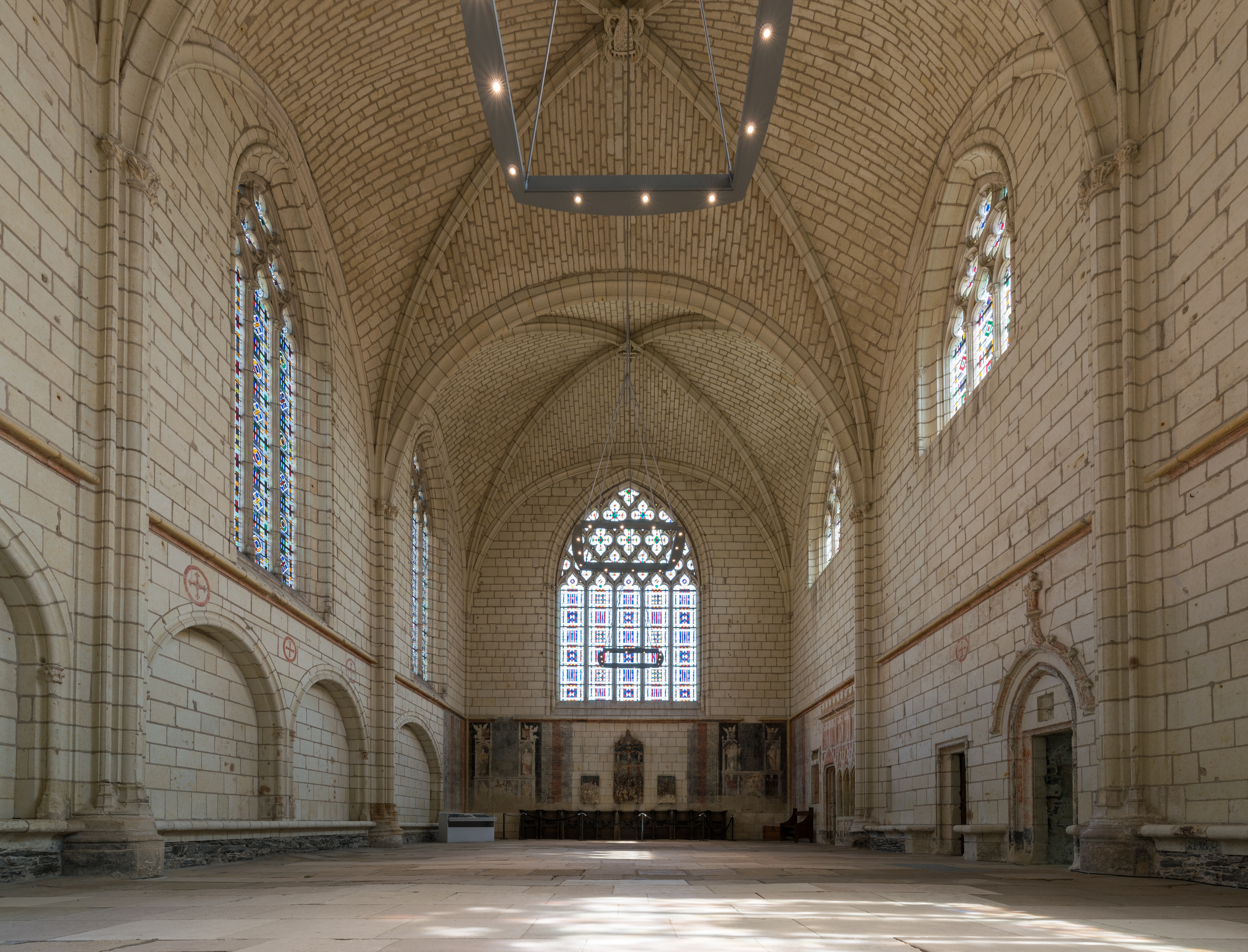
Capilla del castillo de Angers (1405-1413)

Entre finales del siglo XIV y principios del XV, el gótico internacional fue una fase de transición del arte gótico, que reflejaba la proximidad de características presentes en el arte de regiones a veces muy distantes de Europa occidental. Capaz de expresarse a escala de una ciudad, era un arte brillante que plegaba las formas tradicionales de la arquitectura al ritmo de una escritura flexible, privilegiando al mismo tiempo las curvas y el refinamiento: arte cortesano, daba testimonio del gusto pronunciado de los príncipes por los fastos y el ceremonial. Algunos historiadores del arte han cuestionado a veces su carácter internacional, prefiriendo incluso considerarlo, «en muchos aspectos, [como] no realmente relevante […] en la medida en que tiende a suavizar las diferencias así como los detalles de la transmisión [artística]», prefiriendo designar este movimiento como un style aristocratique (estilo aristocrático), término que también lo define acertadamente..
La Guerra de los Cien Años y el Gran Cisma de Occidente provocaron la progresiva desintegración del patronato religioso y real, tan presentes durante la Edad Media y que hasta entonces tendían a mantener las escuelas locales. A partir de entonces, fueron los príncipes quienes asignaron a su servicio un número cada vez mayor de artistas, arquitectos o escultores que entonces llevaban el título de «valet de chambre» del casa del príncipe. Esto en sí no implicaba ninguna función particular, sino que indicaba que el artista poseía un rango y recibía una pensión de éste, siendo al mismo tiempo libre de responder a las órdenes de otras cortes principescas. Estos artistas eran también cortesanos y adoptaron su espíritu y sus costumbres. No cabe duda de que el refinamiento del arte de la época se debió a ello. Las iluminaciones de los hermanos Limbourg en "Las muy ricas horas del duque de Berry" realizadas por su mecenas Juan de Berry son un reflejo de las nuevas construcciones de la época y de esta vida cortesana compartida con la sociedad principesca. La movilidad de arquitectos de renombre, cuyo prestigio se extendía más allá de las fronteras de Francia, permitió a su vez difundir las innovaciones artísticas de la época, antes de que la afirmación de sistemas corporativos estrictos a principios del siglo XV reafirmara las especificidades nacionales.
En Praga, el emperador Carlos IV, que en un principio había optado por un diseño francés al encargar a Mateo de Arras para la catedral de San Vito, renunció a él en favor de un diseño revolucionario. Peter Parler, a finales del siglo XIV, abandonó el principio del tramo en favor de una concepción unitaria del volumen, afirmada por el diseño del triforio y sobre todo por el modo de cobertura. Esta dominante monumental marcaba toda la producción. Aparece claramente en el campo de la escultura donde se abandona la fórmula fragmentada de la primera mitad del siglo para acompañar de nuevo a la arquitectura (cartuja de Champmol). La consecuencia fue una concepción plástica que se une a la de principios del siglo XIV pero que sigue siendo original.

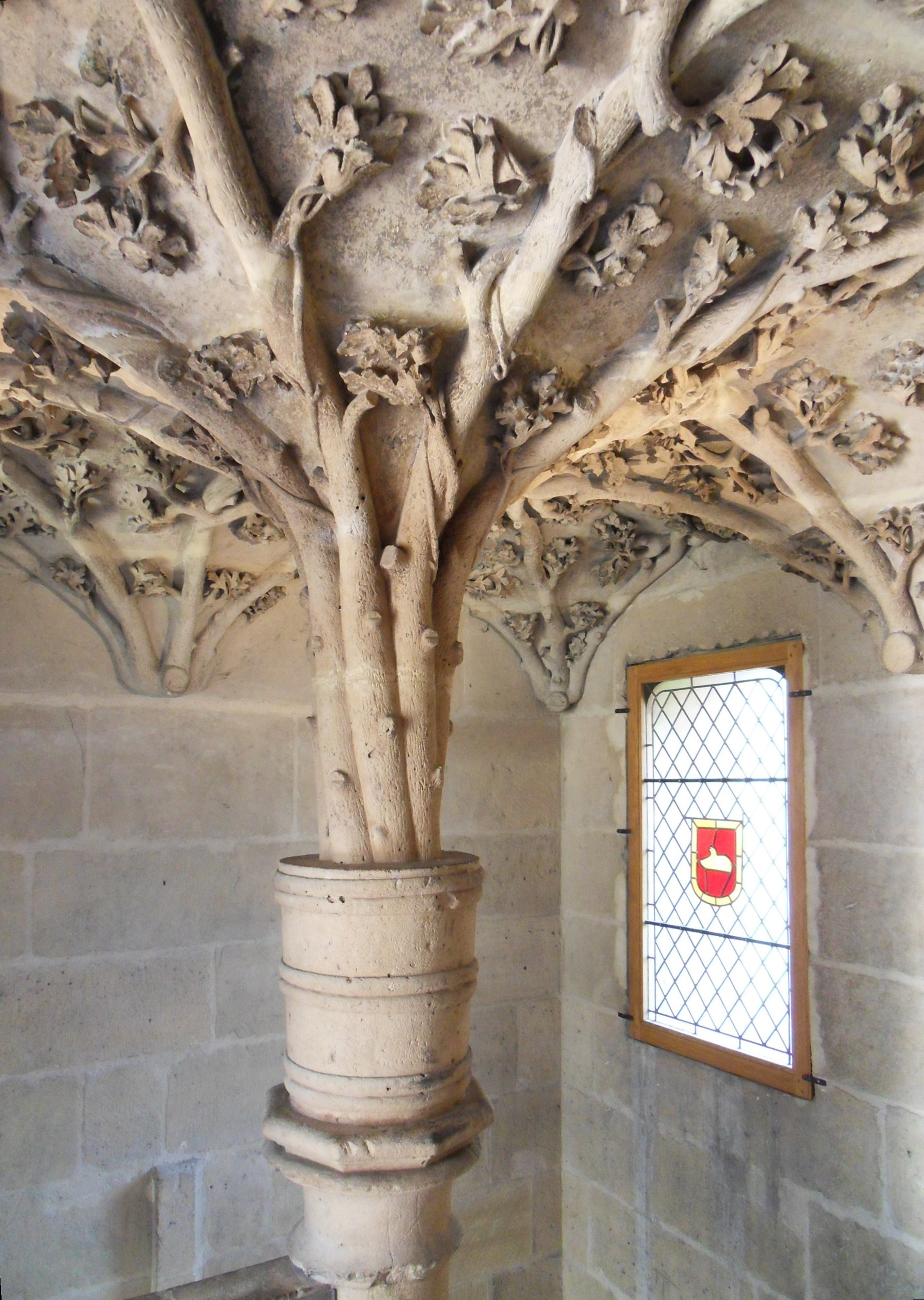
Torre de Juan el Temerario, 1410, Paris.

A partir de la década de 1380, el mecenazgo de Juan I de Berry, hermano de Carlos V, se distinguió por la construcción de edificios monumentales, ya marcados por los inicios del arte gótico flamígero, cuyo arquitecto Guy de Dammartin es uno de los iniciadores: en la Sainte-Capilla de Riom, la tracería de las ventanas forma curvas y contracurvas, articuladas en soufflets et mouchettes (fuelles y apagavelas), lo que la convierte en uno, si no el primero, ejemplo de este nuevo estilo. En el palacio de los condes de Poitiers, la reconstrucción de la Tour Maubergeon fue una oportunidad para el arquitecto de adoptar una traducción monumental del nuevo estilo flamígero con el fin de crear para el príncipe un edificio altamente simbólico, ofreciendo a la ciudad la imagen de una torre de arquitectura refinada y portadora de un fuerte mensaje iconográfico. En el primer piso, la antigua sala del senescal, transformada en "camerino", muestra este progresivo abandono de los capiteles, reducidos aquí a simples molduras. La ojiva puede entonces penetrar sin interrupción en la columna que la sostiene. Los pilares octogonales se modelan con aristas muy angulosas, elevándose en un solo chorro desde el suelo hasta fundirse con las bóvedas. En relación con estas obras, Juan de Berry hizo reconstruir el piñón sur de la Gran Sala, que está conectado con la torre Maubergeon: Se reconstruyó la plataforma noble, rematada con una monumental chimenea triple creada para la ocasión, compuesta por un triple conducto exterior separado del muro. Sus dimensiones monumentales, 10 m de largo por 2 m, demuestran la monumentalidad buscada en la época provocando asombro. Guy de Dammartin ya había vivido la misma experiencia en el piñón sur del Gran Salón del Palacio de Bourges. Sin embargo, mientras que en Bourges la triple chimenea estaba coronada por una arcada ciega, la del palacio de los condes de Poitiers está dominada por un trabajo decorativo más afín al arte del orfebre que al del maestro albañil: oponiendo a la masa horizontal de las tres chimeneas, una triple arcada rematada por gabletes se destaca delante de un gran ventanal con cuatro juegos de lancetas que forman una potente fuente de iluminación y que incluye los mismos "fuelles" y "apagadores" que en la Sainte-Chapelle de Riom.
La torre de Juan Sin Miedo, último vestigio del hôtel de los duques de Borgoña, fue construida entre 1409 y 1411 a petición del duque de Borgoña, tras el asesinato de Luis I de Orleans, hermano menor del rey Carlos VI. Tras su acceso al ducado, Juan sin Miedo quiso marcar simbólicamente su ascenso al poder construyendo este hôtel, creando una gran escalera de caracol, inspirada en la construida bajo Carlos V en el palacio del Louvre. Como es típico de este estilo aristocrático, las últimas innovaciones arquitectónicas se utilizaron al servicio de la propaganda política. La eliminación progresiva del capitel, observada en Narbona y luego en el palacio de los condes de Poitiers, favoreció poco a poco la comparación entre la columna y el tronco de un árbol cuyas nervaduras evocarían ramas. Esta analogía, que se expresa claramente en la decoración vegetal de esta bóveda de escalera, no era sin embargo gratuita, ya que sólo se utilizaba con fines heráldicos. Cada planta representada simbolizaba así a un miembro de la familia de Borgoña: si de una maceta central salen ramas de roble sobre las que trepan el lúpulo, unidas por ramas de espino que crecen en las paredes, el roble no representa nada más que a Felipe el Atrevido, el espino, a su esposa Margarita de Artois y el lúpulo, a Juan Sin Miedo su hijo.
- Palacio condal de Poiter (1388-1416)

"[[Palacio
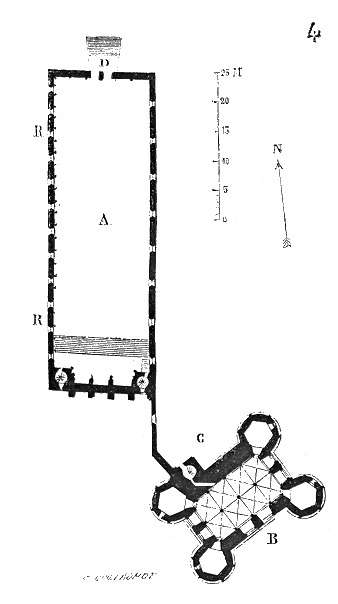
Planta de la gran sala y la torre Maubergeon
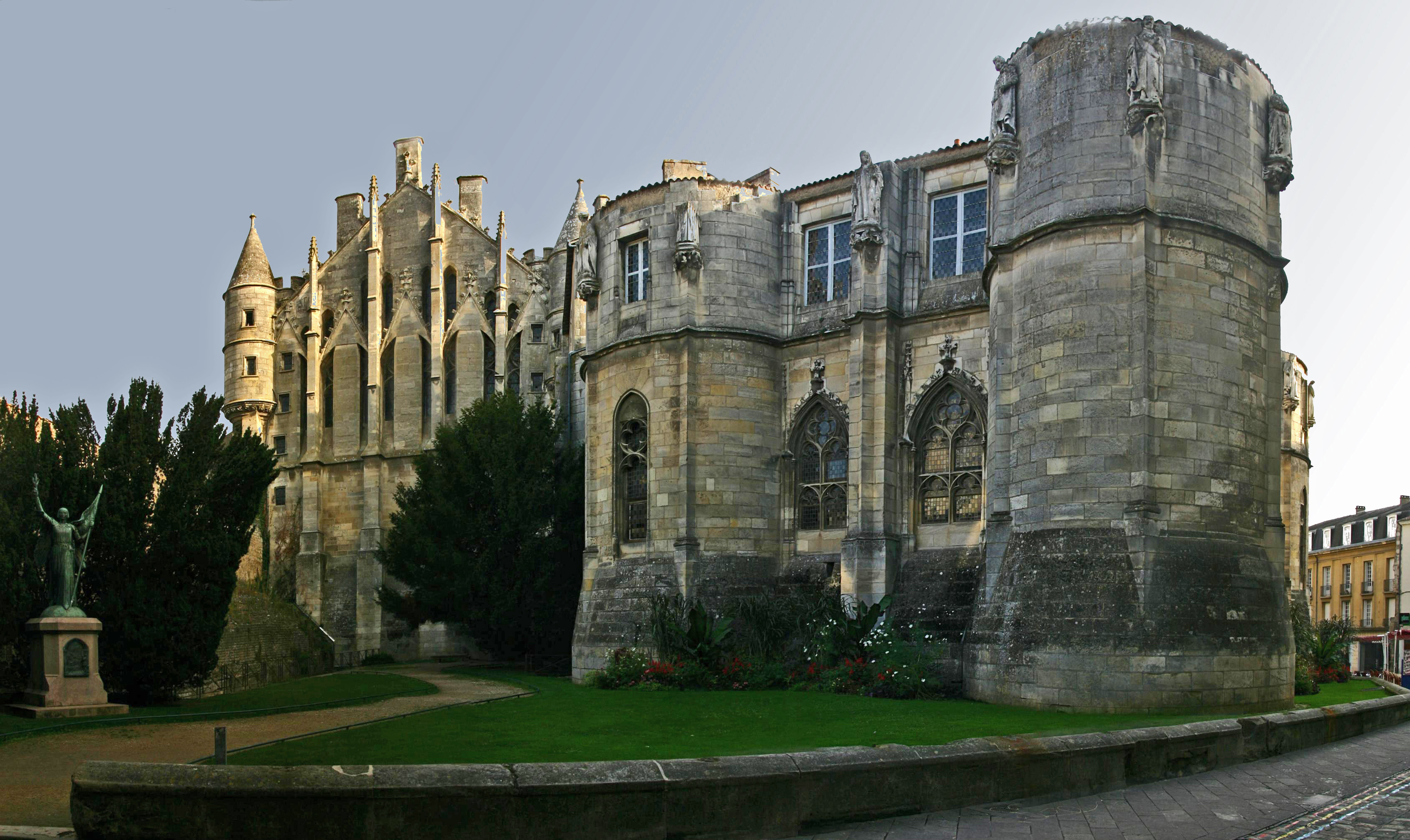
Torre Maubergeon y Gran sala
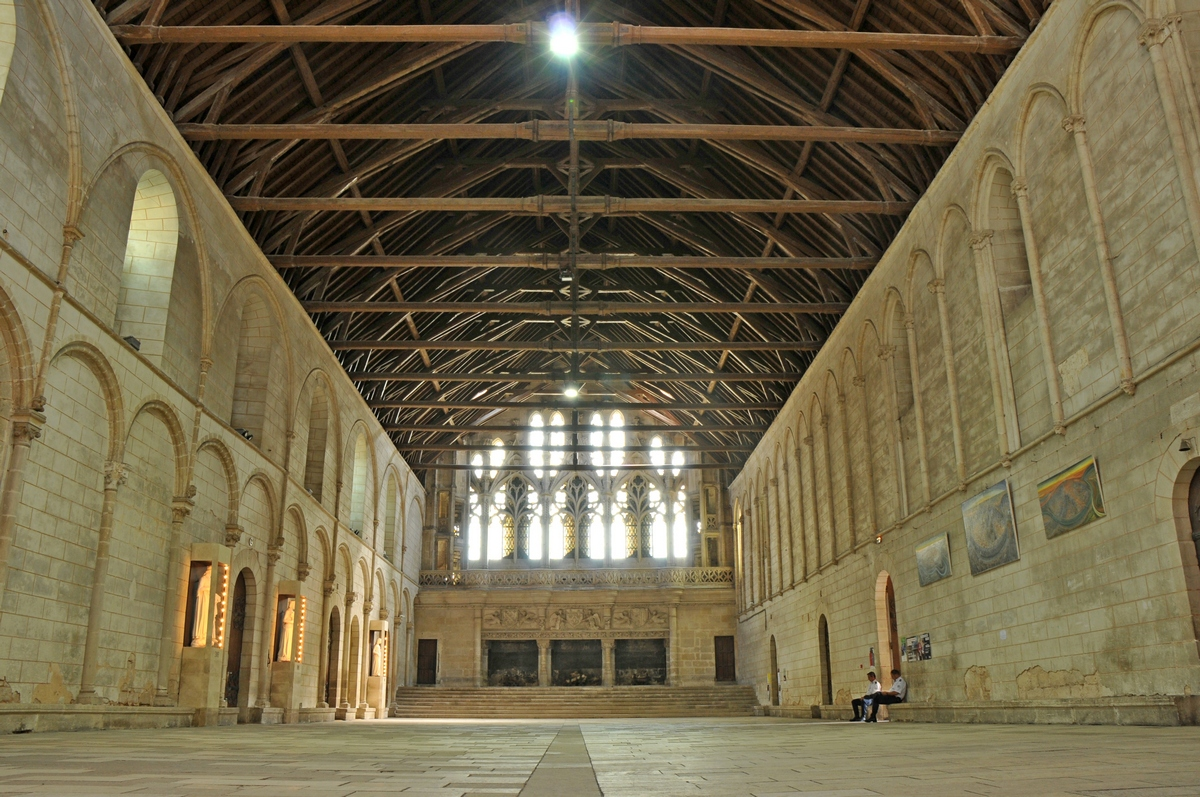
Sala de la bella chimenea
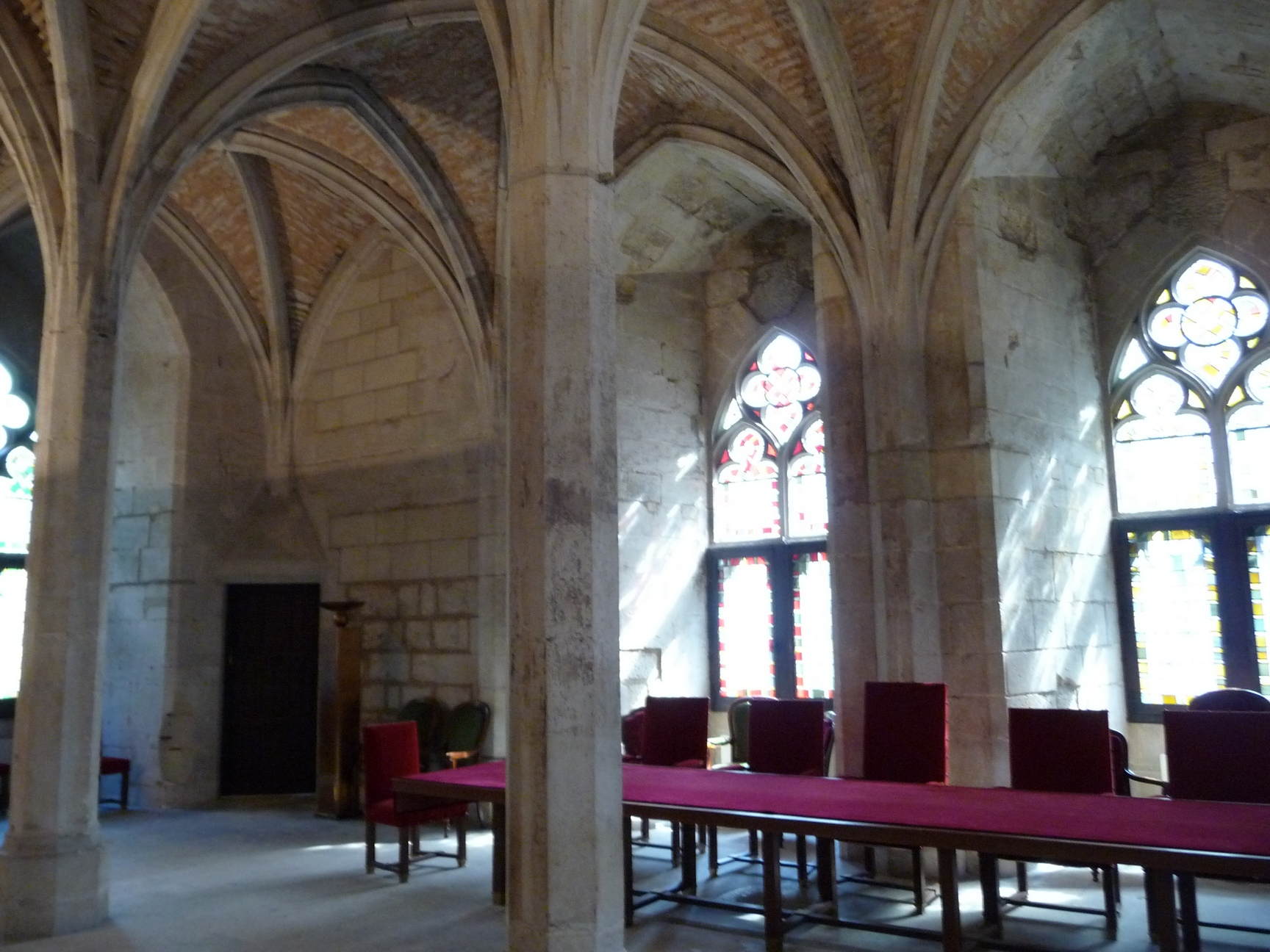
Torre Maubergeon
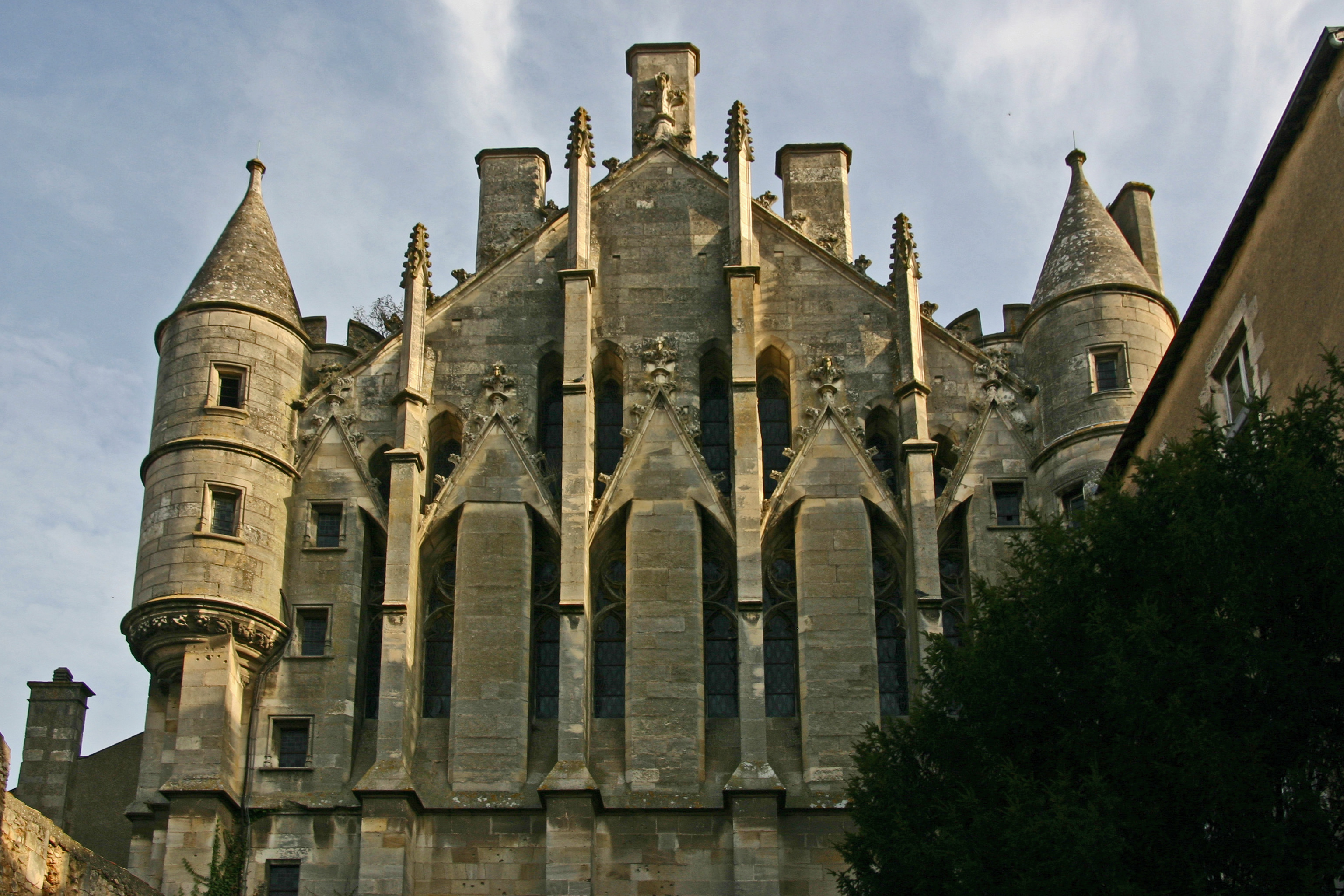
Piñón con la triple chimenea

Bajo el mecenazgo de Luis I de Anjou, tercer hermano de Carlos V: si las mismas tendencias flamígeras de Riom se retomaron a nivel de la tracería de la capilla del castillo de Angers, la verdadera novedad se expresó durante la reconstrucción del castillo de Saumur, apodado «castillo del amor» por el rey René. En un contexto civil, la multiplicación nueva de ornamentos de coronación y la perforación de ventanas en las cortinas del castillo fortificado transmitía una nueva noción de lujo mientras que la abundancia de aberturas y motivos arquitectónicos contribuían a la magia del castillo. Ya a finales del siglo XIV, esta propiedad casi mágica del palacio, en gran parte abierta al exterior, había aparecido cuando Guillebert de Mets hablaba de la suntuosa residencia parisina de Jacques Ducy, entonces funcionario de la Cámara de Cuentas.
El predominio monumental que caracterizó toda la producción artística de la época, incluida la escultura, apareció claramente cuando Felipe el Temerario, en 1383, hizo llamar al maestro de obras Claus Sluter para la construcción cerca de Dijon, de su cartuja de Champmol. Los pocos elementos esculpidos que han llegado hasta hoy muestran esa voluntad de volver a acompañar a la arquitectura. Además, la Virgen con el Niño en el pilar central del portal refleja la tradición de la época bajo influencia flamenca: pierna de apoyo y pierna libre, envueltas en volutas, sensación de tensión, energía y de «diálogo» entre la Virgen y su niño.

### Contexto histórico

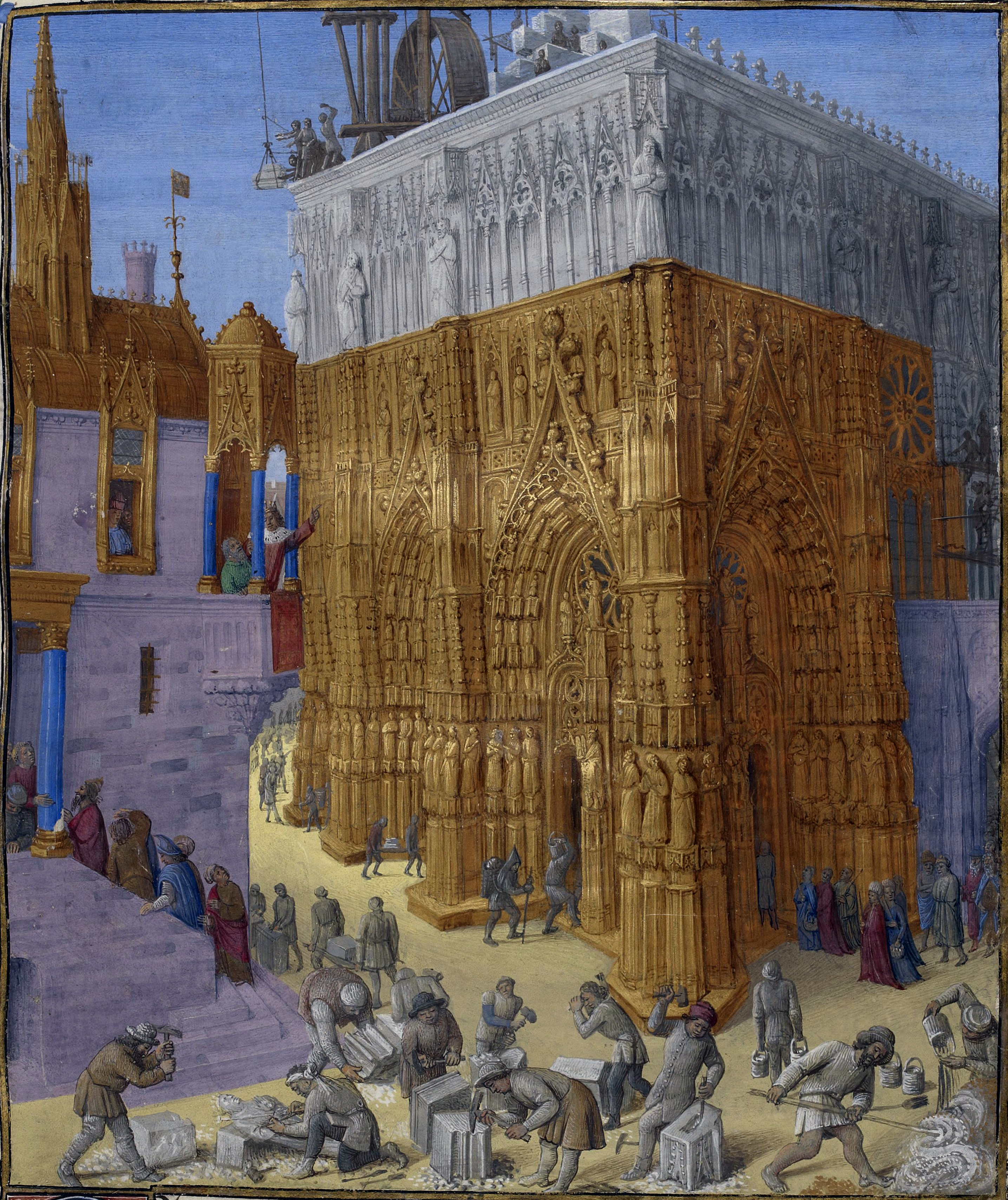
La construcción del Templo por Jean Fouquet (ca. 1420, BNF): en esta obra de la catedral, metáfora del edificio religioso como Jerusalén celestial, los pintores sobre andamios, a lo largo de la fachada derecha entre los rosetones, completan el revestimiento policromo.

A partir del siglo XV, se dejó sentir en todos los ámbitos el resurgir de la actividad artística en cada una de las grandes capitales europeas, con un claro predominio de la arquitectura. Una vez más, fue ella quien atrajo la atención general al reunir a artistas como Jean de Beauce, los hermanos Grappin, Simon Moycet y luego Martin Chambiges. Retomando las innovaciones artísticas surgidas durante el periodo del gótico internacional, la afirmación de los sistemas corporativos estrictos de principios del siglo XV, reforzó las especificidades nacionales.
En Francia, mientras el rey Carlos VI moría de locura, su hijo Carlos VII no pudo ser consagrado en Reims, que entonces estaba bajo control inglés. Falto de soldados, se vio incapaz de recuperar el control de todo el territorio y en 1422 sólo heredó una pequeña parte del reino de Francia, entonces dividido en tres partes: el duque del ducado de Bedford que reinaba desde las tierras inglesas, el ducado de Borgoña y el llamado reino «de Bourges» de Carlos VII.
Sin embargo, tras la intervención de Juana de Arco, la tendencia se invirtió. Después de haber liberado la ciudad de Orleans, sitiada por los ingleses, dio esperanza y coraje a los partidarios de Carlos VII. Atravesando las tierras anglo-borgoñonas, la cabalgata de Reims permitió al rey confirmar su legitimidad al hacerse consagrar en Reims el domingo 17 de julio de 1429. A partir de entonces, en una posición de fuerza, Carlos VII logró, durante el Tratado de Arras de 1435, revertir la alianza entre los duques de Borgoña y Bedford en su beneficio. En 1444, pudo firmar la Tregua de Tours, primer paso hacia el fin de la Guerra de los Cien Años, que concluyó en la batalla de Castillon en 1453. Su hijo Luis XI le sucedió en 1461. Era un hombre complejo y un buen diplomático que sabrá imponer su poder y reinar sobre un verdadero reino. Pero, demasiado ocupado en unificar Francia, no será un patrocinador importante, dejando a los grandes feudatarios del reino y a algunos grandes burgueses, incluido el comerciante Jacques Cœur, asumir ese papel.
Este fin de las hostilidades con Inglaterra condujo a la reconstrucción de un país herido. Afectará al campo y a las ciudades, cuyos edificios, antes de madera, ahora eran de piedra. Signo de los tiempos, los edificios a menudo recurrieron a una apariencia monumental, con una clara voluntad de deslumbrar y marcar la potencia urbana presente en ese momento tomando prestado el vocabulario arquitectónico de los edificios religiosos.
El «gótico flamígero» (gothique flamboyant) fue más un estilo que un período. El calificativo «flamboyant» habría sido utilizado por primera vez por Eustache-Hyacinthe Langlois, «antiquaire» normando, para describir los motivos en forma de llamas articulados en soufflets y mouchettes, que en gran número inundaron las tracerías de los vanos, de los rosetones o en los gabletes de la época.
A veces llamado abusivamente «gótico tardío» (gothique tardif) o «gótico barroco» (gothique baroque), probablemente apareció en Inglaterra, con fenestraciones extravagantes a partir de mediados del siglo XIV. En Francia, fue en la Sainte-Chapelle de Riom, edificada en la década de 1380 para el palacio de Jean de Berry, de acuerdo a los planes de Guy de Dammartin que se convirtió en uno de los iniciadores de este nuevo estilo. Se ven también los inicios en París, durante la construcción, en la misma época, de la capilla de Notre-Dame-de-Bonne-Nouvelle, que dependía de los hospitalarios (desaparecida y reconstruida en el siglo XIX) y durante la creación del rosetón de la Sainte-Chapelle de Vincennes. El condado de Champaña, que se había quedado atrás durante algún tiempo, adoptó el nuevo estilo con la llegada, hacia 1450, de maestros albañiles como Florent Bleuet, activo en la catedral de Troyes y en la basílica Notre-Dame en L'Épine (Marne).
Históricamente, el estilo gótico flamígero, que desembocó en la fase de transición del estilo Luis XII, puede considerarse como la última manifestación de un arte de la Edad Media, oponiéndose en cierto modo al movimiento que, iniciado en el concurso de la cúpula de Florencia en 1418, distinguió a una escuela de arquitectura propiamente italiana, dando origen al Primer Renacimiento.

### Características

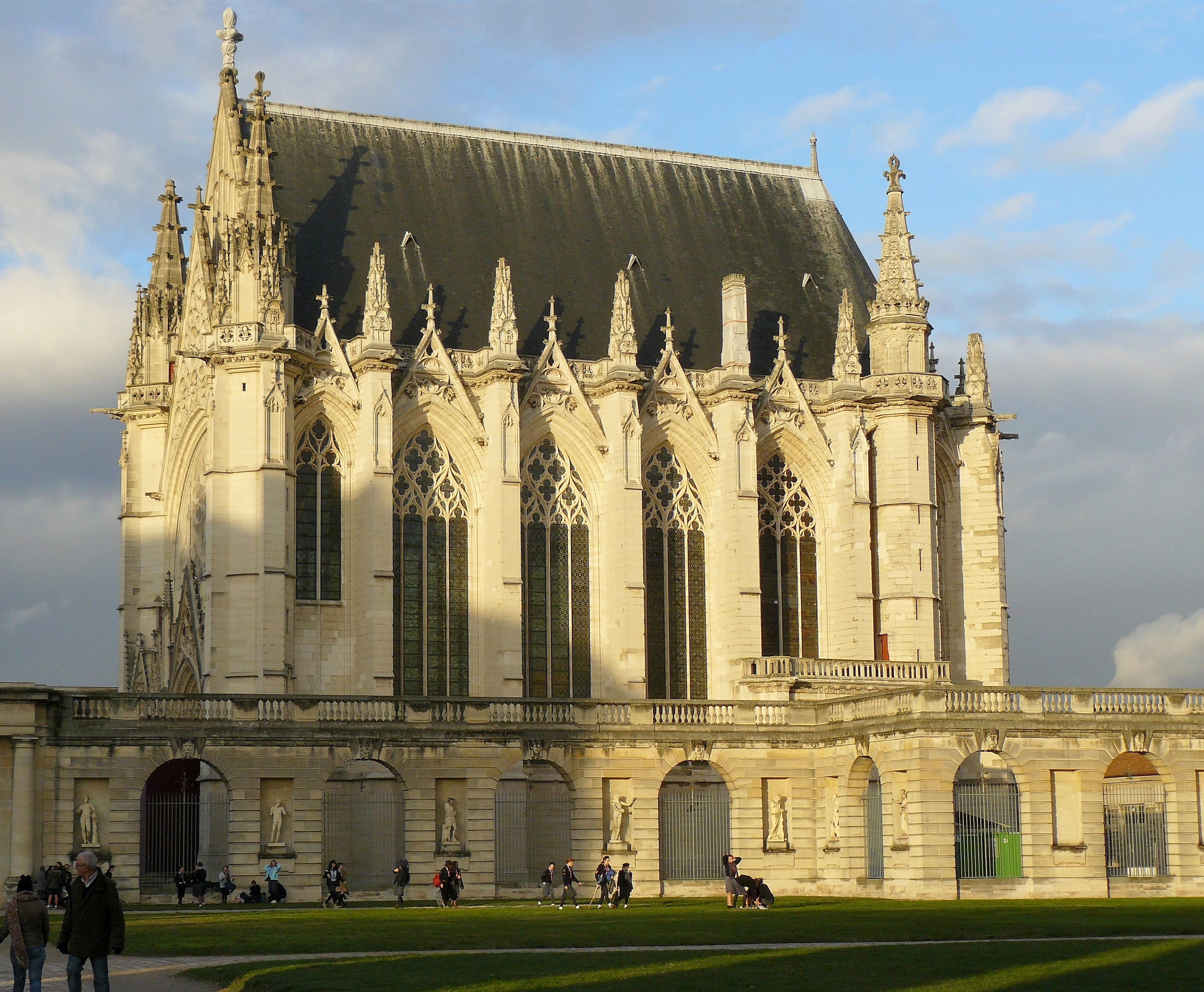
Sainte-Chapelle de Vincennes, fachada (gótico flamígero).

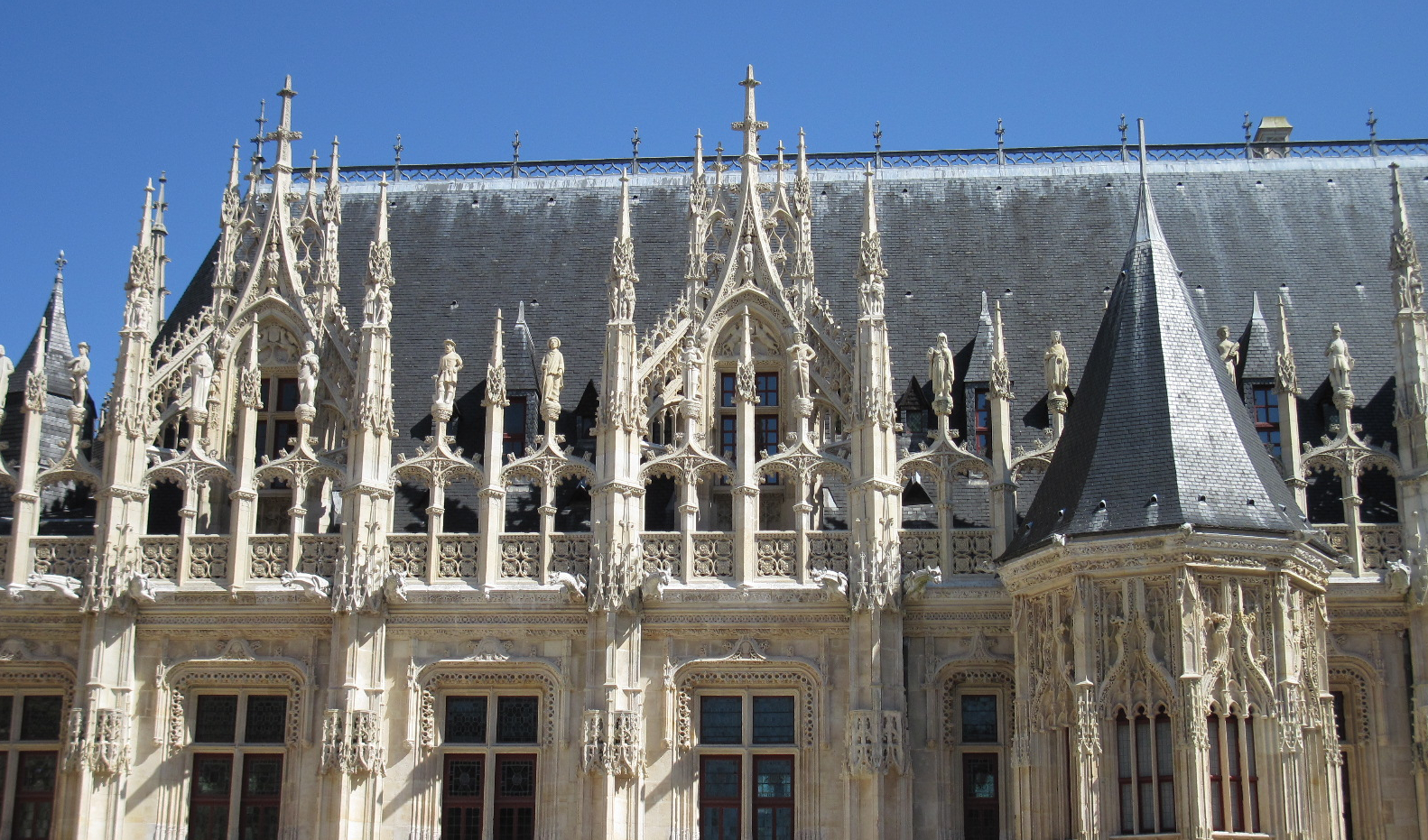
Palacio de justicia de Rouen

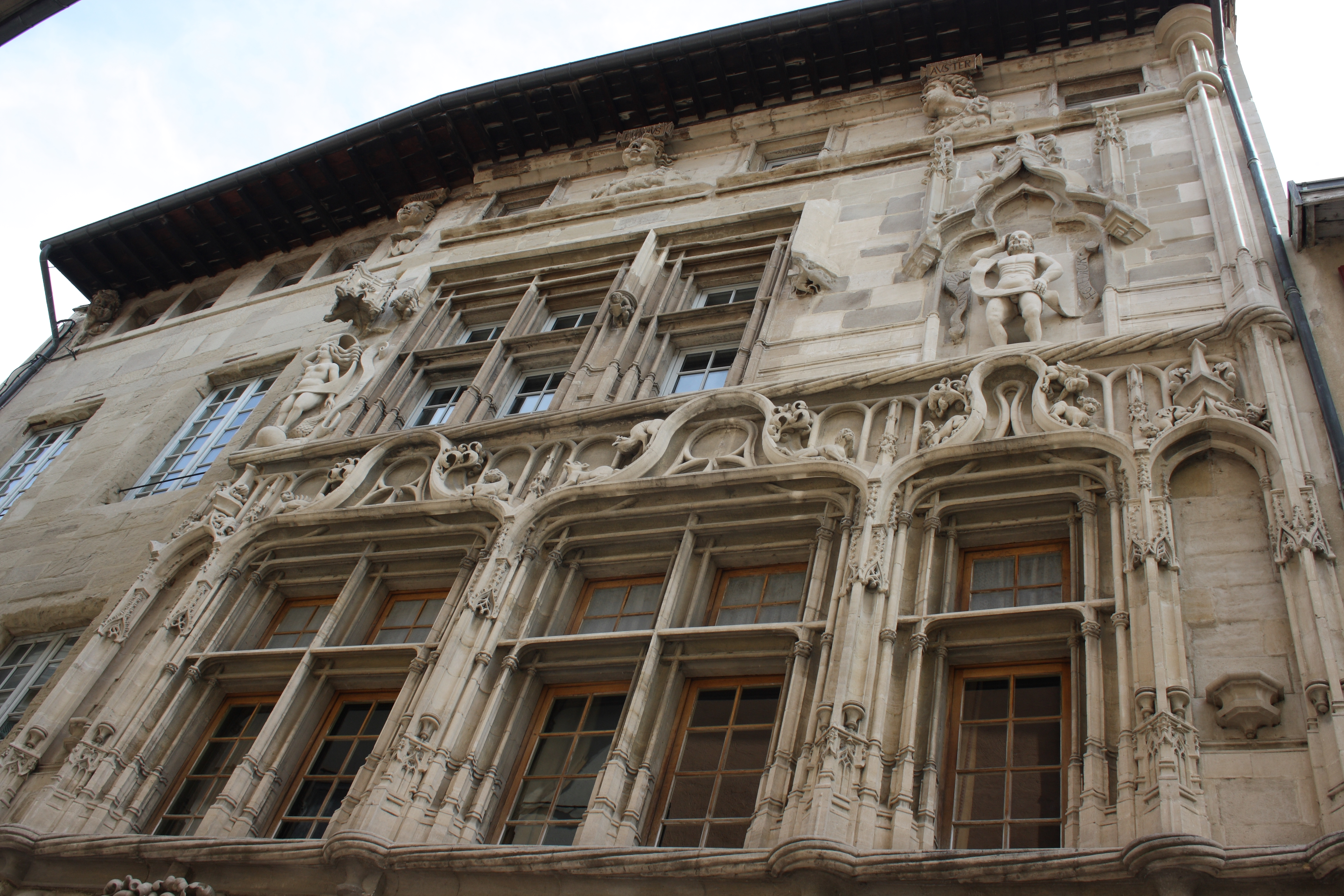
Maison des Têtes, Valence, ejemplo tardio entre 1528 y 1532)

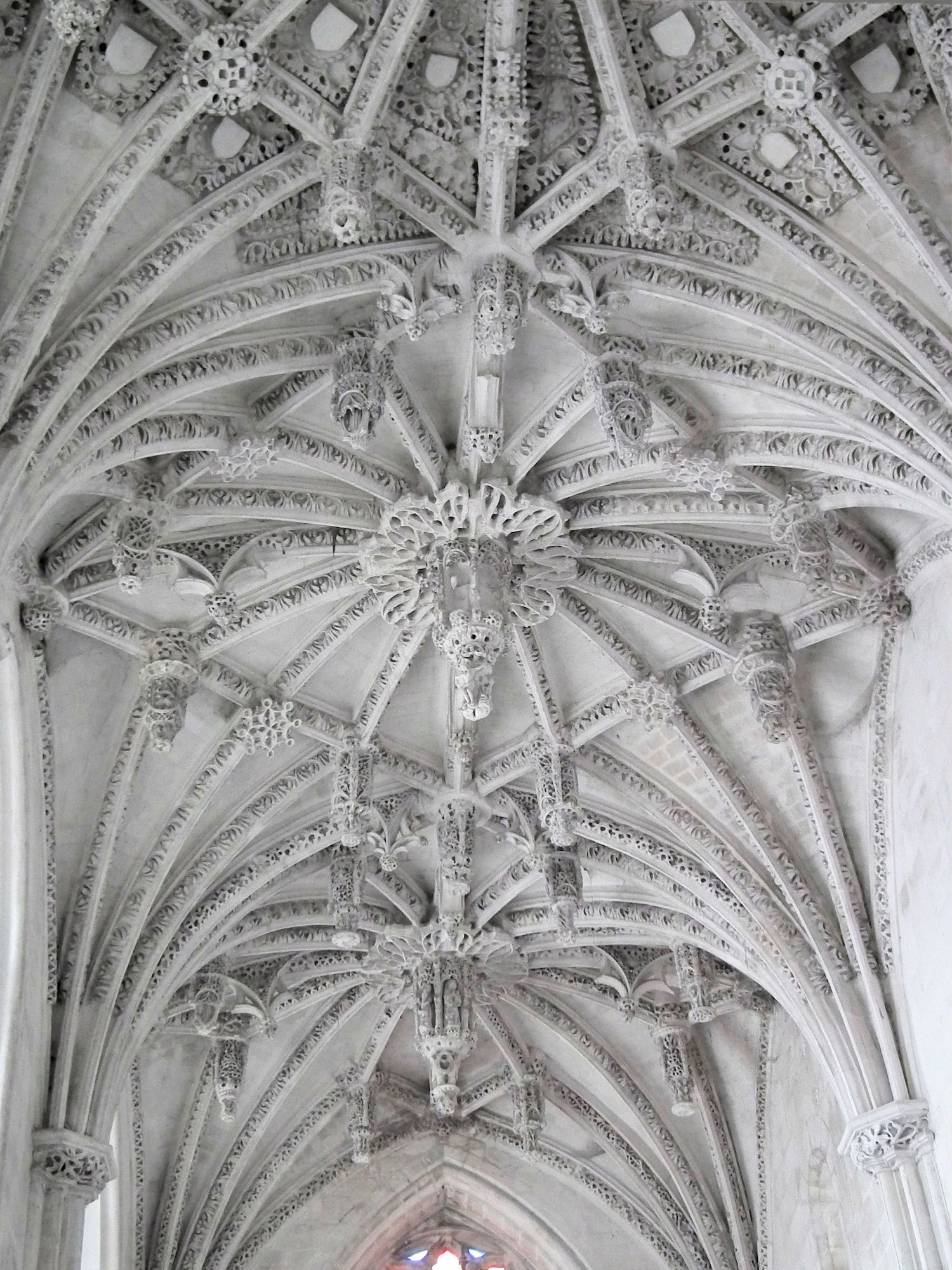
Bóvedas de ogivas de la capilla del Espíritu Santo de la Rue (ca. 1515).

La estructura de los edificios siguió siendo la misma que en el período anterior, pero su decoración evolucionó hacia una ornamentación exuberante, caracterizada por un gran virtuosismo en la estereotomia (talla de la piedra). La técnica de la «piedra armada» (pierre armée) de época flamígera deja paso a la de la «piedra tallada» (pierre taillée): esto explica, por ejemplo, que los rosetones sean de dimensiones más modestas, aunque se vuelvan más aéreos, apoyándose en estructuras más ligeras como en la Sainte-Chapelle de Vincennes.
Las fachadas flamígeras tenían la característica de estar trabajadas en varios niveles, cuya sobrecarga decorativa, que recubría las superficies con sus motivos, llegó a veces hasta sofocar la escultura y a diluir las líneas de la arquitectura (Tour du Beurre) en la catedral de Rouen). Los motivos curvilíneos, los arabescos desarrollados en curvas y contracurvas dominaron entonces la tracería, evocando, como decía el historiador decimonónico Michelet, «llamas, corazones o lágrimas» (des flammes, des cœurs ou des larmes) (crucero de la colegiata de los Santos Gervasio y Protasio de Gisors). Al mismo tiempo, la ruptura de los arcos se hizo más flexible, bajando gradualmente hasta convertirse en un arco carpanel (anse de panier) o enderezándose hasta convertirse en un arco conopial rematado con gabletes, como en las obras de Jean de Beauce en la abadía de la Trinité de Vendôme, o con arcos de campana (maison des Têtes de Valence, crucero sur de la catedral de Senlis).
El mismo espíritu inventivo que presidía el estilo gótico flamígero se evidenciaba en las plantas y alzados de las iglesias, a veces con una única nave, a veces con tres naves de altura desigual, a veces en iglesias de salón. 

Ejemplos de gótico flamígero
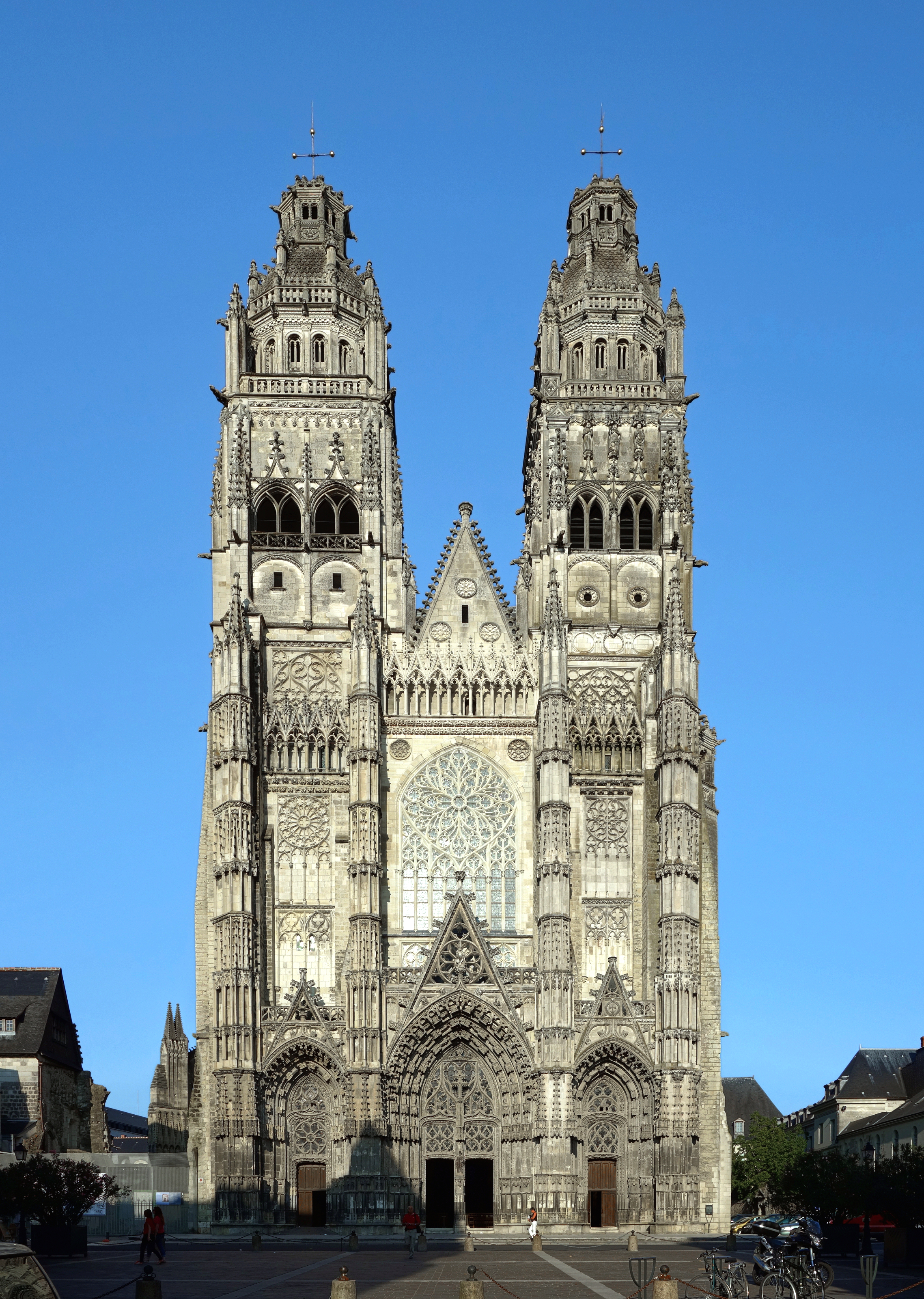
Catedral de Tours
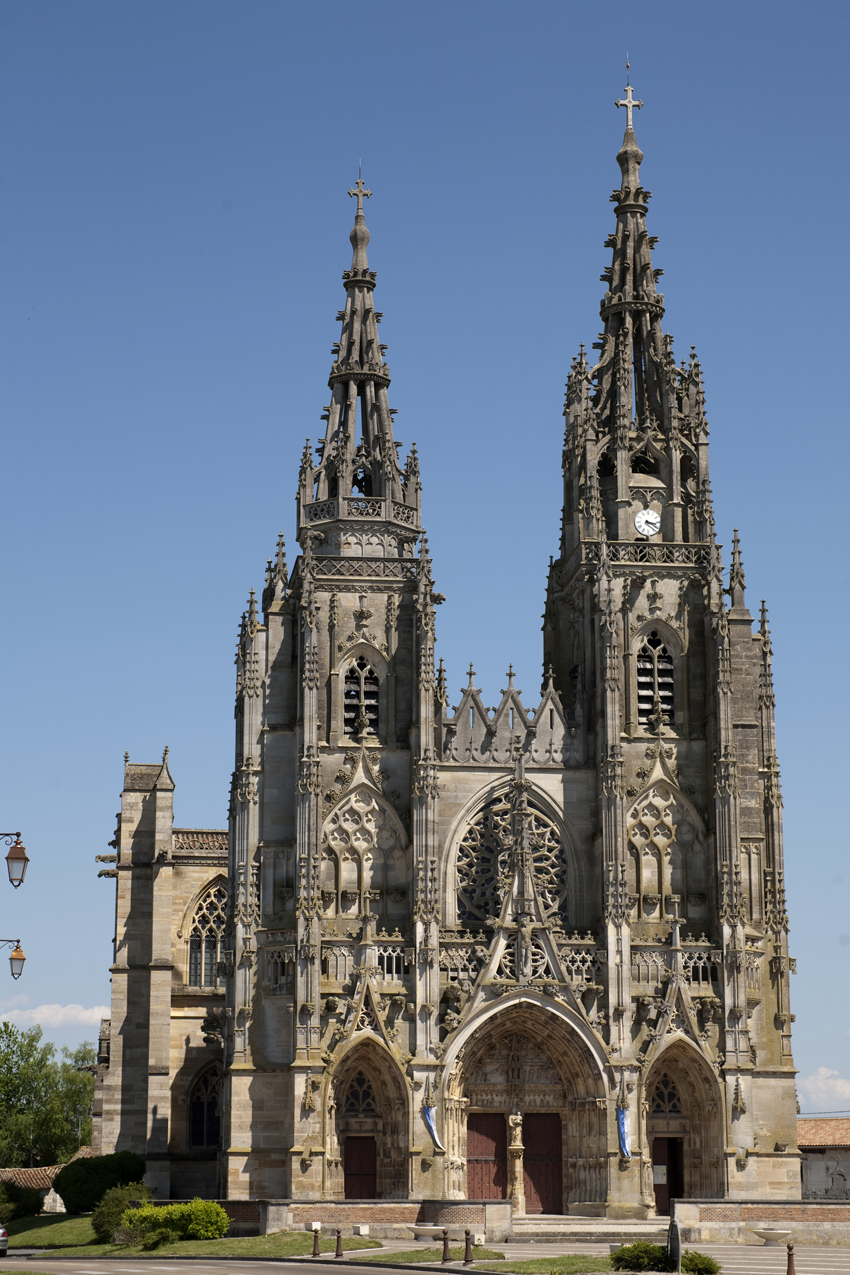
Basílica de Nuestra Señora de L'Épine  (1406-1527)
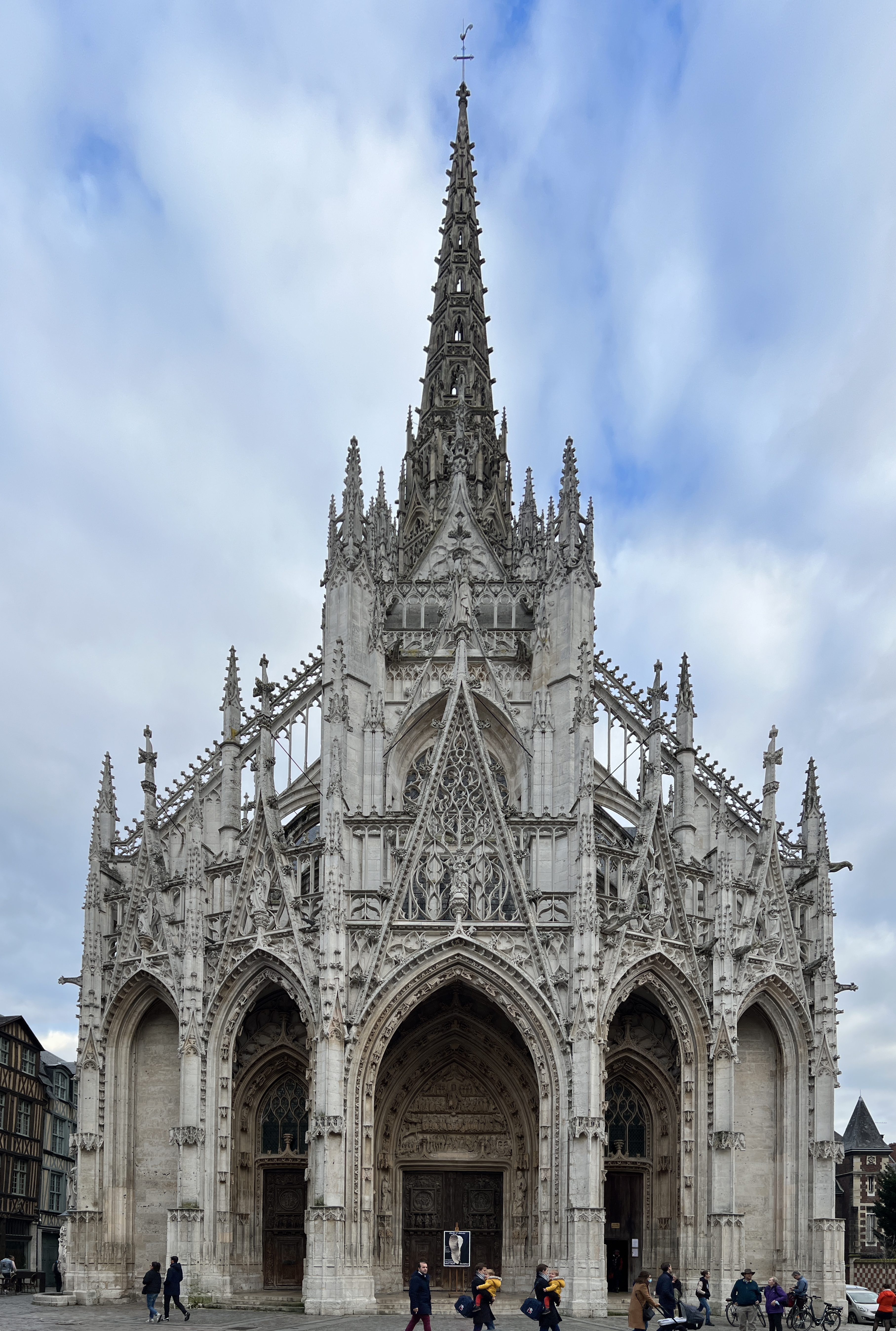
iglesia de Saint-Maclou (1437-1517) de Ruán
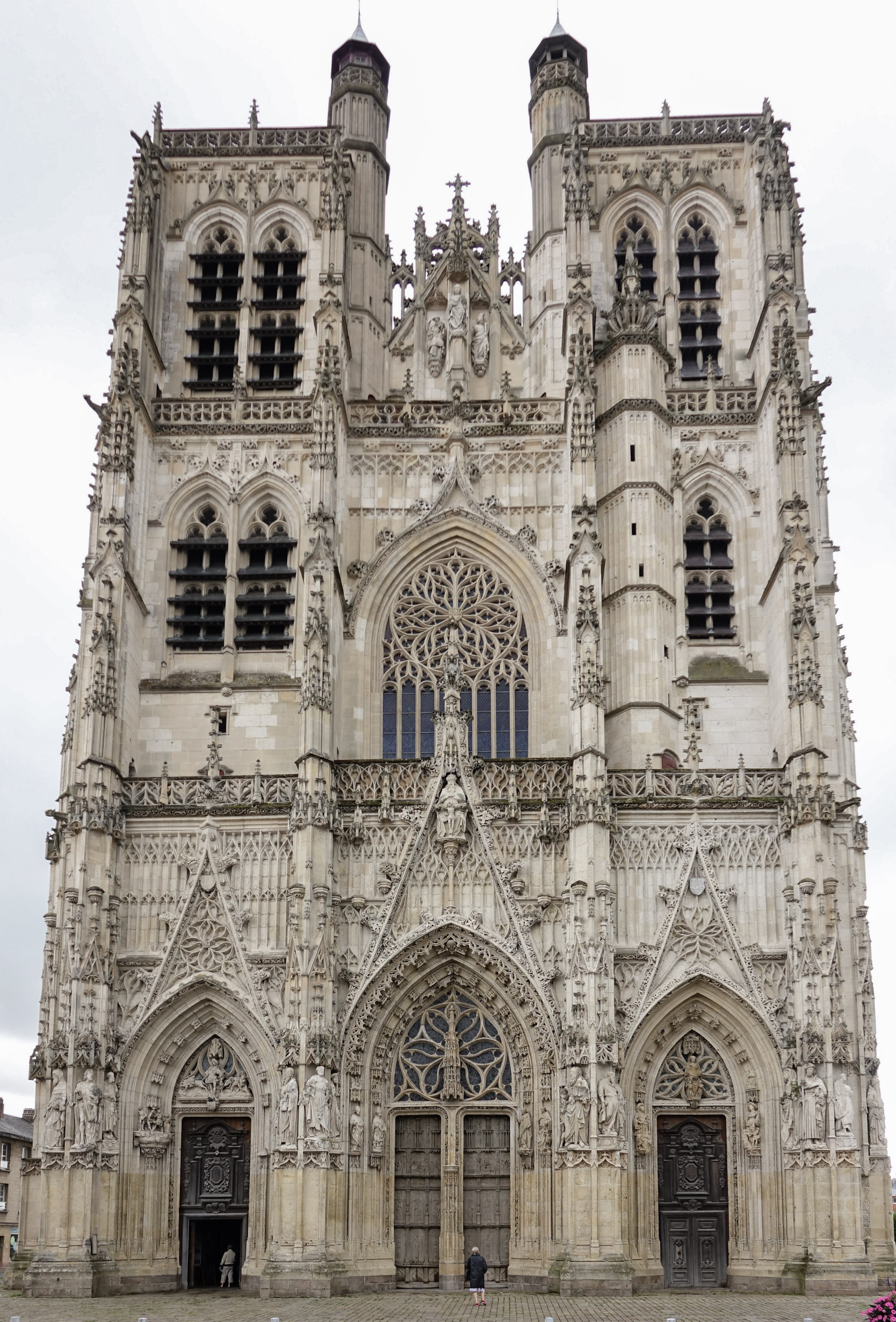
Colegial Saint-Vulfran, Abbeville (1488–siglo XVII)
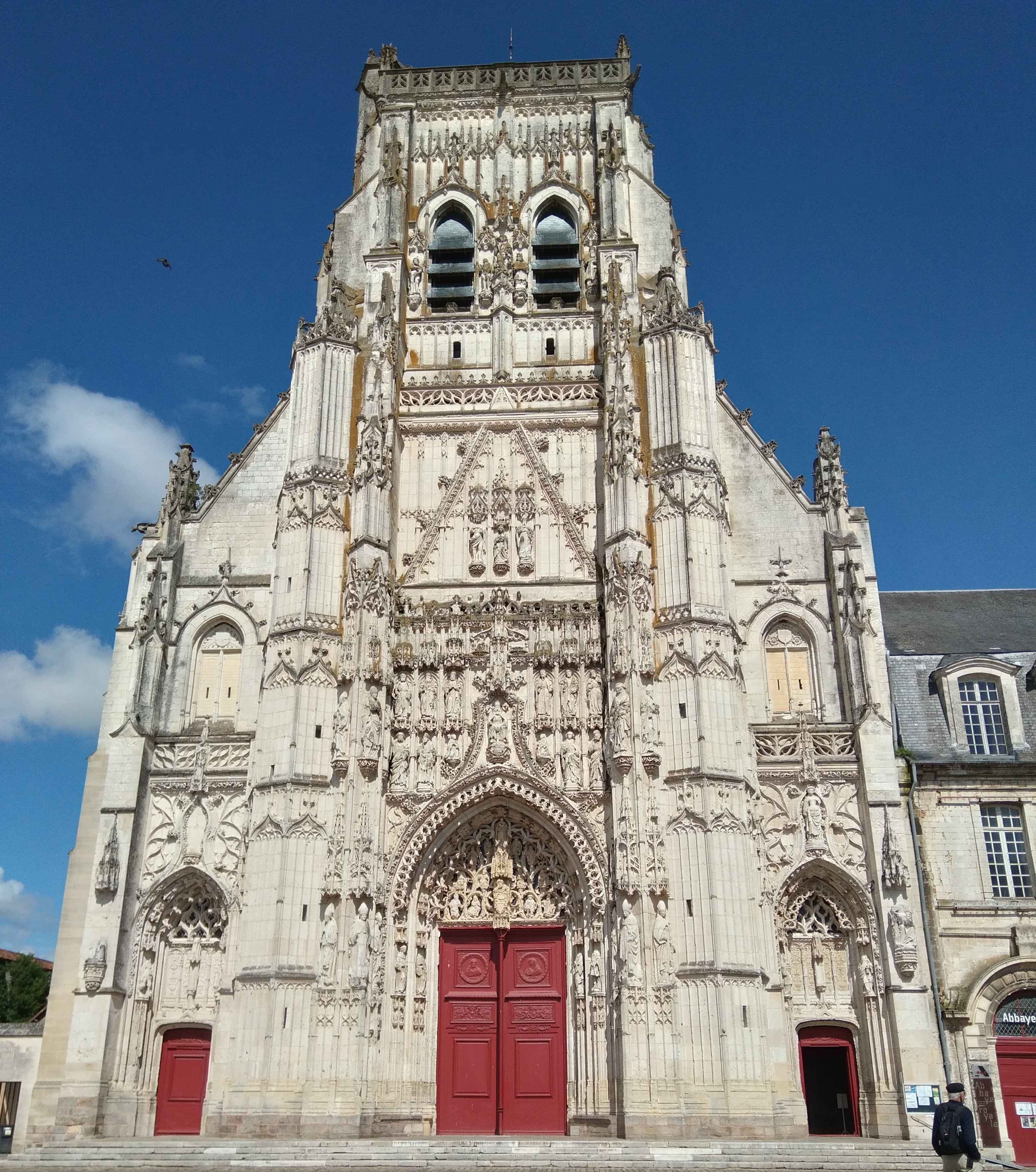
Abadía de San Ricario (s. XVI)
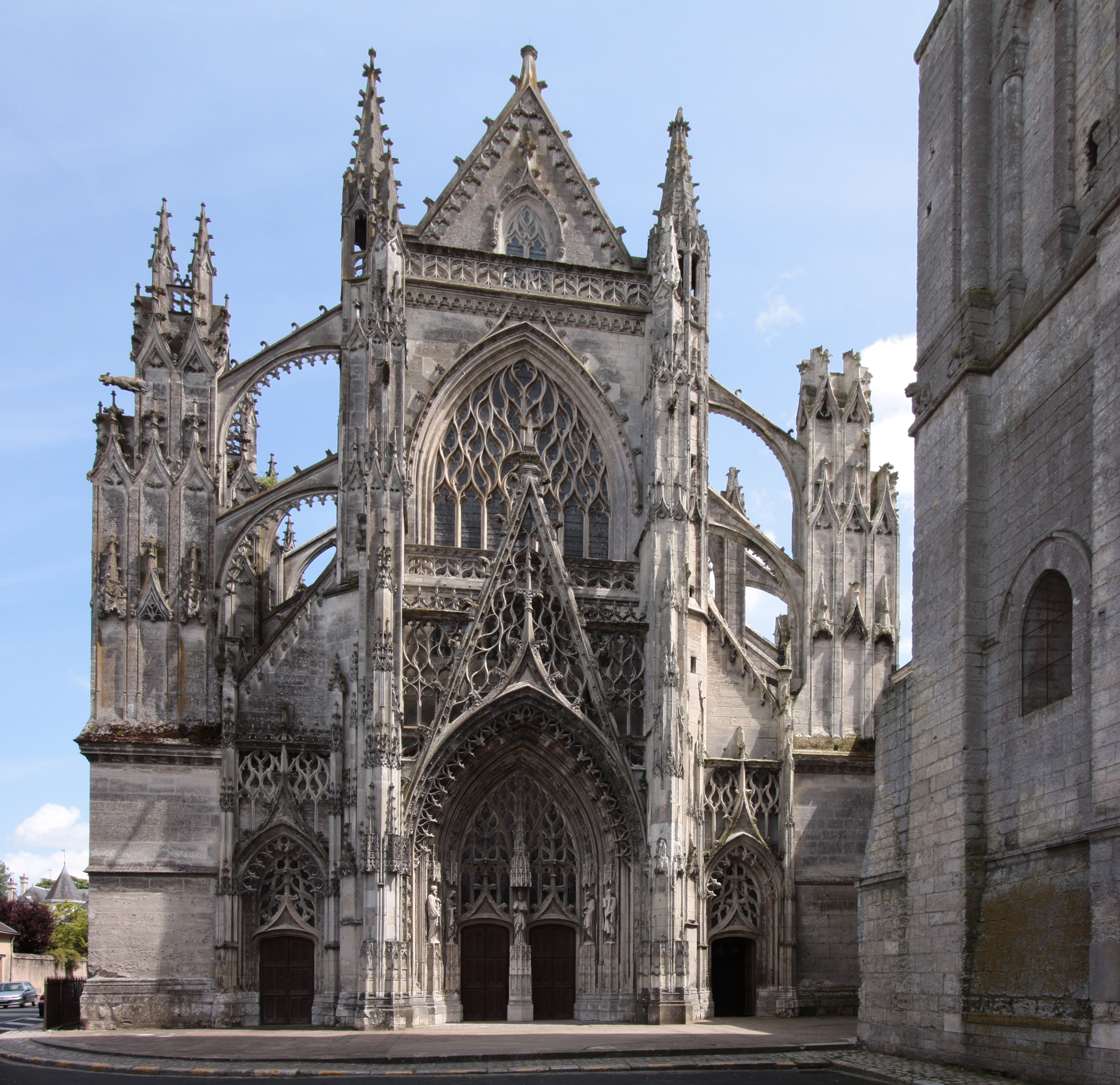
Abadía de la Trinidad de Vendôme (1271-1506), gótico tardío

En el interior de los edificios del siglo XV el alzado a menudo se redujo a dos niveles (Saint-Germain l'Auxerrois). Las grandes arcadas se hicieron aún más largas, rematadas por triforios ciegos (iglesia de Saint-Gervais-Saint-Protais en Gisors) o incorporadas como lucernarios en las ventanas altas, que tienen los mismos parteluces verticales (iglesia abacial de Saint-Ouen, catedral de Sées).

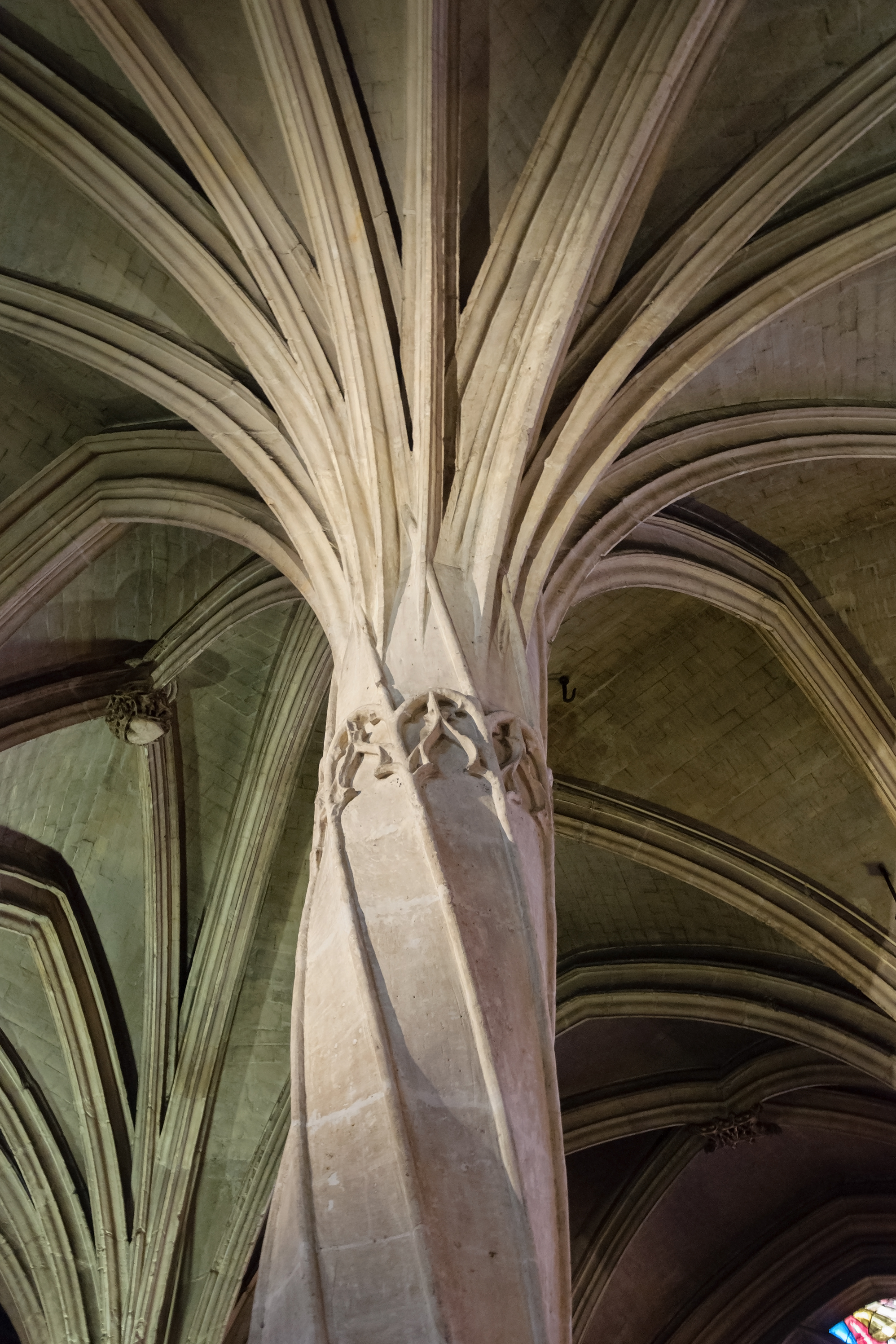
Coro (1489-1495, de la iglesia de San Severin

A partir de una reflexión sobre los monumentos del siglo XIII, se llegó a un cuestionamiento de las búsquedas sobre la transparencia y la luz y a un retorno a la muralidad (Château de Vincennes): si bien es cierto que los muros tendieron a veces a desaparecer en una inmensa vidriera, siguiendo el aumento creciente de las ventanas en redes flamígeras (brazo sur de la basílica de Saint-Nicolas-de-Port), también pudieron recuperar importancia entre las aberturas para permitir una iluminación difusa porque la espacialidad evolucionaba entonces a través de una búsqueda de fusión entre volúmenes y luz. Las grandes arcadas, que ya no rechazaban una cierta muralidad, creaban así un espacio intermedio que, mediante una ornamentación y una iluminación diferenciadas, permitía definir espacios sociales y culturales privilegiados (concatedral de Nuestra Señora (Bourg-en-Bresse), Saint-Nicolas-de-Port, basílica de Notre-Dame de Cléry).
Los capiteles se reducían a veces a anillos decorativos o desaparecían, dejando que las molduras de nervaduras penetrasen ininterrumpidamente en la columna que los sostenía (sala de los grandes pilares del Mont Saint-Michel). Los pilares, ahuecados, ondulaban en espiral (catedral de Rodez) o tenían aristas muy angulosas, se elevaban luego en un solo chorro desde el suelo para fundirse con las bóvedas. Un tipo muy extendido, sobre todo en el Este de Francia, fue el pilar redondo liso, de forma arcaica, sin capitel, y que recibía las nervaduras de su fuste a diferentes niveles. Este florecimiento de las nervaduras, que apareció en el periodo gótico internacional, evocaba la imagen de una palmera (pilar del coro de la iglesia de San Severin en París). En el siglo XVI se encuentra el pilar con cuatro resaltes. En general, las múltiples columnas que flanqueaban los pilares fueron sustituidas por nervaduras prismáticas que tendían a mimetizarse con el muro mientras sus bases adoptaban formas diversas: buticulares, trenzadas, retorcidas o incluso evocando la forma de frascos poligonales.

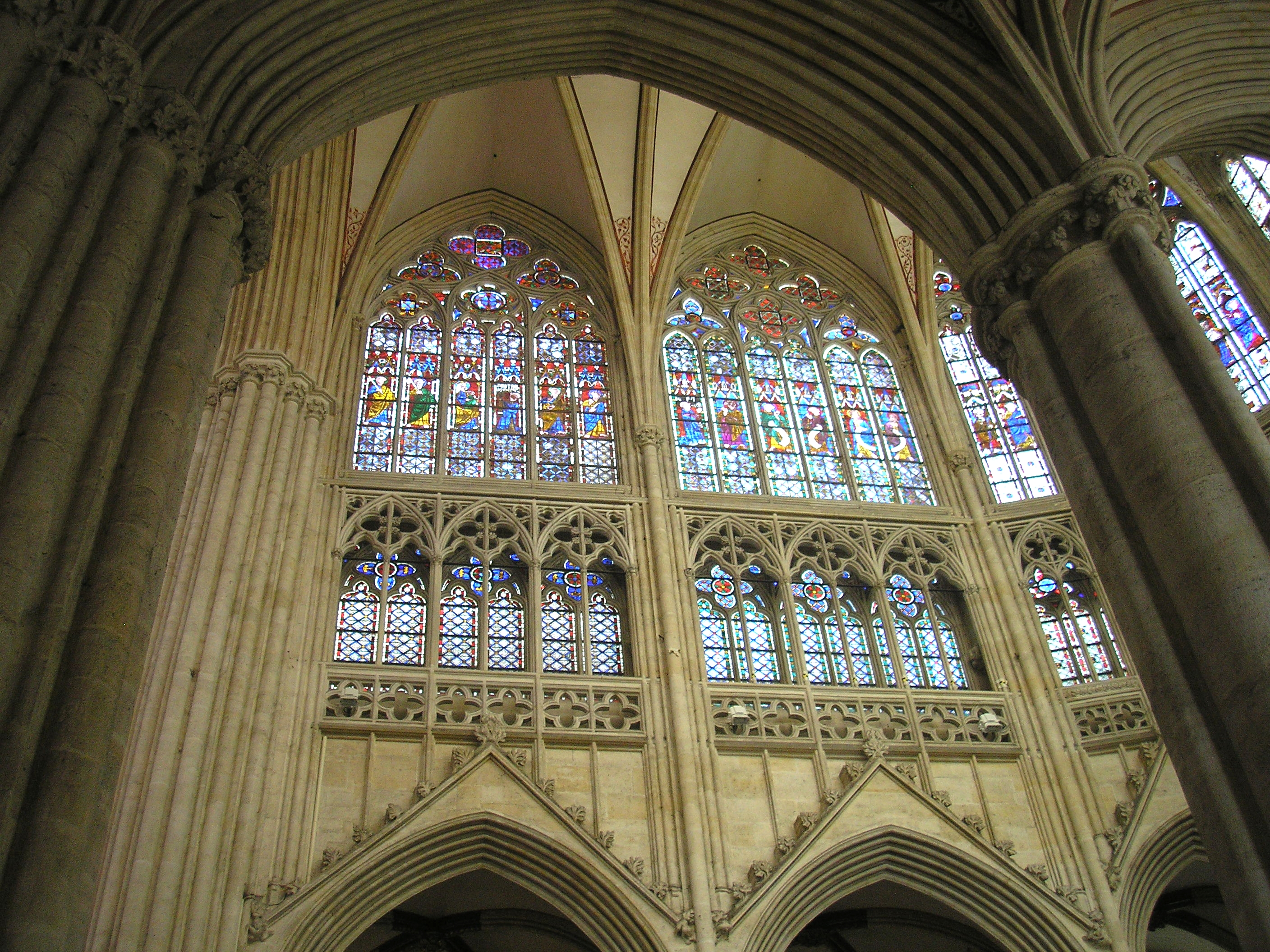
Catedral de Sées, ca.1494

El tramo ya no aparece como elemento fundador del volumen interior: este predominio monumental marcó toda la producción del siglo XV. Aparece claramente en el campo de la escultura donde se abandona la fórmula fragmentada de siglos anteriores para volver a acompañar a la arquitectura. Desde la época del gótico internacional, Peter Parler había abandonado en San Guido de Praga el principio del tramo en favor de una concepción unitaria del volumen, afirmada por el diseño del triforio y sobre todo por el modo de cobertura. La consecuencia fue una concepción plástica que se unía a la del gótico radiante pero que siguió siendo original. Si bien la estructura de las bóvedas de crucería no desapareció como en Inglaterra, la cubierta se volvió más complicada, con la aparición de liernes y terceletes. Las nervaduras se multiplicaban, se entrecruzaban y se superponían con gran fantasía, al tiempo que se enriquecían, como en las bóvedas de la capilla del Espíritu Santo de Rue, con claves colgantes llamadas cul-de-lampe, una auténtica proeza técnica (portal de Guillaume Le Roux en Notre-Dame de Louviers).

Interiores de iglesias flamígeras
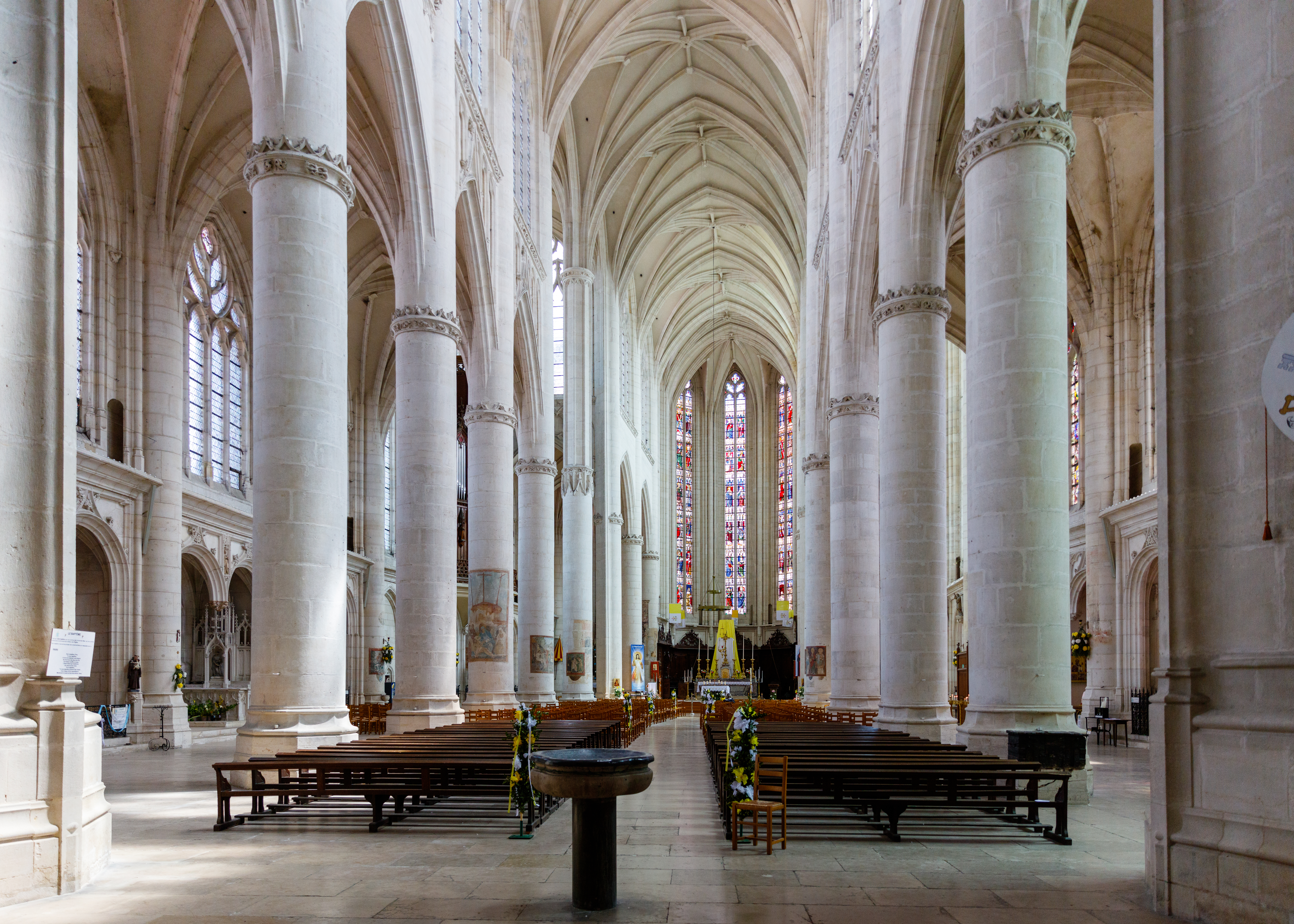
Basílica de Saint-Nicolas-de-Port (inicio s. XVI)
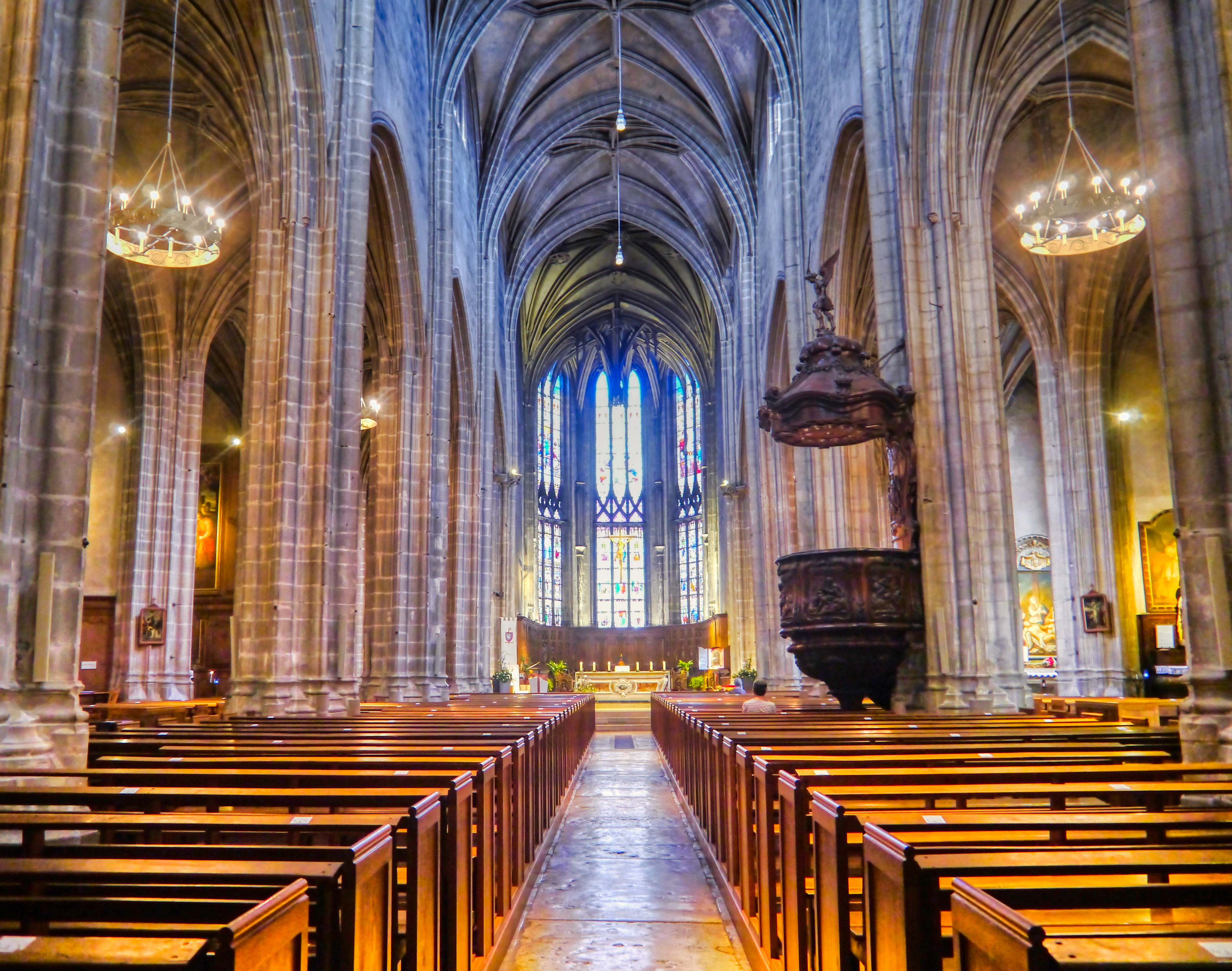
Concatedral de Nuestra Señora (Bourg-en-Bresse) (ca. 1505)
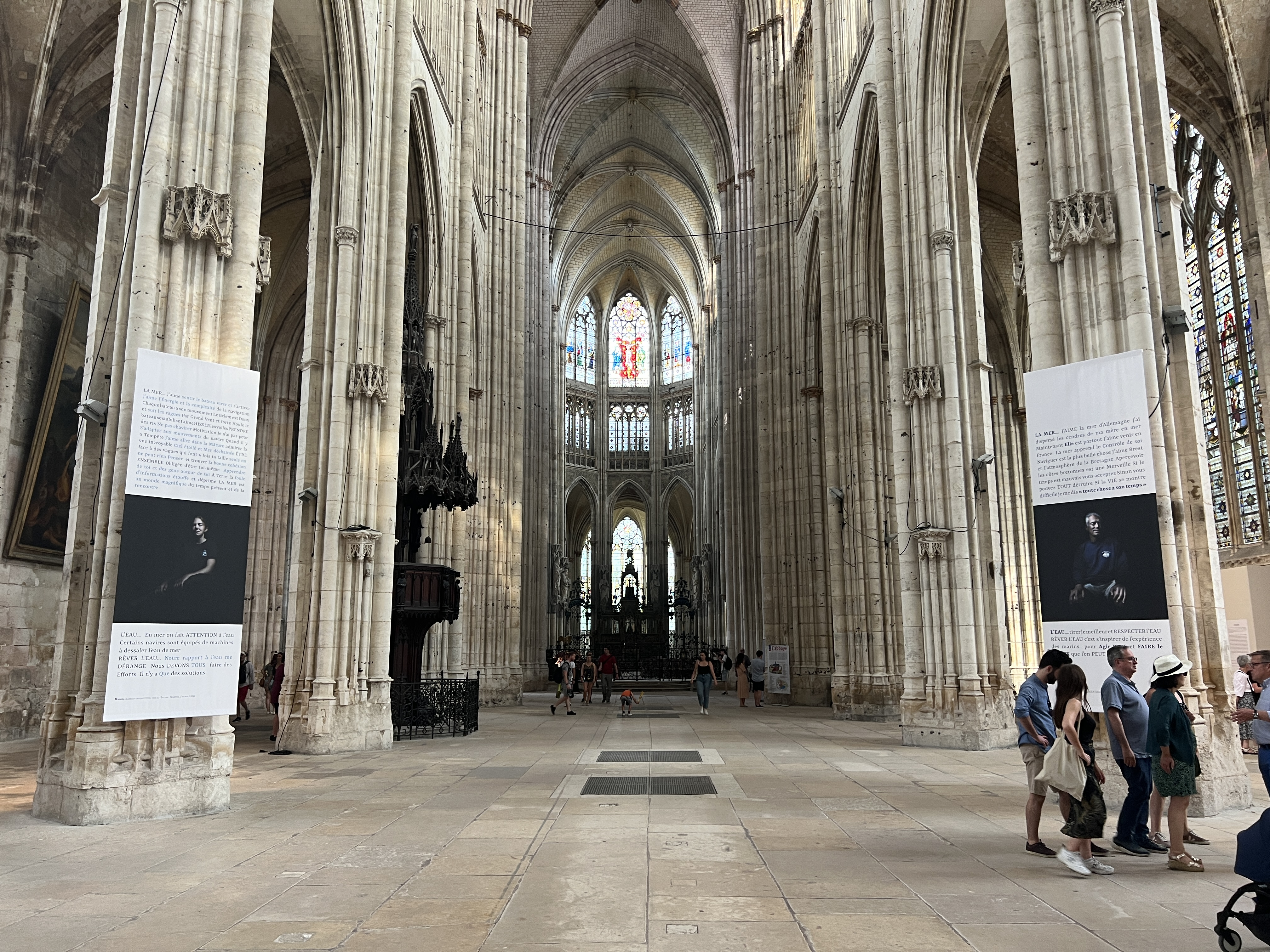
Iglesia abacial de Saint-Ouen (ca. 1537)
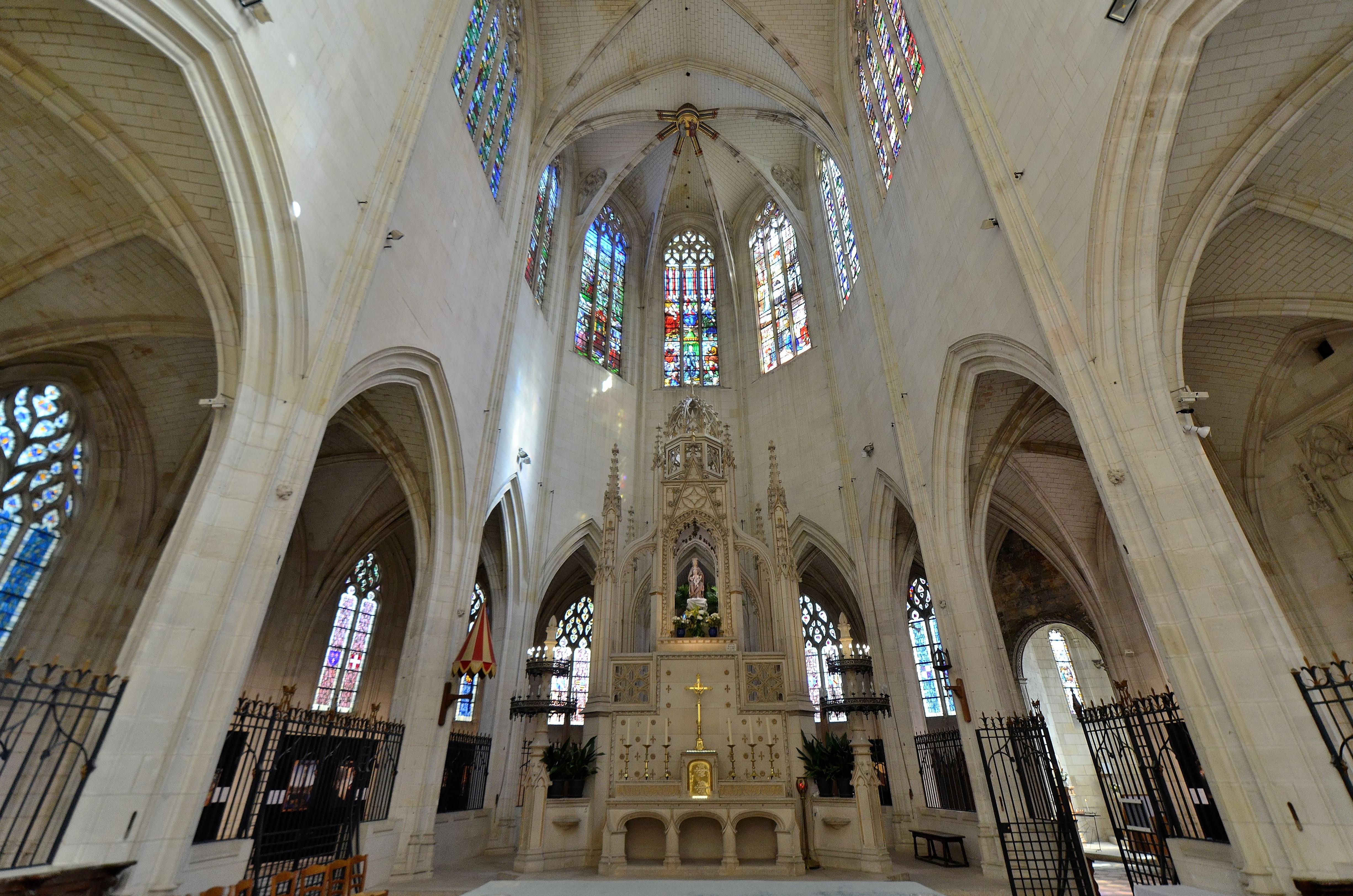
Basílica de Cléry-Saint-André (1449-1485)

En Francia, las continuaciones de este estilo, llamado «gótico tardío» (gothique tardif), dieron lugar, a partir de 1495, a una fase de transición llamada estilo Luis XII, que fue integrando progresivamente elementos italianos, cuyo resultado fue la aceptación total, hacia 1530, del Renacimiento temprano. Sin embargo, en algunas regiones, como Lorena, Bretaña o Normandía, el estilo gótico flamígero pudo sobrevivir hasta finales del siglo XVI. Se le atribuye entonces un cierto tradicionalismo, sobre todo en lo que respecta a los elementos decorativos (basílica de Saint-Nicolas-de-Port o Saint-Maclou de Rouen). Sus últimos fuegos sólo se extinguirían durante los siglos XVII-XVIII, en un movimiento llamado «gótico moderno» (Gothique des temps modernes): como por ejemplo en la iglesia de Saint-Samson de Trégastel, cuya construcción se inició a finales del siglo XVI y no se completó hasta alrededor de 1630; o en la reconstrucción en gótico flamígero original de la catedral de la Santa Cruz de Orleans, destruida en 1599 por los hugonotes. Incluso se puede citar, a principios del siglo XVIII, un proyecto de iglesia para los celestinos de Orleans realizado por Guillaume Hénault, en estilo gótico flamígero.
Al mismo tiempo, Inglaterra desarrolló una expresión arquitectónica particular, llamada gótico perpendicular (gothique perpendiculaire). Aparecido a mediados del siglo XIV en el claustro de Gloucester, este movimiento gótico estaba marcado por los logros de Tomás de Cambridge. Algunas regiones germánicas, por su parte, prefirieron orientarse hacia un gótico particularmente sobrio, con superficies blancas sutilmente fragmentadas en formas geométricas poligonales. El Albrechtsburg de Meissen, construido por Arnoldo de Westfalia, así como numerosos edificios en Slavonice, hoy en la República Checa, expresan claramente esta nueva búsqueda.

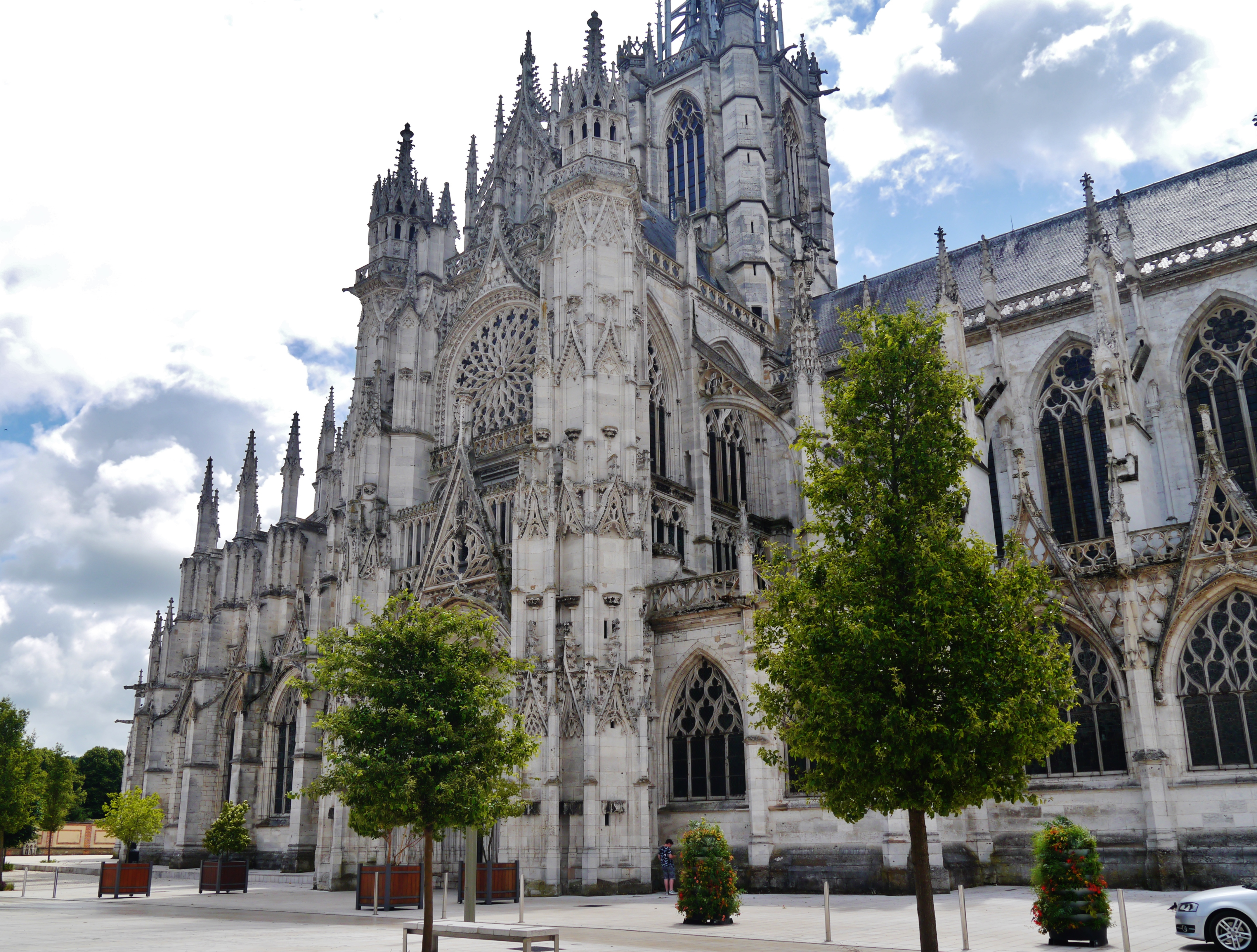
Transepto norte de la catedral de Évreux
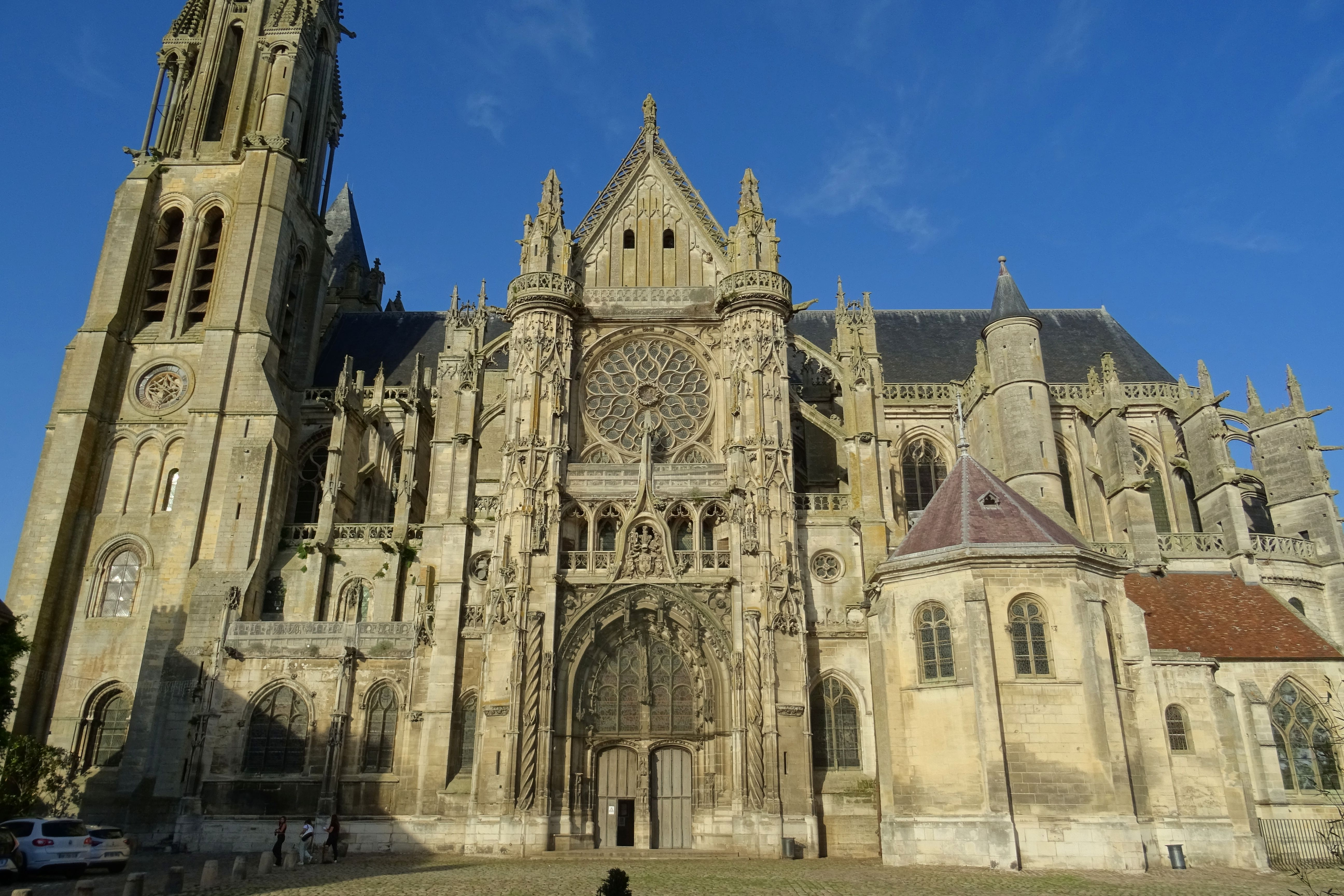
Transepto sur, catedral de Senlis (1520-1538)
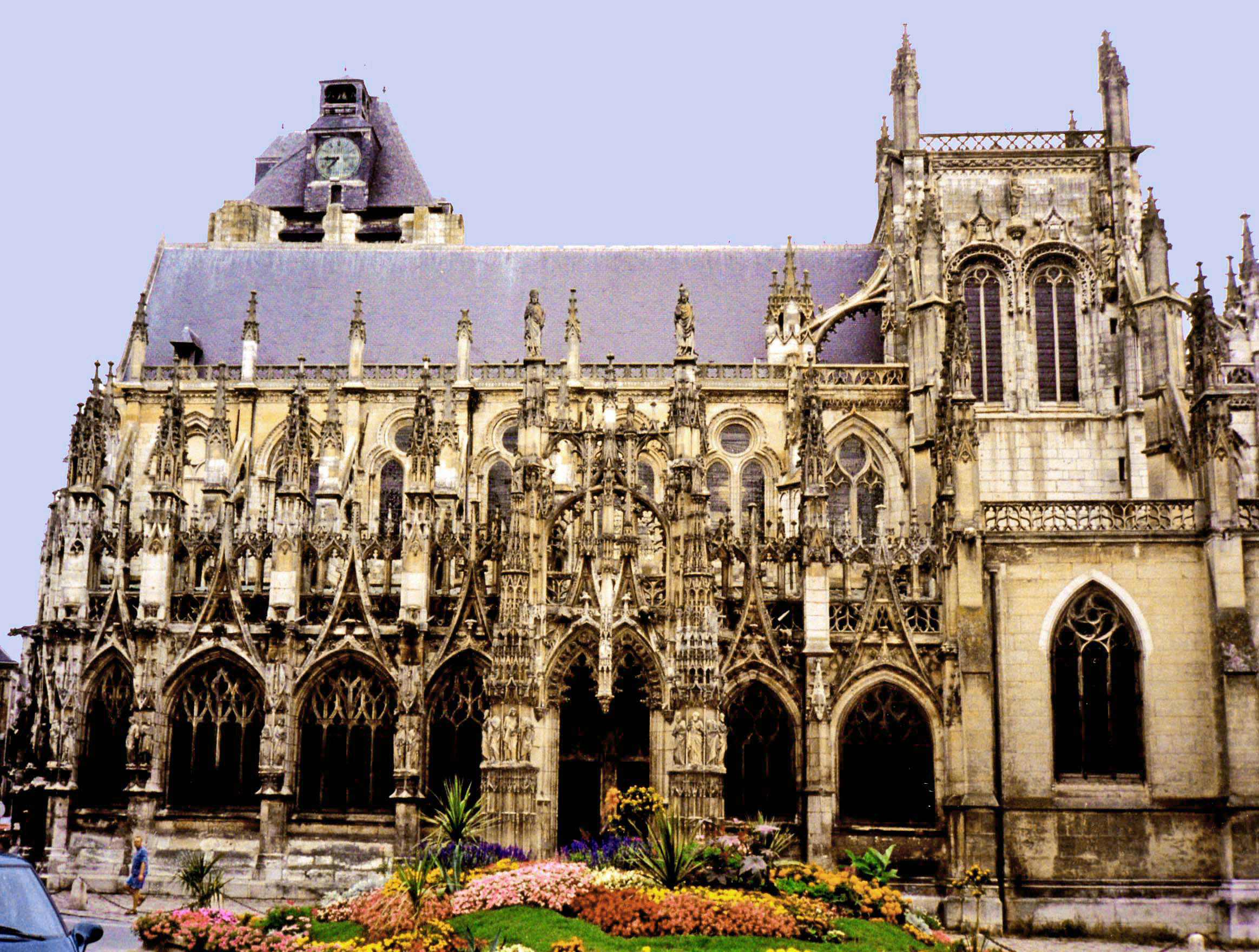
Iglesia de Nuestra Señora de Louviers (ca. 1506)
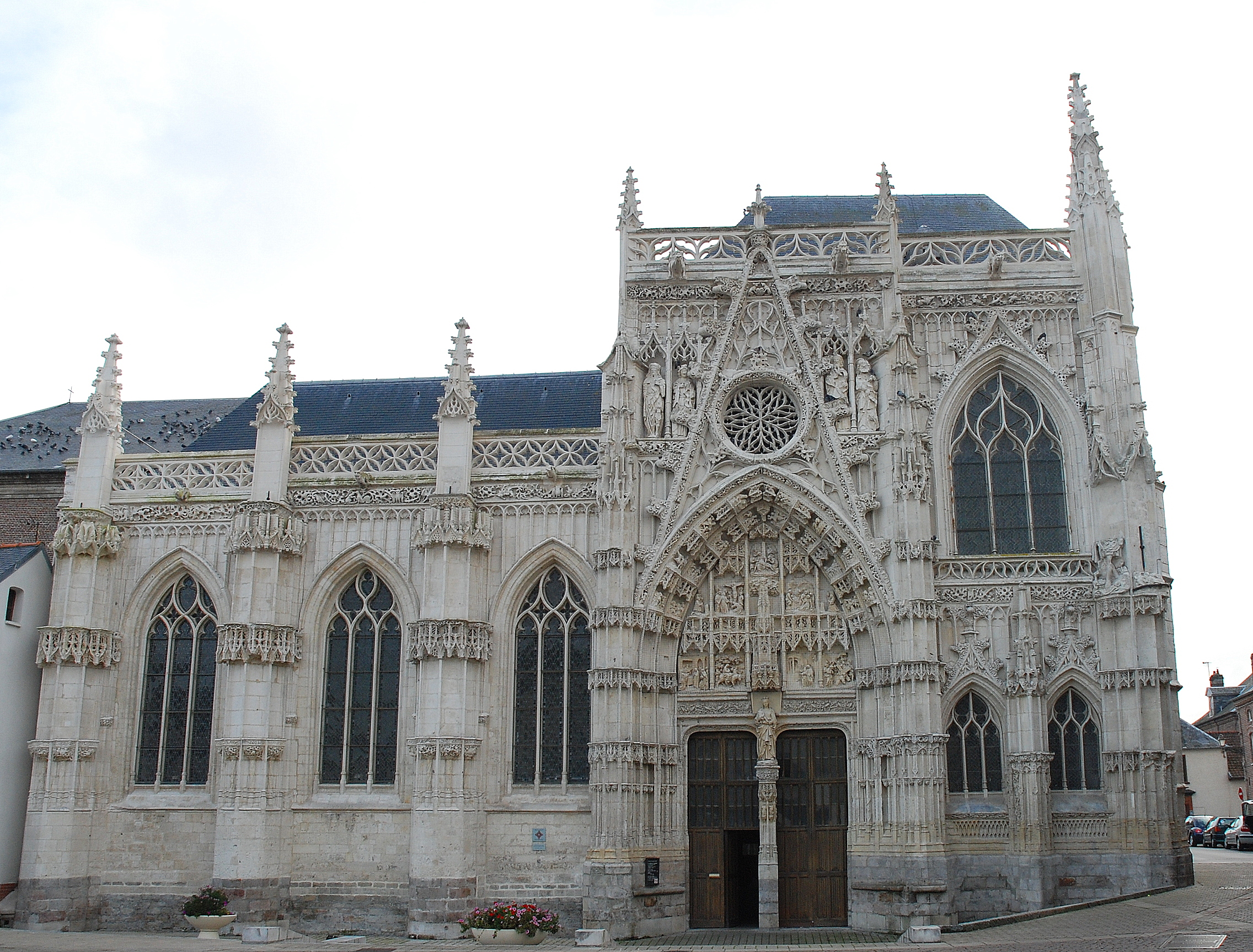
Capilla del Espíritu Santo de Rue (s, XV-XVI)
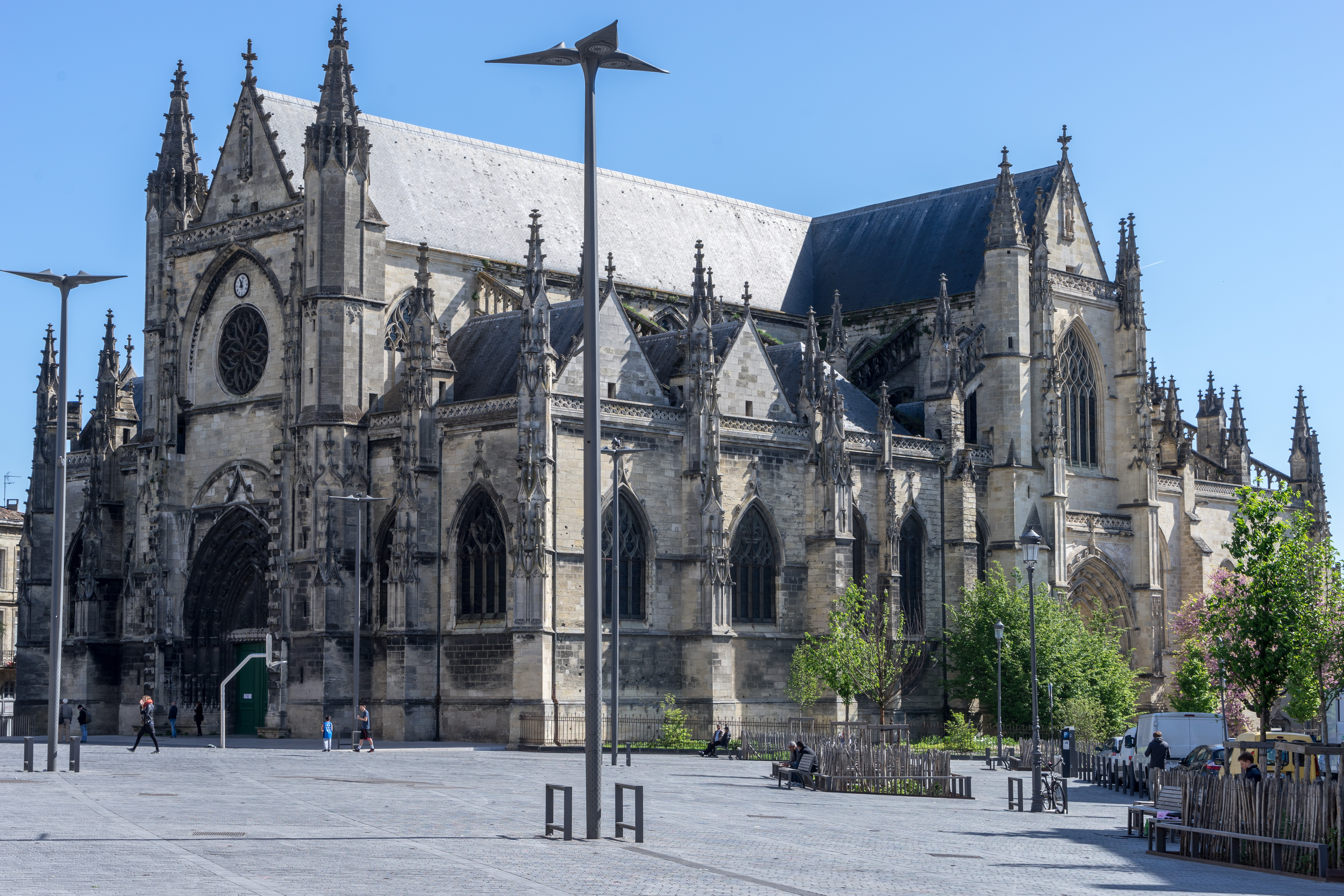
Basílica de San Miguel, Burdeos
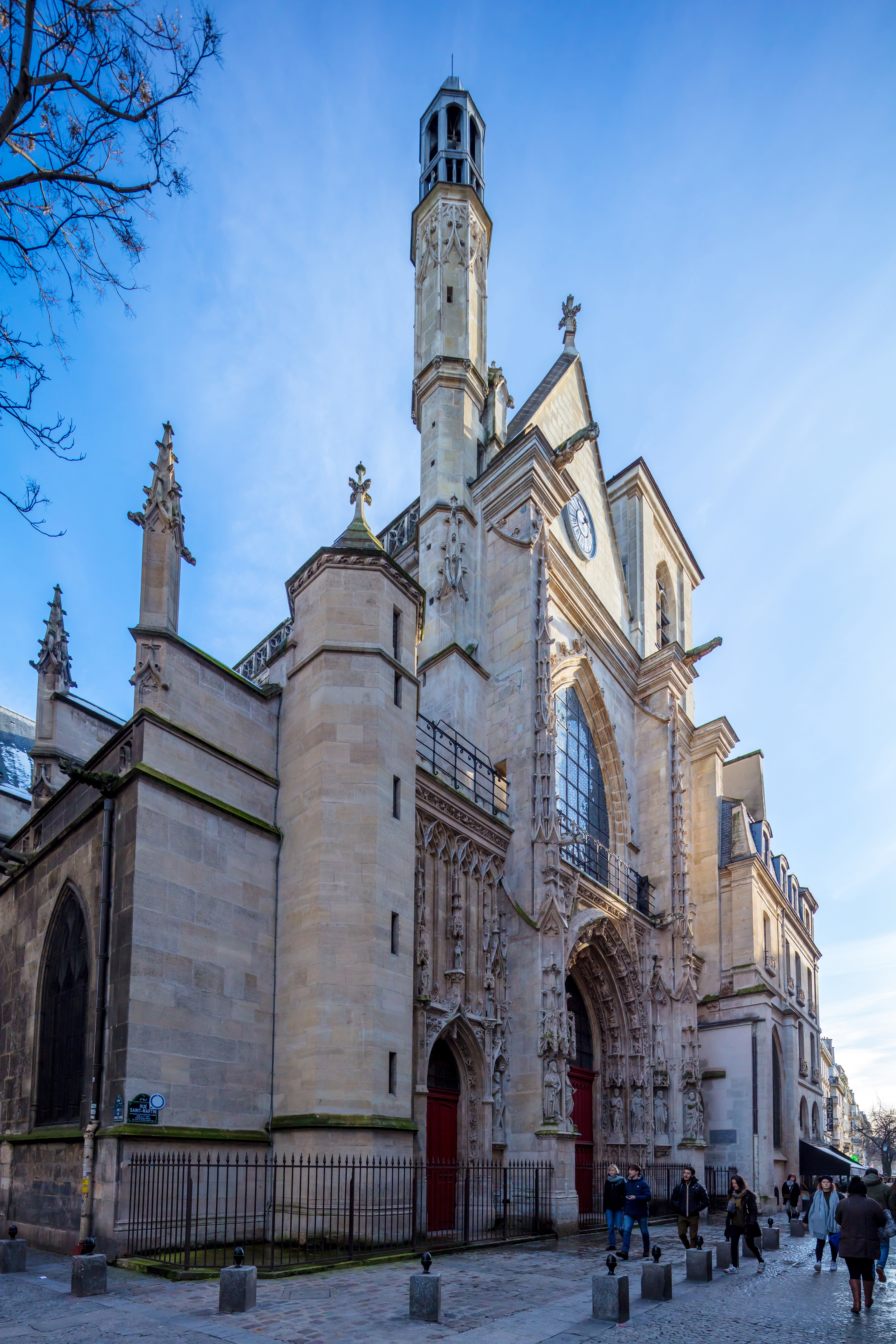
iglesia de Saint-Merri de París (1500-1565) - Fachada principal, rue Saint-Martin (Paris)

Portales de iglesias flamígeras
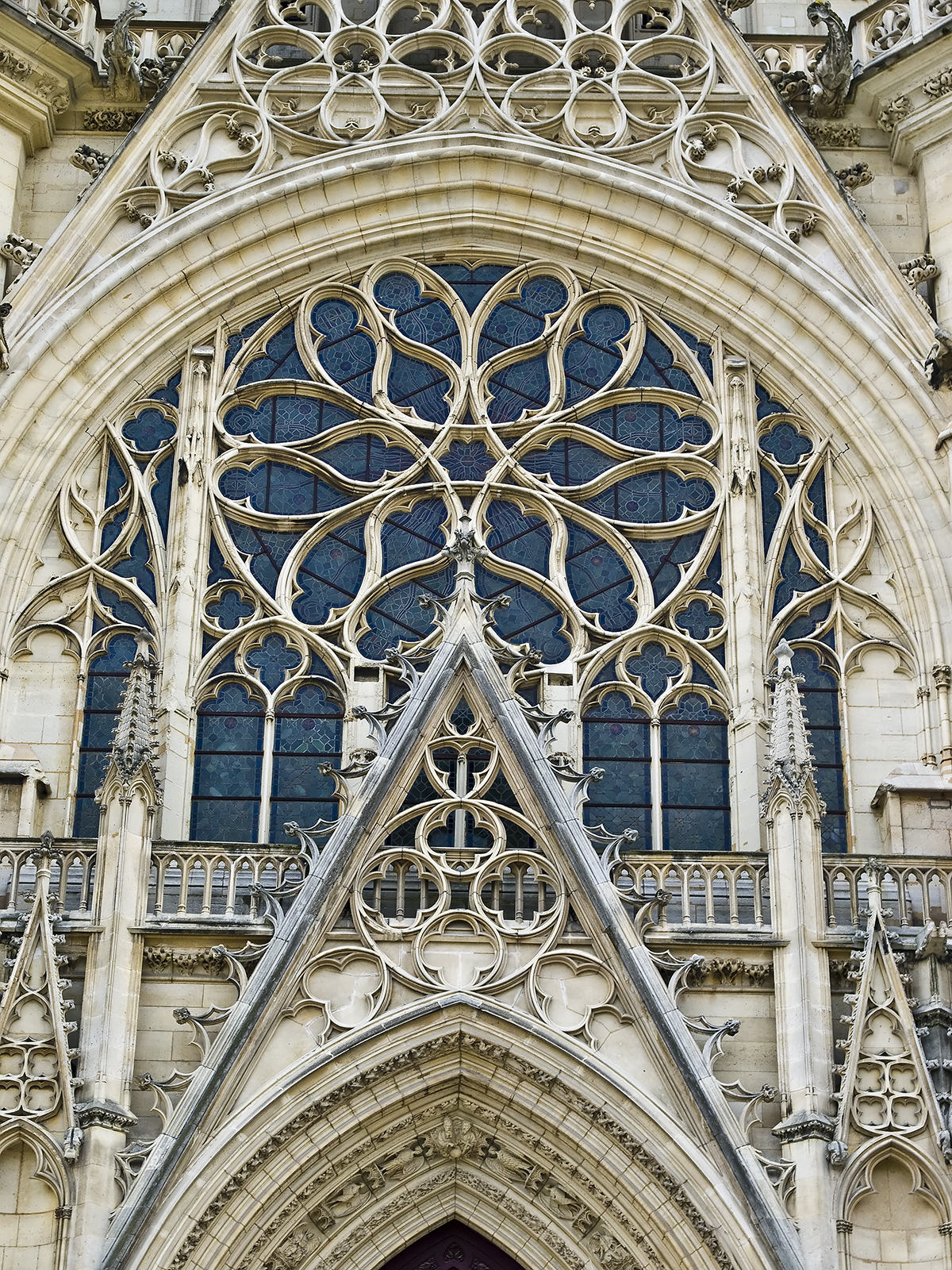
Sainte-Chapelle de Vincennes, fachada terminada ca. 1480
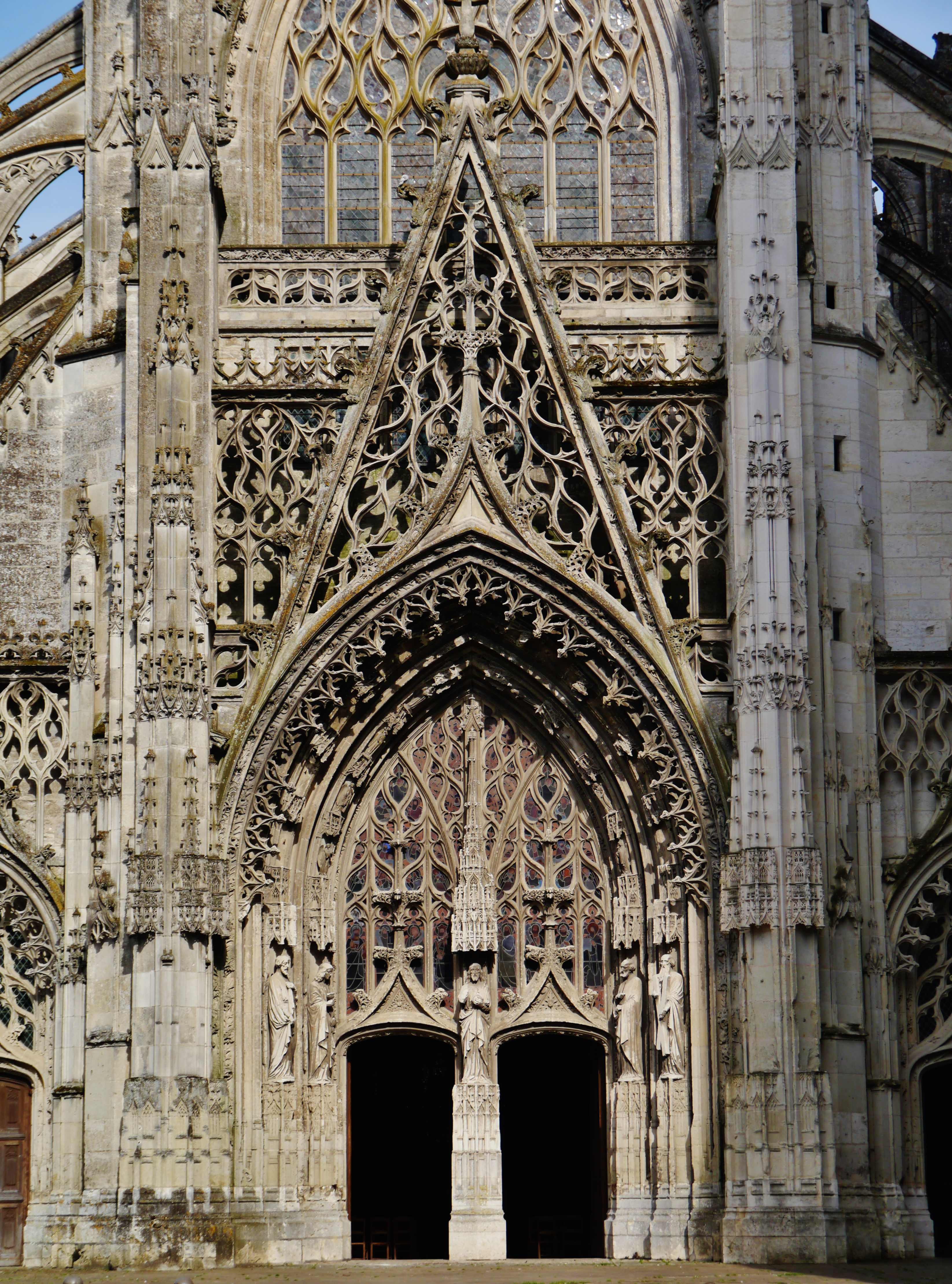
Iglesia abacial de la Trinité de Vendôme, atribuida a Jean de Beauce, en 1506
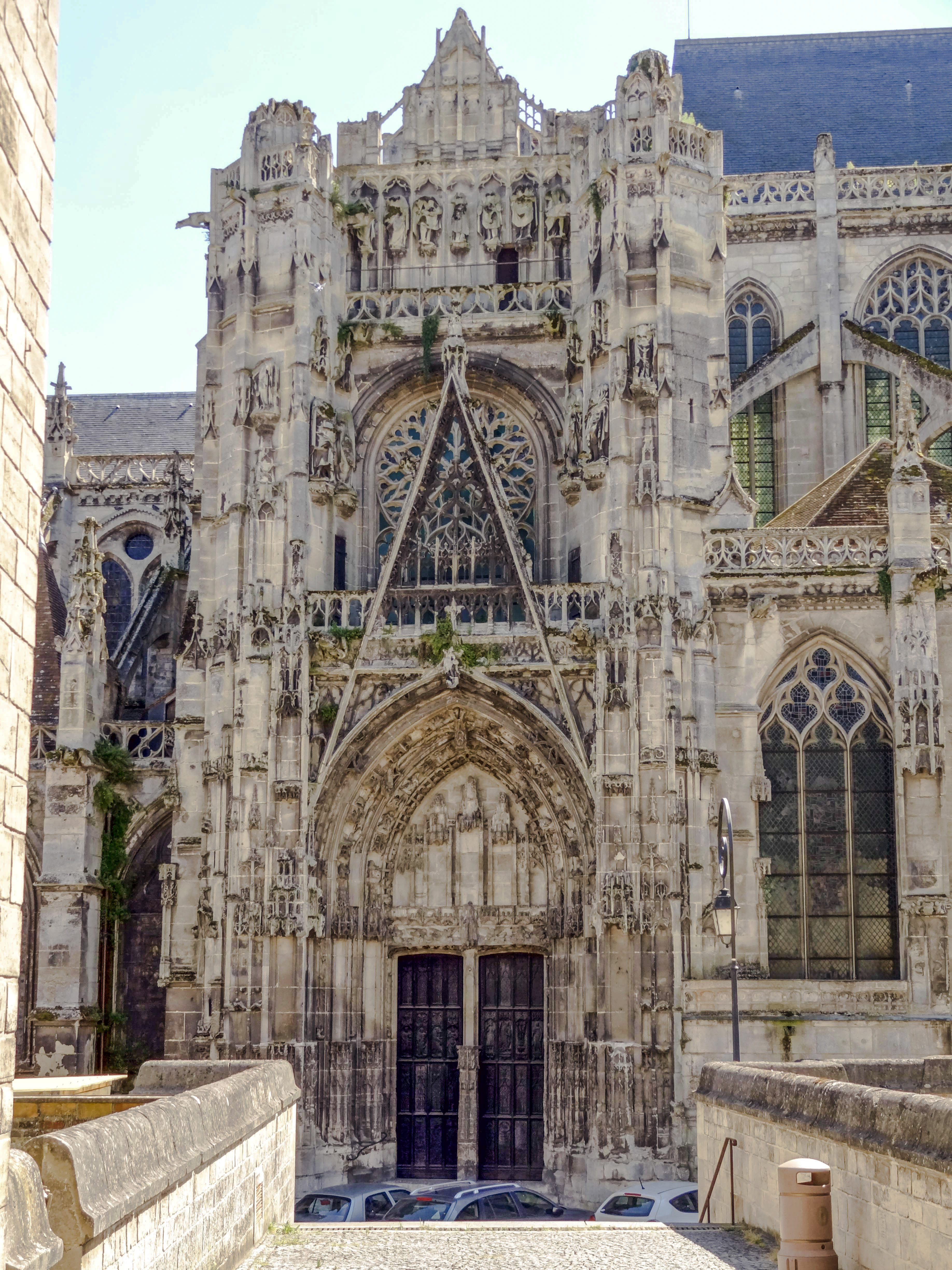
Transepto de la colegiata de los Santos Gervasio y Protasio de Gisors (inicio s. XVI)
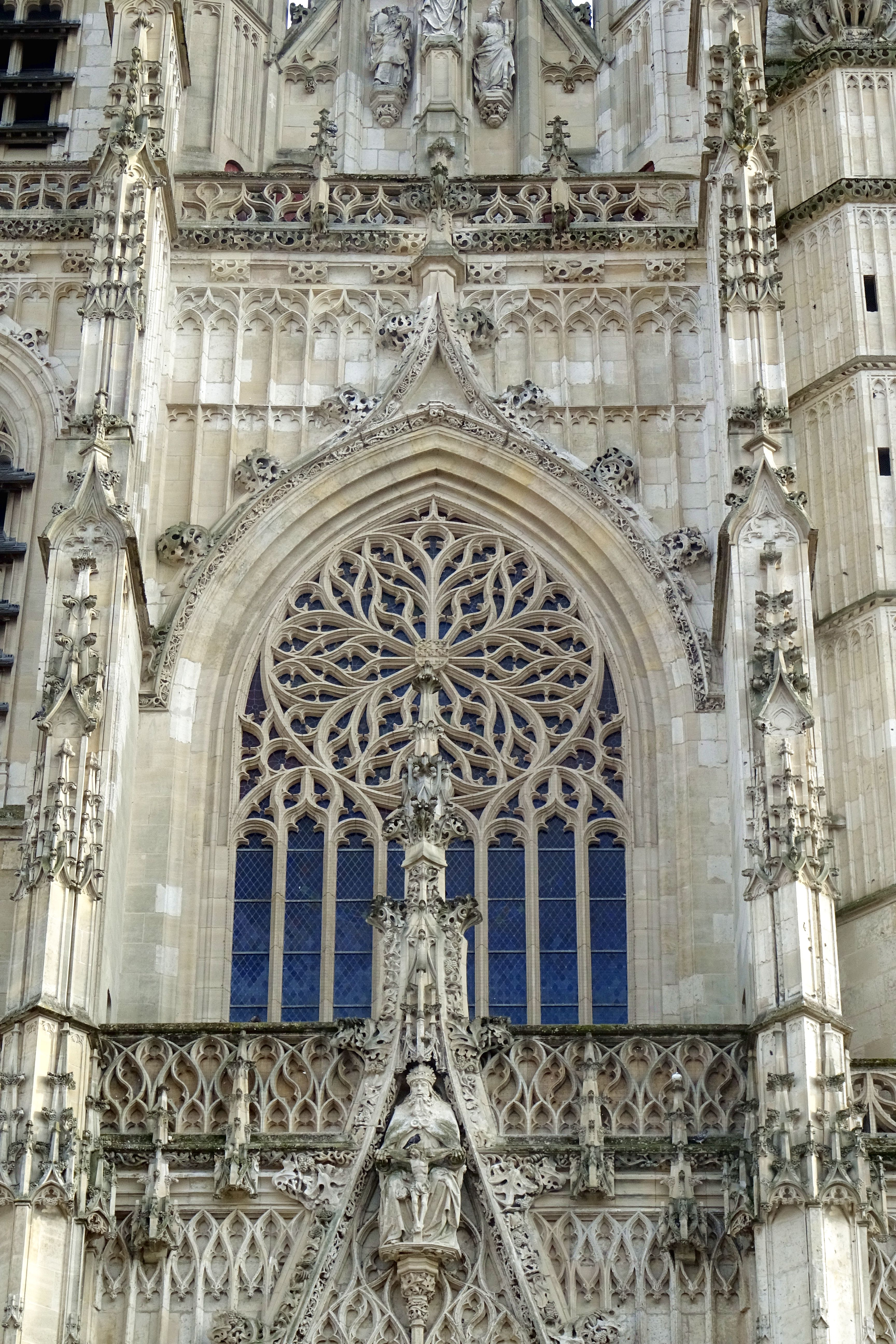
Colegial Saint-Vulfran
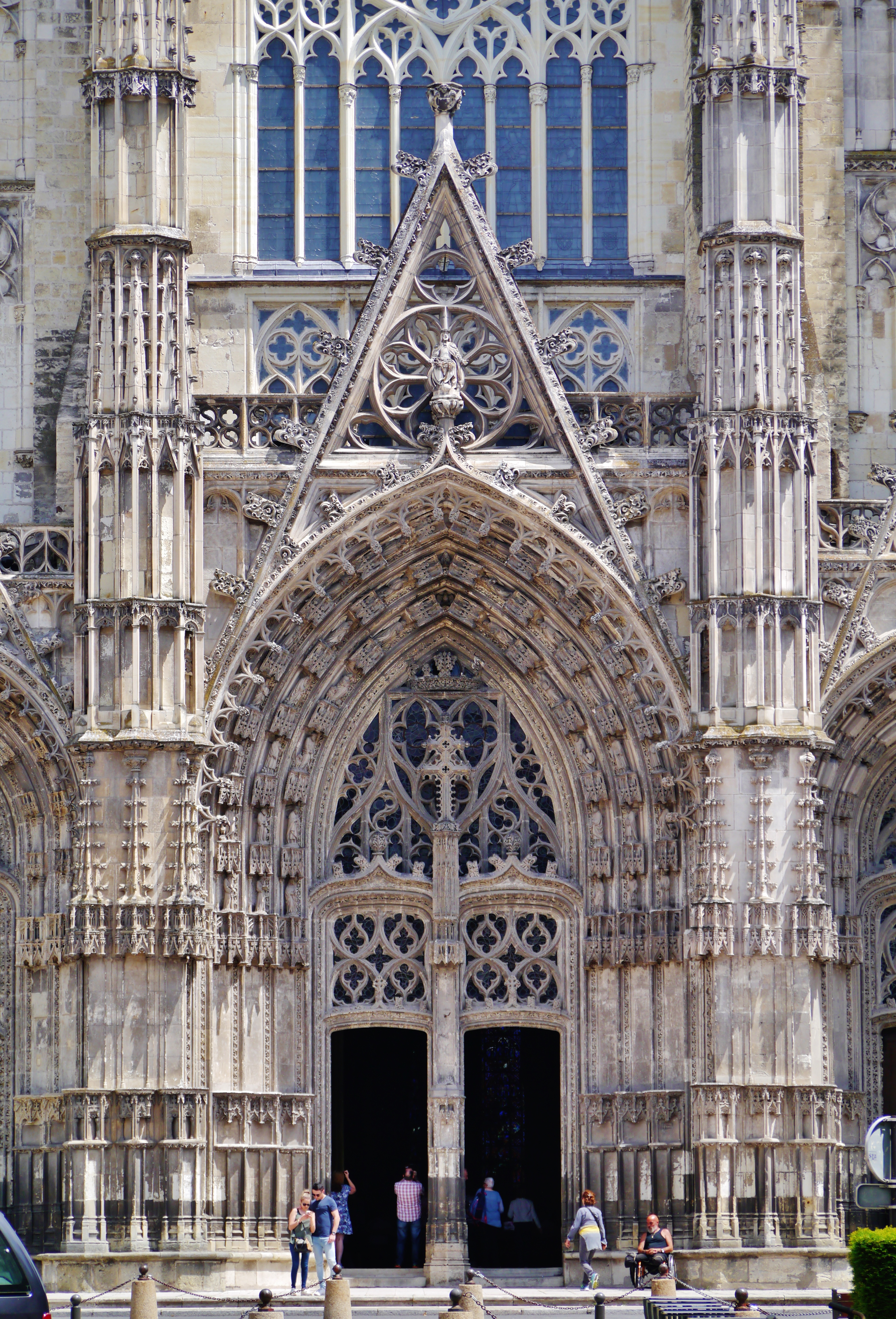
Portal central de la catedral de Tours

## Estilo Luis XII: transición entre arte gótico y Primer Renacimiento (1495-1530)

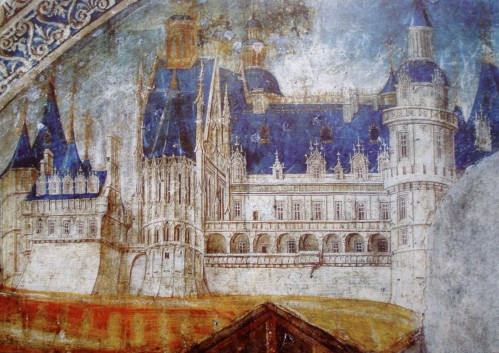
Fresco renacentista en el château piamontés de Gaglianico que reproduce en primer plano el château de Gaillon

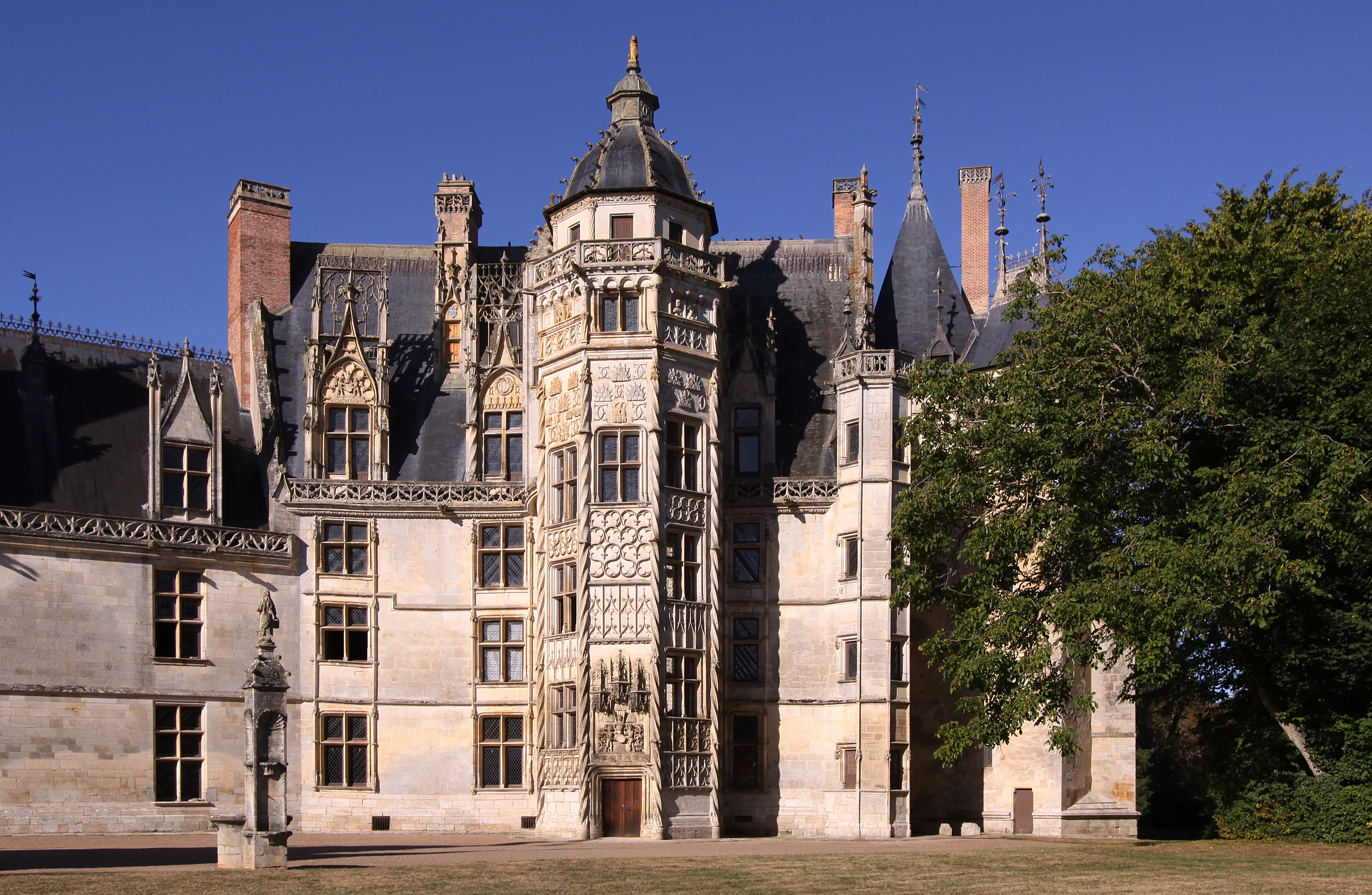
Cornisa renacentista con ovas en el logis y tempietto que remata la tour du Lion (castillo de Meillant, ca. 1510)

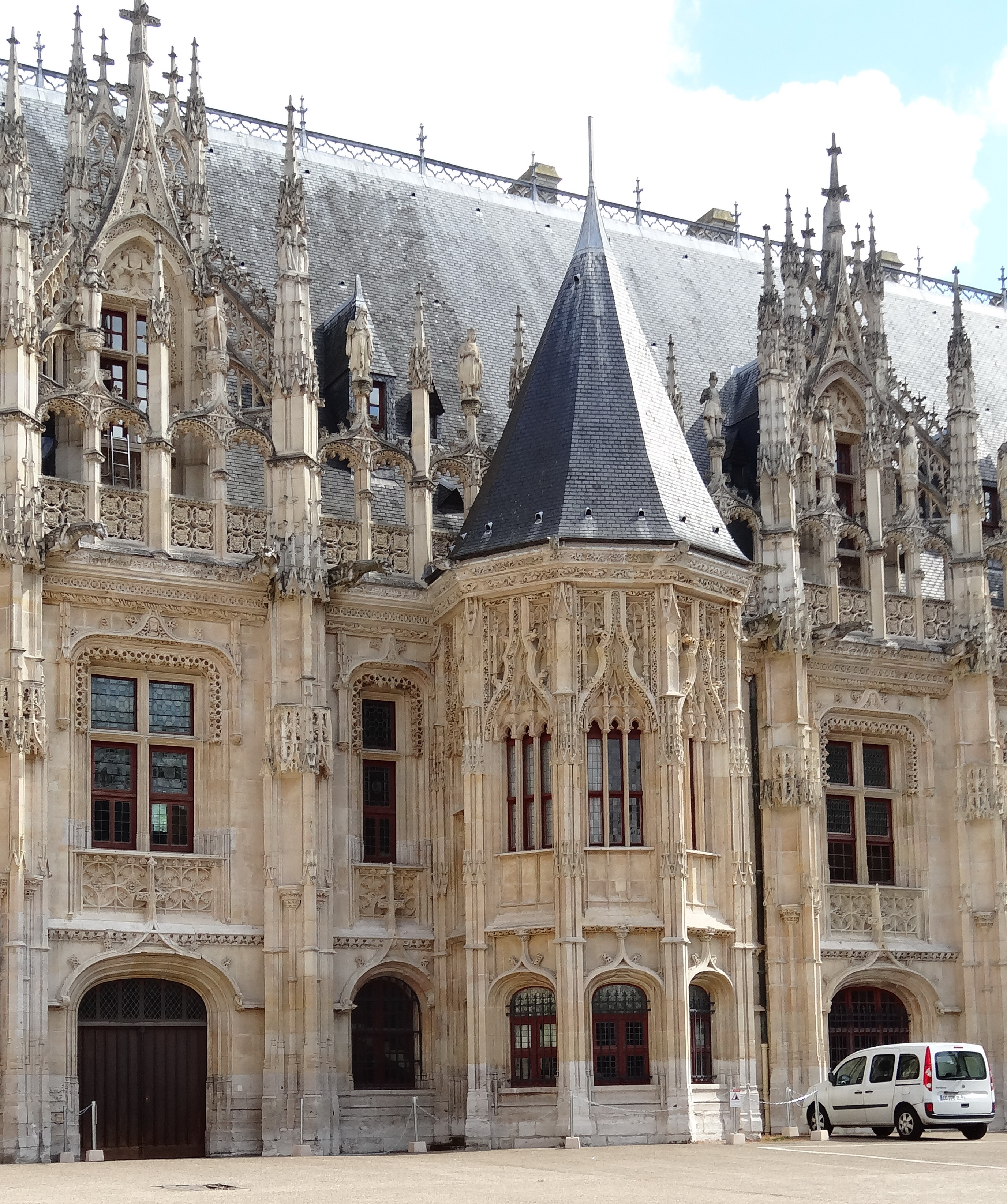
Palais de Justice de Rouen (inicios del)

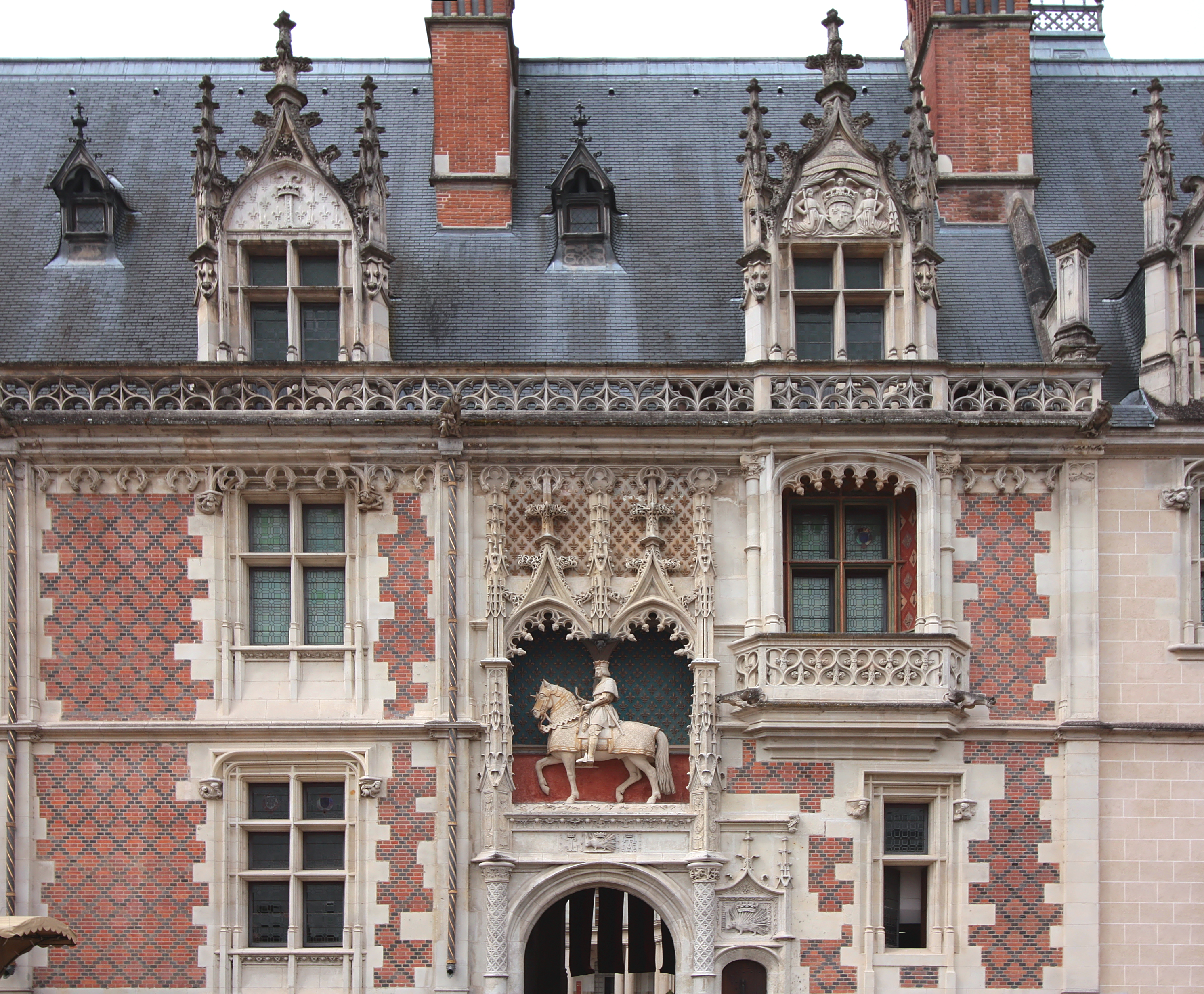
Estatua ecuestre de Luis XII sobre la puerta del castillo de Blois

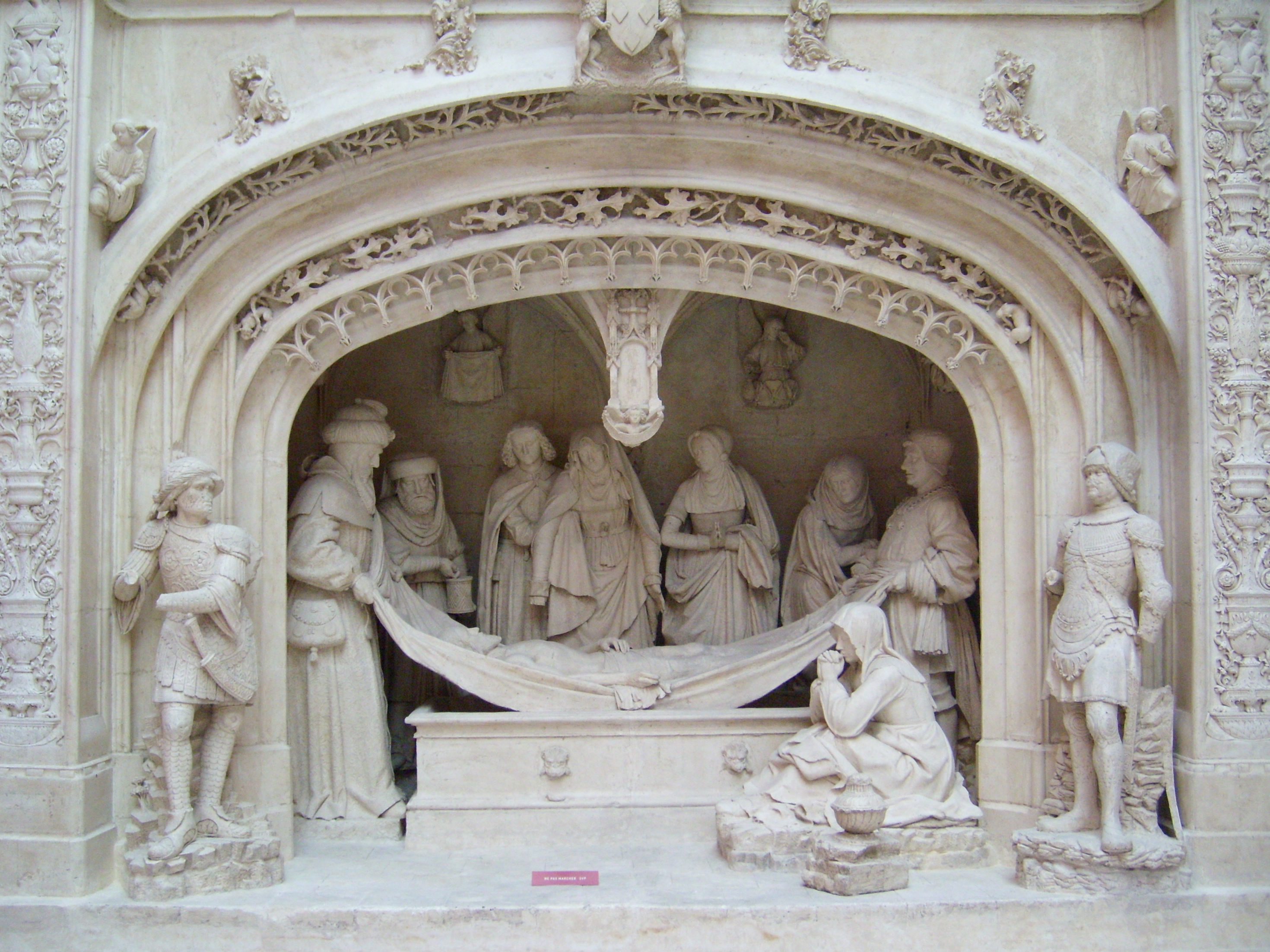
El entierro de Cristo de la abadía de Solesmes, molde en las colecciones de la Cité de l'architecture et du patrimoine

El estilo Luis XII (1495 a 1525/1530) fue un estilo de transición, un paso muy corto entre dos épocas deslumbrantes, el período gótico y el Renacimiento. Describe una época en la que el arte decorativo, partiendo del arco ojival y del naturalismo gótico, se fue orientando hacia el arco de medio punto y las formas suaves y redondeadas mezcladas con motivos antiguos estilizados típicos del primer Renacimiento: todavía hay mucho gótico. en el castillo de Blois, no hay más en la tumba de Luis XII en Saint-Denis.
Desde 1495 se estableció en Amboise una colonia de artistas italianos que trabajaron en colaboración con maestros albañiles franceses. Esta fecha se considera generalmente como el punto de inicio de este nuevo movimiento artístico. En general, la estructura siguió siendo francesa, sólo cambió la decoración que se volvió italiana. Sería erróneo, sin embargo, atribuir este nuevo estilo únicamente a la aportación italiana: existen relaciones entre la producción arquitectónica francesa y la del plateresco español y la influencia del Norte, especialmente de Amberes, es notable tanto en las artes decorativas como en la arte de la pintura y de las vidrieras.

Edificios del estilo Luis XII
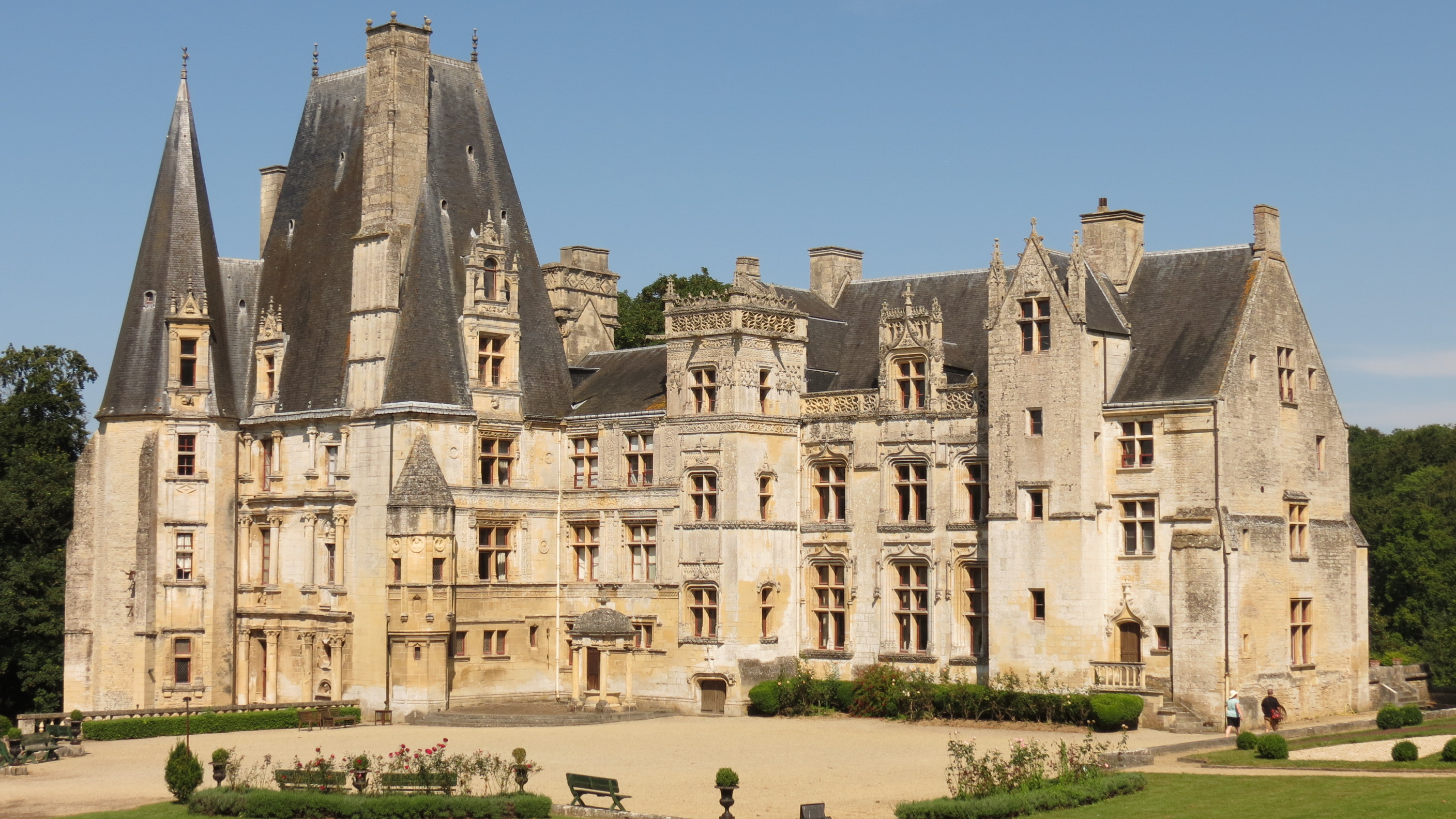
Parte central del castillo de Fontaine-Henry (ca. 1500)
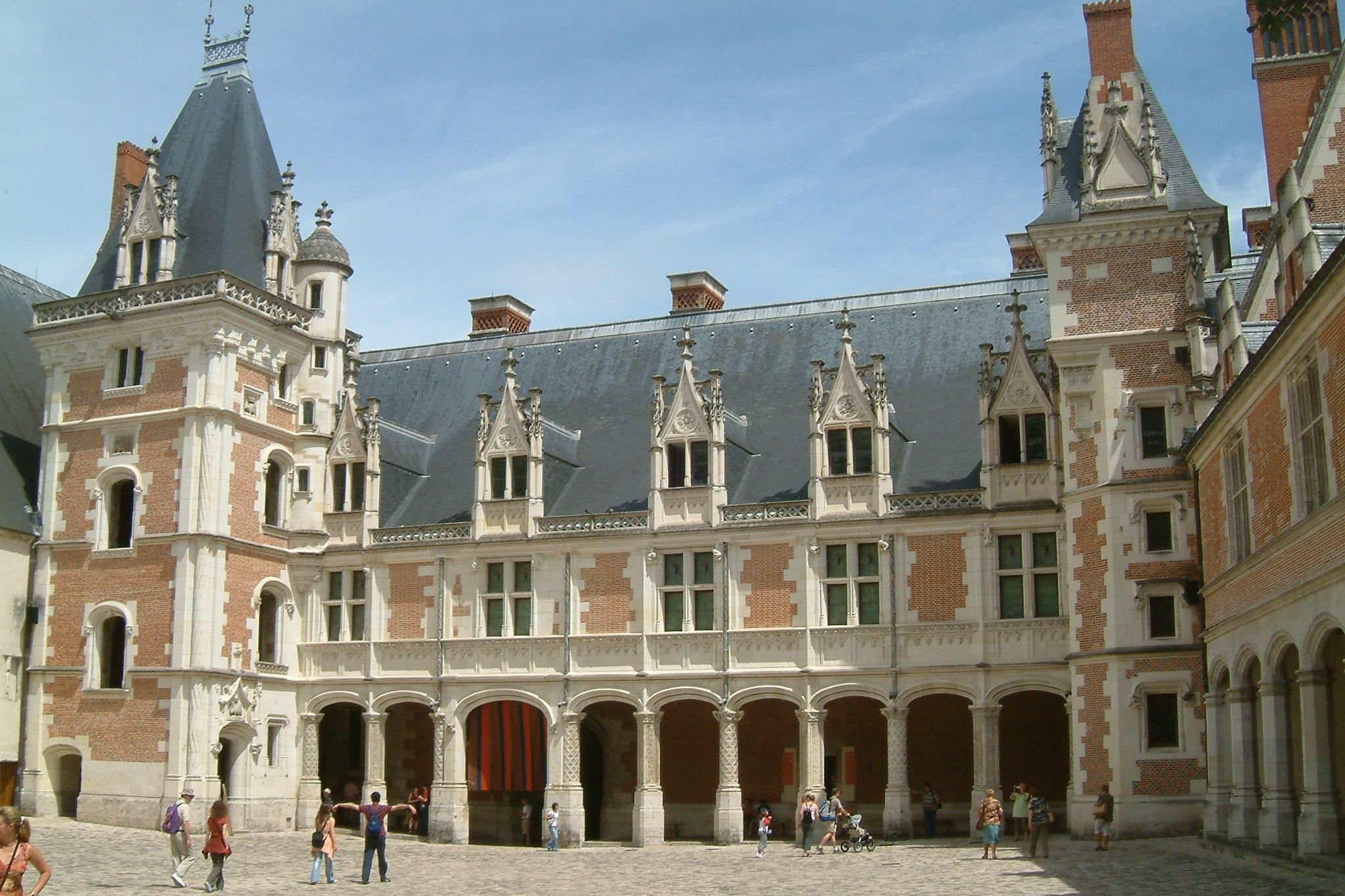
Ala Luis XII del castillo de Blois (1498-1503)
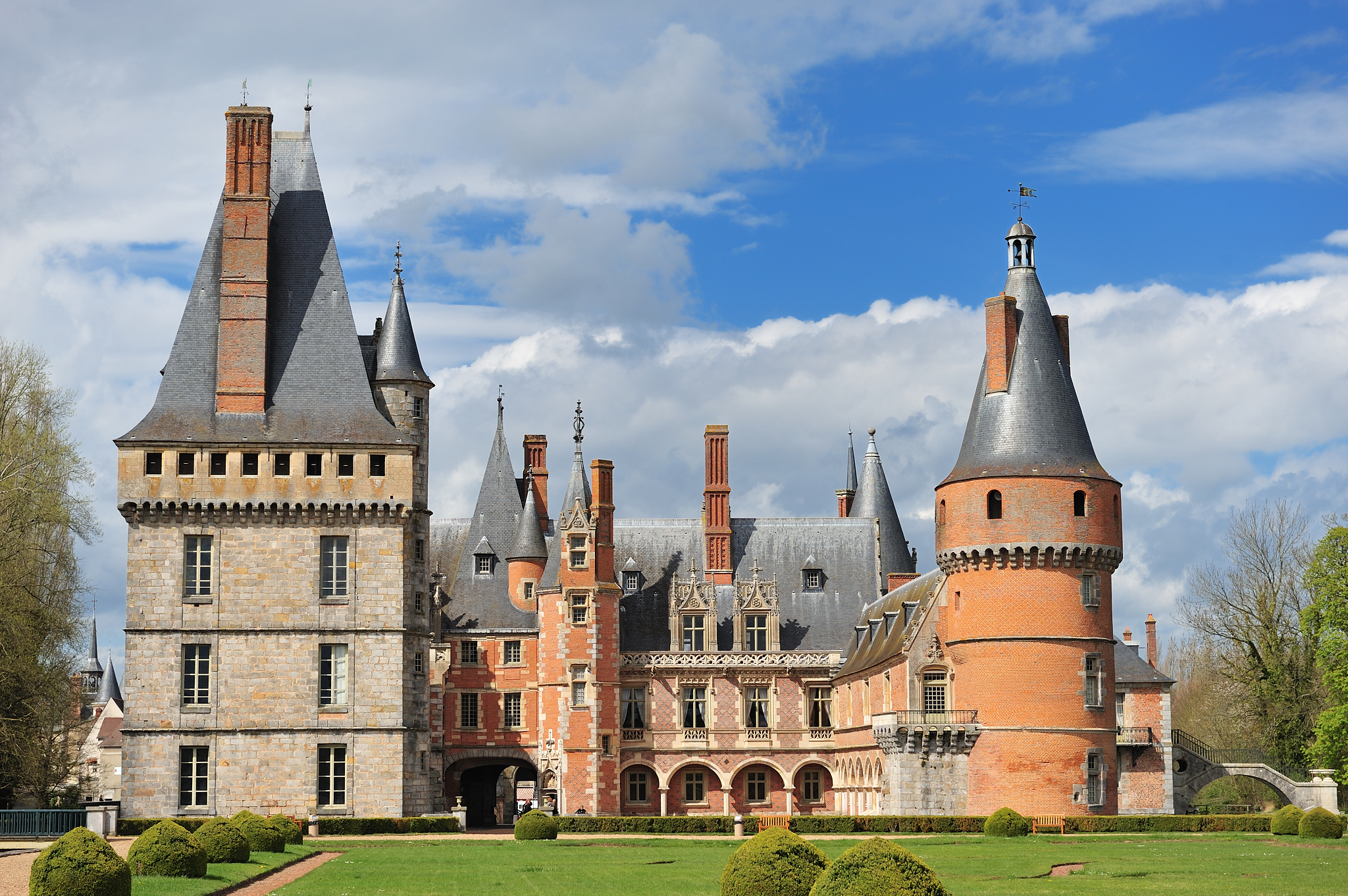
Castillo de Maintenon (1505)
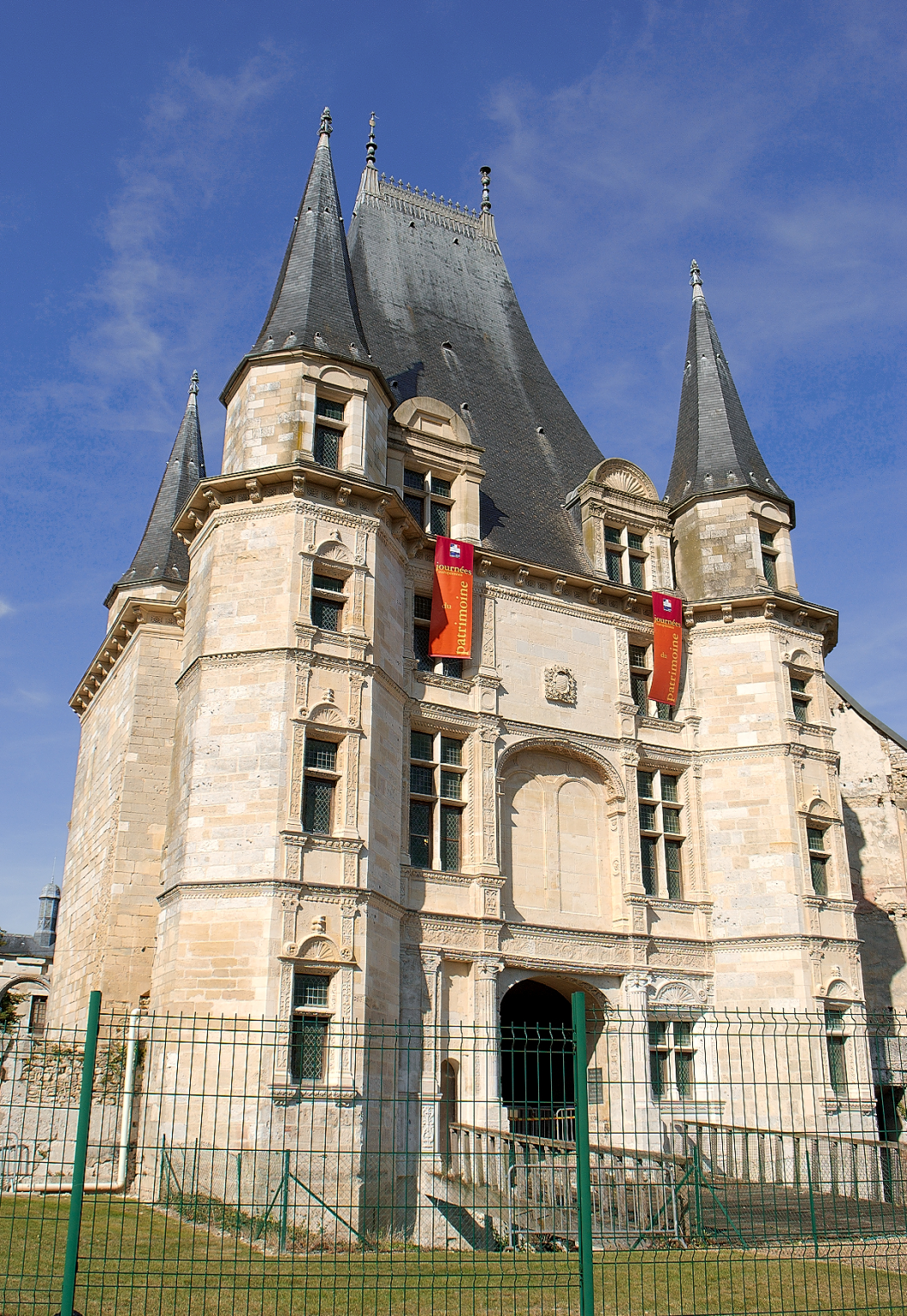
Le Châtelet, castillo de Gaillon (1506-1509)
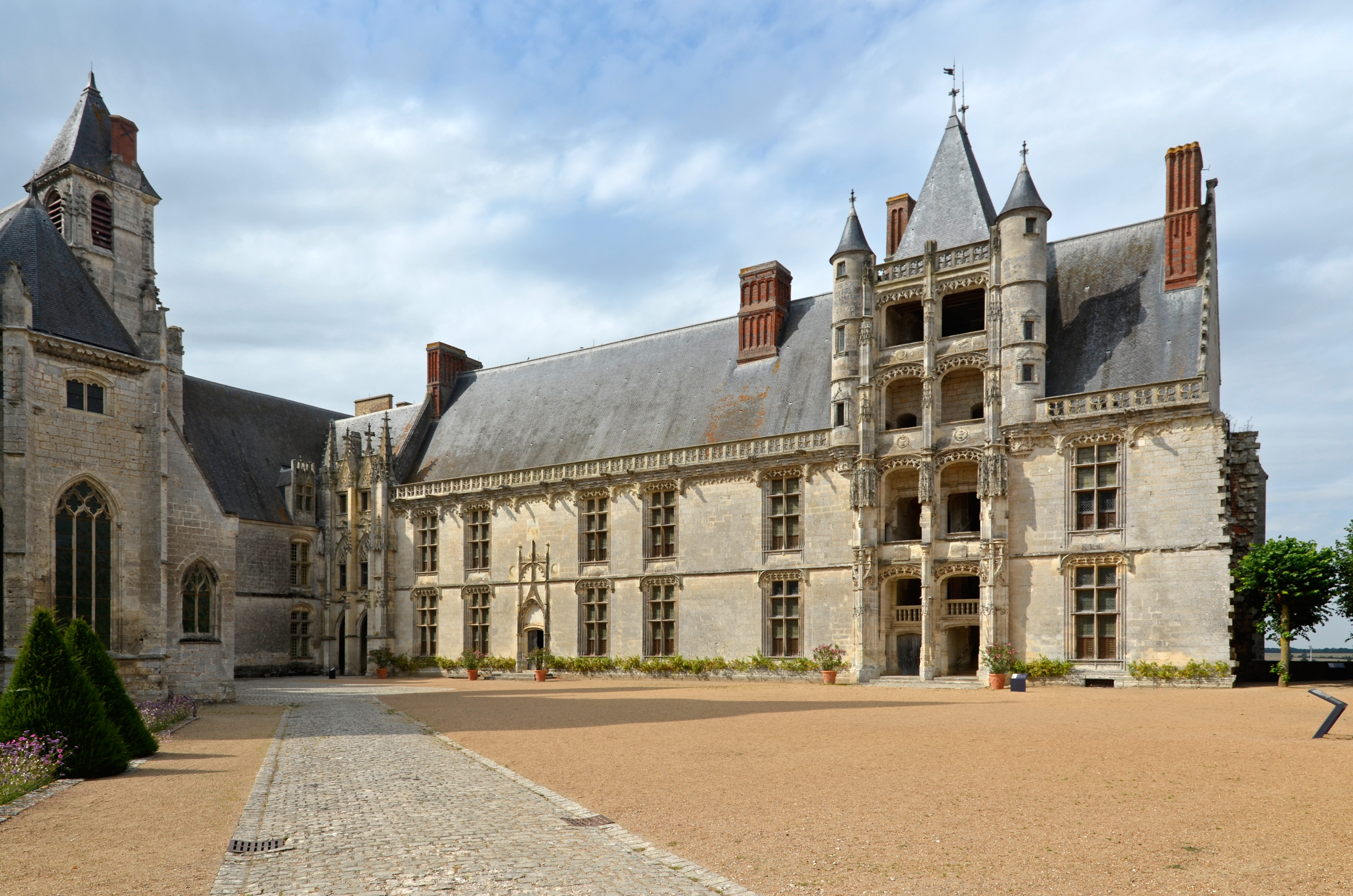
Castillo de Châteaudun (primer cuarto del siglo XVI).

Los límites del estilo Luis XII son bastante variables, sobre todo cuando se trata de las provincias fuera del Valle del Loira. Además de los diecisiete años del reinado de Luis XII (r. 1498-1515), este período incluye el final del reinado de Carlos VIII y el comienzo del de Francisco I, iniciándose el movimiento artístico en 1495 y finalizando hacia 1525/1530: el año 1530 corresponde a un verdadero cambio estilístico, que, tras la creación por Francisco I de la Escuela de Fontainebleau, se considera generalmente como la plena aceptación del estilo renacentista francés. En las obras decorativas de finales del periodo de Carlos VIII, se observa una marcada tendencia a separarse del arco ojival para acercarse al arco de medio punto. La influencia de los logros de Bramante en Milán para Ludovico Sforza es perceptible en la parte inferior del ala Carlos VIII del castillo de Amboise: si la parte superior del edificio es gótica, la fachada del paseo de los guardias ( promenoir des gardes) presenta una loggia, una serie de arcadas semicirculares que marcan tramos puntuados por pilastras lisas. En general, las formas ornamentales ya no tienen la gracia particular del período ojival, el ritmo de las fachadas se organiza de manera más regular con la superposición de las aberturas en tramos y la concha (coquille), elemento importante de la decoración renacentista, hace ya su aparición. Esta evolución es particularmente notable en el castillo de Meillant, donde los trabajos de embellecimiento pedidos por Carlos II de Amboise comenzaron en 1481: aunque la estructura sigue siendo plenamente medieval, la superposición de ventanas en tramos unidos entre sí por un cordón con pináculos anuncia la retícula de fachadas durante el Primer Renacimiento. Del mismo modo, destaca el entablamento ovoide clásico rematado por una balaustrada gótica y el tratamiento en Tempietto de la parte superior de la escalera de caracol con su serie de arcos de medio punto provistos de conchas.

Elementos del estilo Luis XII
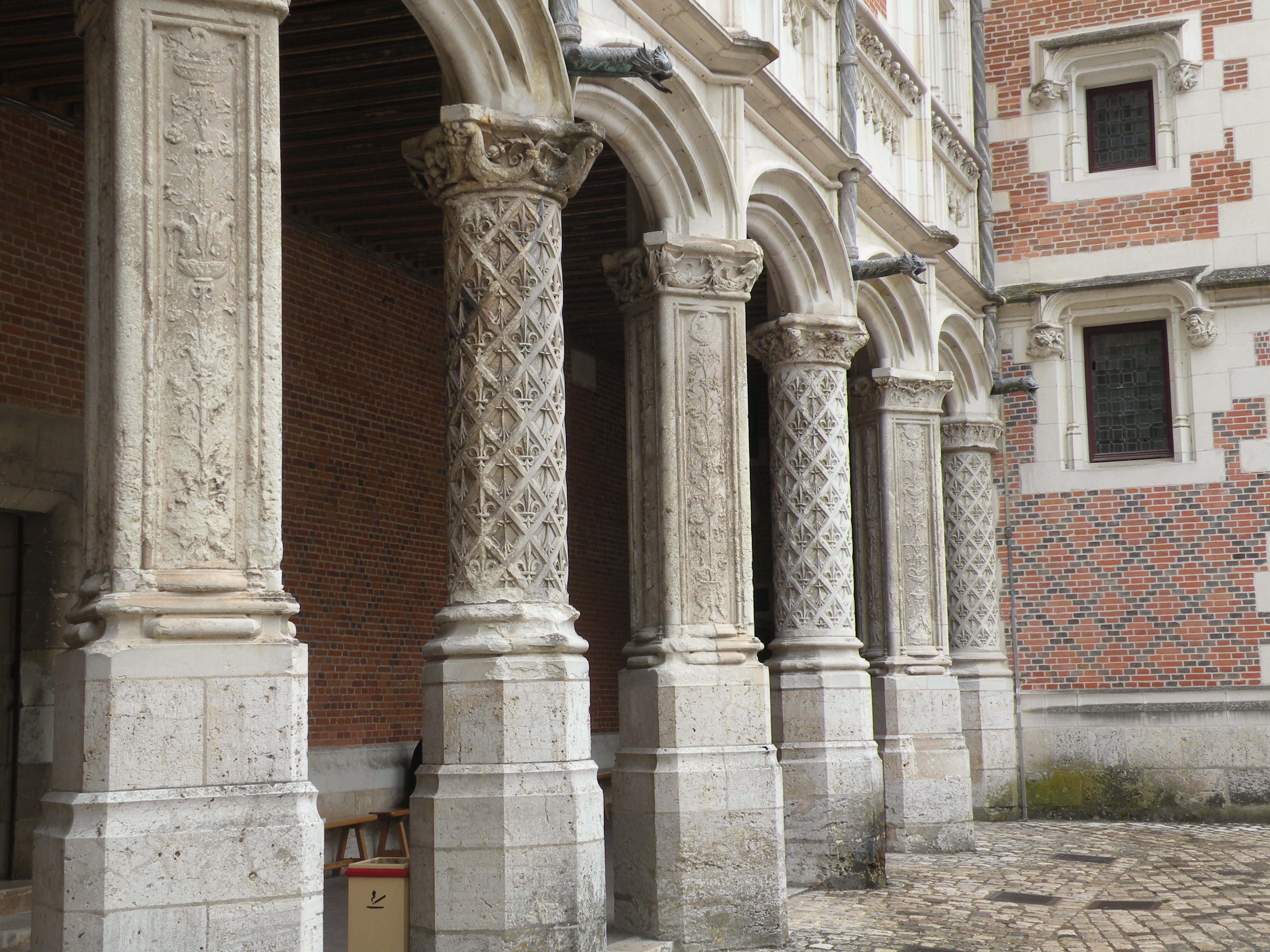
Colunnata del ala Louis XII (1498-1503, castillo de Blois)
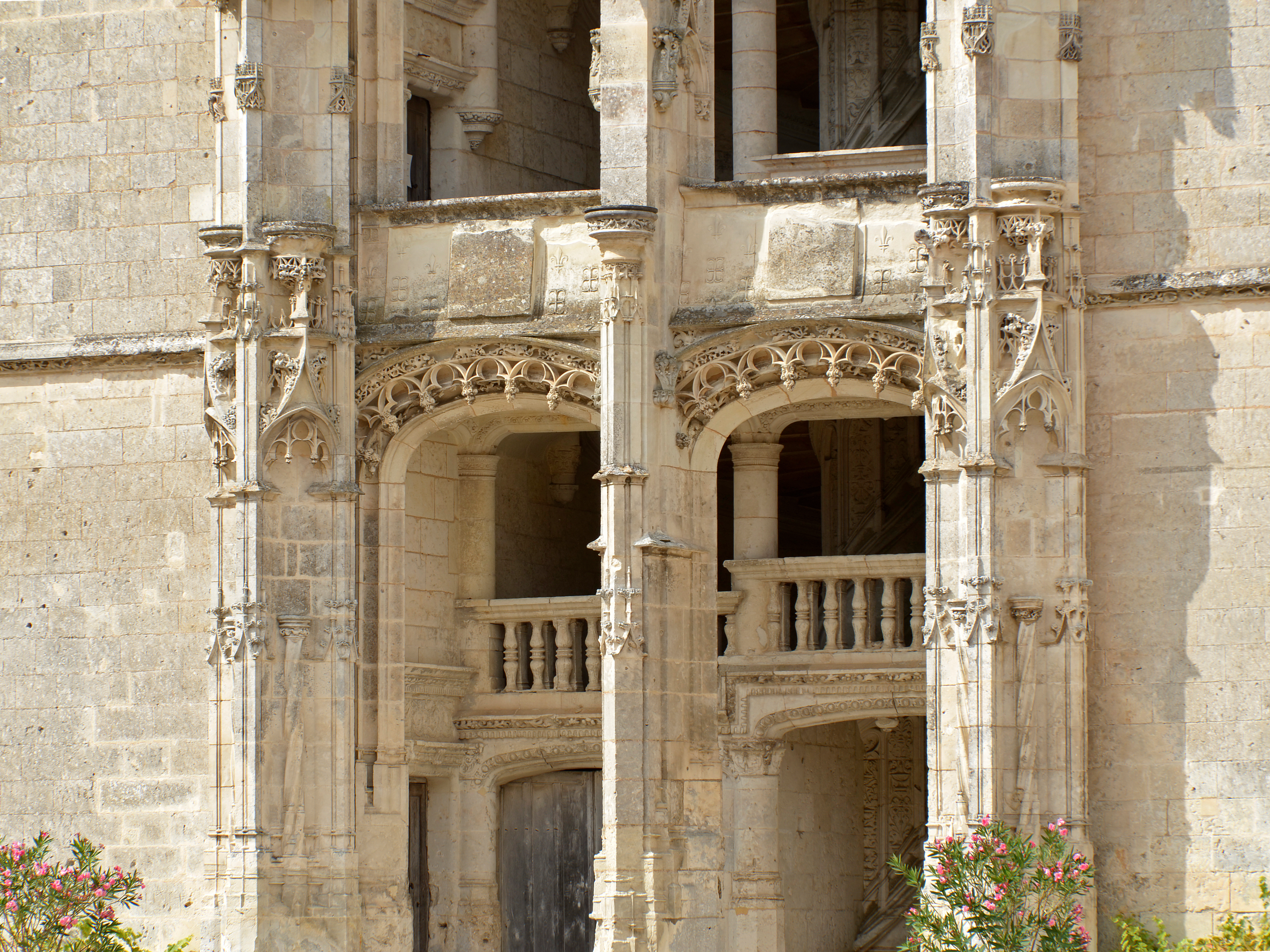
Escalera del ala Longueville del castillo de Châteaudun (1491-1518).
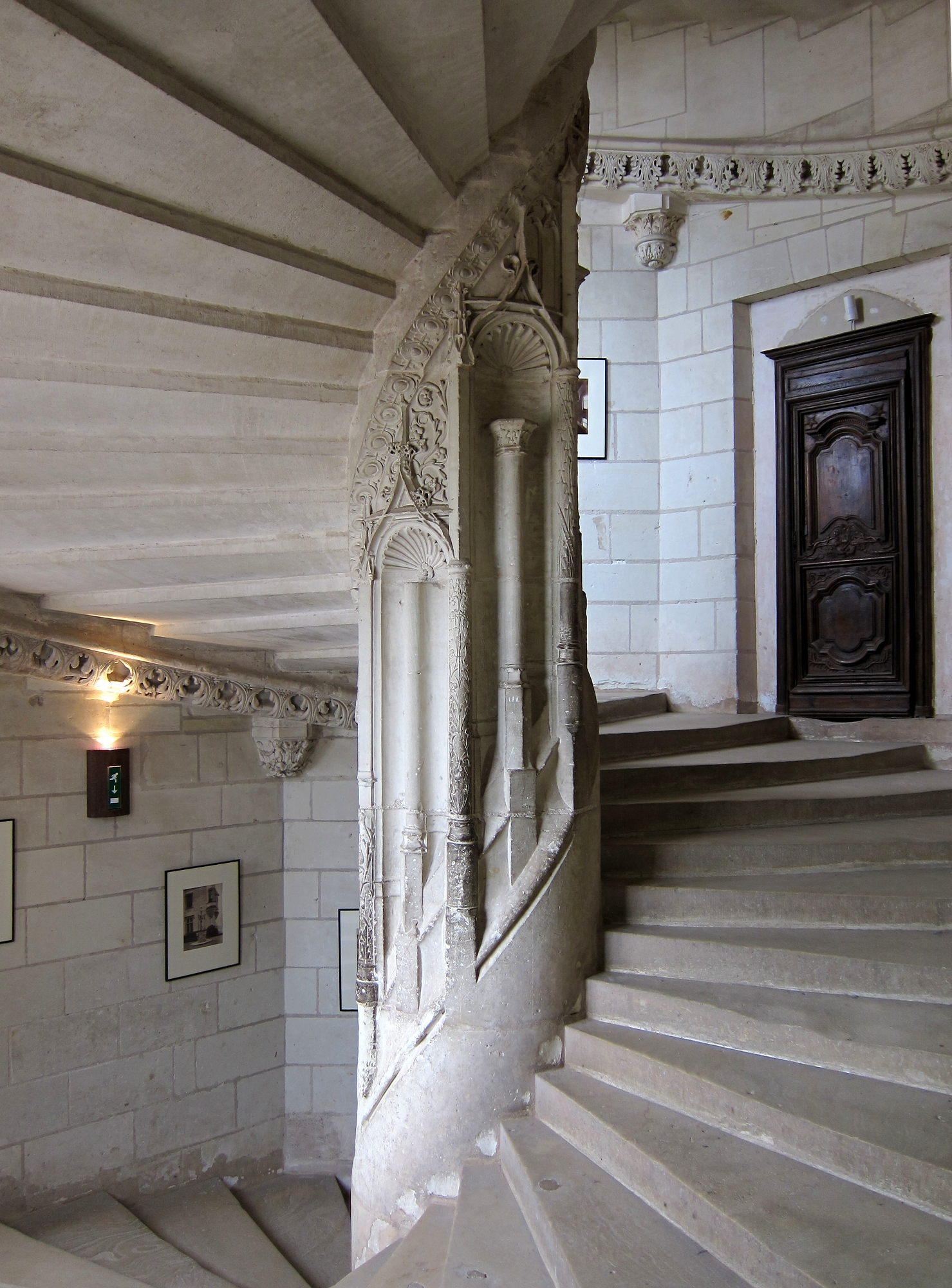
Escalera del castillo de Chaumont-sur-Loire (1498-1510)
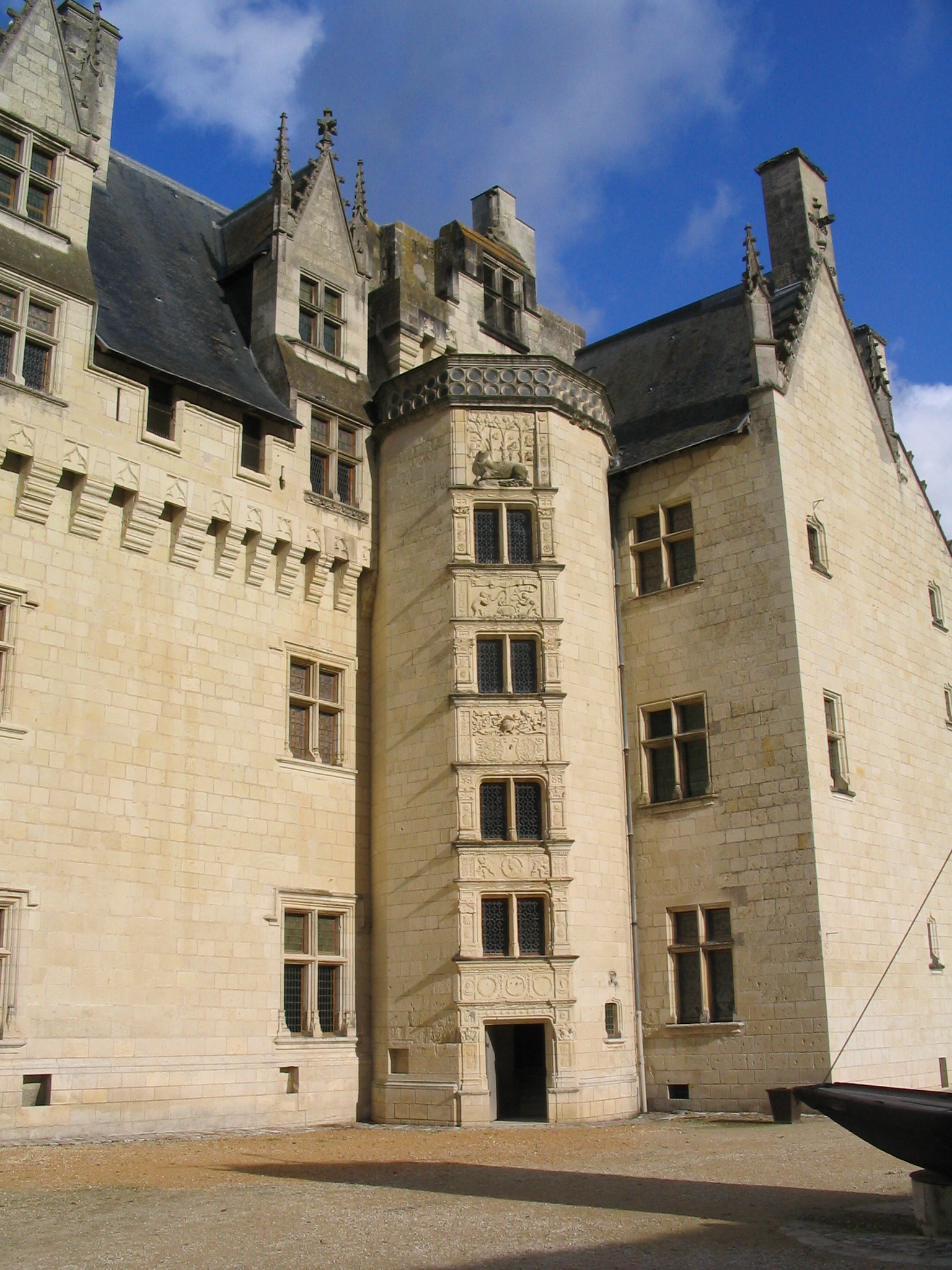
Escalera helicoidal del castillo de Montsoreau (ca. 1500)
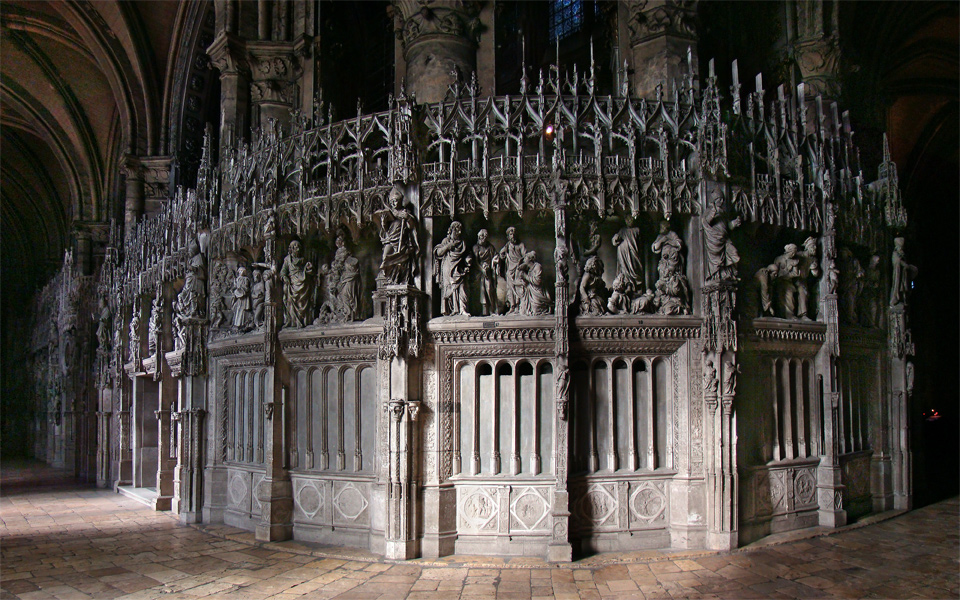
Elementos italianos en el encuadre y la base del tragaluz (1513-1529, recinto del coro, catedral de Chartres)
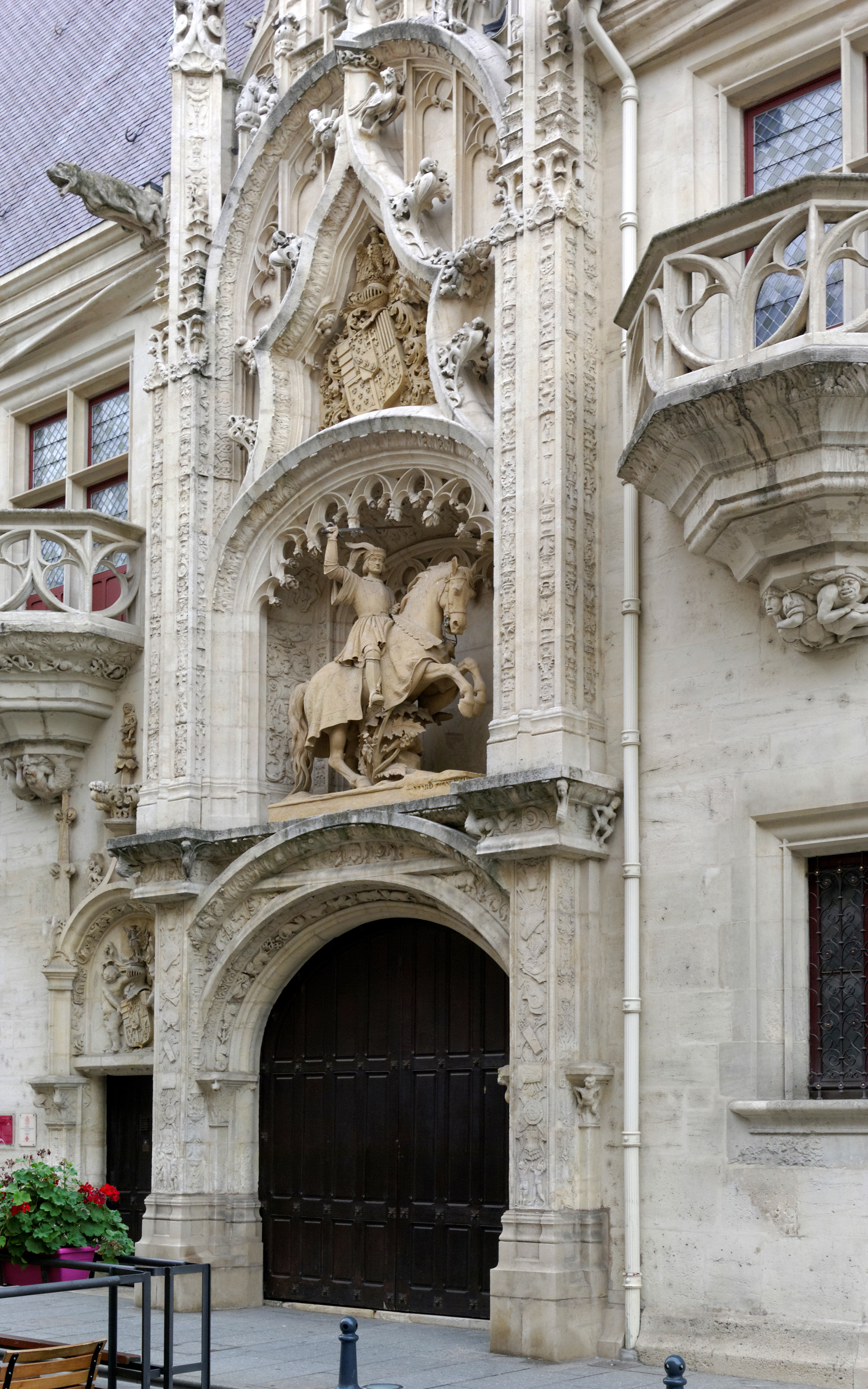
Portería del Palacio de los duques de Lorena, Nancy (1502-1512)

Si a finales del reinado de Carlos VIII la aportación de los ornamentos italianos vino a enriquecer el repertorio flamígero, ahora bajo Luis XII hubo toda una escuela francesa que se abrió a Italia con nuevas propuestas, estableciendo así los principios de un estilo de transición.
En escultura, la aportación sistemática de elementos italianos e incluso la reinterpretación «gótica» de obras del renacimiento italiano es evidente en el Santo Sepulcro de Solesmes, donde la estructura gótica toma la forma de un arco de triunfo romano flanqueado por pilastras con candelabros lombardos. El follaje gótico, ahora más irregular y lánguido como en el hôtel de Cluny de París, se mezcla con tondi con retratos de emperadores romanos en el castillo de Gaillon.
En arquitectura, el uso del «brique et pierre» ('ladrillo y piedra'), aunque presente en edificios a partir del siglo XVI, tiende a generalizarse (castillo de Ainay-Le-Vieil, ala Luis XII del castillo de Blois, hôtel d’Alluye de Blois). Los altos tejados franceses con torretas en las esquinas y las fachadas con escaleras de caracol perpetúan la tradición, pero la superposición sistemática de los vanos, las buhardillas empotradas y la aparición de logias influenciadas por la villa Poggio Reale y el Castel Nuovo de Nápoles son el manifiesto de un nuevo arte decorativo donde la estructura sigue siendo, sin embargo, profundamente gótica. La difusión del vocabulario ornamental procedente de Pavía y Milán desempeña por tanto un papel importante, aunque se percibe como la llegada de una cierta modernidad.
En este arte en rápida evolución, los jardines adquirieron más importancia que la arquitectura: la llegada a Amboise de artistas italianos, entre ellos Pacello da Mercogliano, estuvo en el origen, bajo Carlos VIII, de la creación de los primeros jardines del Renacimiento francés gracias a nuevas creaciones paisajísticas, la instalación de una colección de una ménagerie y las obras de aclimatación agronómica llevadas a cabo a partir de 1496 en los «Jardins du Roy», situados entonces en el dominio real de Château-Gaillard. En 1499, Luis XII confió la creación de los jardines del castillo de Blois al mismo equipo que posteriormente fue contratado por Georges d'Amboise para crear parterres en diferentes niveles bajo su castillo de Gaillon.
El estilo Luis XII demuestra que entonces se quería sorprender tanto a los franceses como a los italianos: de la fantasía con la que se incorporaron las innovaciones italianas a las estructuras francesas todavía enteramente medievales nació el Primer Renacimiento hacia 1515/1520.

## Declive del arte gótico en el Renacimiento (a partir de 1530)

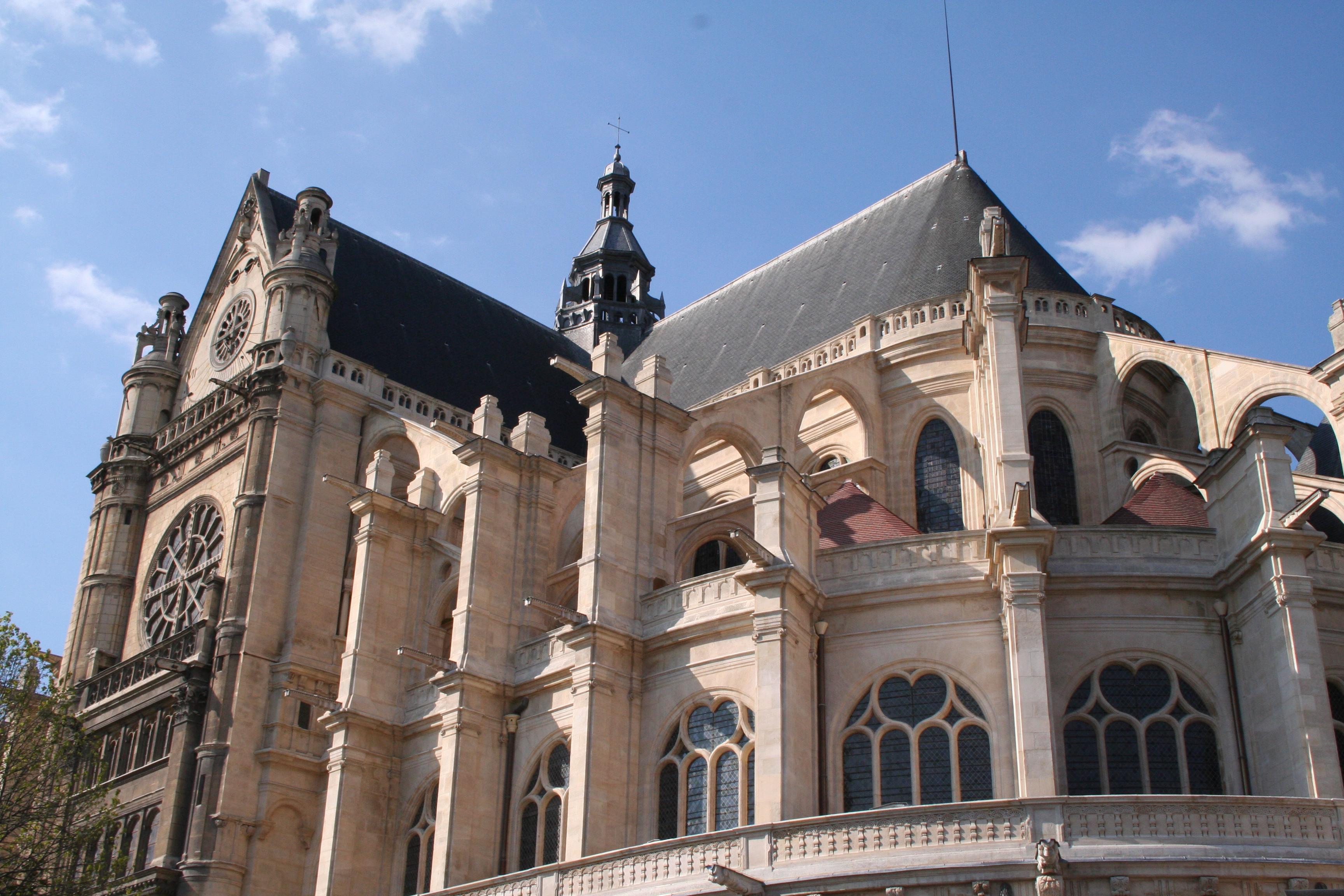
Iglesia de San Eustaquio (París): estructura gótica, detalles renacentistas.

Los humanistas del Renacimiento querían un retorno a las formas heredadas de la Antigüedad clásica, consideradas como un modelo de perfección. En este periodo fue cuando el término «gótico» se utilizó por primera vez por Giorgio Vasari en 1550 para designar el arte medieval, con una connotación peyorativa: se refiere a los pueblos godos, cuyos ejércitos bárbaros dirigidos por Alarico habían invadido la península itálica y saqueado Roma en 410.
En este contexto, la investigación decorativa «barroca» del final del estilo gótico flamígero se oponía a la medida propiamente clásica que había aparecido un siglo antes en Florencia. Sin embargo, los exuberantes encajes de piedra de Saint-Maclou de Ruan siguieron siendo muy contemporáneos a las reflexiones anticuarias de la capilla Pazzi en Florencia y Leonardo da Vinci murió cuando la flamígera fachada de la Trinidad en Vendôme apenas se estaba terminando de construir.

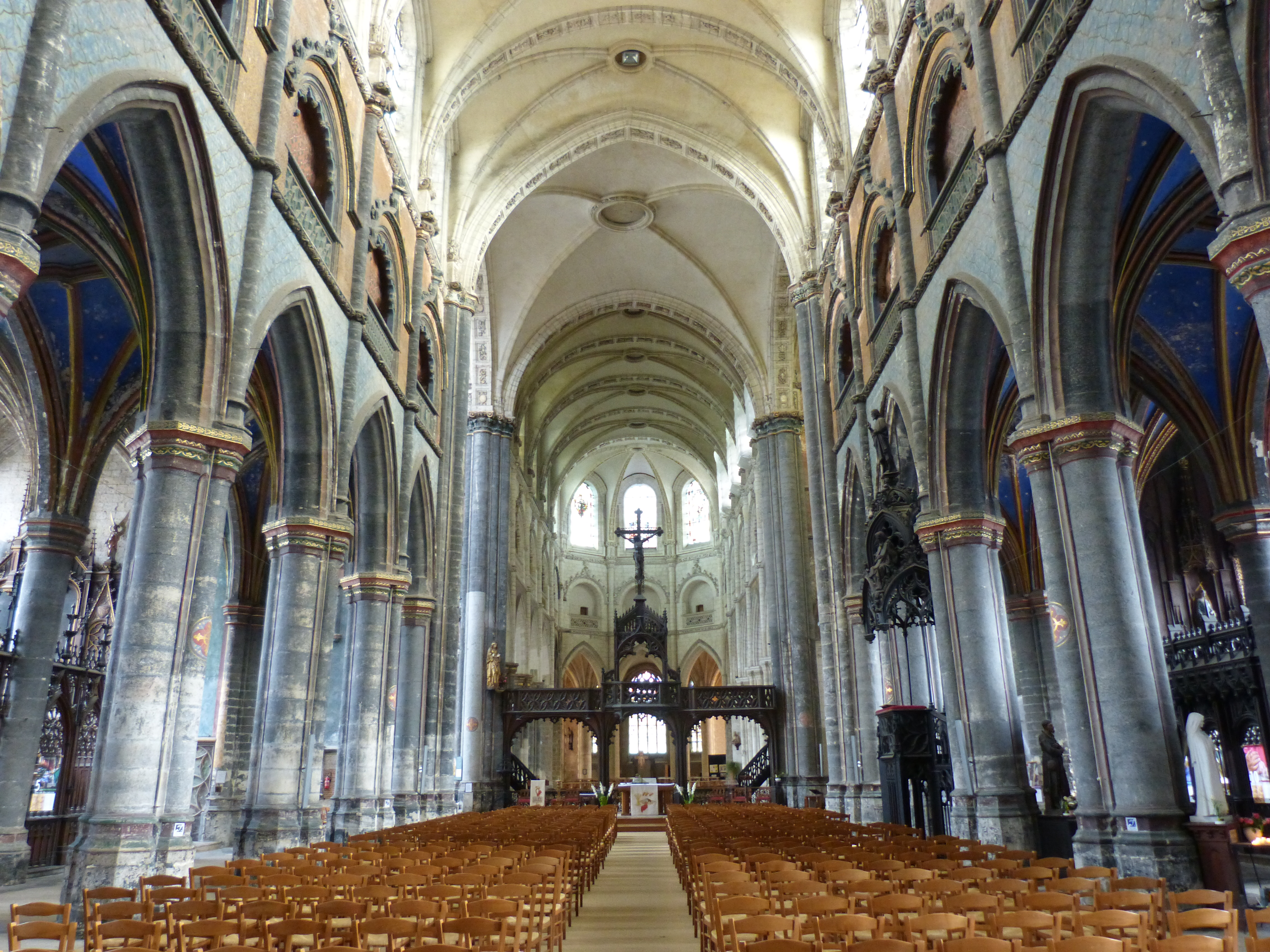
Colegiata de Saint-Pierre d'Aire-sur-la-Lys, la anve (1492-1634): abandono progresivo del estilo gótico en las partes superiores, aunque persisten las bóvedas de crucería

Por eso sería una caricatura resumir el comienzo del siglo XVI como la oposición de dos universos artísticos completamente diferentes: una búsqueda de síntesis tuvo lugar incluso en Francia durante la fase de transición del estilo Luis XII, renovando la estructura medieval gracias a las aportaciones italianas. Lejos de ser un ejemplo aislado, este fenómeno se ilustra incluso en la propia Italia, donde la construcción de la catedral de Milán extendió la decoración gótica hasta los umbrales del siglo XVII. Fue casi con pesar que los refinamientos góticos de los palacios venecianos (por ejemplo, el Ca d'Oro) dieron paso al Renacimiento.
Aunque el arte gótico no murió inmediatamente, cuando los primeros artistas italianos llegaron a Amboise en 1495, sin embargo mostraba signos de decadencia. A pesar de algunos grandes éxitos en la primera mitad del siglo XVI, el proceso de transición del estilo Luis XII impuso gradualmente las formas del Primer Renacimiento. A partir de 1515, las formas góticas se diluyeron gradualmente en el decoro italiano: así, en la iglesia de San Eustaquio de París, una ornamentación clasicista vino a enmascarar la estructura gótica. Si bien algunos edificios construidos a finales del siglo XVI estuvieron directamente influenciados por el arte renacentista, como la catedral de Nuestra Señora de Le Havre o la colegiata de Aire-sur-la-Lys, no por ello dejaron de ser góticos en su arquitectura.
A pesar de estas supervivencias, el golpe fatal se dio en 1526 con la creación por Francisco I de la Escuela de Fontainebleau: esta nueva ola de artistas italianos, más numerosa que antes, tuvo una gran influencia en el arte francés creando una verdadera ruptura debido a las innovaciones de estos artistas, tanto en la decoración de interiores como en la aplicación más erudita de los órdenes antiguos en la arquitectura. Los arquitectos, que en la época del estilo Luis XII y del Primer Renacimiento eran maestros albañiles tradicionalistas y vivaces, se convirtieron en eruditos y hombres de letras a partir de la década de 1530. Entre los más famosos destacan Philibert Delorme, Pierre Lescot, Jean Bullant y Jean Goujon. Esto marcó un verdadero cambio estilístico, generalmente considerado como la aceptación total del Renacimiento, prefiriendo la belleza de las líneas a la riqueza de la ornamentación.
El desprecio por el arte gótico aumentó porque sus formas ya no se comprendían. Su rechazo fue tal que incluso hubo planes para destruir la catedral de Notre-Dame de París y sustituirla por un edificio nuevo y más moderno. Aunque la Revolución impidió que este proyecto se llevara a cabo, provocó sin embargo la venta y el abandono de los bienes de la Iglesia, lo que llevó a la desaparición definitiva de muchas obras maestras de la arquitectura gótica, entre las que la mayor parte fueron abadías pero también varias catedrales como Notre-Dame-en-Cité d'Arras, Notre-Dame de Cambrai o la Notre-Dame-et-Saint-Lambert de Lieja en Bélgica.
A pesar de este desprecio declarado, el gótico siguió experimentando éxitos en la primera mitad del siglo XVIII.

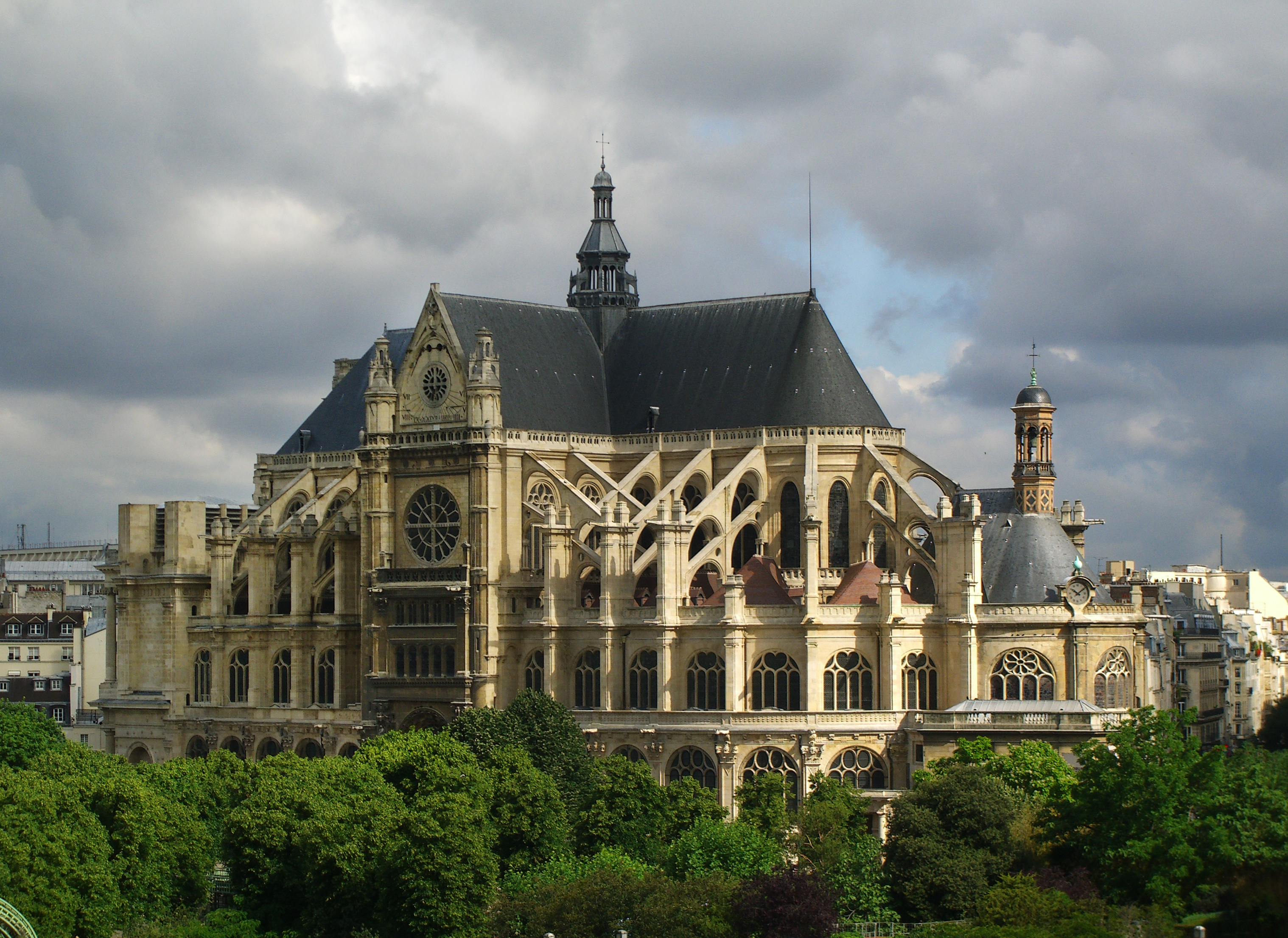
iglesia de San Eustaquio de París (1532-1633): estructura gótica pero ornamentación renacentista
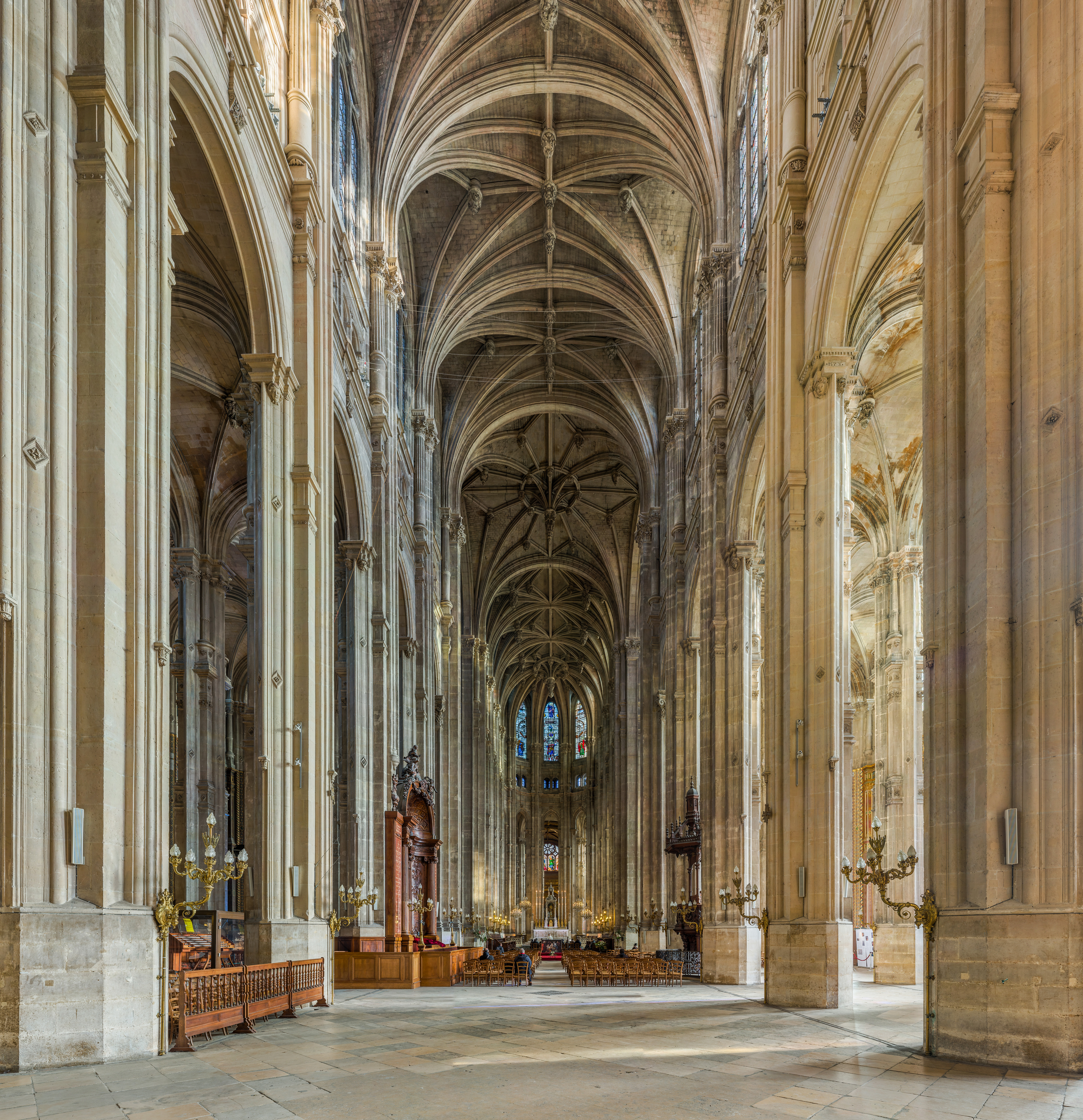
Arquitectura híbrida de la nave de San Eustaquio, con bóveda flamígera sobre arcos de medio punto
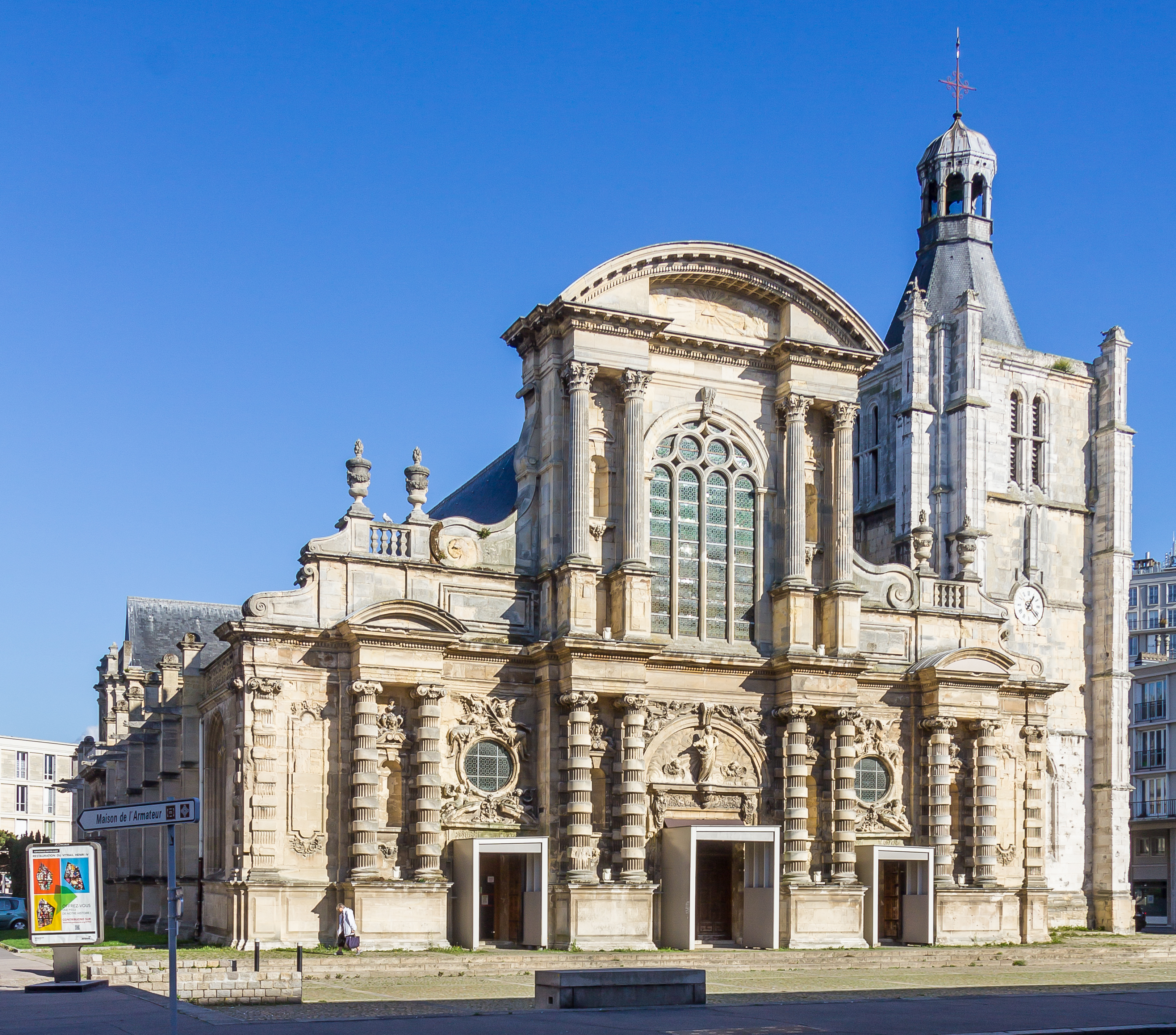
Fachada principal de la catedral de Nuestra Señora de Le Havre (1575-1610)
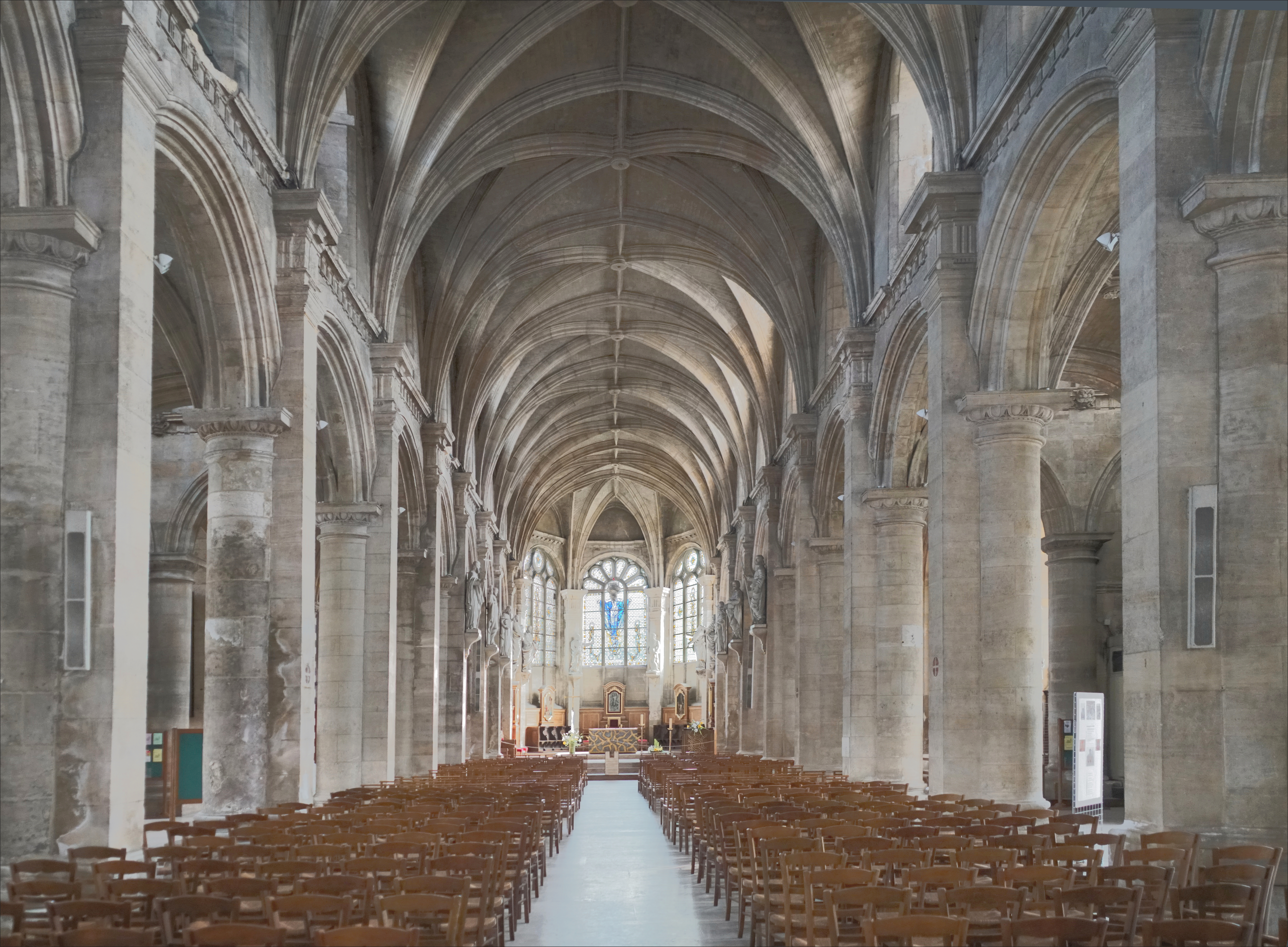
Nave de Notre Dame de Le Havre (1575-1610).

## El gótico de los tiempos modernos (XVIIa.C.-XVIII)

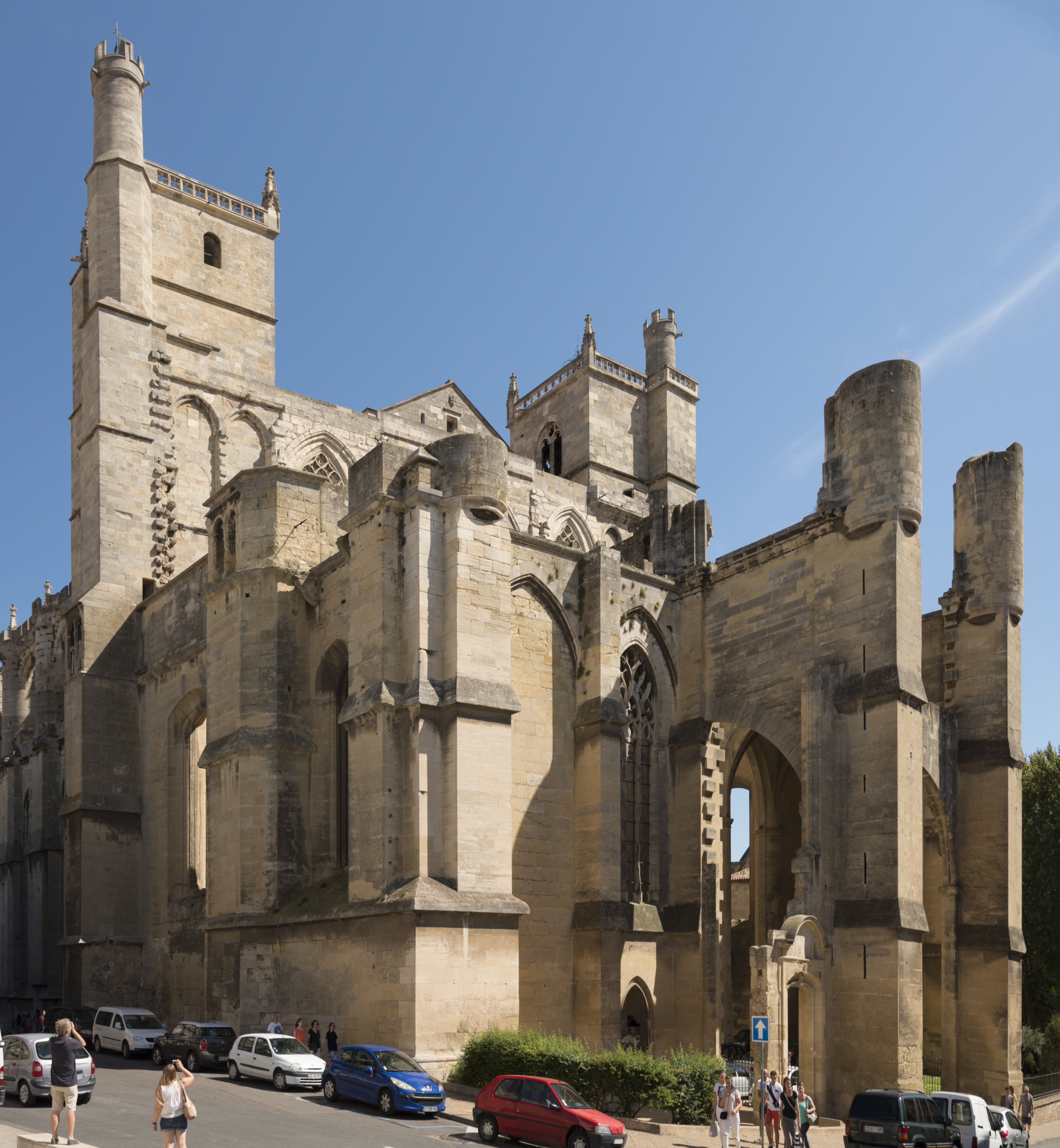
Catedral de San Justo y San Pastor de Narbona, cuyo transepto se inició a principios del

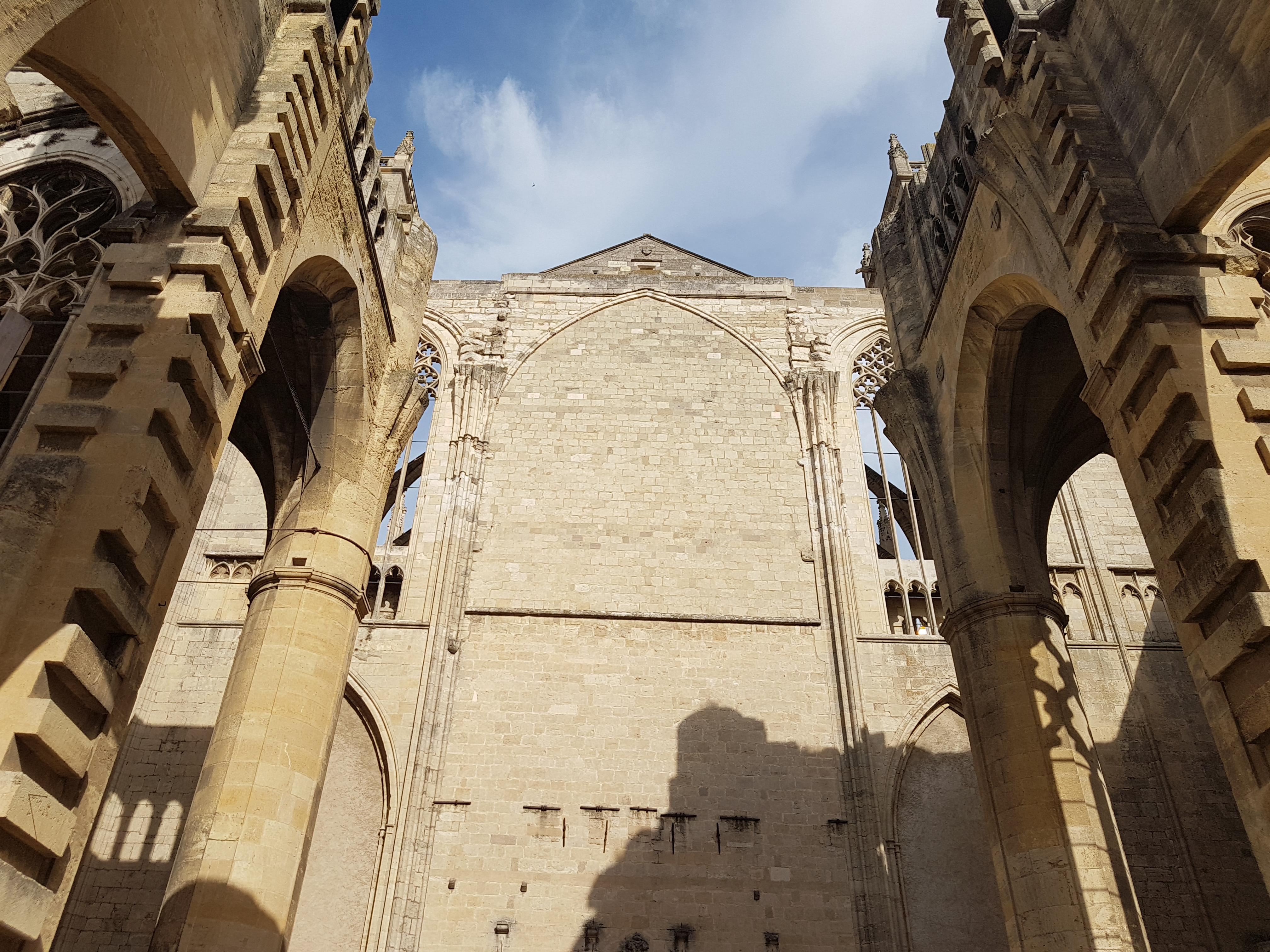
San Justo y San Pastor de Narbona, alzado de la nave inacabada, principios del

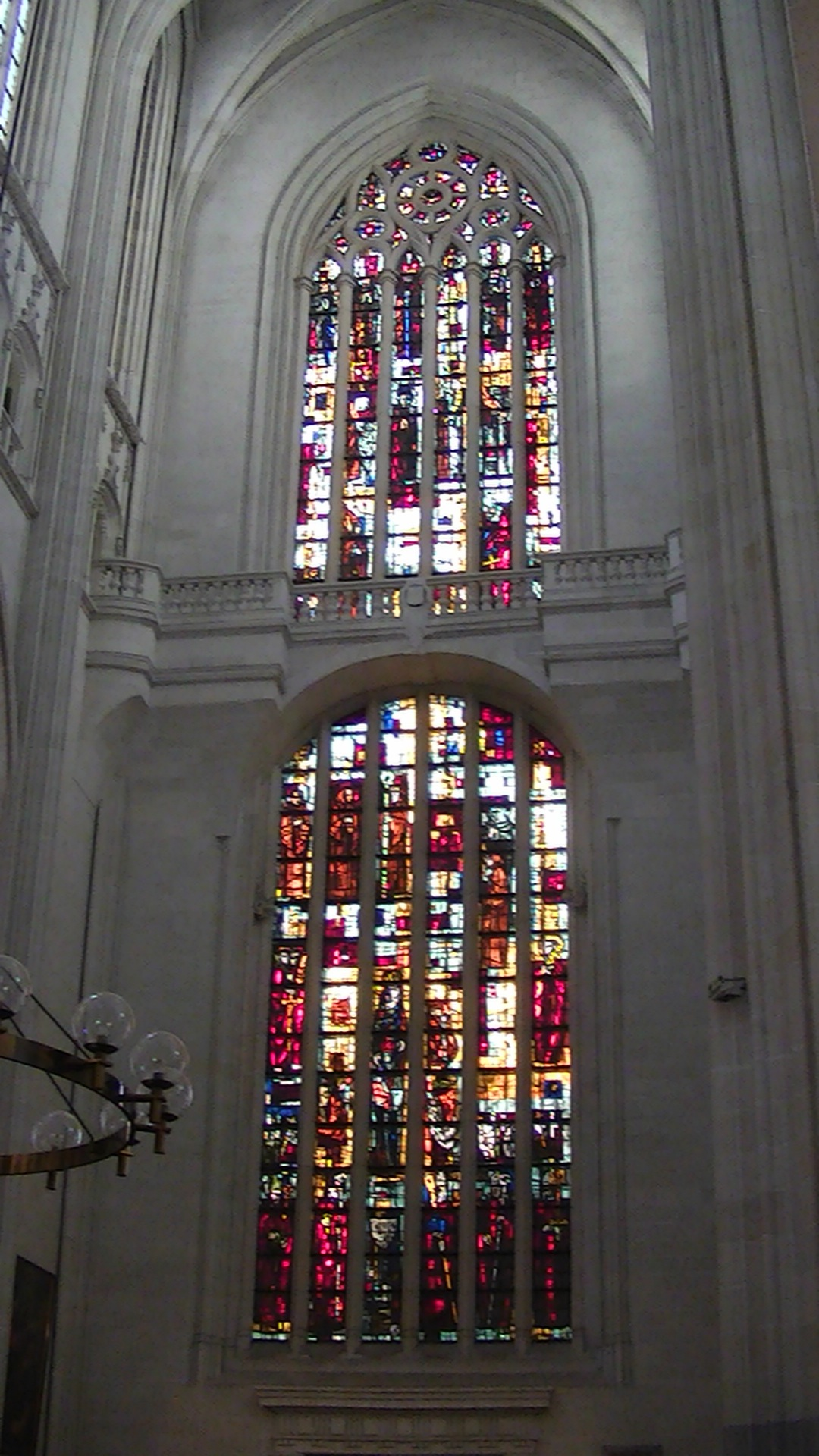
Fidelidad al gótico pero chapado de elementos clásicos,, brazo sur del transepto de la catedral de San Pedro y San Pablo de Nantes

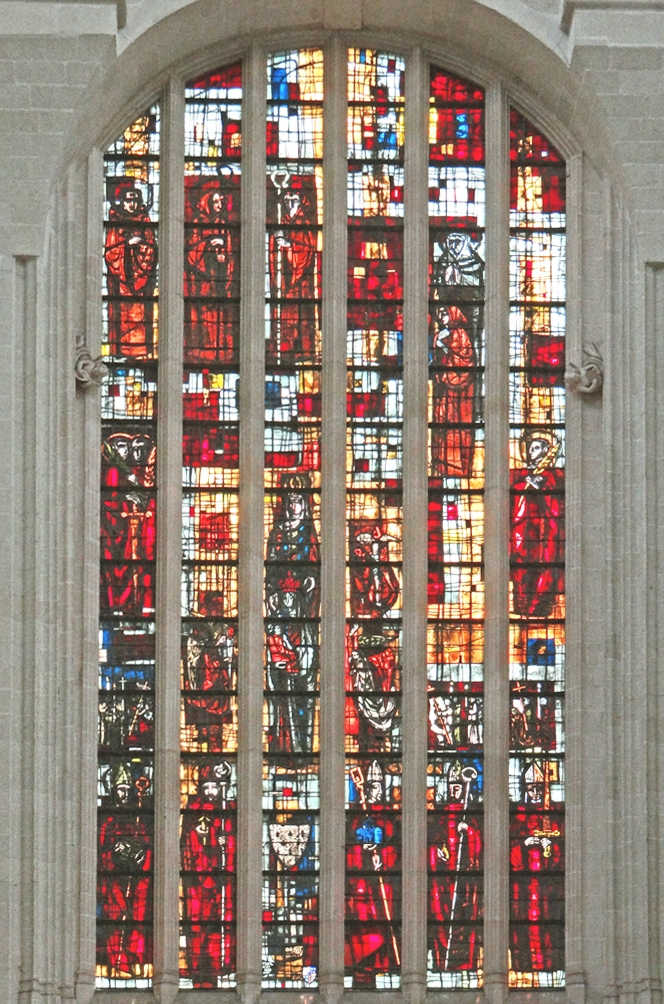
Nantes, Vidriera del crucero sur del de la catedral de Nantes, de 25 m de alto y 5 m de anchura, sustituida en 1959 por una obra de François Chapuis

Los logros del estilo gótico de los siglos XVII y XVIII son sorprendentes, incongruentes y alteran los hábitos de clasificación. Sin embargo, durante ese período, en las zonas rurales se construyó una iglesia o una pequeña capilla de estilo gótico tardío: por ejemplo, la capilla Saint-Samson en Trégastel, cuya construcción comenzó a finales del siglo XVI. El proyecto de Guillaume Hénault para los Celestinos de Orleans, en estilo gótico flamígero, no se terminó hasta alrededor de 1630, o a principios del siglo XVIII. La supervivencia de este estilo se atribuye entonces a un cierto tradicionalismo, por no decir arcaísmo. Pero en un entorno urbano, donde los constructores tenían la posibilidad de elegir y sabían qué era lo mejor, la elección de construir en un estilo gótico antiguo parece más sorprendente. Si bien las obras de este período a menudo siguen a las destrucciones ocurridas durante las guerras de religión, parece curioso el recurso casi sistemático al estilo gótico. Los casos de las catedrales de Narbona, Nantes y Orleans, tres grandes ejemplos de esta tendencia, pueden proporcionar una respuesta a esta pregunta.
En la catedral de San Justo y San Pastor de Narbona, las obras continuaron con normalidad hasta 1340, pero cuando fue necesario derribar parte de las murallas para terminar las obras, las autoridades municipales bloquearon el proyecto. Sumada a la Gran Peste y a la falta de recursos, esta decisión provocó tal frenazo que la construcción se abandonó finalmente en 1587, fecha de la consagración. No fue hasta 1708 cuando, por voluntad del arzobispo Charles Le Goux de la Berchère, se emprendieron nuevas obras para intentar completar el edificio. Un proyecto grandioso preveía la construcción de una nave gótica de nueve tramos rematada por una cúpula en el cruce de los transeptos, lo que indicaba la voluntad de seguir ciertas prácticas contemporáneas. Tras la muerte del arzobispo en 1719, las obras fueron continuadas por su sucesor pero, por falta de financiación suficiente, quedaron suspendidas, aunque se reanudaron entre 1839 y 1842. Los vestigios de estas realizaciones forman hoy la cour Saint Eutrope. Durante la reconstrucción de principios del siglo XVIII, los pilares cilíndricos del coro gótico fueron reelaborados y hechos más macizos para poder sostener las bóvedas de la futura nave. La decoración, sin embargo, fue diferente. La escultura de la Edad Media, pasada de moda, se modifica con molduras clasicistas: en el coro, delgadas columnillas aligeran los pilares, por el contrario en la nave a partir de principios del siglo XVIII, se sustituyeron por pilastras clásicas muy ligeramente salientes. Además, el tratamiento del triforio de cuatro ogivas es mucho más seco que el del coro gótico del siglo XIV, en consonancia con lo que se practicaba en los siglos XVII y XVIII en las molduras de los arcos apuntados. Si bien el alzado en tres niveles y sobre todo la forma pentagonal de las capillas con bóvedas de crucería y arcos apuntados indican una voluntad de continuidad con el resto del edificio, por otro lado, ciertos elementos ya no pertenecen al vocabulario arquitectónico o decorativo gótico: vano adintelado arqueado, pilastras excesivamente planas, cornisas de formas clásicas, capiteles jónicos y frontón semicircular, etc. Esta fidelidad al estilo gótico medieval y la aplicación de elementos del estilo clásico contemporáneo definen así este gótico de los siglos XVII-XVIII.
En la catedral de San Pedro y San Pablo de Nantes, aunque la fachada se terminó a finales del siglo XV y luego las torres en 1508, la nave y las naves laterales quedaron inacabadas desde principios del siglo XVI, dejando un sitio de construcción abierto. Sin embargo, se reanudaron las obras en el brazo sur del transepto, en pleno siglo XVII, con el objetivo de continuar las bóvedas de crucería de la nave y respetar su ornamentación gótica. Un proyecto de finalización del siglo XVII (del que se conserva una maqueta) incluso preveía continuar este estilo, añadiendo un transepto al norte, así como una breve cabecera, adosada a las murallas. El edificio no se terminó hasta el siglo XIX. Una vez más, en San Pedro y San Pablo de Nantes los logros del siglo XVII no alteraron en nada ni calidad ni la coherencia del estilo gótico inicial, aunque, como en Narbona, se nota una interpretación clasicista de las esculturas medievales durante la construcción moderna del edificio.
Durante la segunda guerra de religión, un pequeño grupo de hugonotes fanáticos entró en la medieval catedral de la Santa Cruz de Orleans durante la noche del 23 al 24 de marzo de 1568 y voló los cuatro pilares del crucero. Los pilares se derrumbaron, llevándose consigo el campanario, la esfera de cobre que lo cubría, las bóvedas del coro y la nave. Sólo se conservaron intactas las capillas absidales que irradian alrededor del coro, así como los dos primeros tramos de la gran nave. Los trabajos de limpieza y desarrollo temporal se realizarán rápidamente. El 2 de julio de 1598, el rey Enrique IV regresó de Bretaña, después de firmar el Edicto de Nantes que pondría fin a las Guerras de Religión. En Orleans prometió iniciar, con fondos estatales, la reconstrucción de la catedral en estilo gótico. Puso la primera piedra el 18 de abril de 1601, colocando una placa en uno de los pilares subsistentes. El 18 de abril de 1601, el rey y la reina María de Médici colocaron la primera piedra del nuevo edificio. El coro se terminó en 1623. En 1627 se pusieron los cimientos del transepto gótico, que se terminó en plena época barroca, en 1636. El transepto norte se terminó en 1643, y el transepto sur en 1690. Sus fachadas con su alzado clasicista, comportaban entonces la marca del rey Sol, introduciendo el arte moderno de la época en el edificio de estilo gótico flamígero. Su retrato y su lema «Nec pluribus impar» aparecen también, con la fecha de finalización de 1679, en el centro del rosetón sobre el portal del transepto sur. El lema se puede traducir como: «Bastaría con [gobernar] varios [reinos]. » El arquitecto Étienne Martellange trabajó allí en el siglo XVII, seguido en el siglo XVIII por Jacques V Gabriel que realizó la sillería y el recinto del coro y Louis-François Trouard. En 1739 se inició la construcción de la portada occidental, de estilo «gótico», rematada por dos torres, como prolongación de la gran nave. La antigua fachada románica, que sobrevivió a todos los destrozos, fue sin embargo demolida. La nueva construcción, hasta la base de las torres, se terminó en 1773. Los dos primeros pisos de las torres se construyeron durante los diez años siguientes, mientras que el portal tuvo que ser reforzado, ya que corría peligro de derrumbarse. La Revolución suspendió las obras y al edificio «gótico» sólo le faltaban sus dos torres. Las obras no se reanudaron definitivamente hasta 1817. El rey Carlos X inauguró la finalización de las obras el 8 de mayo de 1829, con motivo del 400.º aniversario del levantamiento del asedio de los ingleses por Juana de Arco y su ejército: un perron monumental (escalinata) que mezclaba festones de inspiración gótica y elementos neoclásicos se suceden delante de la catedral, en paralelo a la apertura de la nueva rue Jeanne d'Arc y a la creación del gran parvis de la catedral. 

Catedral de la Santa Cruz de Orleans
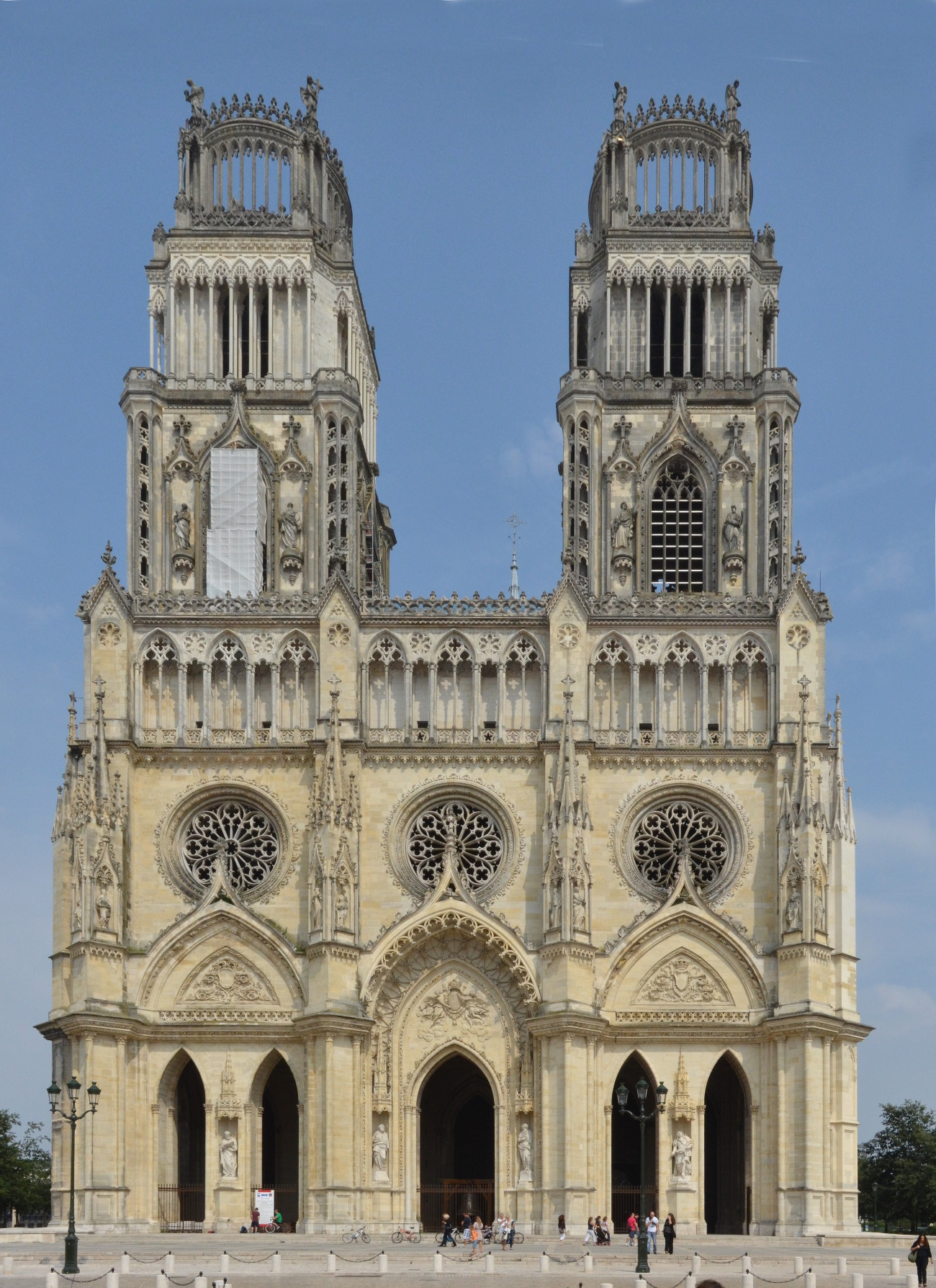
Fachada, Siglos XVIII-XIX
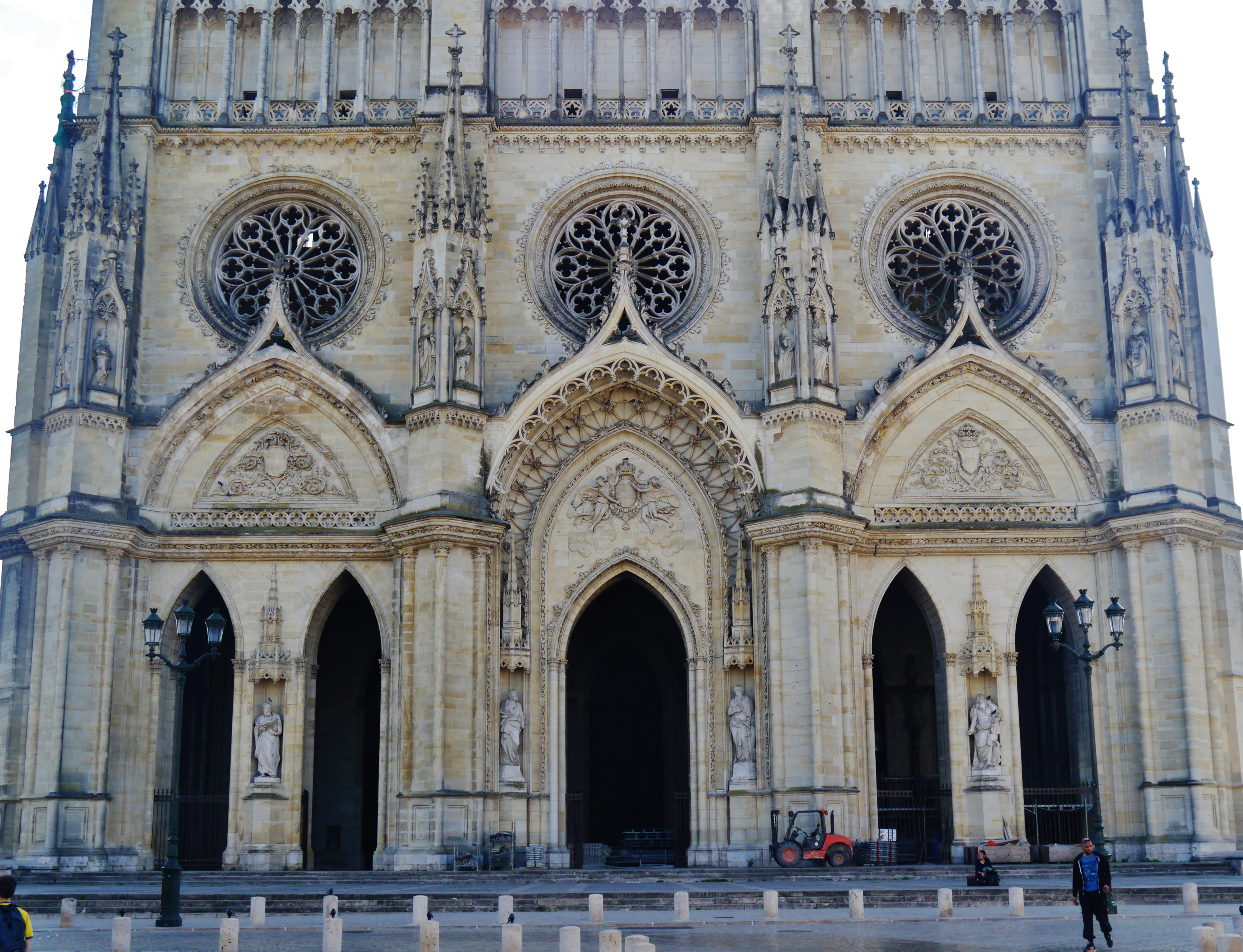
Portales de inspiración medieval (siglos XVIII-XIX)
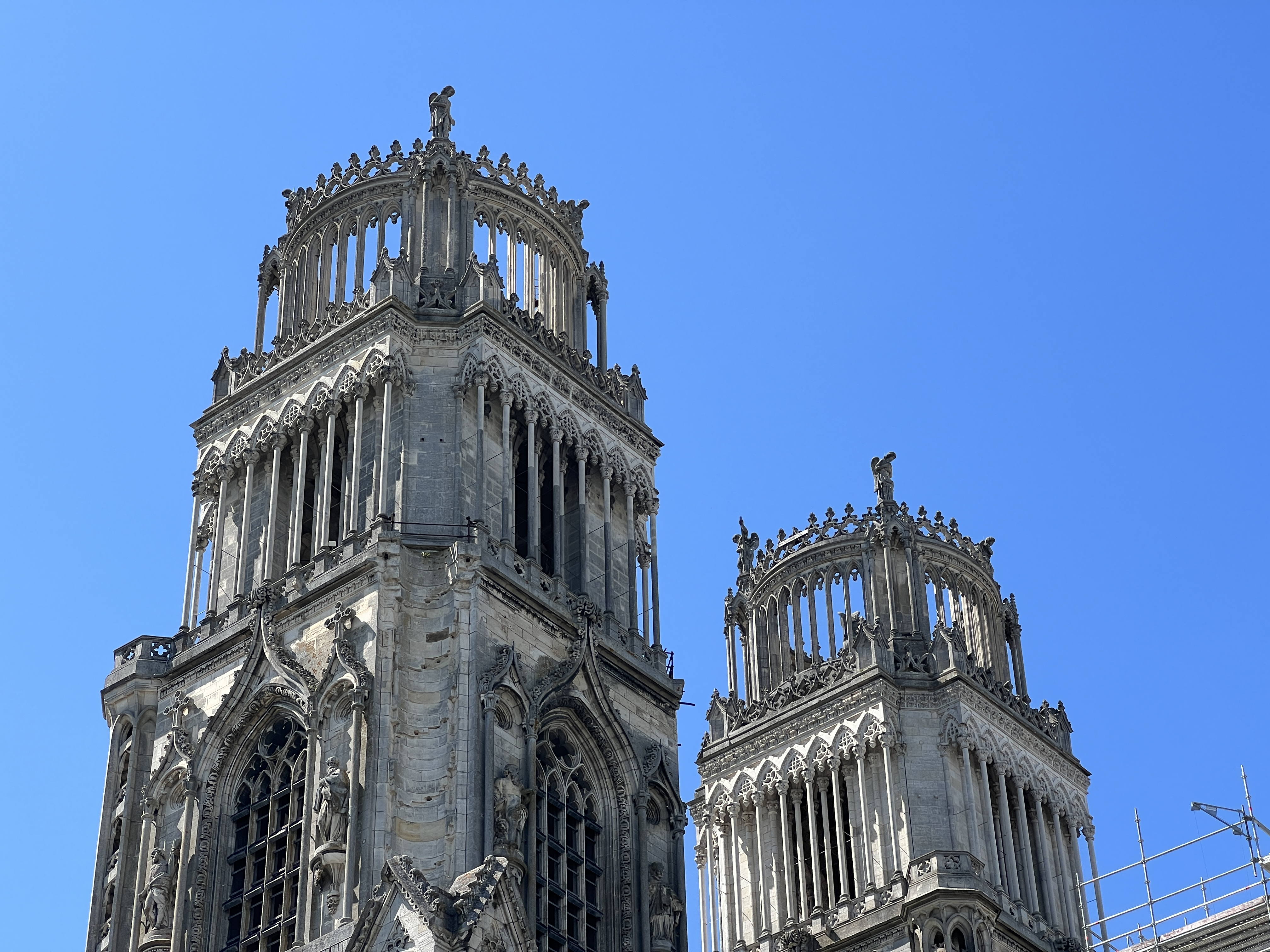
Parte superior de una de las torres «góticas».
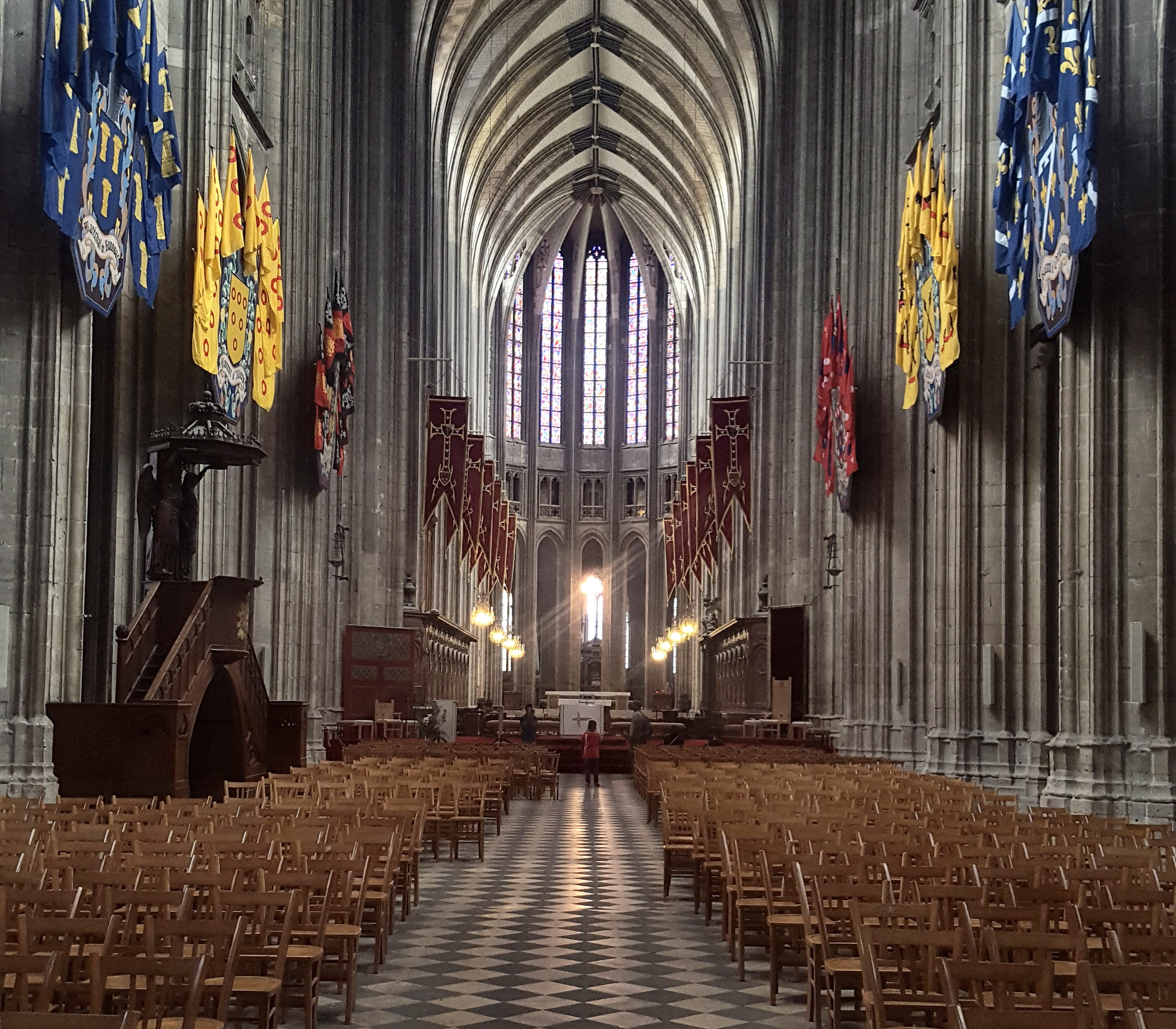
Nave, siglo XVII
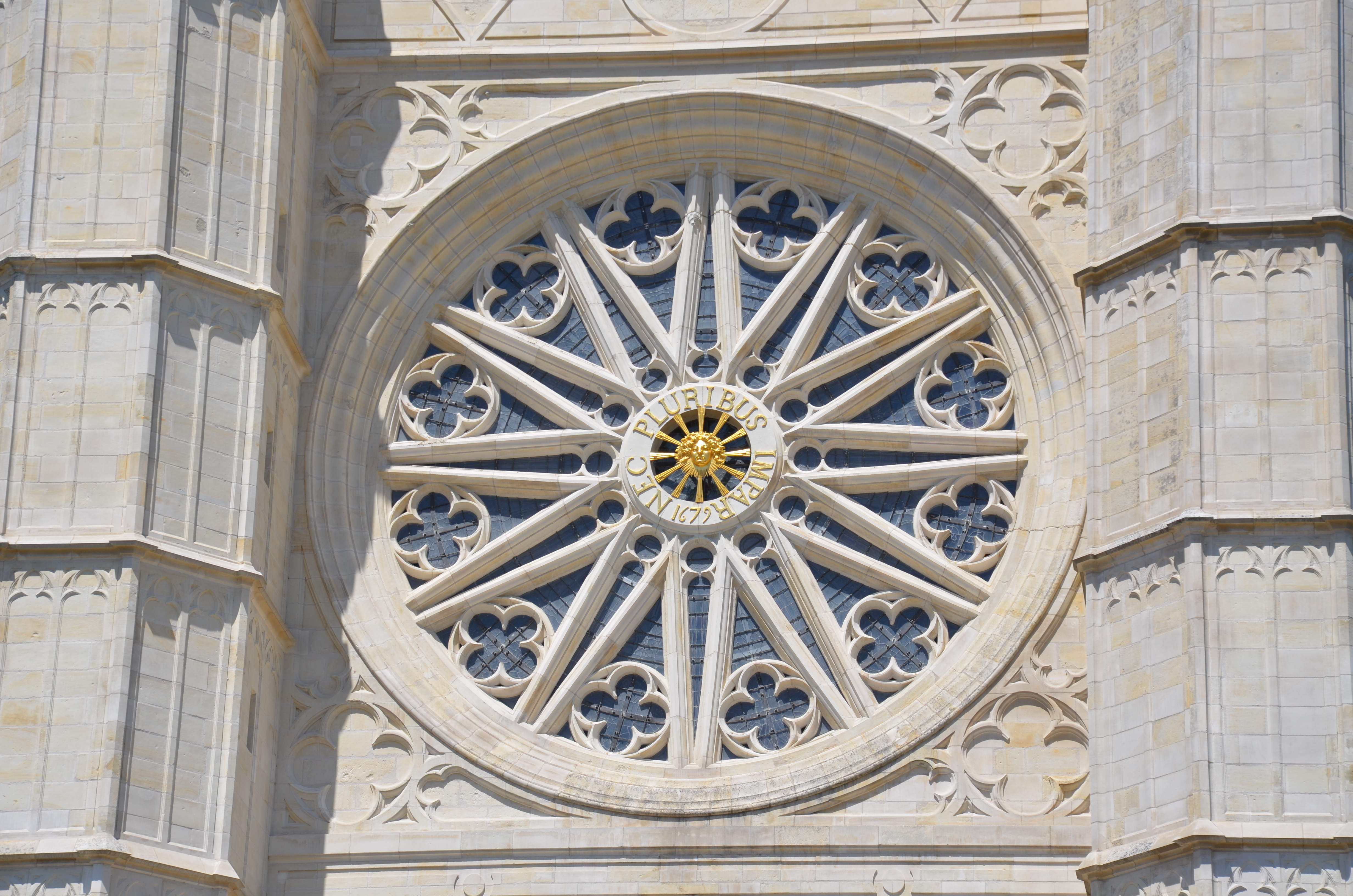
Divisa latina de Luis XIV, finales del siglo XVII, transepto sur

Se puede concluir con estos tres ejemplos tomados de Narbona, Nantes y Orleans, que la voluntad de continuar los edificios en el estilo gótico inicial, incluso con desarrollos modernos, puede haber querido afirmar la continuidad de la iglesia, en regiones muy marcadas por el protestantismo a través de la catedral, edificio importante y simbólico del mundo católico. Además, a partir de este período, bajo la influencia de historiadores y arquitectos como Soufflot, la arquitectura gótica se convirtió en el símbolo mismo de la Iglesia en Francia. Se puede citar la opinión de Montesquieu a quien sin embargo no le gustaba este estilo: «Parece que el gótico se adapta mejor a las iglesias que a otras arquitecturas, la razón de esto me parece es que el gótico no está en uso, es más diferente de nuestra manera de construir casas; para que el culto a Dios parezca más distinguido de las acciones ordinarias». Del mismo modo, el arquitecto bordelés Jean-Baptiste Lartigue, que había diseñado en 1776 un proyecto de fachada gótica para la catedral de su ciudad, basó su elección en las siguientes consideraciones: «Nuestros templos góticos ofrecen, por su ligereza aparente y por su elevación prodigiosa, bellezas que no se encuentran en Saint Roch, ni en Saint-Sulpice, ni en las iglesias modernas de género griego [neoclasicismo]: aquí nuestro espíritu admira..., pero en las iglesias góticas es el alma la que se conmueve».

### El romanticismo rehabilita el gótico: el neogótico
La construcción de edificios característicos de la arquitectura gótica no había cesado por completo en el siglo XVI, tanto en Francia (en Tours) como en Inglaterra (en Oxford) o e Italia (en Bolonia). En Inglaterra el arquitecto barroco Christopher Wren construyó la Torre de Tom para el College Christ Church (Oxford) y su estudiante Nicholas Hawksmoor añadió las torres occidentales de la abadía de Westminster, todo en estilo gótico en 1722. Cuando a finales del siglo XVIII nació el movimiento romántico, se desarrolló un interés por el conjunto de la Edad Media, incluyendo la arquitectura gótica, y el término gótico perdió su connotación negativa. Amateurs como Horace Walpole crearon mansiones con detalles góticos. Las innovaciones técnicas permitieron que las construcciones superaran ciertas limitaciones que constreñían su forma, y una nueva arquitectura reinterpretaba su patrimonio histórico: después del neoclásico, apareció el estilo neogótico, sobre todo en Inglaterra, seguido por los Estados Unidos en los años 1840. Este estilo fue empleado en nuevos edificios como estaciones (Estación de St. Pancras de Londres), museos (Museo de Historia Natural de Londres, Instituto Smithsoniano) y el Palacio de Westminster. Siguiendo a Oxford, este estilo conoció un gran éxito en las universidades de Estados Unidos, como en Yale.
El éxito del neogótico se prolongó hasta principios del siglo XX en muchos rascacielos, especialmente en Chicago y Nueva York. En Europa, el monumento más célebre que se inspiraba en la herencia gótica mientras se desmarcaba claramente del estilo orgánico propio de Gaudí, fue probablemente la Sagrada Familia de Barcelona (España).

#### Arquitectura neogótica en Francia
En Francia, el estilo neogótico aparece bastante tarde debido a las guerras napoleónicas, que movilizaron todas las fuerzas de la nación francesa, y al gusto del emperador Napoleón I por el estilo Imperio neoclásico. La novela de Victor Hugo, Notre-Dame de Paris (1831) revivió el interés por las catedrales de Île-de-France. La Restauración de los Borbones permitió a los jóvenes arquitectos volver a conectar con el pasado artístico del medieval reino de Francia, en especial con el estilo gótico francés del  siglo XIII. El arquitecto Jean-Baptiste-Antoine Lassus fue uno de los precursores de esta renovación arquitectónica. Eugène Viollet-le-Duc (1814-1879) trabajó con Lassus en varios proyectos —en particular en Notre Dame y la Sainte Chapelle, ambas en la isla de la Cité de París— y le deberá muchos de sus puntos de vista.
Viollet-le-Duc era uno de los mejores arquitectos de su época: su talento residía en su perspicacia para hacer observaciones minuciosas de los edificios medievales dignas de los mejores trabajos arqueólogicos[cita requerida] (sus méritos finalmente reconocidos se celebraron durante una gran retrospectiva montada en 1979, con motivo del centenario de su muerte). Restauró completamente ciertas construcciones, a menudo pasando por alto su estado original de deterioro, con intervenciones radicales, reconstruyendo con gran imaginación e incluso añadiendo partes completamente nuevas (este punto fue desde siempre atacado: se le reprocha inventar la planta de ciertas partes faltantes, y por lo tanto de distorsionarlas o "desnaturalizarlas", ajeno a los nuevos conceptos de restauración: intervención mínima y respeto a la obra original). Esa teoría la aplicó en sus restauraciones de la ciudad amurallada de Carcasona, así como en Notre Dame y la Sainte Chapelle parisinas, en el castillo de Roquetaillade, y de manera aún más característica a través de los ejemplos «pedagógicos» del castillo de Pierrefonds y del castillo de Pupetières. Difería de su homólogo inglés John Ruskin en que a menudo reemplazaba el trabajo de los canteros medievales. Su aproximación racional al gótico realmente contrastaba completamente con los orígenes románticos de la renovación, y es considerada por algunos como un preludio a la honestidad estructural exigida por el movimiento Moderno.
A lo largo de su carrera, fue presa de la cuestión de si el hierro y la mampostería debían de combinarse en una construcción. Sabía del uso de tirantes y grapas de hierro en la construcción de las catedrales originales ya que había verificado su presencia, pero igualmente sabía los problemas que eso podría causar, con el tiempo, por la evolución de las estructuras. El hierro había sido utilizado, de hecho, en las construcciones góticas desde los primeros días. Fue sólo con Ruskin y con la exigencia en el gótico arquitectónico de la «verdad estructural», que el hierro, ya fuese visible o no, fue considerado inapropiado para un edificio gótico. Ese argumento comenzó a derrumbarse a mitad del siglo XIX cuando se construyeron en Inglaterra grandes estructuras prefabricadas, como The Crystal Palace, en vidrio y hierro, o el atrio del Museo de la Universidad de Oxford, que parecían encarnar los principios del gótico a través del hierro. Entre 1863 y 1872, Viollet-le-Duc publicó sus Entretiens sur l’architecture, un conjunto de plantas audaces y vanguardistas que combinaban el hierro y mampostería. Aunque estos proyectos nunca se realizaron, influyeron en varias generaciones de diseñadores y arquitectos, entre ellos Antoni Gaudí, o los arquitectos Destailleur, a los que se debe, entre otros, el castillo de Trévarez.
Inspirándose en los trabajos de investigación de Lassus y Viollet-le-Duc, muchos arquitectos para proyectar nuevos edificios, especialmente religiosos, imitaron el estilo medieval. En 1840, basílica de Nuestra Señora de Bonsecours, cerca de Rouen, inauguró la era de las iglesias neogóticas, seguida de cerca en Nantes por la iglesia de San Nicolás (1844-1869). Siguieron, entre otras, el Sagrado Corazón de Moulins, en Allier (1844-1881), la iglesia de San Vicente de Paúl (o de los Reformados, en Canebière) en Marsella (1855-1886), la iglesia de San Pablo de Estrasburgo (1892-1897), etc. En París, un ejemplo famoso fue la iglesia de Sainte-Clotilde (1846-1857).
Algunas obras neogóticas fueron sólo parciales, especialmente para completar edificios medievales: se construyó un coro para la catedral de Saint-Pierre-et-Saint-Paul de Nantes (1840-1891); la fachada y las torres para la iglesia abacial de Saint-Ouen (1846-1851); la fachada para la catedral de Nuestra Señora de la Anunciación de Moulins, diseñada por los arquitectos Lassus y Millet (1852-1874); dos flechas para la catedral Saint-Corentin de Quimper (1854-1856);  un tramo y una nueva fachada flamígera para la iglesia de Saint-Laurent de Paris (1863-1867), obra de Simon-Claude Constant-Dufeux; y una fachada con sus altas flechas para la catedral Notre-Dame de Clermont-Ferrand (1866-1884).
Durante este período, también fueron construidas basílicas y catedrales en el extranjero por arquitectos franceses como en Luján y en Mercedes, en la Argentina, o en Cantón, en China.
- Nuevas iglesias neogóticas
- Basílica de Nuestra Señora de Bonsecours (1840-1844), de Jacques-Eugène Barthélémy
- Templo de San Esteban de Mulhouse (1855-1860), de Jean-Baptiste Schacre
- Iglesia de San Vicente de Paúl, Marsella (1855-1886), de François Reybaud
- Iglesia de San León de Nancy (1860-1877), de Léon Vautrin
- Iglesia de San Ambrosio (París) (1863-1869), de Théodore Ballu
- Basílica de Notre-Dame de Niza (1864-1868), de Charles Lenormand
- Iglesia Saint-Bruno de Voiron (1864-1883), de  Alfred Berruyer
- Iglesia de San Pablo (Estrasburgo) (1892-1897)

También se construyeron edificios civiles en estilo neogótico en Francia, como el ala este del Palacio de justicia de Ruan, los castillos de Challain-la-Potherie, Abbadia, Pupetières, Bagnoles-de-l'Orne, Savigny-sous-Faye, Kériolet, o bien el de Hardelot.
- Château de Challain-la-Potherie, de René Hodé (1847-1854)
- Château de Roquetaillade (1850-1870), castillo del siglo XIV restaurado por  Viollet-le-Duc
- Ciudadela de Carcasona, restaurada por Eugène Viollet-le-Duc (desde 1854) y acabada por sus discípulos (hasta 1913)
- Ala Este del del Palacio de justicia de Ruan (neogótico, fin del s. XIX).

## Las diferentes formas locales

### El gótico angevino

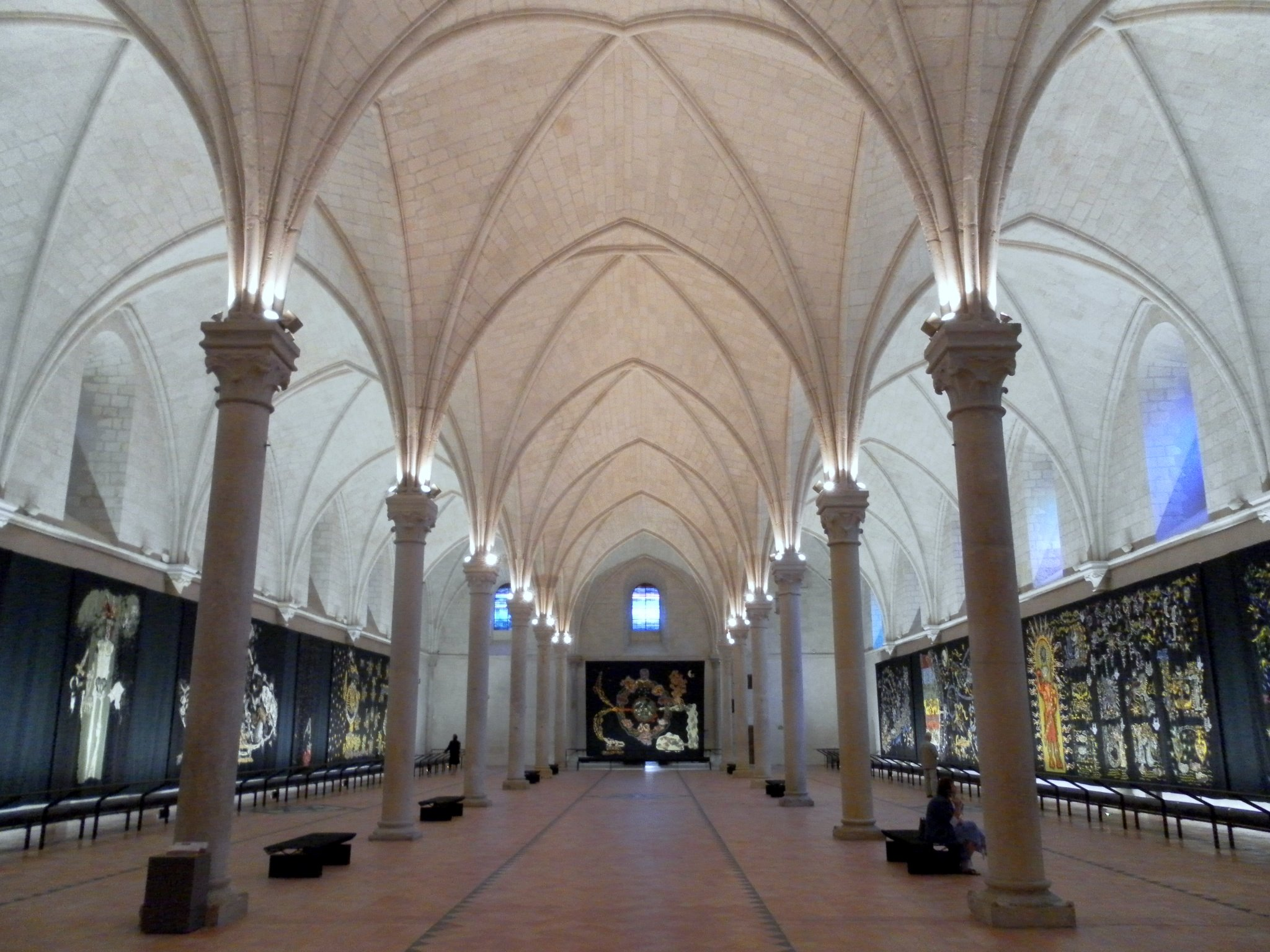
Bóvedas de la gran sala de enfermos del antiguo hôpital Saint-Jean de Angers.

El gótico angevino, también llamado gótico Plantagenêt, que se desarrolló en el oeste de Francia —en Anjou, en Touraine, en Limousin, en Poitou, en Aquitania, Maine y en los reinos angevinos de Nápoles y de Sicilia— se distingue por las fachadas diferentes de las de la Île-de-France que no comportan tres portales. Sus cabeceras tampoco tienen necesariamente arbotantes (como en la catedral de Saint-Pierre de Poitiers, cuya cabecera es un simple muro vertical).
Pero lo que caracteriza al gótico angevino son sobre todo las bóvedas: la bóveda angevina presenta un perfil muy abombado —clave significativamente más alta que los arcos apuntados y los arcos formeros—, mientras que la bóveda de la Isla de Francia es más plana —clave de bóveda al mismo nivel que los arcos apuntados y los arcos formeros—.
Este sistema, típico de mediados del siglo XII, es una combinación de influencias del renovado gótico (bóveda de ojivas) y de la arquitectura románica del oeste de Francia (iglesias de filas de cúpulas, como la catedral de Saint-Front de Perigueux o la catedral de Saint-Pierre de Angulema). Se caracteriza por una sola nave, es decir, sin naves laterales, y por las bóvedas de aristas muy abombadas que crecen con muy poca pendiente y que no requieren de arbotantes.
Entre los ejemplos más bellos de bóvedas angevinas se pueden mencionar la catedral de Saint-Maurice de Angers y el antiguo hôpital Saint-Jean de Angers, actual museo Jean-Lurçat.

Ejemplos de gótico angevino
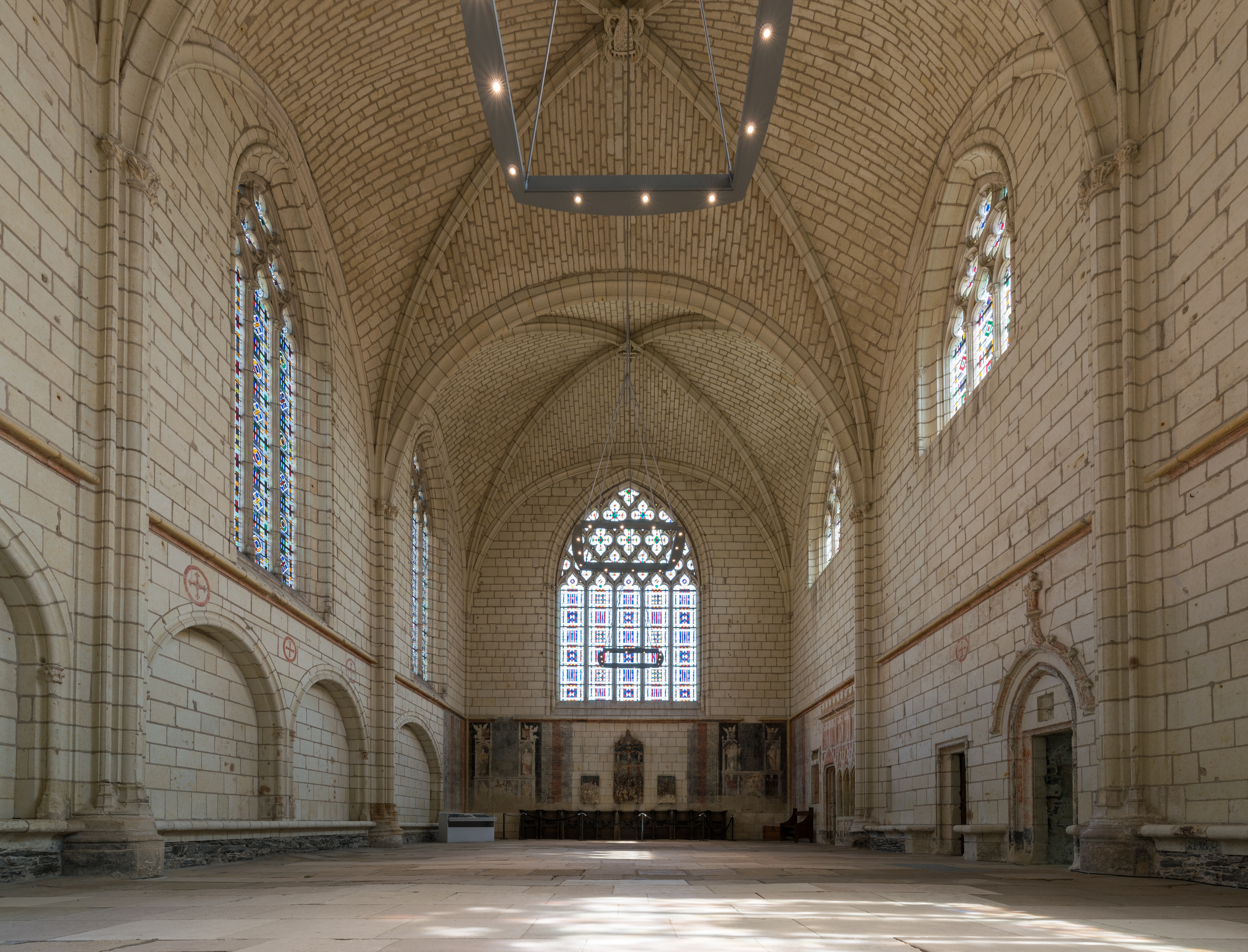
Bóvedas de la capilla del castillo de Angers.
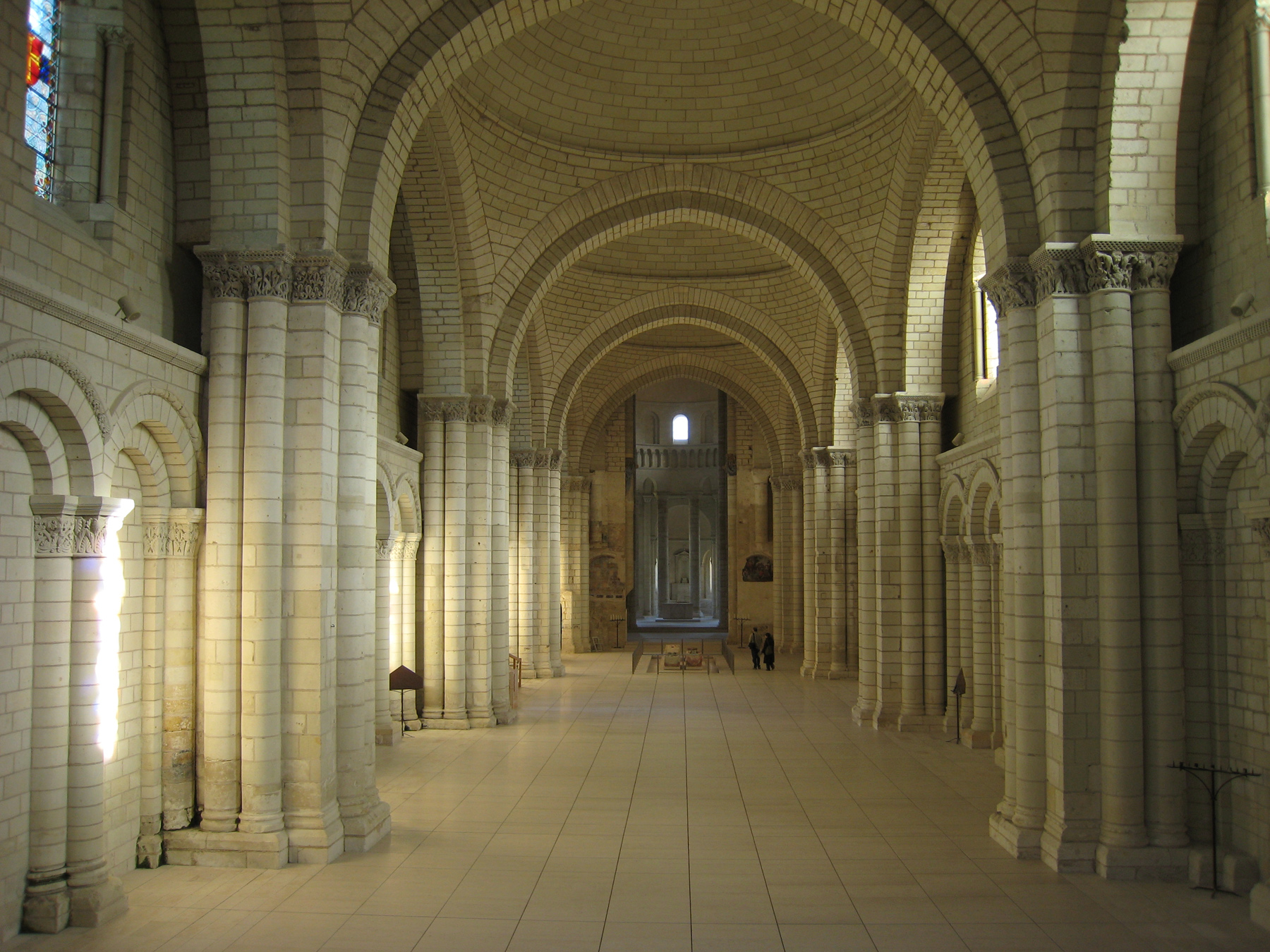
Bóvedas de la abadía de Fontevraud.
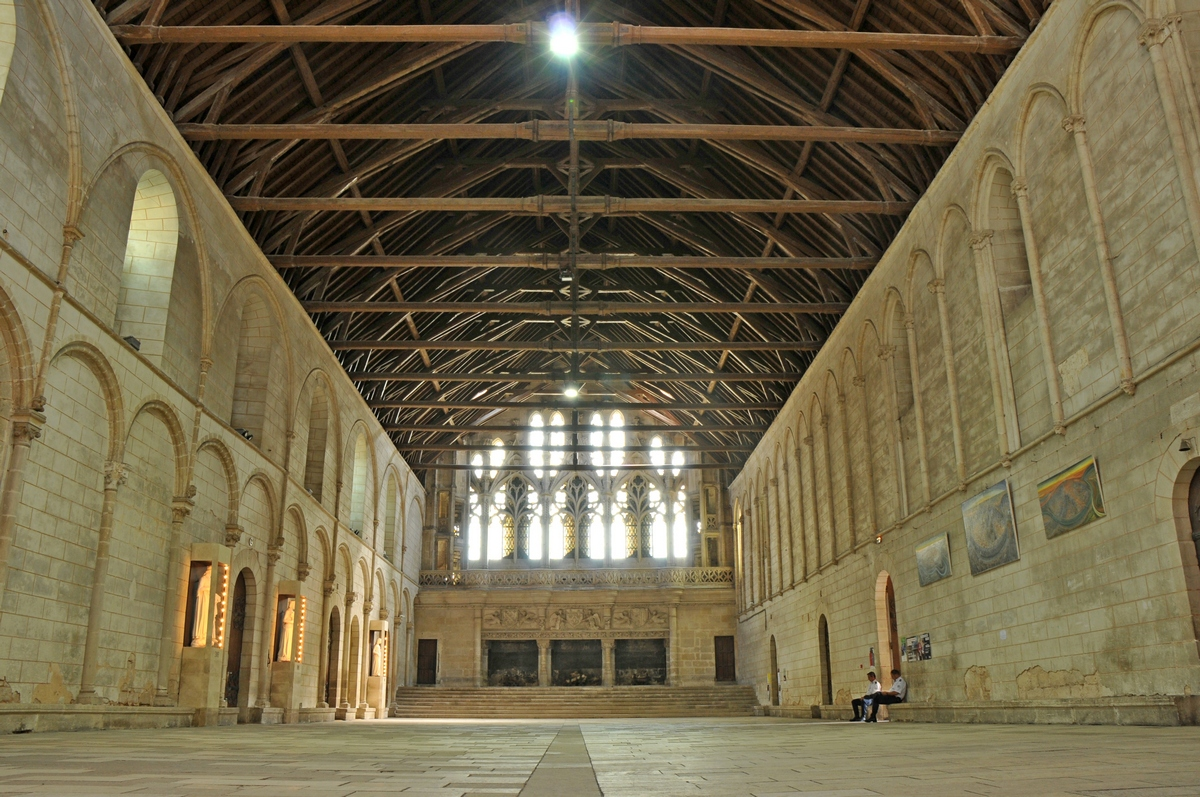
Antiguo palacio de los duques de Aquitania, en Poitiers.
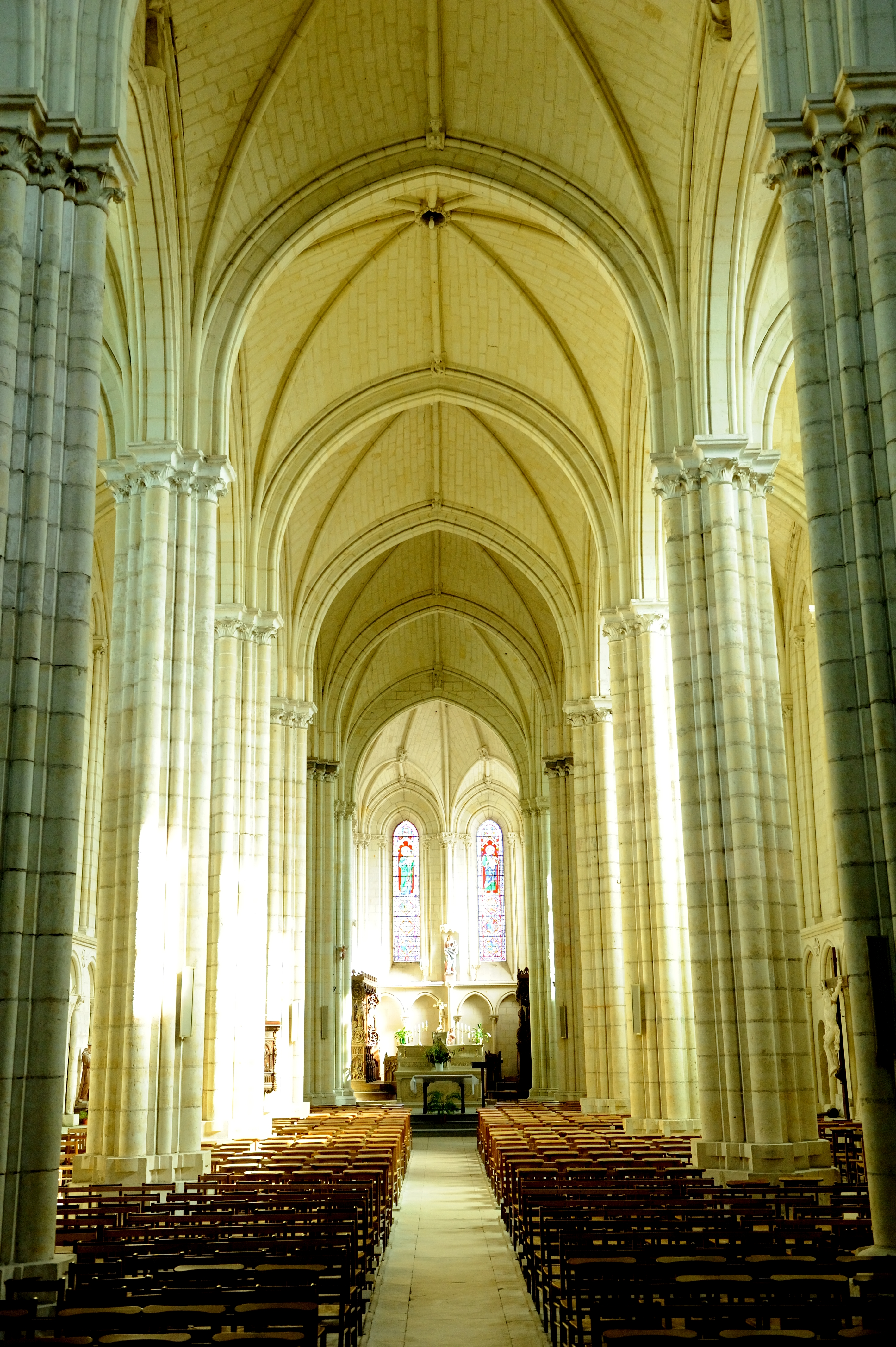
Nave de la colegiata Notre-Dame de Puy-Notre-Dame
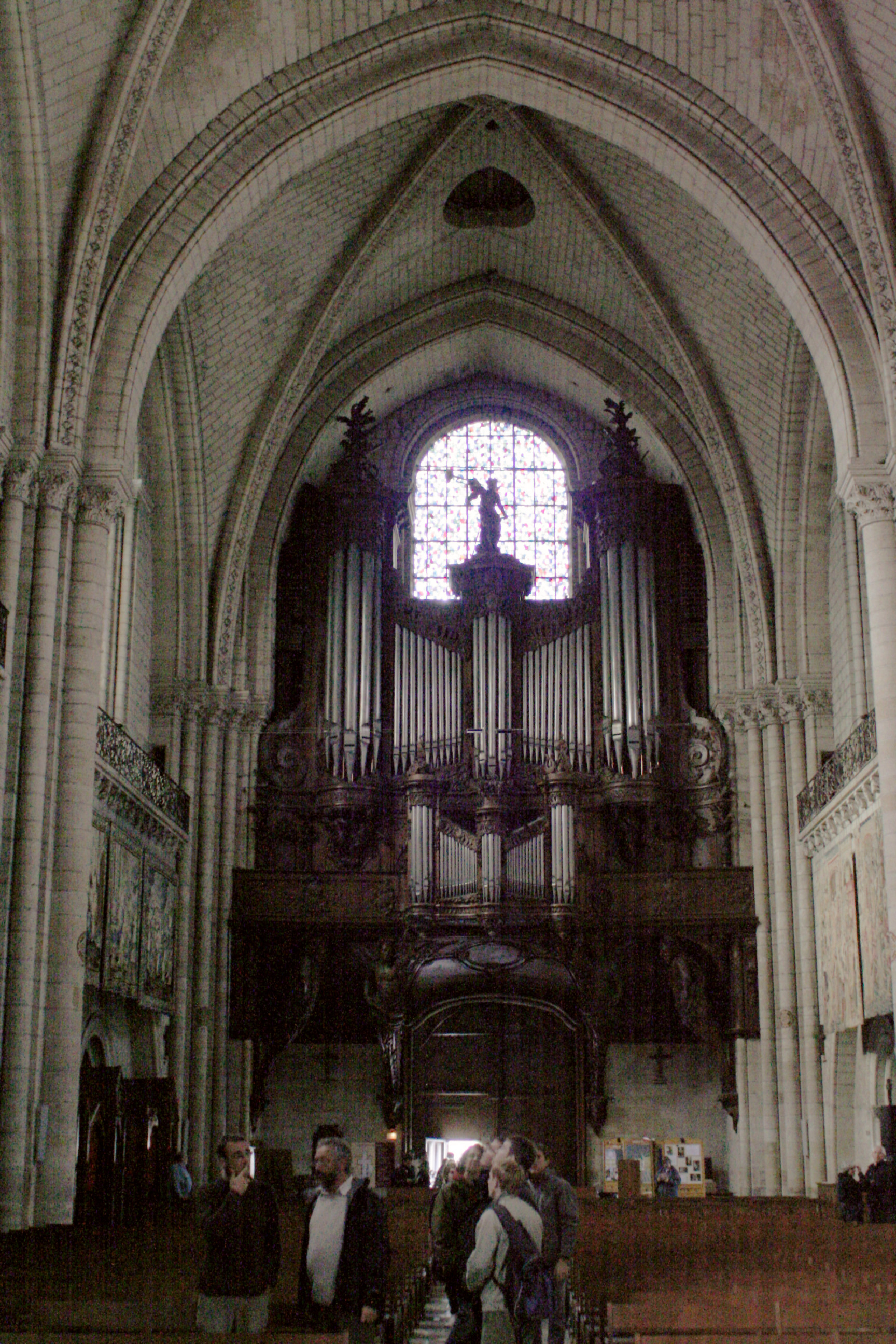
Bóvedas de la catedral de Angers
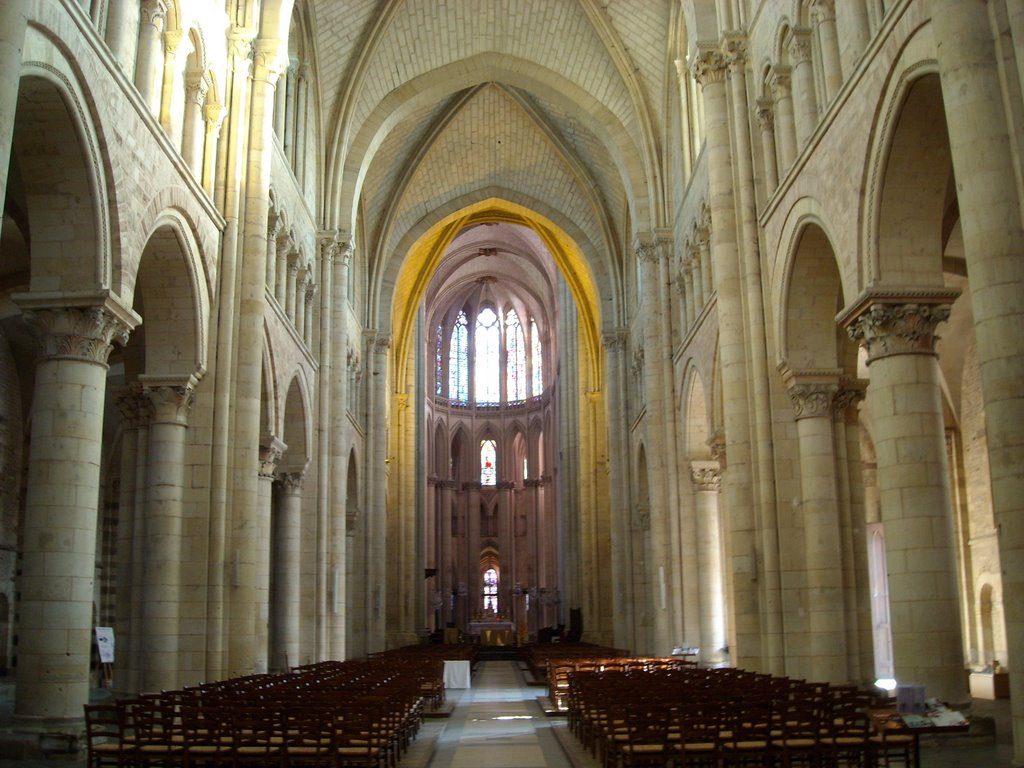
Bóvedas de la catedral de Le Mans

### El gótico normando

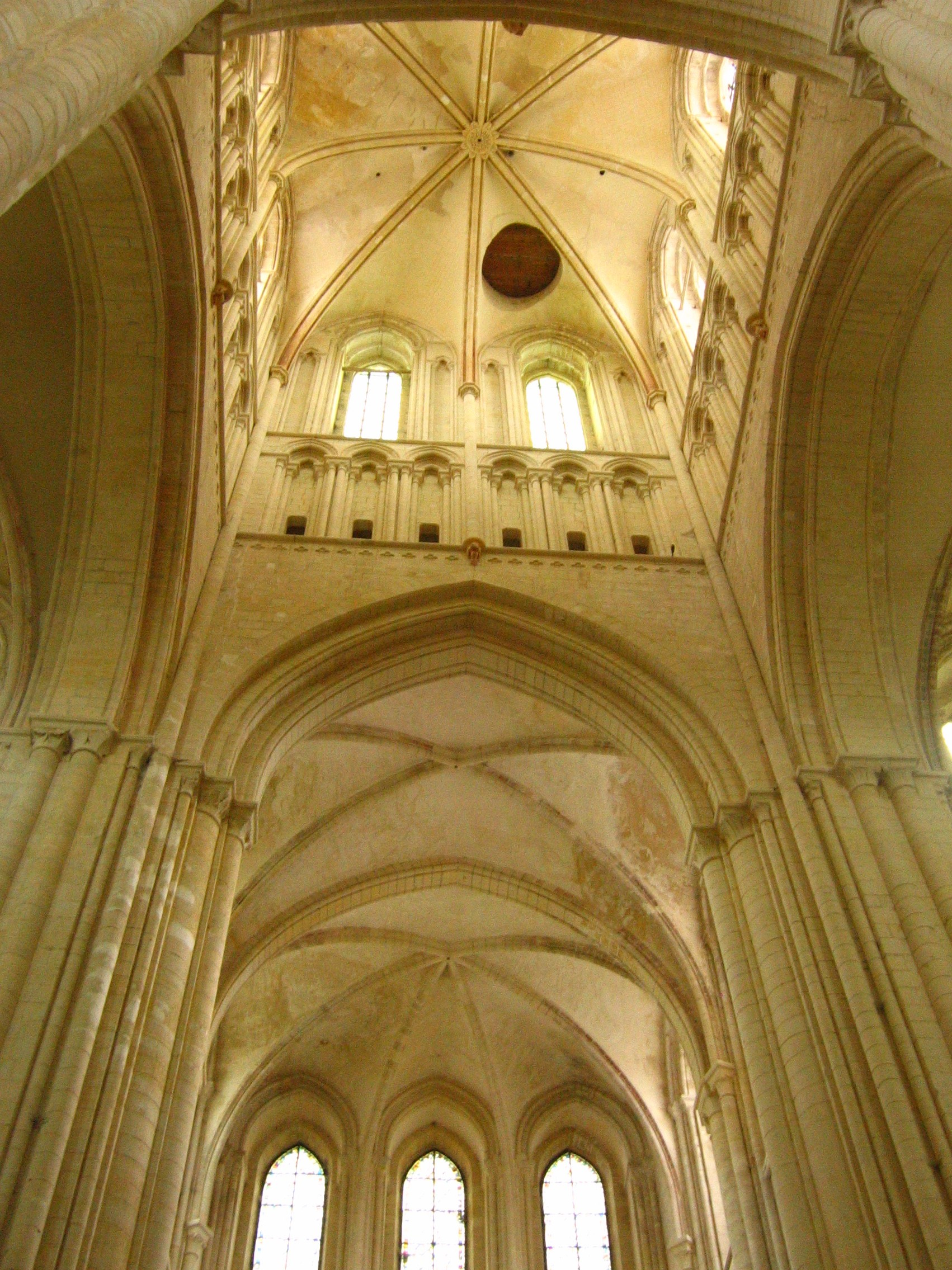
Tiburio de la iglesia abacial de Fécamp, de 65 m de altura.

Normandía se asoció muy temprano con el movimiento gótico. Una de las características del gótico normando es la presencia, sobre el  transepto, de una torre central que puede ser tiburio o campanario, construido en muchas de las grandes iglesias y catedrales en la casi totalidad de la provincia (catedral de Coutances, Notre-Dame de  Rouen, Notre-Dame d'Évreux, antigua catedral de Lisieux, abadía de la Trinité de Fécamp, etc.). La catedral de Notre-Dame de Sées  no la tiene, pero se planeó originalmente. Esta arquitectura estuvo influida en gran medida por el arte gótico inglés, en el que la presencia de una torre central fue la regla. Excepcionalmente, también hay torre en otros lugares de Europa, como en la catedral de Burgos o en la catedral de Lausana.

### El gótico meridional

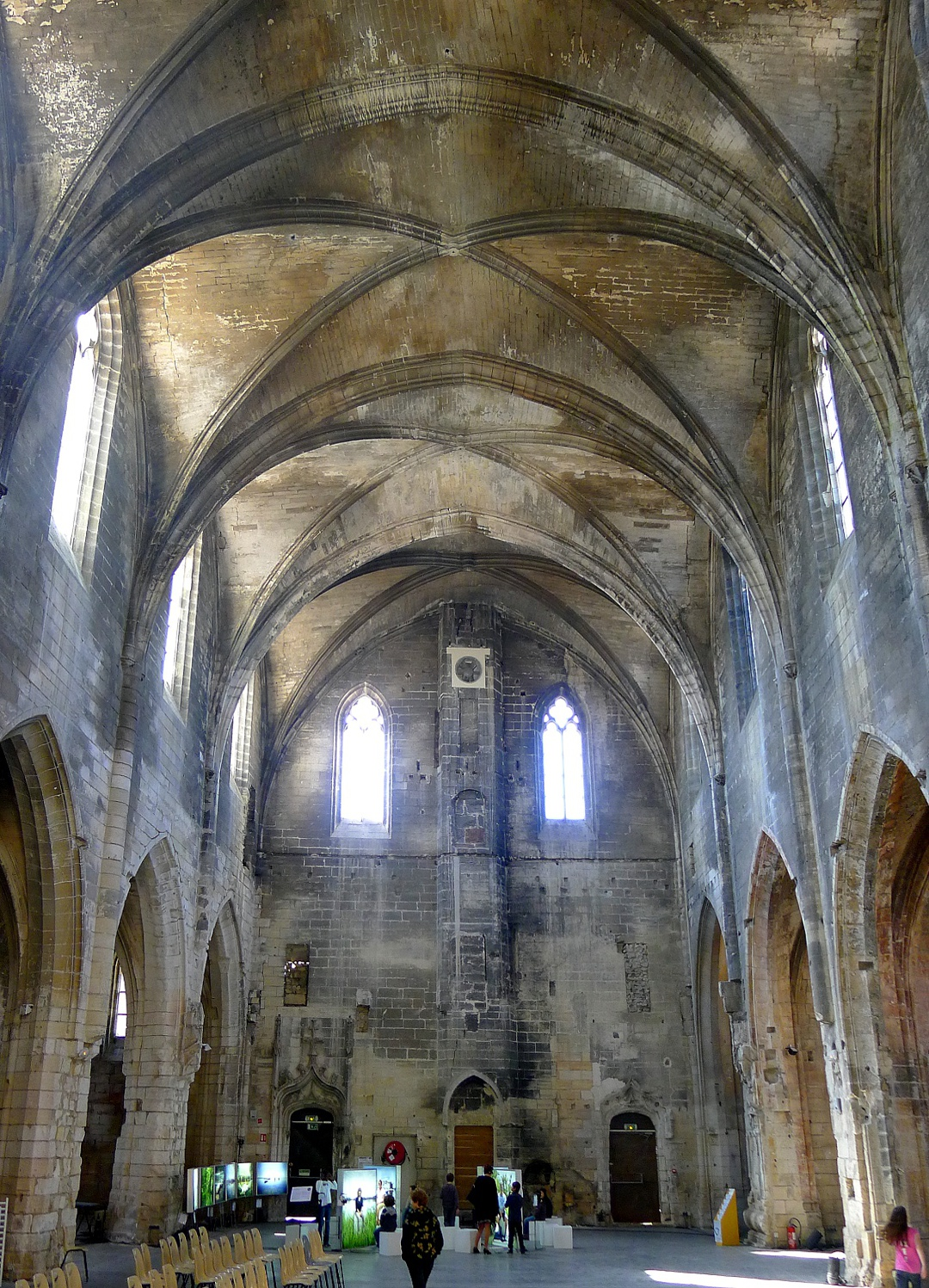
Iglesia de los Dominicos de Arlés, en gótico meridional.

El gótico meridional, tolosano o languedociano, designa una corriente desarrollada en el sur del país, que se caracteriza por la austeridad de los edificios, por el uso de contrafuertes en lugar de arbotantes y por las escasas y estrechas aberturas (ejemplos: catedrales de Santa Cecilia de Albi, San Fulcran de Lodève o San Pedro de Montpellier). Además, muchos edificios de este estilo no tienen naves laterales y están cubiertos por carpinterías que descansan sobre arcos diafragma. Tenía un aspecto un tanto militar, fortificado, diseñado para mostrar el poder de la Iglesia.
Durante el auge de la herejía cátara, el lujo de la Iglesia católica fue constantemente socavado por los perfectos eclesiásticos cátaros. Después de la erradicación política de la aristocracia cátara durante la cruzada contra los albigenses (1209-1229),volvió a reconquistar los espíritus. Además el establecimiento de la Inquisición puso el énfasis en un estilo arquitectónico más austero y despojado.

Ejemplos de gótico meridional
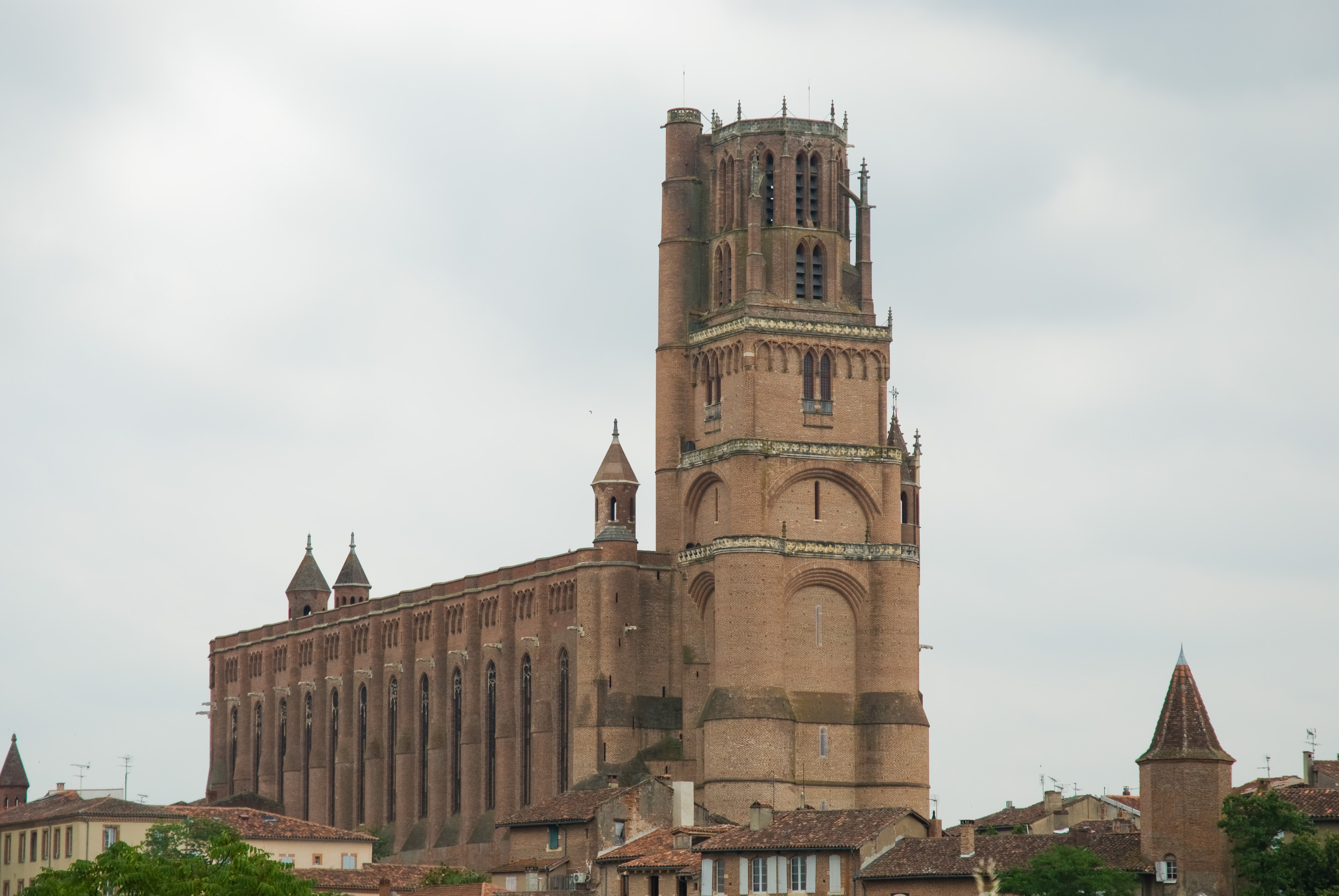
Catedral de Santa Cecilia de Albi
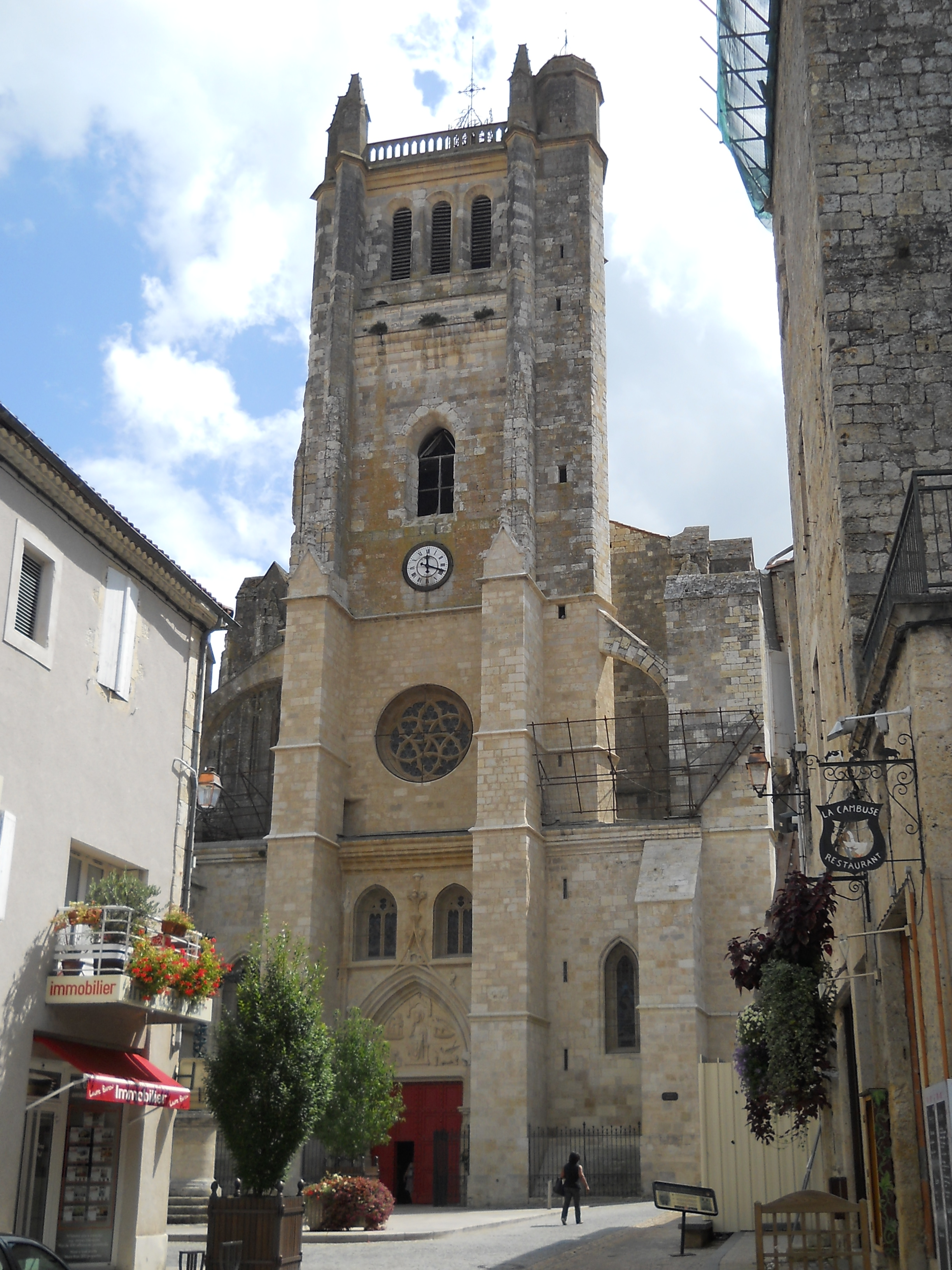
Catedral de San Pedro de Condom
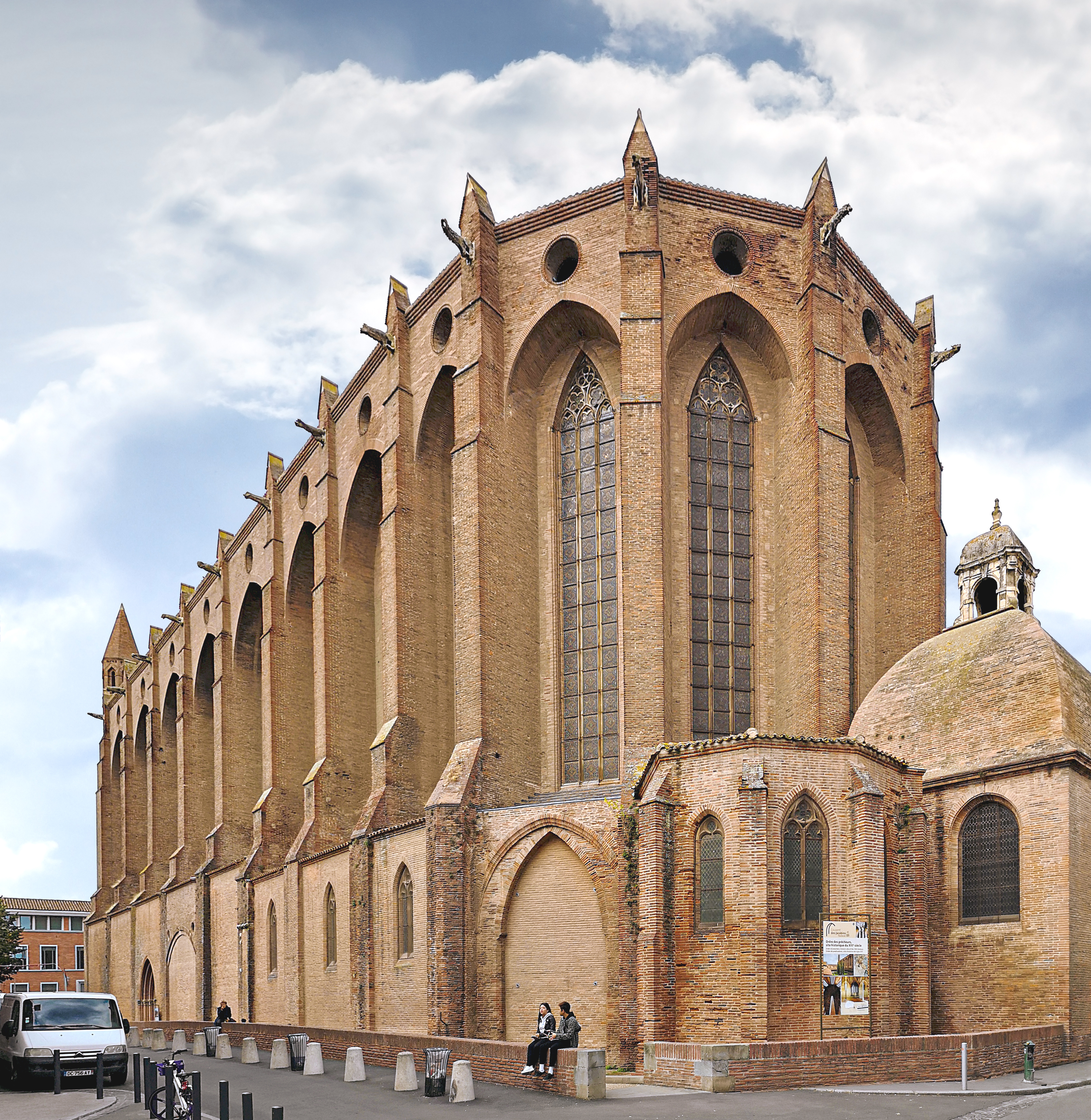
Jacobinos de Toulouse
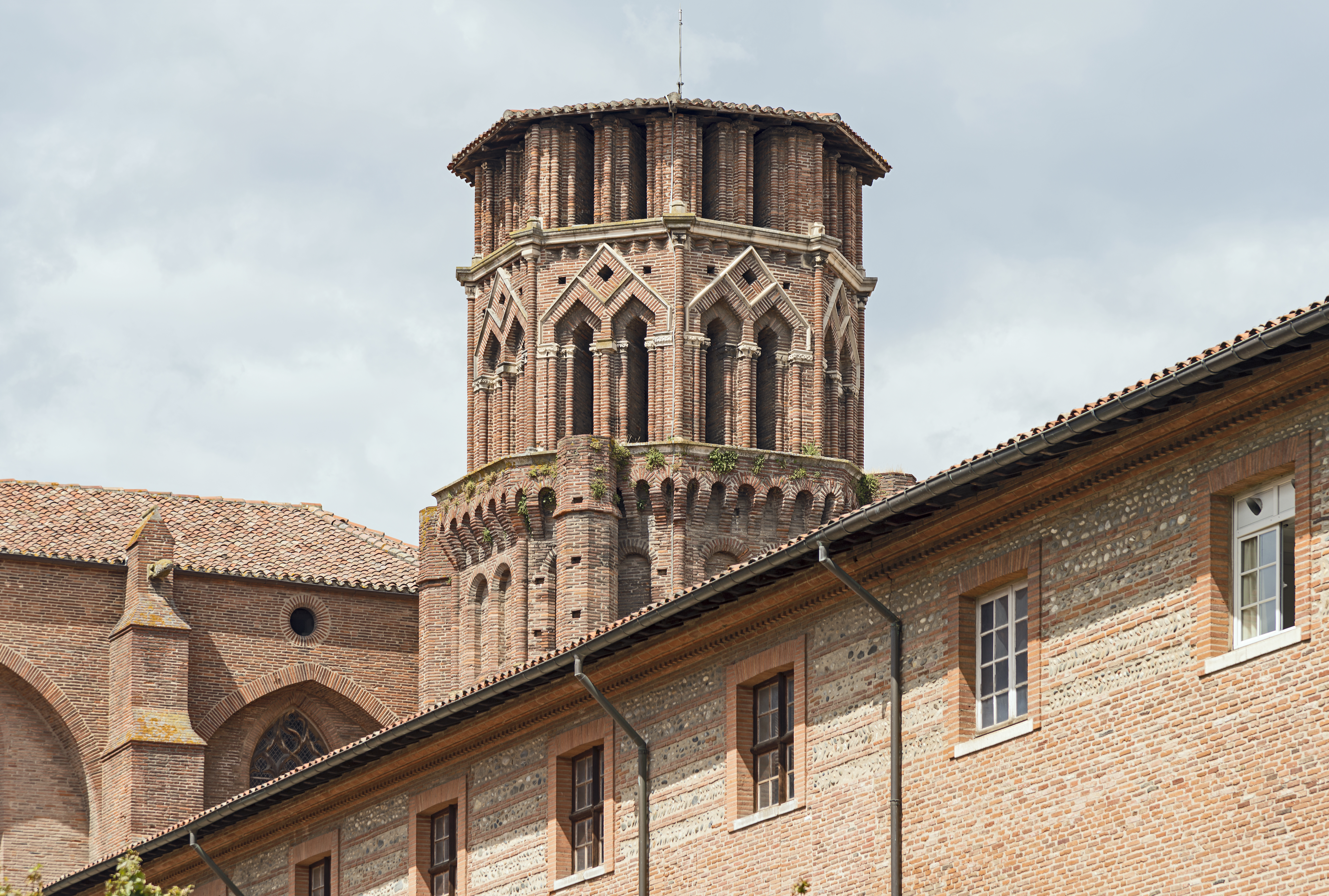
Matacanes, Agustinos de Toulouse
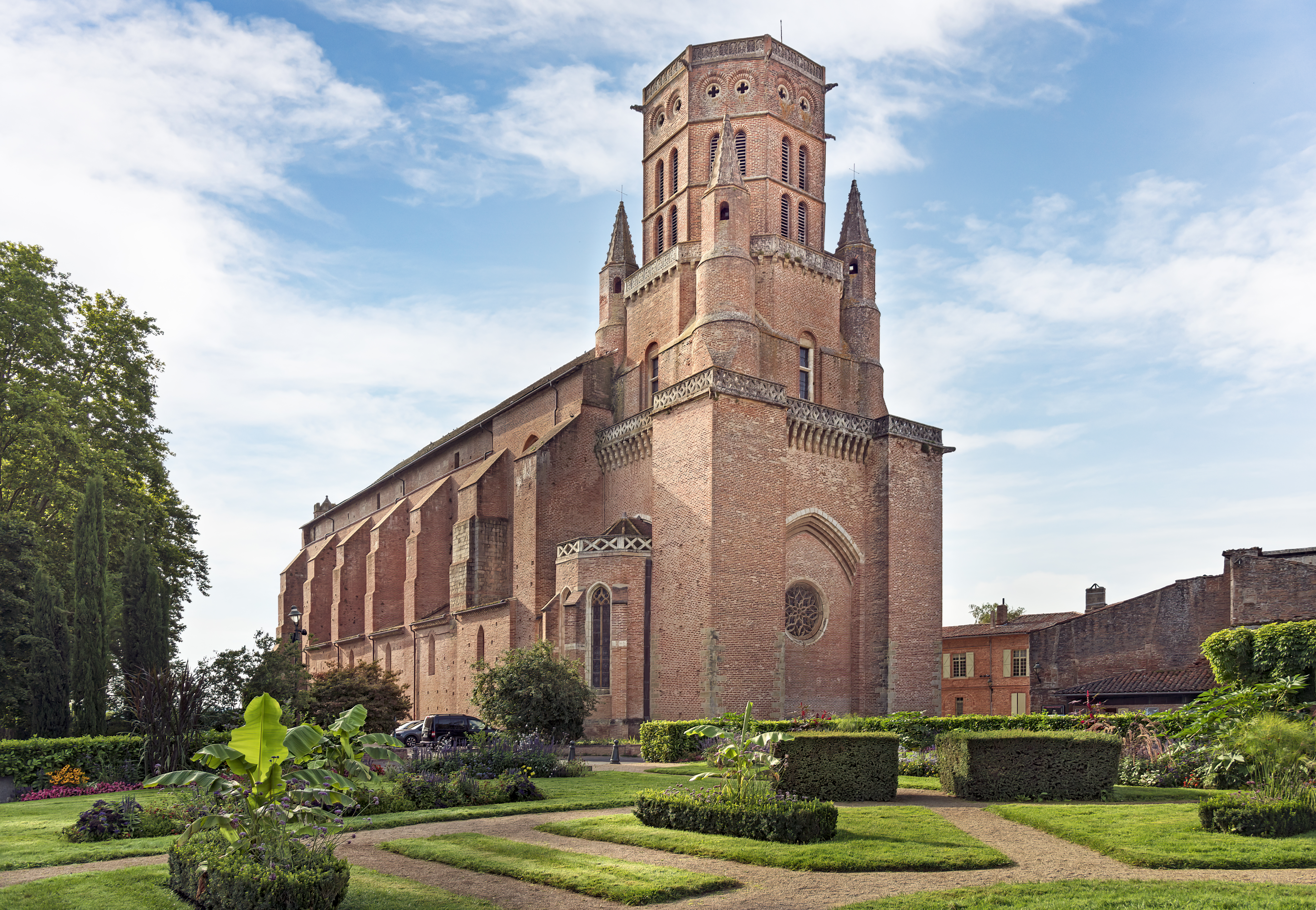
Torre-campanario de la catedral de San Alain de Lavaur.